# 桃山文化

狩野永徳『唐獅子図屏風』（宮内庁三の丸尚蔵館）

桃山文化（ももやまぶんか）または安土桃山文化（あづちももやまぶんか）は、織田信長と豊臣秀吉によって天下統一事業が進められていた安土桃山時代の日本の文化である。この時代、戦乱の世の終結と天下統一の気運、新興大名・豪商の出現、さかんな海外交渉などを背景とした、豪壮・華麗な文化が花ひらいた。
なお、「桃山文化」の呼称は、主として美術史の分野において多用される時期区分であり、その場合は徳川家康による江戸幕府開幕後の17世紀初頭も含めることが多い。本項でも、この時期区分に準じ、16世紀後半から17世紀初めにかけての文化事象について、その概略を述べる。

## 概要

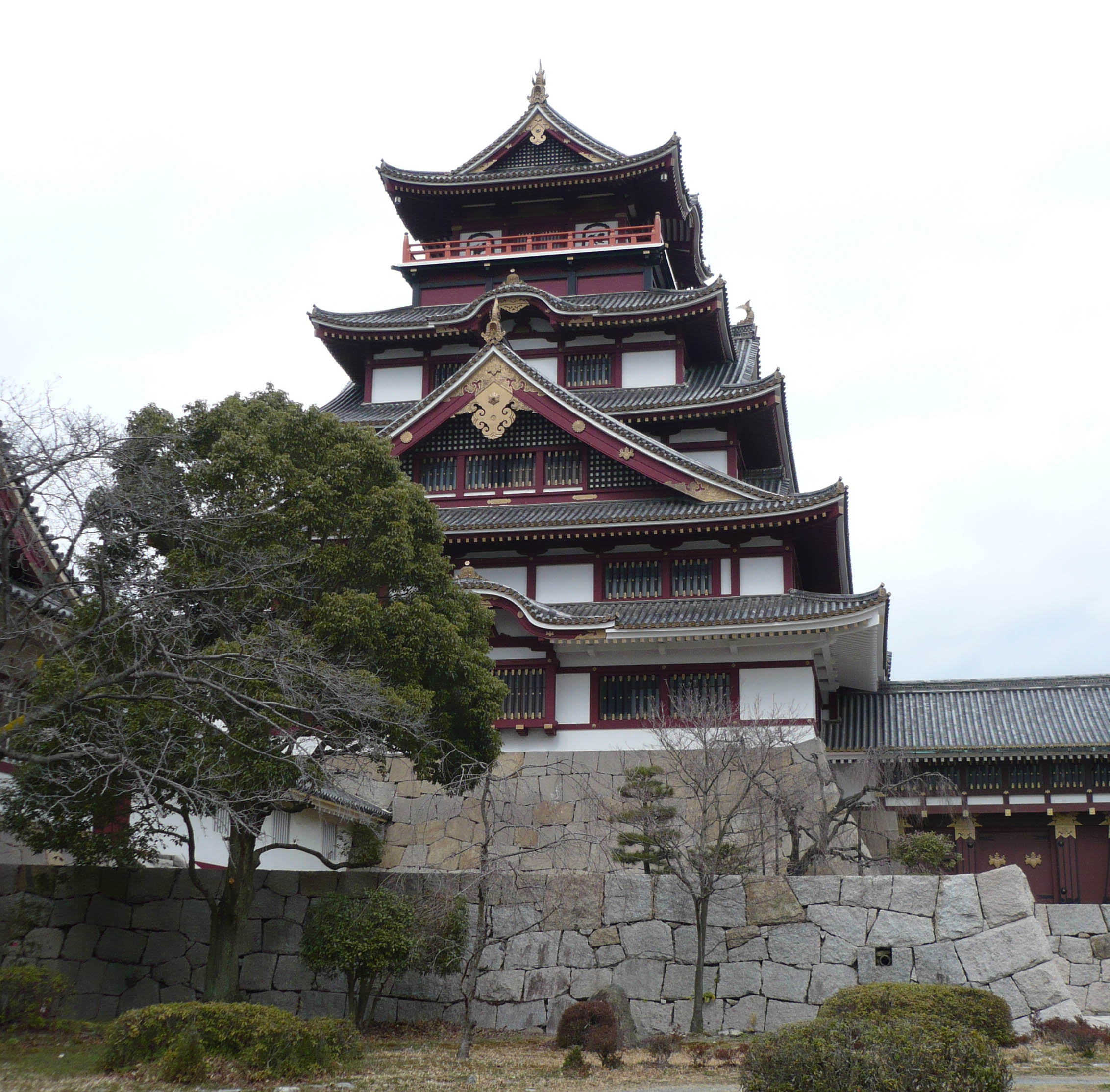
伏見桃山城模擬天守

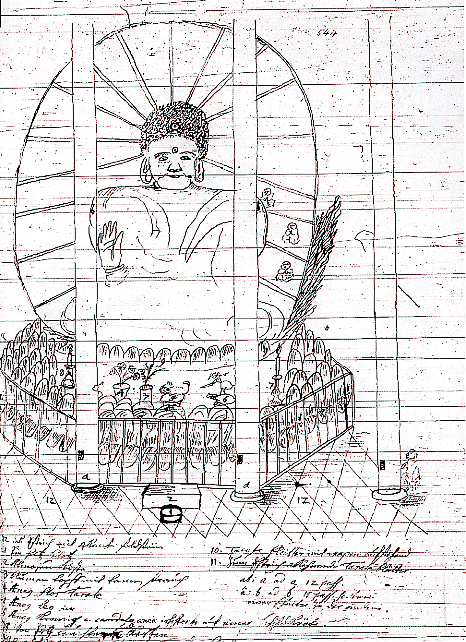
エンゲルベルト・ケンペルの方広寺大仏（京の大仏）のスケッチ。

「天下布武」を掲げて日本の国内再統一事業を推し進めた織田信長、その後継者として統一を実現した豊臣秀吉の時期を、日本史上では、2人の居城の地名にちなんで「安土桃山時代」と称し、この時代の文化を一般に「桃山文化」と呼んでいる(「安土桃山文化」と呼ばれることもある)。「桃山」の名の由来となった京都市伏見区の桃山丘陵は、秀吉がその晩年にきずいて本営を設けた伏見城の跡地で、廃城ののち元禄時代ごろまでに桃の木が植林され、安永9年『伏見鑑』が発行された頃から「桃山」と呼ばれるようになったという。
この時代、約100年におよんだ戦国時代の争乱をおさめて権力と富を集中させた統一政権のもと、そのひらかれた時代感覚が、雄大・壮麗にして豪華・絢爛、かつ溌剌として新鮮味にあふれた桃山文化を生み出した。この文化には、戦国の世を戦い抜いて新たに地域の支配者となった新興の大名や、戦争や貿易などを通じて大きな富をきずいた都市在住の豪商の気風や経済力が色濃く反映されている。

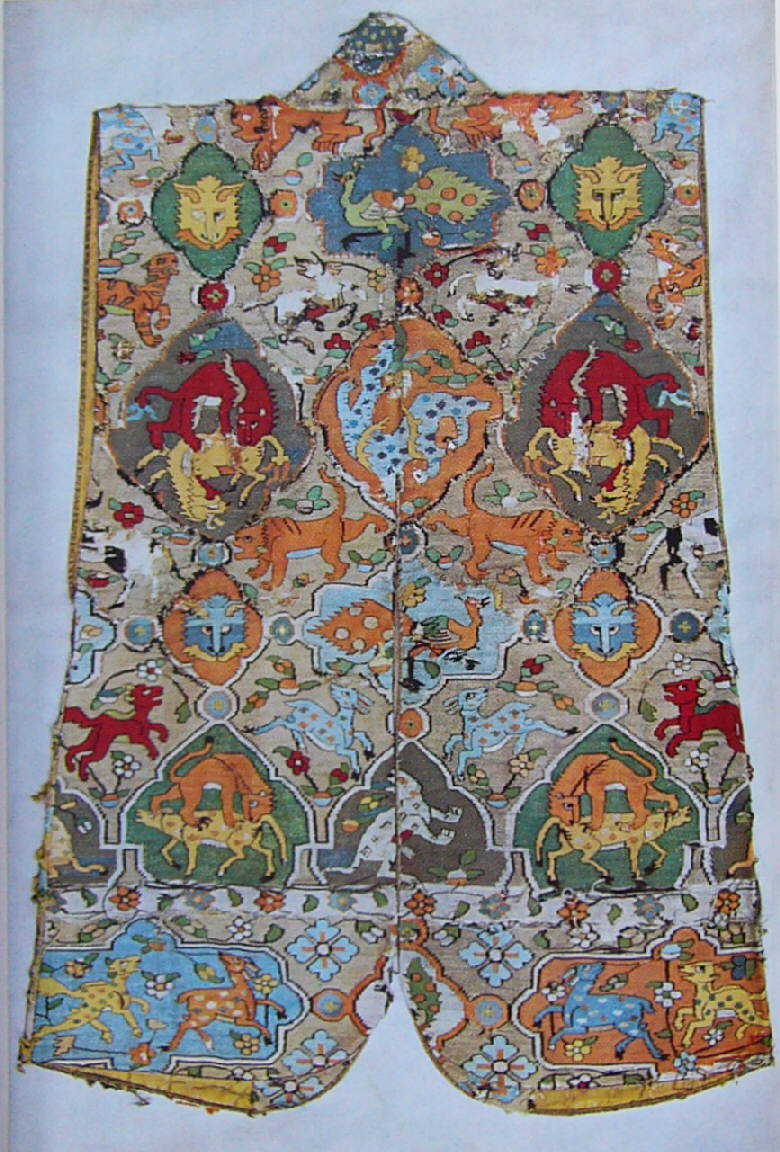
秀吉着用と伝わる陣羽織（高台寺蔵）

また、古代や中世の文化が神仏中心の傾向が強かったのに対し、この文化が人間中心主義的な性格を傾斜させたことも大きな特色となっている。それまで長きにわたって各方面の文化を支えになってきた寺院勢力は、信長や秀吉らの政策によって弱められ、かつ、多くは没落していったため、文化の面においても仏教色が薄められ、世俗的・現実的かつ力感のある作品が数多く生み出されたのである。
統一政権の出現によって、文化の地域的な広がりや庶民への浸透もいっそう進み、京都・大坂・堺・博多などの都市で活動する商工業者（町衆）が新たな文化のにない手として台頭した。この時代の文化は、中世以来の来世主義が後退し、現世享楽主義的な要素が強まったが、それには、このような町衆の台頭も背景のひとつとなっている。

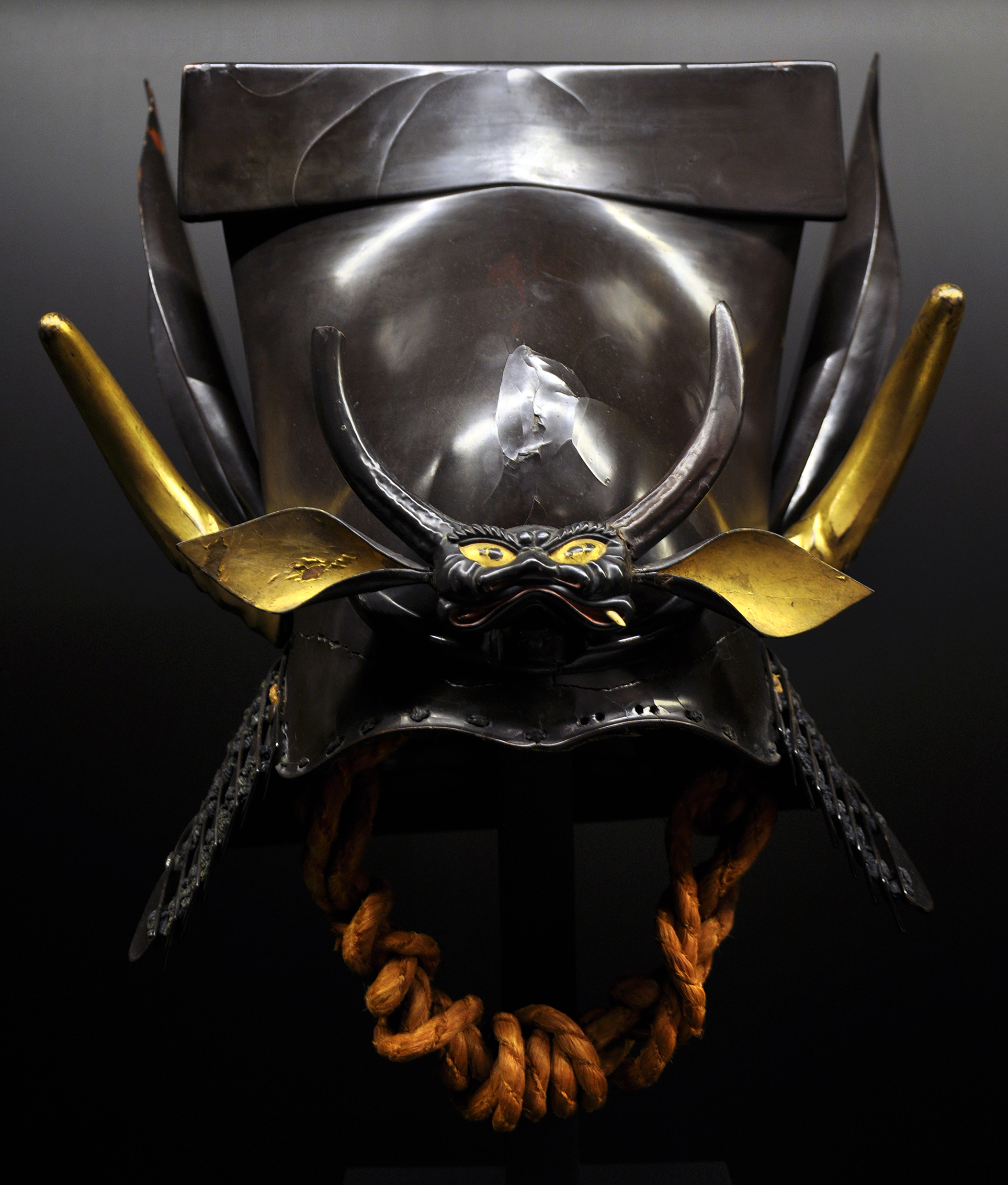
桃山時代の変わり兜（テキサス州ダラス、アン・アンド・ガブリエル・バービー＝ミュラー博物館）

一方、ポルトガル人の来航を機にヨーロッパ文化との接触がはじまった。また、後期倭寇に代表されるように、日本人自身のかつてないほどの活発な海外進出の影響も相まって、この時代の文化は多彩なものとなり、異国趣味を加えて世界性をもつようになった。新来の焼き物や楽器を通じ、朝鮮文化や琉球文化からも影響を受けた。
さらに、従来多岐にわたって文化をになってきた禅僧社会は大名らの文化顧問のような役割をにない、文化における公家社会の発言力も相応の経済的安定のもとに一定の高まりをみせるなど、一種の古典復興時代ともいうべき状況が現出した。安土桃山時代は、武家文化・町人文化を基軸としながらも王朝文化や東山文化の系譜も継承してこれらを融合させ、国民文化の形成に大きな一歩を踏み出した時代ともいえるのであり、後続する江戸時代の文化につながる要素がきわめて大きい。
なお、尾藤正英（日本近世史・近世思想史）は、桃山文化の特色として、
1. 城郭の石垣のように、実用的・機能的であることが、かえって新たな美を生んでいる点
2. 回遊式庭園の構造にみられるように、静的な鑑賞の対象ではなく、行動することによって現出される美を追求している点
3. 前代からの会所の伝統が継承されており、個人的な空間ではなく、対話や社交・儀礼など集団的な活動の場において美が営まれている点

の3点を指摘している。

## 桃山建築

### 城郭建築
桃山文化を象徴するのが城郭建築である。城郭は本来的には軍事施設でありながら日本特有の建築様式のひとつともなっている。

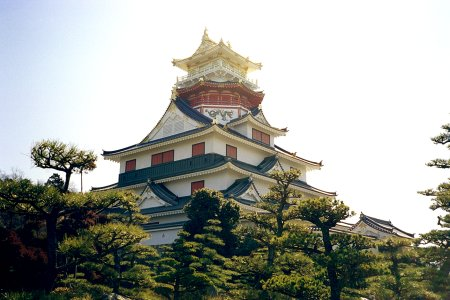
安土桃山文化村（三重県伊勢市）に所在する安土城模擬天守

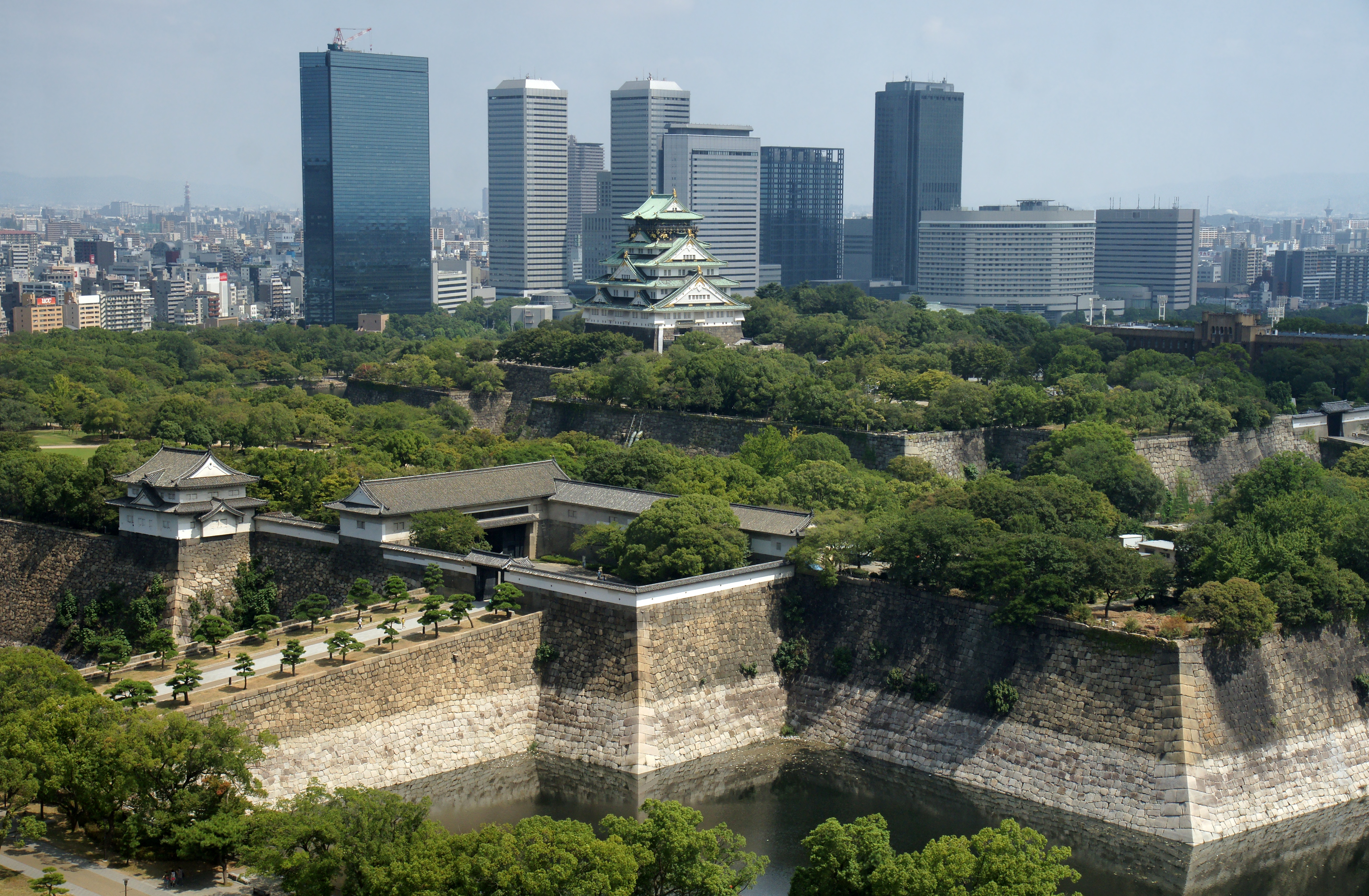
現在の大坂城（天守閣と大手門）

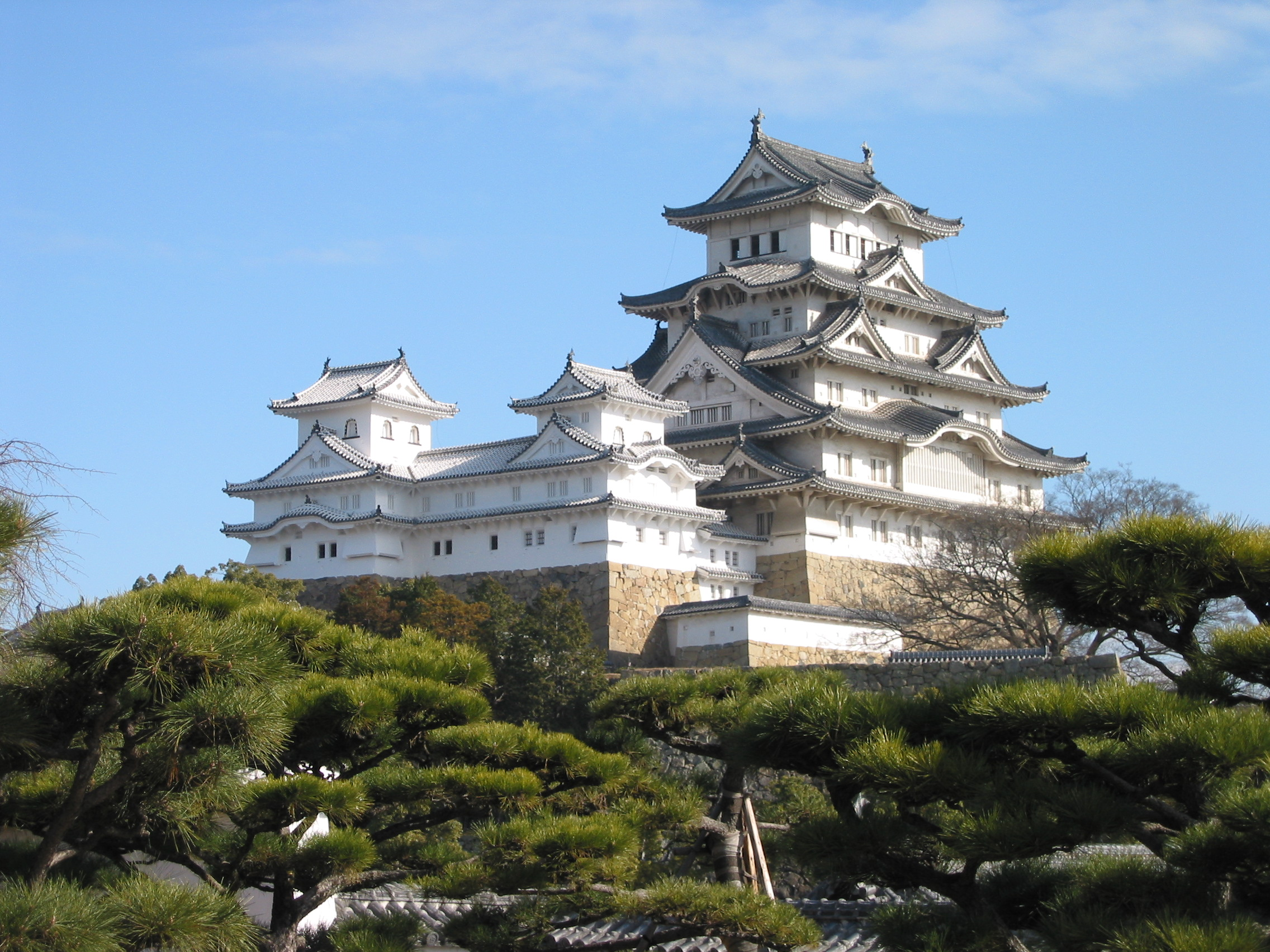
姫路城天守

この時代には、中世にきずかれた山城から次第に小高い丘の上や台地の縁辺に築く平山城や平地に築く平城へと変遷し、多重に堀を配し堅牢な石垣を積み、重層構造の天守や櫓を建築する城郭に発展した。
「天守」の語が初めて文献に見えるのは、16世紀前半の畿内の戦乱を描いた軍記物『細川両家記』における、16世紀初頭頃の摂津国伊丹城（兵庫県伊丹市）の天守であるといわれている。ただし、同時代にあっては「天守」の語は必ずしも一般的ではなく、江戸時代以前の文献資料ではむしろ「殿守」「殿主」の表記が多い。従来の寺院建築にも仏塔や山門など多層建築が存在したものの、これらは多かれ少なかれ大陸の様式の影響を受けたものであった。それに対し、天守は全く日本人の創意から生まれた多層建築であったといえる。また、高い天守を備えた「本丸」の外側に土塁や深い濠で囲まれた複数の郭（曲輪）を配して、「二の丸」「三の丸」「西の丸」「北の丸」などと称し、各郭を連ねる構造が採られるようになり、さらに、城の内部には書院造をとり入れた居館や邸宅が設けられた。
野面積みの石垣も濠も、本来的には実用を旨とする防禦設備ではあったが、そこにも美が追求された。これには、城そのものが単なる要塞ではなく、地域の政治的な中心として住民から仰ぎみられる権威の象徴となったことも作用している。
城郭建築に革命をもたらしたのが、織田信長が天正4年（1576年）より起工した近江国の安土城（滋賀県近江八幡市）である。信長は、琵琶湖東岸に京都・奈良・堺の職人を動員してつくった五層七階（地上6階・地下1階）の楼閣を好んで「天主」と称した。この命名については、キリスト教における天主（デウス）に由来するという説、あるいは仏教の帝釈天に由来するという説がある一方、信長がみずからを天道の体現者である、ないし天下における中心であると自認したことによるものという指摘もなされている。ルイス・フロイスは、この城について「その構造の堅固さ、財宝の華麗さは、ヨーロッパの壮大な城と同じである」と記録しているが、安土城は天正10年（1582年）、山崎の戦いののち天守（「天主」）と本丸を焼亡した。
天正11年（1583年）9月頃、豊臣秀吉は一向一揆の拠点であった石山本願寺の跡地に大坂城築城を開始した。大坂城は、外観五層・内部八ないし十階の大天守がそびえ、本丸と山里丸を中心として二の丸、三の丸の4つの郭から成る広大な城郭であった。そして、規模と豪壮華麗さにおいて安土城をはるかに上回るものであったが、その一方ではひなびた山里の情趣も含んでいた。

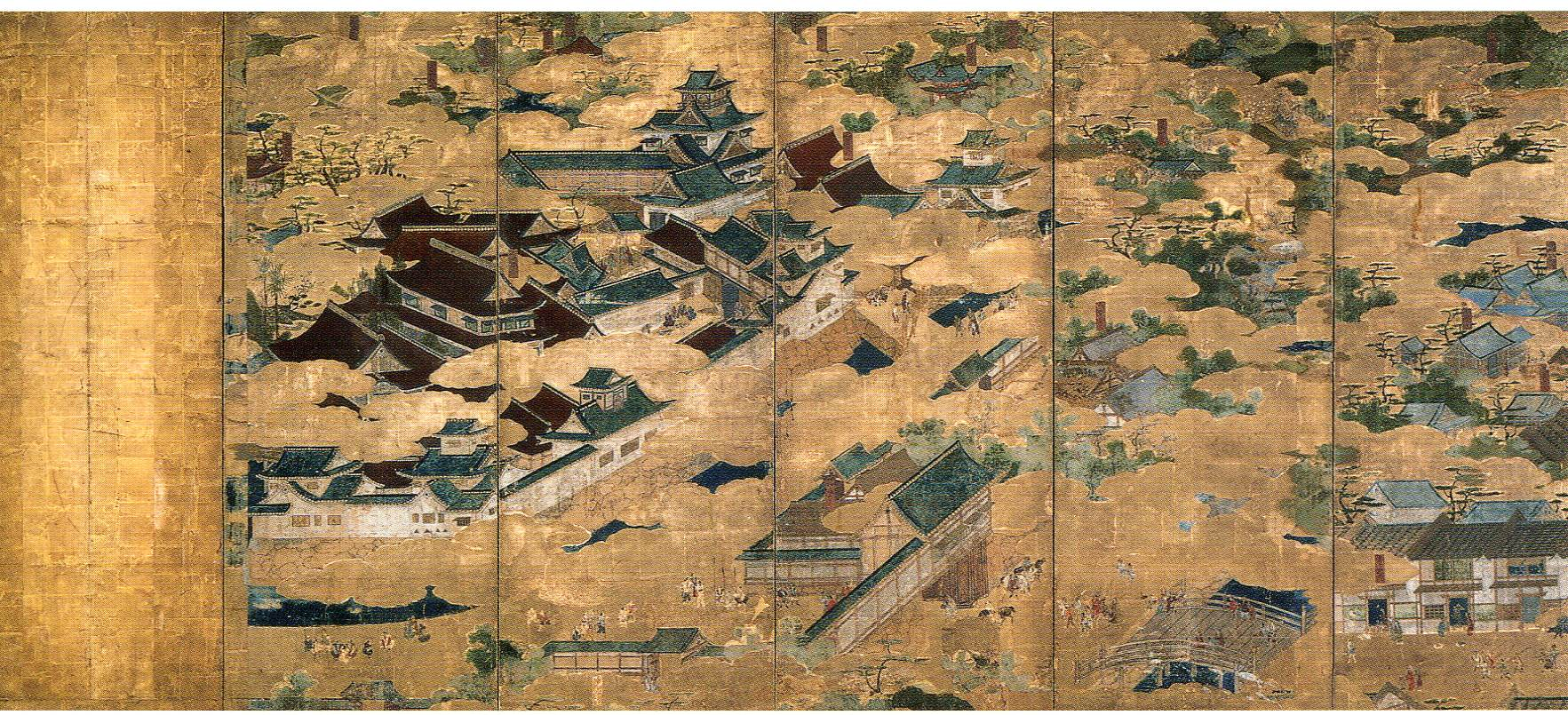
「聚楽第図屏風」（一部、三井文庫）

その後、秀吉は近江八幡城（滋賀県近江八幡市）、大和郡山城（奈良県大和郡山市）、淀城（京都市伏見区）、聚楽第（京都市上京区）、伏見城（京都市伏見区）を築いた。それに対し、徳川家康は二条城（京都市中京区）、駿府城（静岡市葵区）、名古屋城（名古屋市中区・北区）、江戸城（東京都千代田区）などを築いている。その他、天正から寛永にかけては多くの城郭が各地に築かれたが、わけても関ヶ原の戦いののちは、現在みられるような本格的な城郭建築が全国的に続々とつくられた。天守・櫓・門・塀など、城郭を構成する建築物が防火のため土や漆喰で塗り込められるようになったのは、関ヶ原以降のことである。
現存する城郭建築の最高峰と称されているのが、池田輝政による播磨国姫路城（兵庫県姫路市）である。五層七階（地上6階・地下1階）の大天守と3つの小天守、合わせて4つの天守からなる連立式天守の構造をもち、全体を漆喰で白く塗った総塗籠造の優美な姿は「白鷺城」の別名で知られ、世界遺産にも登録されている。また、その建物の配置はあたかも迷路のようであり、「行動性にともなう美」という桃山文化の一面をうかがわせている。
天正15年（1587年）完成の聚楽第や天正20年（1592年）築の伏見城、創建当時の大坂城など、いずれもこの時代の代表的な城郭で、天下一統の勢威を示す、雄大かつ華麗な建築であった。ただし、すぐれて軍事的・政治的建造物であり、都市のランドマークでもあった城郭建築が、明治維新後の廃城令や太平洋戦争での連合国軍の空爆を経た現在、創建当時そのままの遺構がのこっている例は必ずしも多くない。

### 主要な城郭遺構の現存例
現存する天守としては、いわゆる「現存天守（現存十二天守）」が有名であり、うち国宝に指定されているのは、姫路城・犬山城・松本城・彦根城・松江城の５城である。以下に、桃山期から江戸初期にかけての主要な城郭建築について略述する。

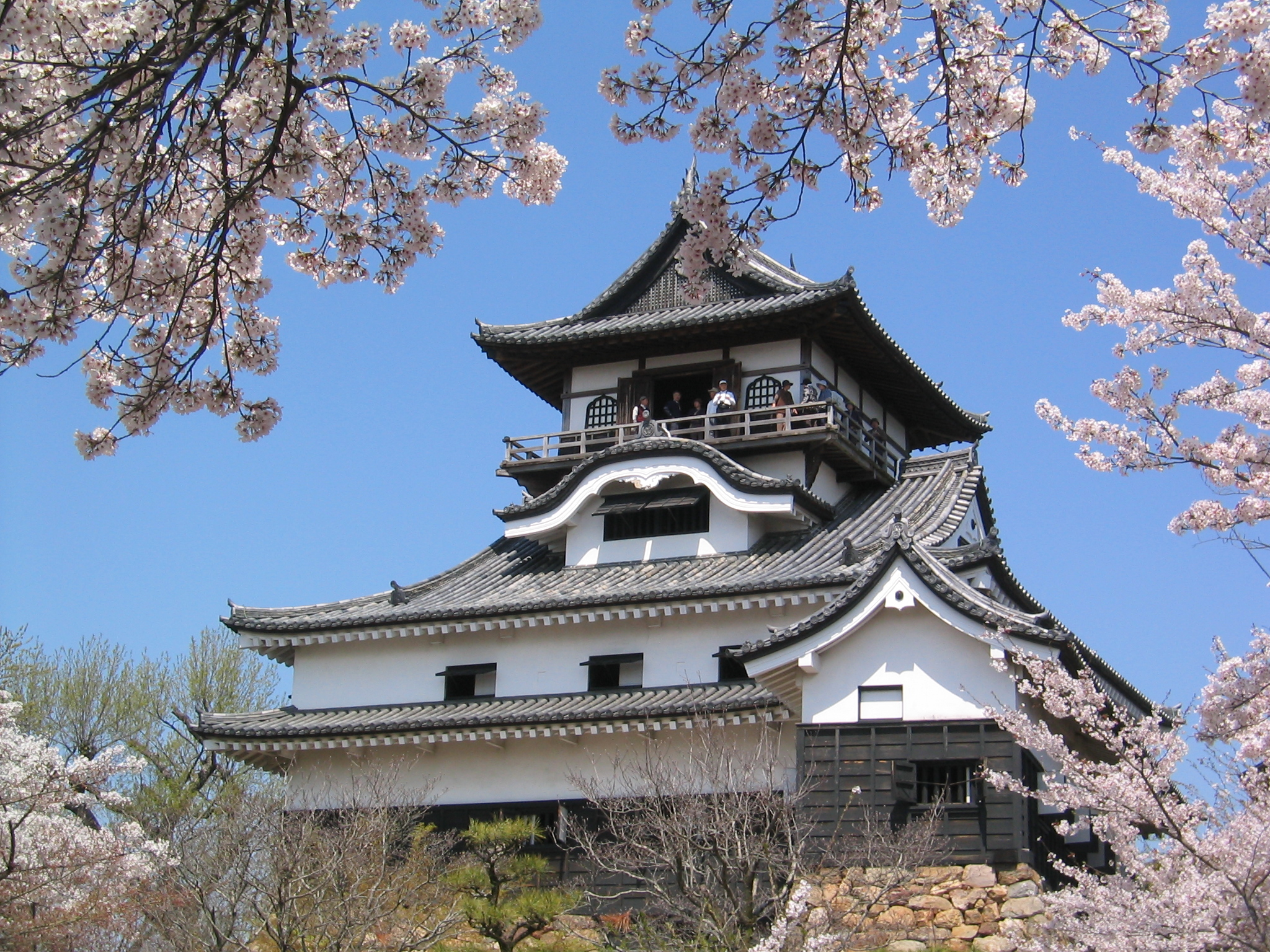
犬山城天守

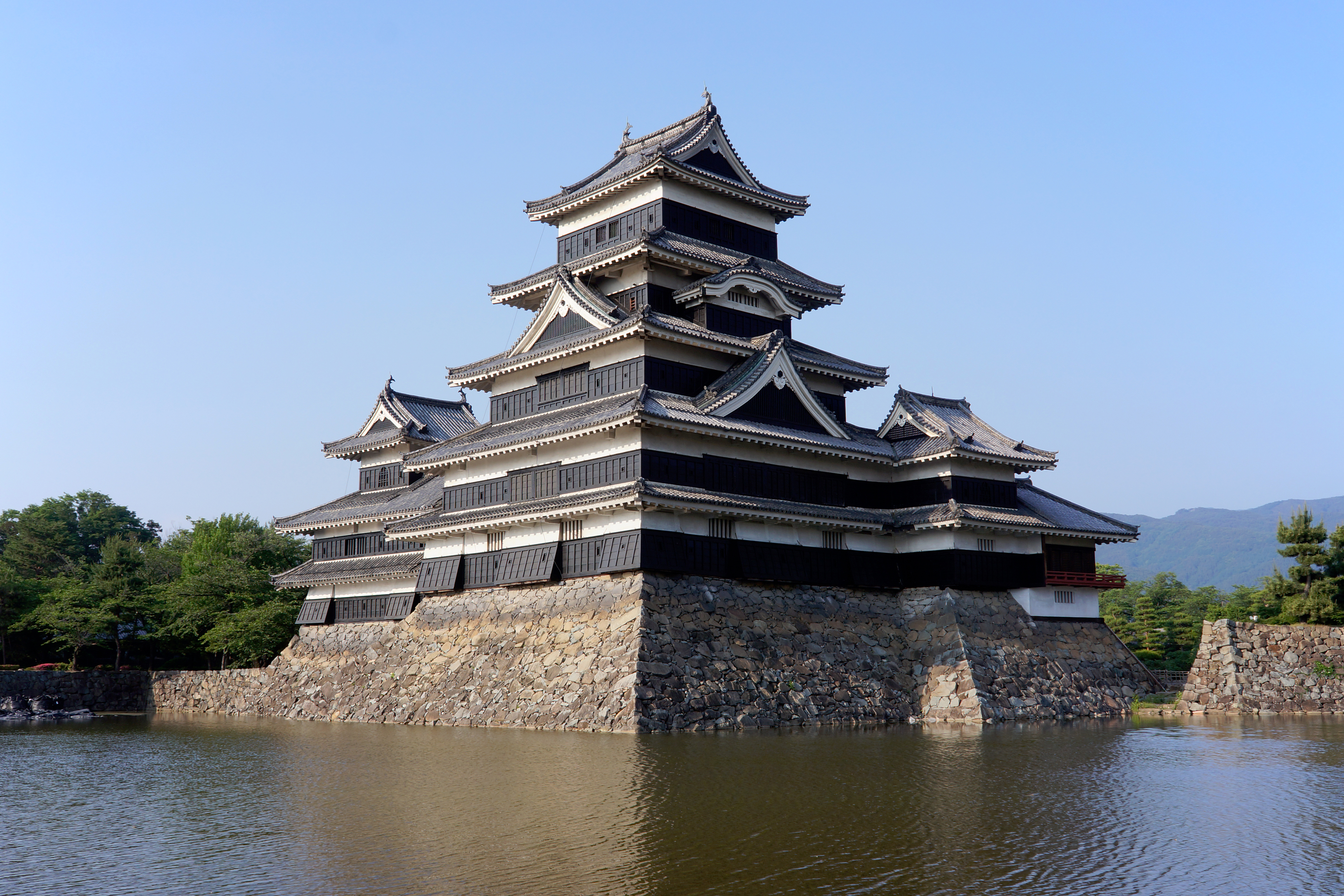
松本城天守

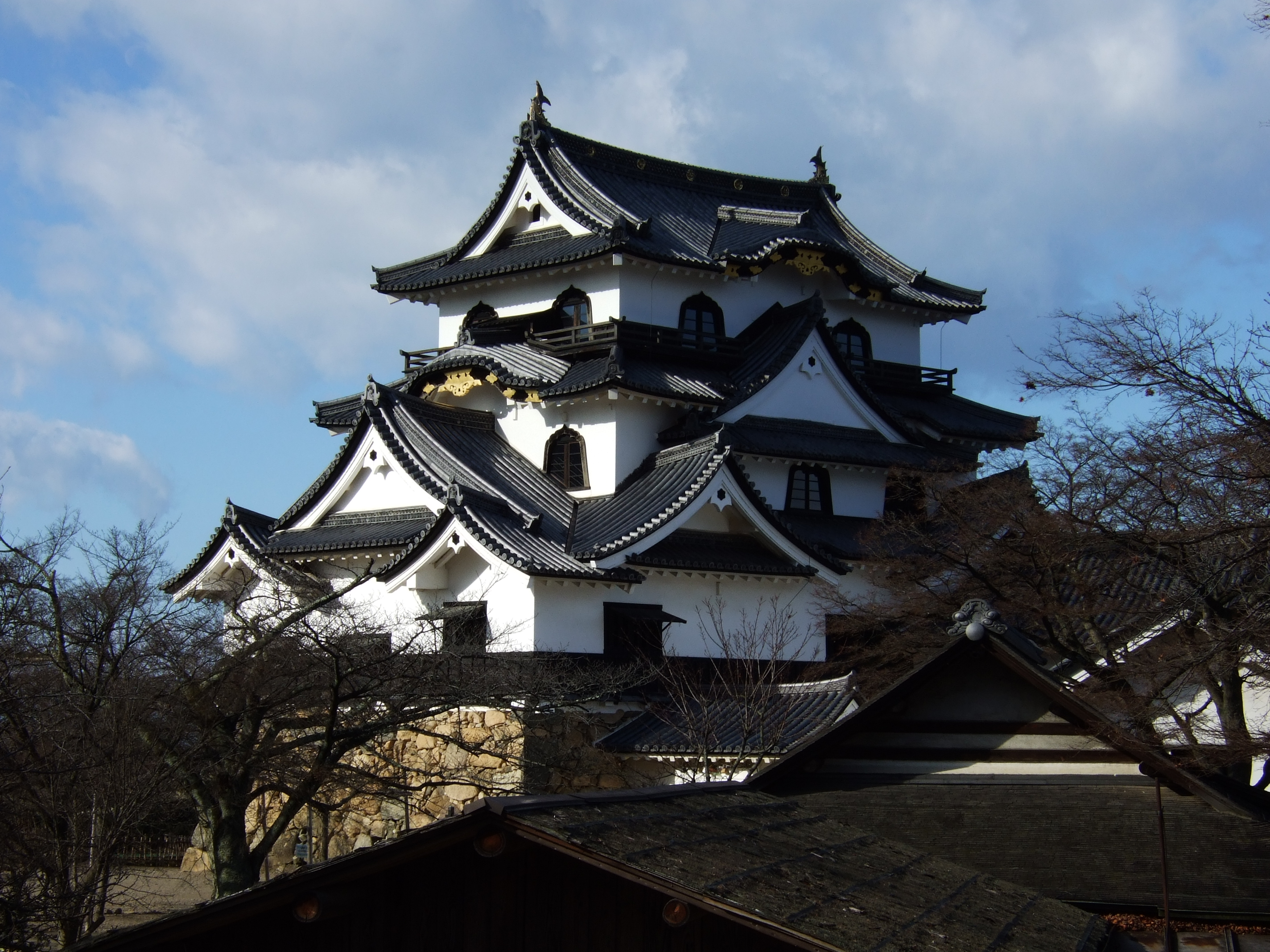
彦根城天守

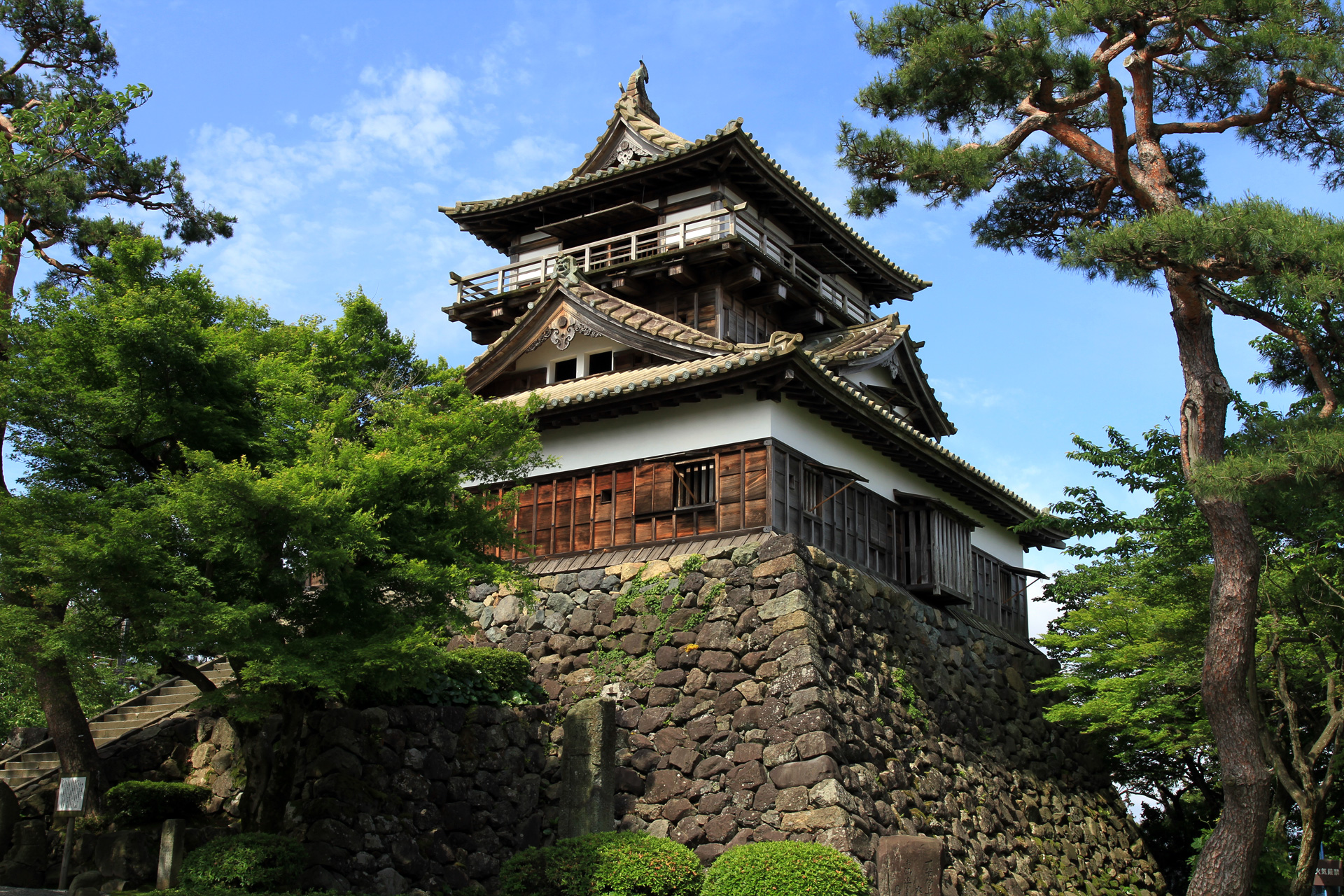
丸岡城天守

- 姫路城（兵庫県姫路市）

上掲のとおり、現存城郭建築の最高峰と称され、近世城郭の最盛期を伝えるものとして国宝・特別史跡などに指定され世界遺産にも登録されている。播磨平野中央の姫山を利用した平山城で、元々は赤松貞範が築城。豊臣秀吉が三重の天守を築き、慶長年間、池田輝政が関ヶ原の戦いの戦功によって城主に任じられ、現在のように拡張して大改築をほどこした。天守は後期望楼型である。慶長19年（1614年）ころの完成と考えられている。
- 犬山城（愛知県犬山市）

三階四層の天守を有する平山城で、1層目の存在感が大きく、上方ほど大きく逓減する望楼型を呈する。信長の叔父織田信康が城郭を造営して、慶長6年（1601年）に再建後、尾張藩付家老の成瀬正成が入城し、現在のようなかたちになったのは17世紀中葉といわれる。20世紀まで成瀬氏の所有であったが、現在は財団法人の所有で、犬山市が管理している。天守は国宝に指定されている。
- 松本城（長野県松本市）

天正10年（1582年）、徳川氏の配下となった小笠原貞慶が深志城を松本城と改めて入城、天正18年（1590年）に家康の関東入部にともない小笠原氏も転封となり、その後にはいった石川数正・石川康長の父子が五層六階の天守を築いた。典型的な平城で「烏城」とも呼ばれている。層塔型の特徴をもつ天守は、国宝に指定されている。
- 彦根城（滋賀県彦根市）

井伊直勝が慶長8年（1603年）築城に着手した平山城で、天守は大津城（滋賀県大津市）天守を移したものといわれる。天下普請として徳川家康が諸大名に手伝普請を命じて完成し、来たるべき豊臣氏との決戦にそなえるためにつくられた。以後、幕末まで譜代大名筆頭の井伊家の居城となった。国宝の天守・附櫓・多聞櫓のほか、櫓や門・馬屋など多くの遺構がのこり、うち5棟は重要文化財に指定されている。
- 丸岡城（福井県坂井市）

独立式望楼型二重三階の天守で、現存天守最古と考えられている。天正4年（1576年）、柴田勝家の甥の柴田勝豊の築城によると伝えられ、のちに丹羽長秀の家臣だった青山宗勝が城主となった。天守は国の重要文化財に指定されている。
- 松江城（島根県松江市）

堀尾忠氏が慶長12年（1607年）に築城に着手した平山城で複合式望楼型五重六階の天守を有する。天守は現存12天守のひとつで、国宝に指定されている。
- 二条城（京都市中京区）

伏見城に代わる徳川家康の京都における居城として造営され、のちに将軍上洛のさいの宿所となった。二の丸の中心的な建物が二の丸御殿で桃山様式を今日に伝えており、うぐいす張りの廊下も有名である。二の丸御殿のみが国宝に指定されている。
なお、天守の形状の2つのタイプ（望楼型と層塔型）については、かつては望楼型から層塔型へと変遷したと考えられてきたが、両者の創建年代がたがいに重複することが明らかになってきたため、単純な時代による変化なのではなく、16世紀末葉から17世紀初頭にかけての短い時期に各様式が一斉に開花したと見なされるようになった。丸岡城や犬山城など望楼型天守の場合は物見櫓の要素を多分に含み、城主が周囲を「見る」という軍事的要素に力点が置かれているのに対し、姫路城や松本城などにおいては、物見台を設けず、緩やかな層塔型が採用されており、周囲から「見られる」という政治的側面が重視されているのである。

### 近世的書院造の完成
室町時代後半期において、高貴な客を応接したり、高位の主人が来客を接待したりという対面儀礼は、上級武家住宅に求められる重要な機能であり、天下一統を果たした豊臣秀吉は、ことのほかこの対面儀礼とその場を重視した。そして、そうした場を演出するのにきわめて好適であったのが書院造という建築様式である。それは、角柱を用い、部屋に畳を敷きつめ、杉戸・襖・障子などの建具を用いることなどを特色とする様式であるが、床の間や違棚・付書院などを作りつけて内部空間そのものに身分や格式の表現をともなっていた点で対面儀礼の場にふさわしいものであった。
こうしたなかで、大広間は、中央の柱列によって南北が区画され、かつ従来の主殿の4倍もの空間を擁しており、身分差を誇示しつつ多数の人間を収容しうる目的にかなう部屋であった。江戸幕府大棟梁となった平内政信（初代）の執筆した『匠明』によれば、秀吉が聚楽第造営に際し、従来の主屋建築である「主殿」の規模を拡大してつくったのが広間建築のはじまりであるという。いっぽう、『匠明』収載の図面の検討からは、武家住宅の主屋建物の名称が「主殿」から「広間」にかわったのは17世紀初頭であったと推定されている。
『匠明』収載の指図と現存建築を総合的に検討した結果、慶長5年（1600年）の園城寺勧学院客殿（滋賀県大津市）や慶長6年（1601年）頃の園城寺光浄院客殿（滋賀県大津市）など近世初期の書院造においては、「広間」をともないながらも、外観は基本的に室町期の書院造を継承し、中門や蔀、正面車寄せの妻戸などの点において寝殿造の名残をとどめていることが指摘されている。ここでは内装も華美になりすぎず、装飾性も抑えられており、むしろ接客空間の細分化と充実が顕著である。
これが、慶長18年（1613年）上棟の名古屋城本丸御殿表書院（戦災で焼失）においては、中門と蔀が消え去って、書院造における従来の寝殿造的な要素は完全に払拭されている。しかし、金碧濃彩の障壁画は小壁に達しておらず、細部装飾の華麗さについても二条城二の丸御殿の内装にはおよばない。
慶長8年（1603年）造営の二条城二の丸御殿群や元和年間（1615年-1624年）造営と推定される西本願寺書院はいずれも寛永年間（1624年-1645年）に大改造をおこなっているが、ここにおいて内部意匠が頂点をきわめ、近世独自の書院造が完成し、諸大名もこれにならい華美を競うようになった。また、両者とも建物・庭園が一体となっており、座観式の庭園が建物外部に展開される（庭園については後述）。こうして寛永以降、近世的な書院造が全国的に広がっていくのである。

### 伝聚楽第・伝伏見城の各遺構
聚楽第は、16世紀末葉豊臣秀吉が京都における居城として造営したもので、瓦葺・塗籠の城郭群と檜皮葺の屋根をもつ居館群から成っており、天正16年（1588年）には後陽成天皇の行幸を受けている。居館群の中心建物は上述の「大広間」であり、諸大名との対面儀礼の場として用いられた。広間は、身分差を示しながら多数の人間を収容しうる部屋として重視され、以後、近世を通じて普及していく。
伏見城は当初、秀吉の隠居屋敷として天正19年（1591年）に伏見の指月にて造営がはじまり、慶長伏見地震を経て場所を木幡山（現在の桃山丘陵）に移し、慶長2年（1597年）に完成した秀吉最後の居城である。秀吉死後の慶長4年（1599年）、家康が留守居役として入城したが、翌年の関ヶ原前哨戦となった伏見城の戦いで石田三成の軍によって秀吉時代の主要建築がほとんど焼亡させられ、一旦は徳川氏により修復されたものの元和9年（1623年）に破却された。

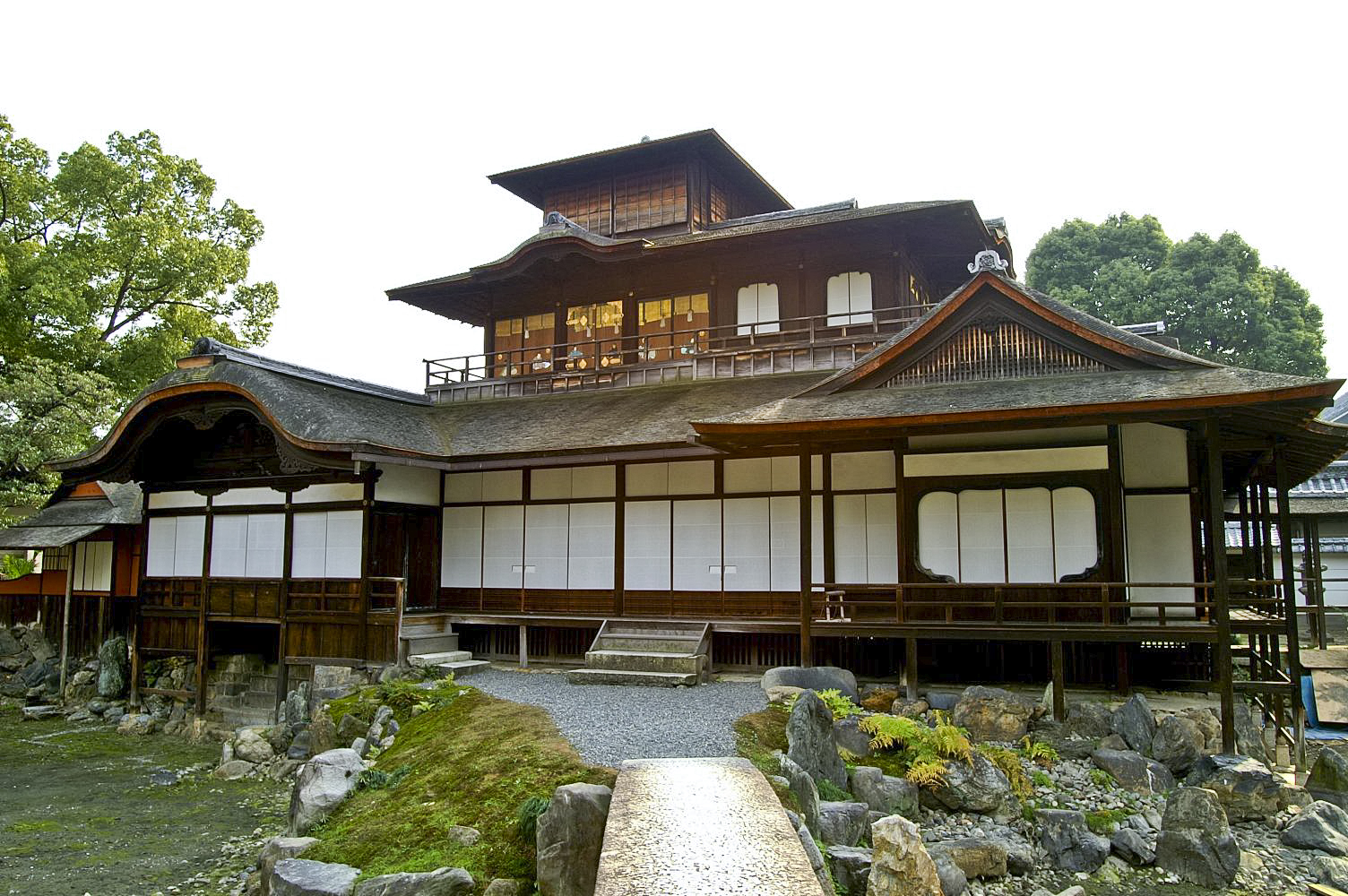
西本願寺飛雲閣（伝聚楽第遺構）

以下に、伝聚楽第・伝伏見城の各遺構を記す。
- 大徳寺唐門（京都市北区）

臨済宗寺院の大徳寺に所在するが、聚楽第の遺構といわれる。前後に軒唐破風のついた切妻造・檜皮葺の四脚門であり、各部に華麗な装飾彫刻がほどこされている。唐門とは、四脚門の一種で屋根の破風（棟と直交する側の軒先を隠す板）が唐破風（弓形の曲線を有する破風）になっている門のことである。桃山様式を示す代表的な建築のひとつとして著名である。
- 西本願寺飛雲閣（京都市下京区）

浄土真宗本願寺派本山の西本願寺に所在し、聚楽第の遺構と伝えられてきたが、異説もある。三層の楼閣で数寄屋風の書院造の建物で左右非対称をなし、各階の屋根は入母屋・寄棟など変化に富み、唐破風をともなう。2層目の廻縁、3層目の花頭窓がはなやかな印象をあたえているが、内部もきわめて独特で斬新な意匠がほどこされている。
- 西本願寺唐門（京都市下京区）

西本願寺に所在し、伏見城の遺構と伝えられている。唐破風をともない、各所にほどこされた精巧な彫刻は華麗に彩色されており、一日見飽きないところから「日暮門」と称されることもある。
- 西本願寺書院・北能舞台（京都市下京区）

伏見城遺構と伝えられてきた西本願寺書院は、「鴻の間」と通称される対面所と白書院などから構成される入母屋造、本瓦葺の建物である。「鴻の間」は37畳半の上段をふくめ全体で203畳もの広さをもっており、桃山時代に大成された大広間の形式を今日に伝えている。書院の造営年代については、昭和30年代より寛永新建説が唱えられたが、解体修理の際「元和4年卯月24日」銘の丸瓦が発見され、寛永説は否定された。
また、書院対面所に面して庭内に建つ北能舞台は、能舞台としては全国唯一の国宝指定建造物である。解体修理の際に天正9年（1581年）の墨書が発見されている。ただし、この墨書は部材自体ではなく、貼付された紙に書かれていること、西本願寺が現在地に移ったのは天正19年であることなどから、この墨書の紀年がただちに建立年を指すものではない。
- 西教寺客殿（滋賀県大津市）

近江坂本の西教寺はもともと京都岡崎の法勝寺の末寺であったが、法勝寺が荒廃して廃寺となったことから、後陽成天皇が天正18年（1590年）に法勝寺の西教寺への統合を命じる綸旨を発した。法勝寺の寺籍は西教寺に継承され、法勝寺に伝承されてきた仏像・仏具の類も西教寺に移された。西教寺の客殿は伏見城遺構と伝わっており、障壁は水墨画で飾られている。同客殿は造作も華麗すぎることなく、落ち着いたたたずまいを示しており、慶長2年（1597年）ないしその翌年ころの移築と考えられる。

### 寺社・霊廟建築

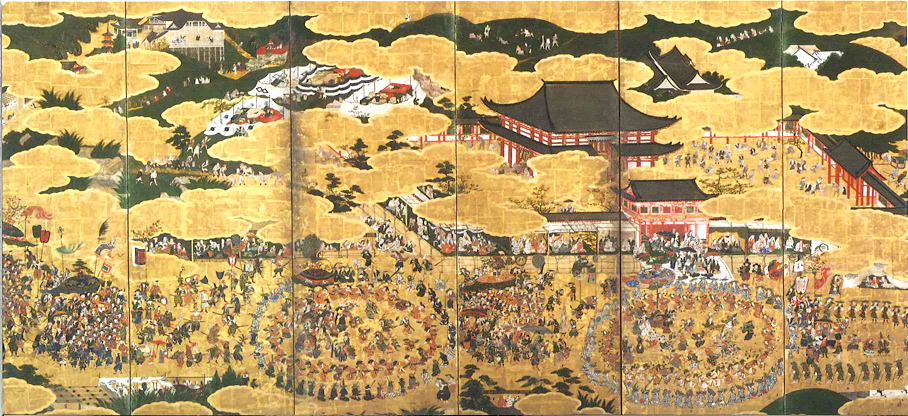
『豊国祭礼図屏風』に描かれた方広寺大仏殿

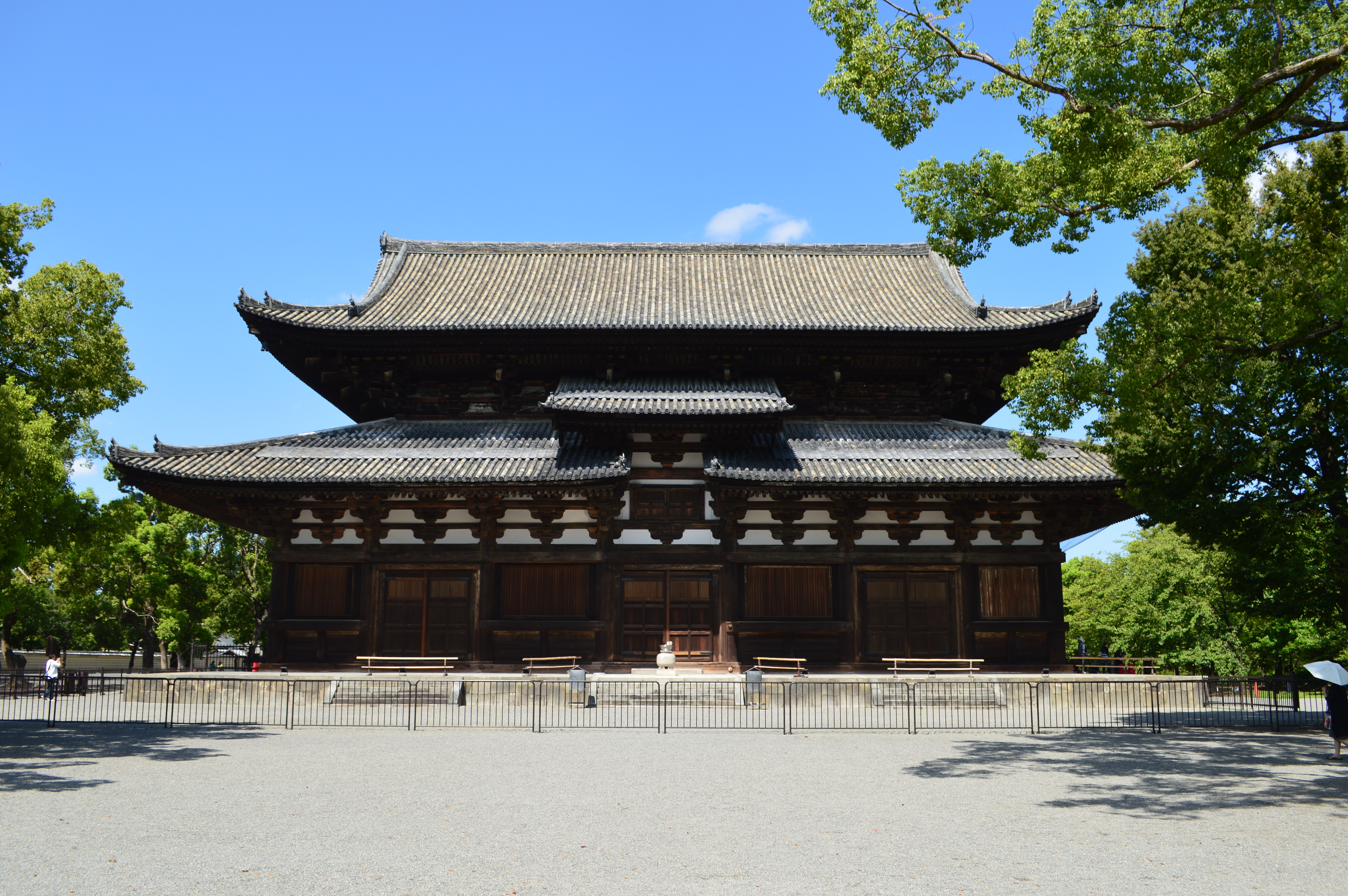
東寺（教王護国寺）金堂

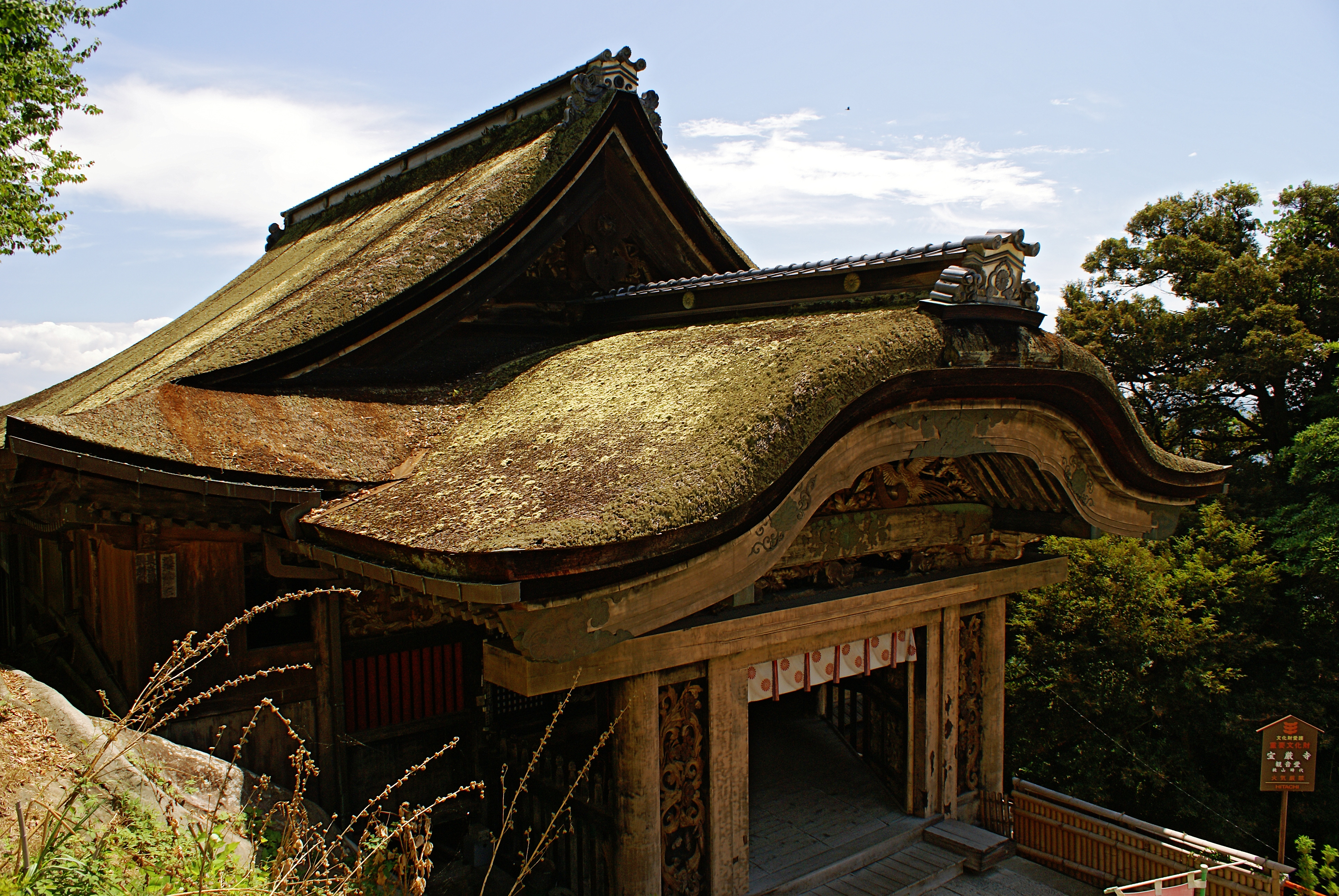
宝厳寺唐門

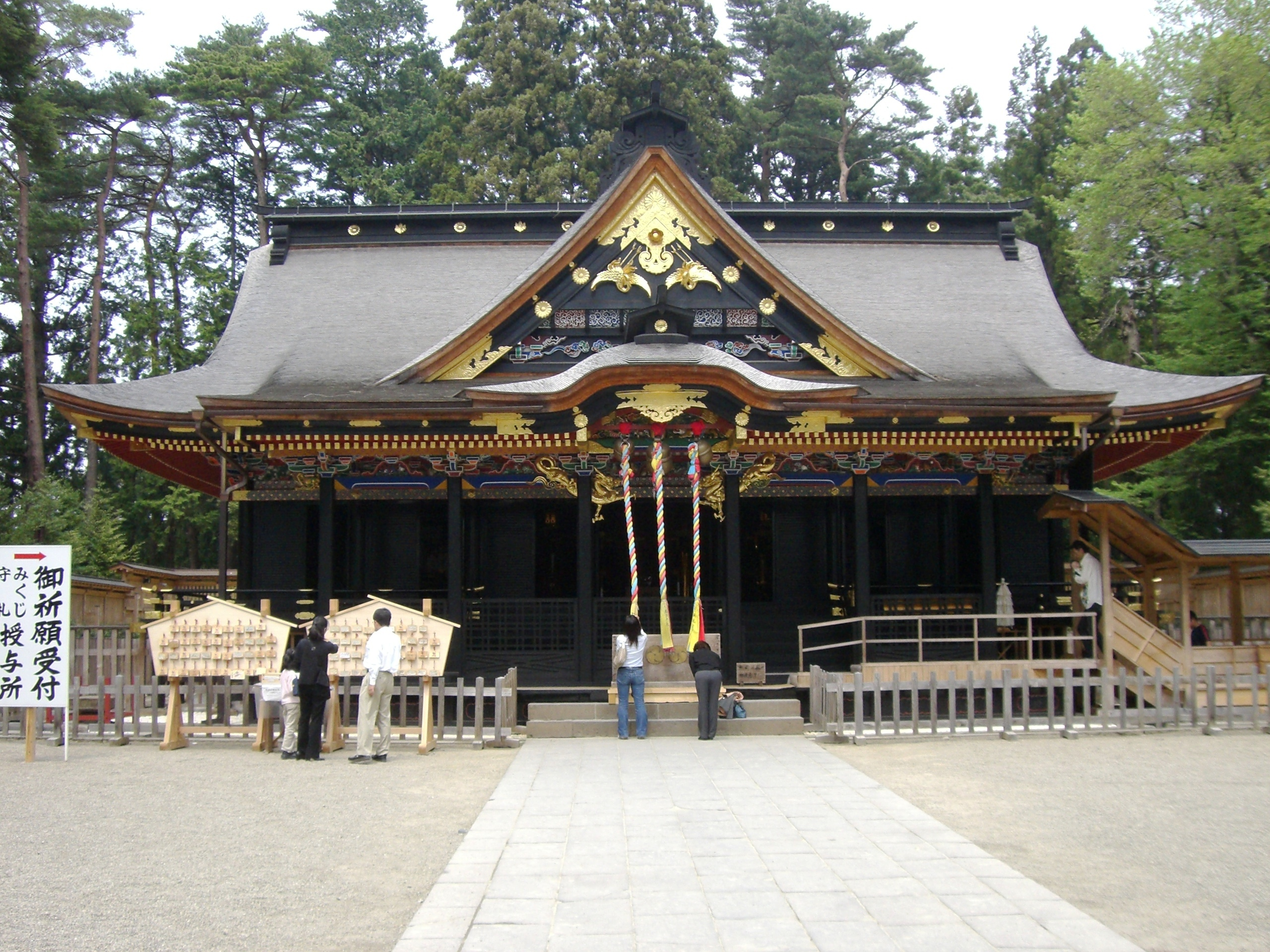
大崎八幡宮拝殿

戦国の動乱にあって、永禄10年（1567年）、東大寺大仏殿が松永久秀軍の手にかかって焼亡、元亀2年（1571年）には比叡山延暦寺が信長によって焼き討ちされた。各地の戦国大名は寺社に対し政治的・経済的な圧迫を加え、これを統制しようとする一方、寺社が自らの支配に従属し、支配体制の強化に資する場合にはその復興をはかった。毛利元就による永禄2年の厳島神社復興、長宗我部元親による元亀2年の土佐神社の復興、武田信玄による甲斐善光寺の創建などがそれにあたる。信長自身も熱田神宮（名古屋市熱田区）に築地塀を奉納したり、伊勢神宮（三重県伊勢市）の遷宮を支援している。豊臣秀吉もまた、日吉大社（滋賀県大津市）、比叡山延暦寺（大津市）、大徳寺、醍醐寺（京都市伏見区）、妙心寺（京都市右京区）、東寺（京都市南区などの復興に尽力し、子の豊臣秀頼は法華寺（奈良県奈良市）を再興した。これらの多くはいずれも前代までの伝統的な様式の再現であった。天下人や大名たちによる寺社造営事業には、このような復古性とともに工事の迅速性に特徴がある。
豊臣秀吉は、慶長3年（1598年）、真言宗醍醐寺金剛輪院を中心に有名な「醍醐の花見」を催しているが、金剛輪院の義演を厚く信頼した秀吉は、金堂を紀伊国より移築し、五重塔を改修している。このとき、金剛輪院もまた醍醐寺三宝院として復興された。その唐門と表書院は国宝に指定されており、庭園も有名である。
奈良の東大寺大仏殿は戦火により焼失してしまったが、秀吉は京都に方広寺大仏（京の大仏）及び大仏殿を建設した。方広寺は、大仏造立を発願した秀吉が盧舎那仏を安置するため創建した寺であり、これまで地震や火災によって何度か焼亡し、現在は当時の状態をとどめない。ただし、方広寺鐘銘事件で有名な梵鐘は現在ものこっており、重要文化財に指定されている。
この時代の寺院建築で豊臣秀頼の寄進で再建された東寺金堂は、内陣と外陣の区別を取り払って床を土間仕上げにした古代的な要素と、構造面においては鎌倉時代以来長らく途絶えていた大仏様の技法の応用という中世的な要素の両方が志向された建物である。また、このことにより新しい様式が創造された事例に属し、通柱によって一気に屋根の重みを支える手法は、後世の大型建築の工法にも影響をあたえ、その明快な構造と豪壮な意匠は同時代の城郭建築に通じるものがある。なお東寺金堂は豊臣秀吉の造立した方広寺大仏殿を模したものとの伝承がある。
霊廟建築としては豊国廟がある。慶長4年（1599年）、亡き豊臣秀吉を祀るため京都東山の阿弥陀ヶ峰の山麓に建てられた豊国廟は、壁面から軒まわりが彫刻と彩色で彩られ、屋根には唐破風や千鳥破風を設け、豪壮華麗できわめて変化に富む構成が採られていたと伝えられる。慶長9年（1604年）の祭礼のようすを描いた『豊国祭礼図屏風』によれば、権現造の本社以下、多くの建物をしたがえた壮大な神社であったことが知られている。豊国廟は、元和元年（1615年）に徳川氏の破却によって廃絶されてしまったものの、その遺構として伝承されているのが、琵琶湖の竹生島（滋賀県長浜市）に所在する宝厳寺唐門と都久夫須麻神社本殿・唐門である。なお、現在の豊国神社（京都市東山区）は明治時代に再興されたものである。
同じく霊廟建築として京都東山に建てられた高台寺霊屋は、宝形造・檜皮葺で、秀吉正室高台院（北政所）の墓廟である。厨子が3基あり、それぞれに大随求菩薩、高台院、秀吉の木像が安置されており、内陣のいたるところに施された「高台寺蒔絵」で有名である。内陣には蒔絵のほか狩野派の絵画なども描かれており、当時の工芸技術の粋が集められている。こうした霊廟建築の流れは、やがて寛永期の日光東照宮（栃木県日光市）へとつながっていく。
地方では、兵庫県丹波市の柏原八幡神社では、秀吉によって社殿造営を命じられた堀尾吉晴が本殿・拝殿の複合社殿を再建しており、国の重要文化財に指定されている。
徳川家康は天正14年（1586年）に静岡浅間神社の拝殿、慶長9年（1604年）に富士山本宮浅間大社の本殿を造営した。何れも二重の楼閣造となる珍しい形式であり、「浅間造」と称される。
東北地方では、奥羽の大名伊達政宗が慶長9年（1604年）に紀伊国の大工を仙台に招き、軒下部分に極彩色の彫刻をほどこして正面には千鳥破風と唐破風を重ねた権現造の大崎八幡宮社殿（仙台市青葉区）を建立した。複雑な屋根形式と豊かな装飾性に特徴があり、国宝に指定されている。

### 関連画像

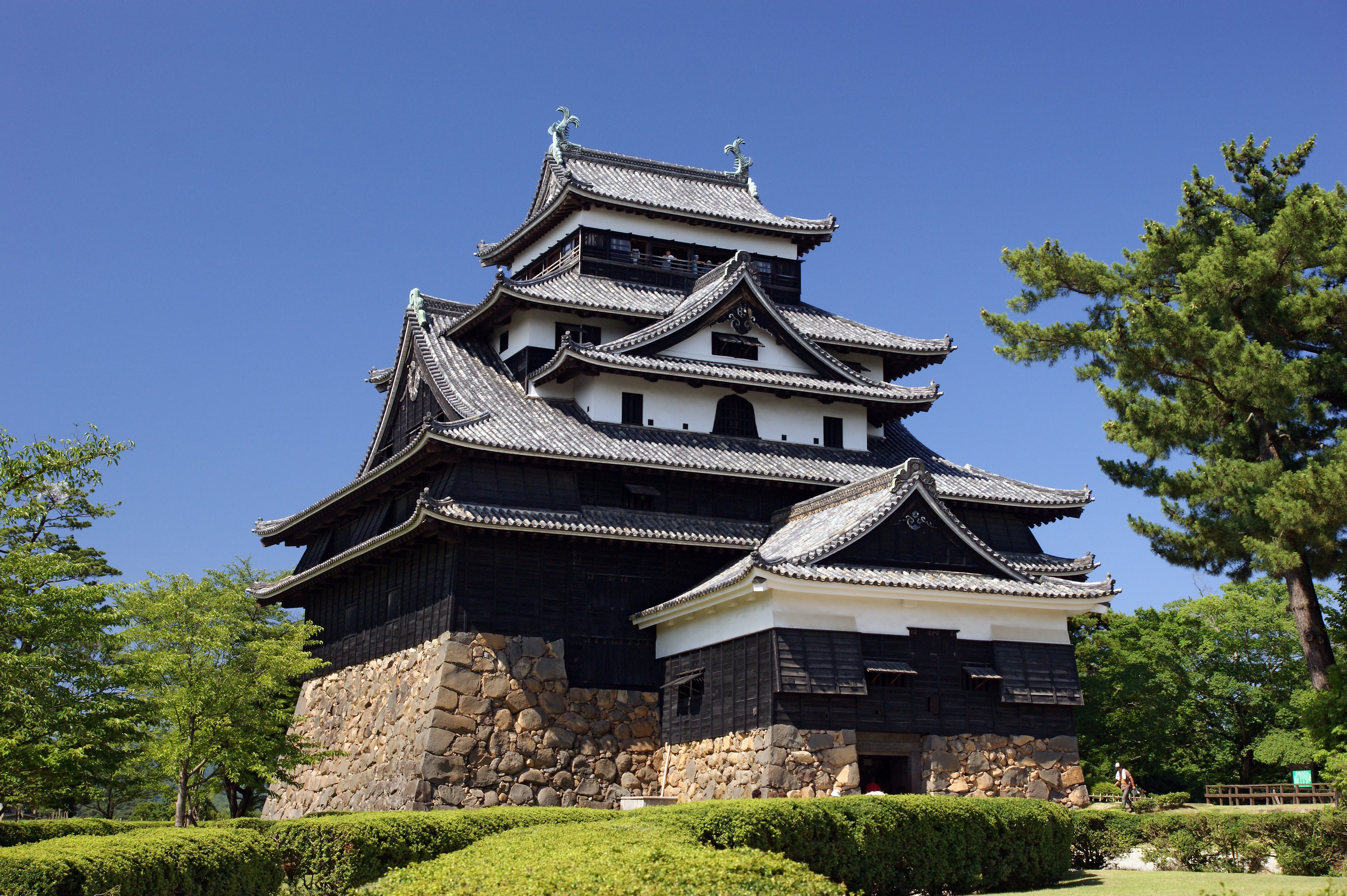
松江城天守
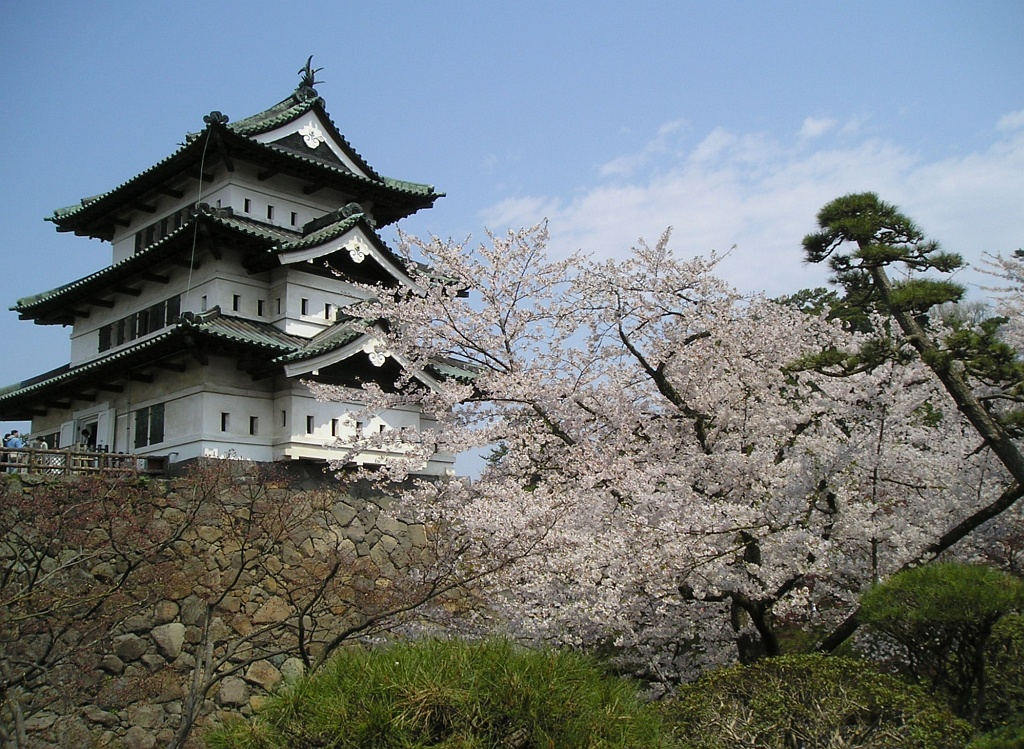
弘前城天守
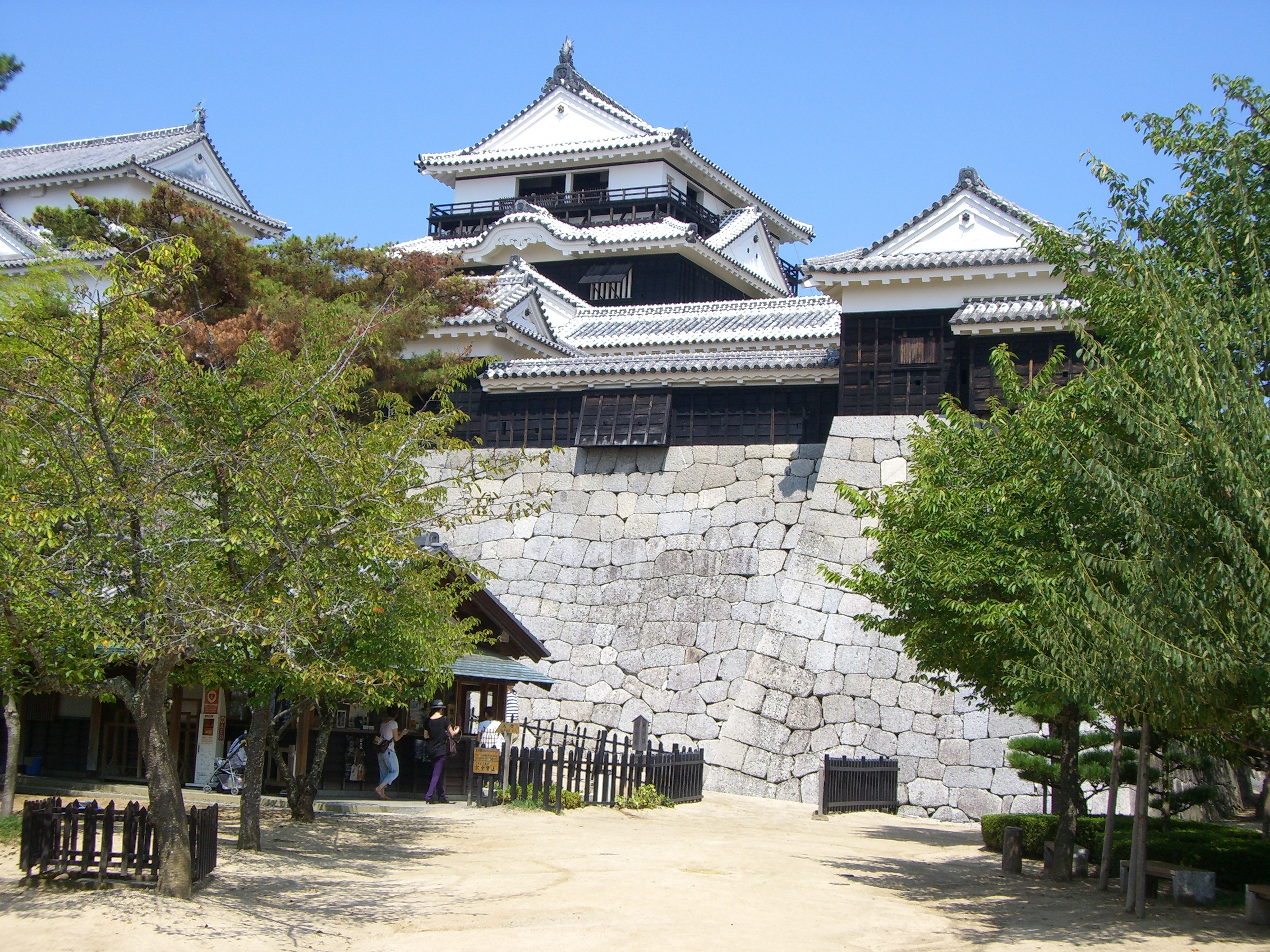
松山城天守
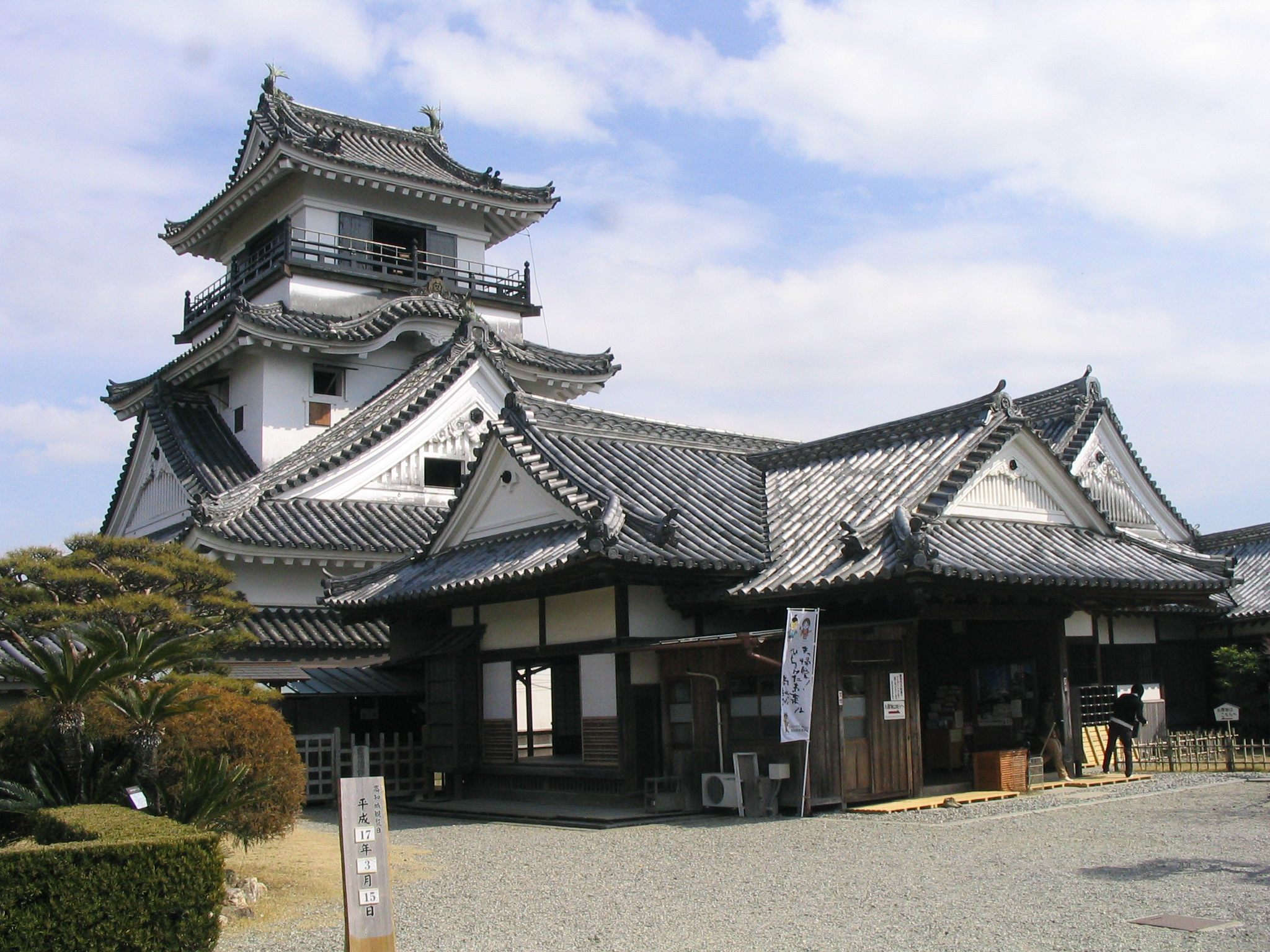
高知城天守
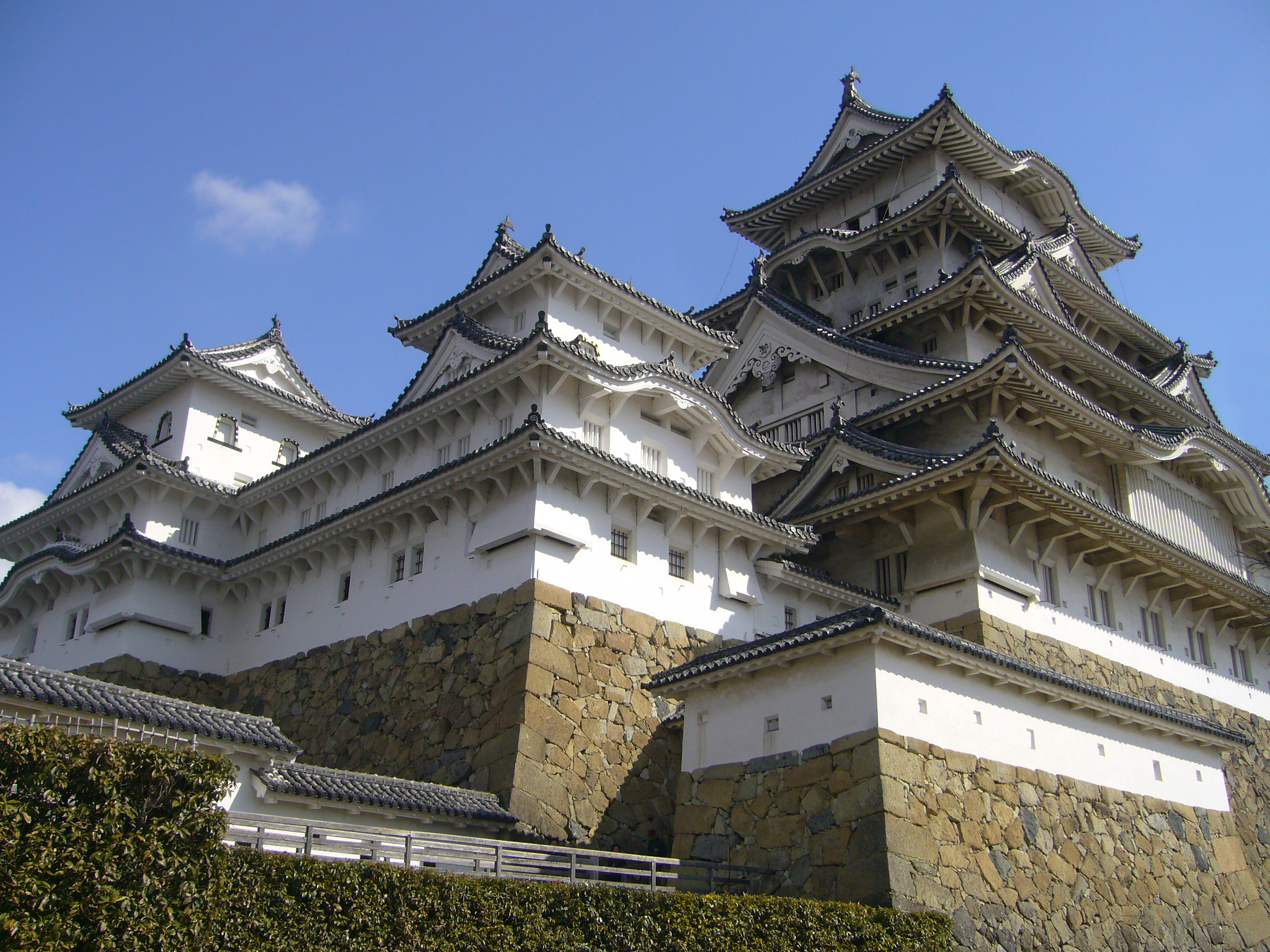
姫路城の連立式天守（本丸より撮影）
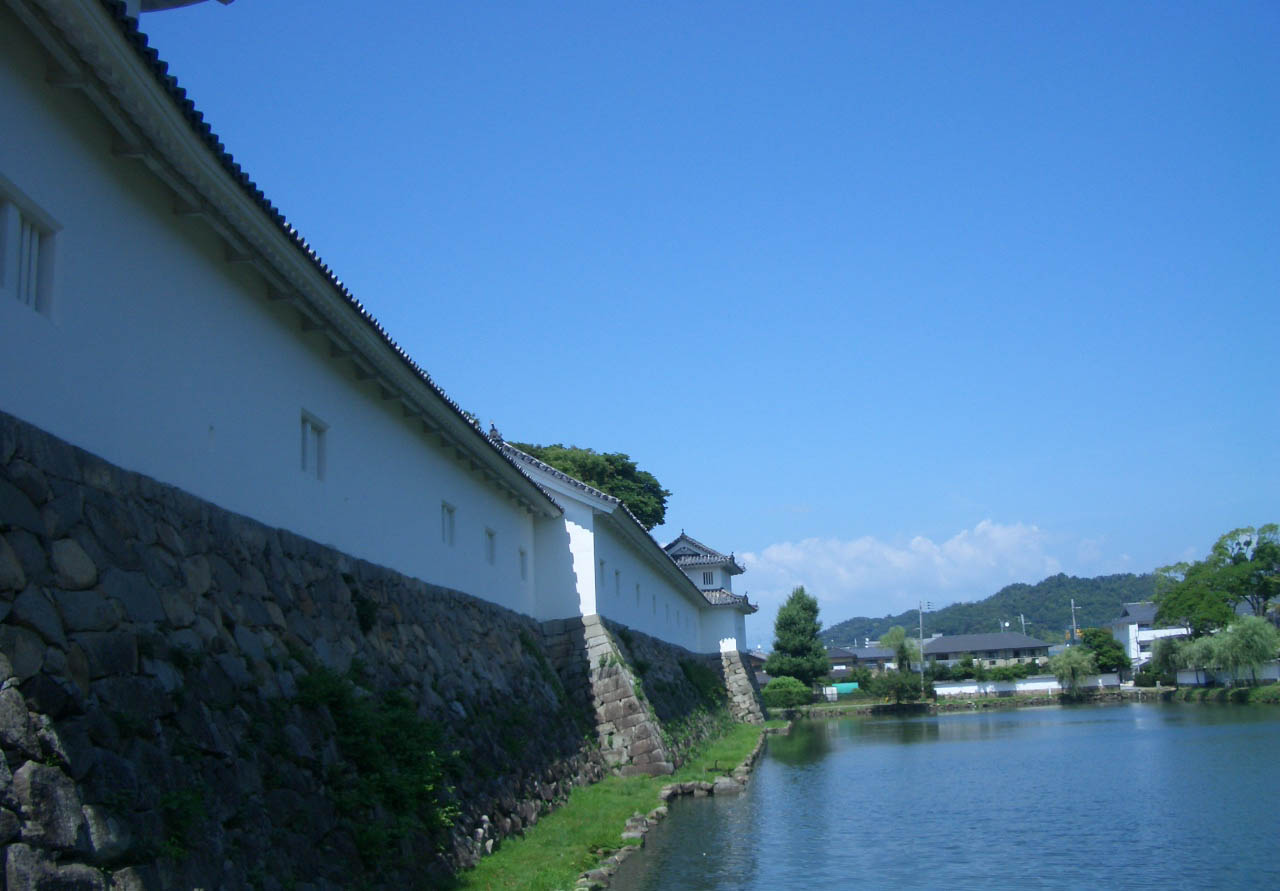
彦根城二の丸佐和口多聞櫓と堀
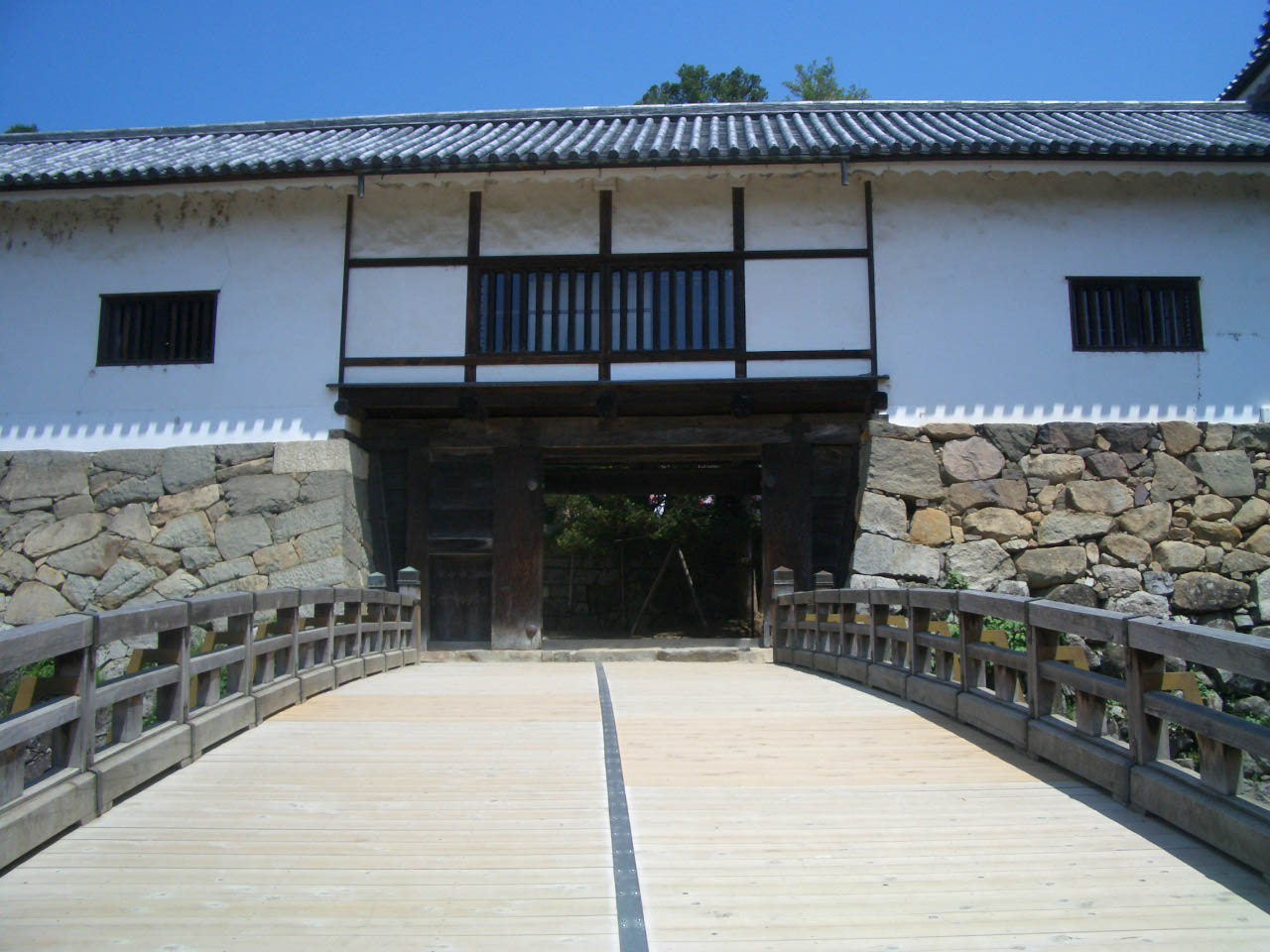
彦根城天秤櫓
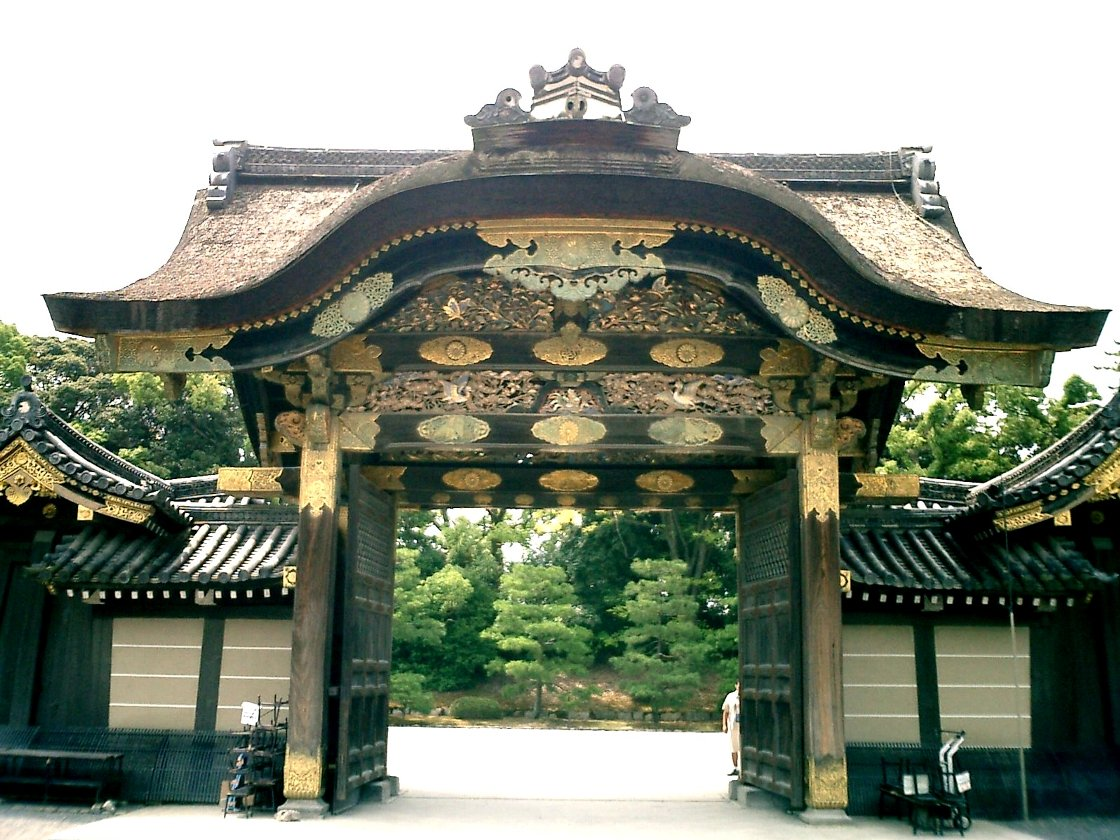
二条城唐門
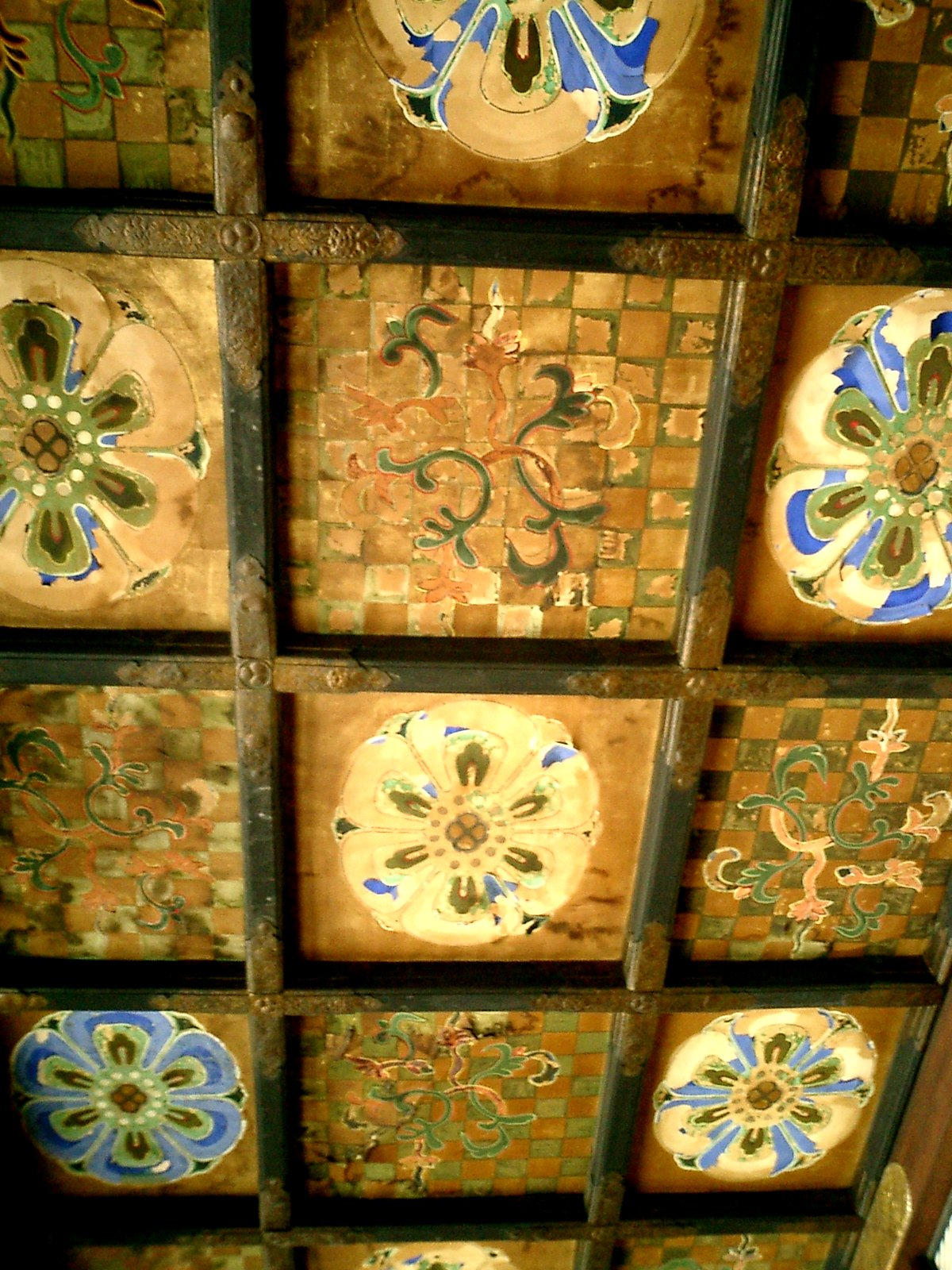
二条城二の丸御殿の天井
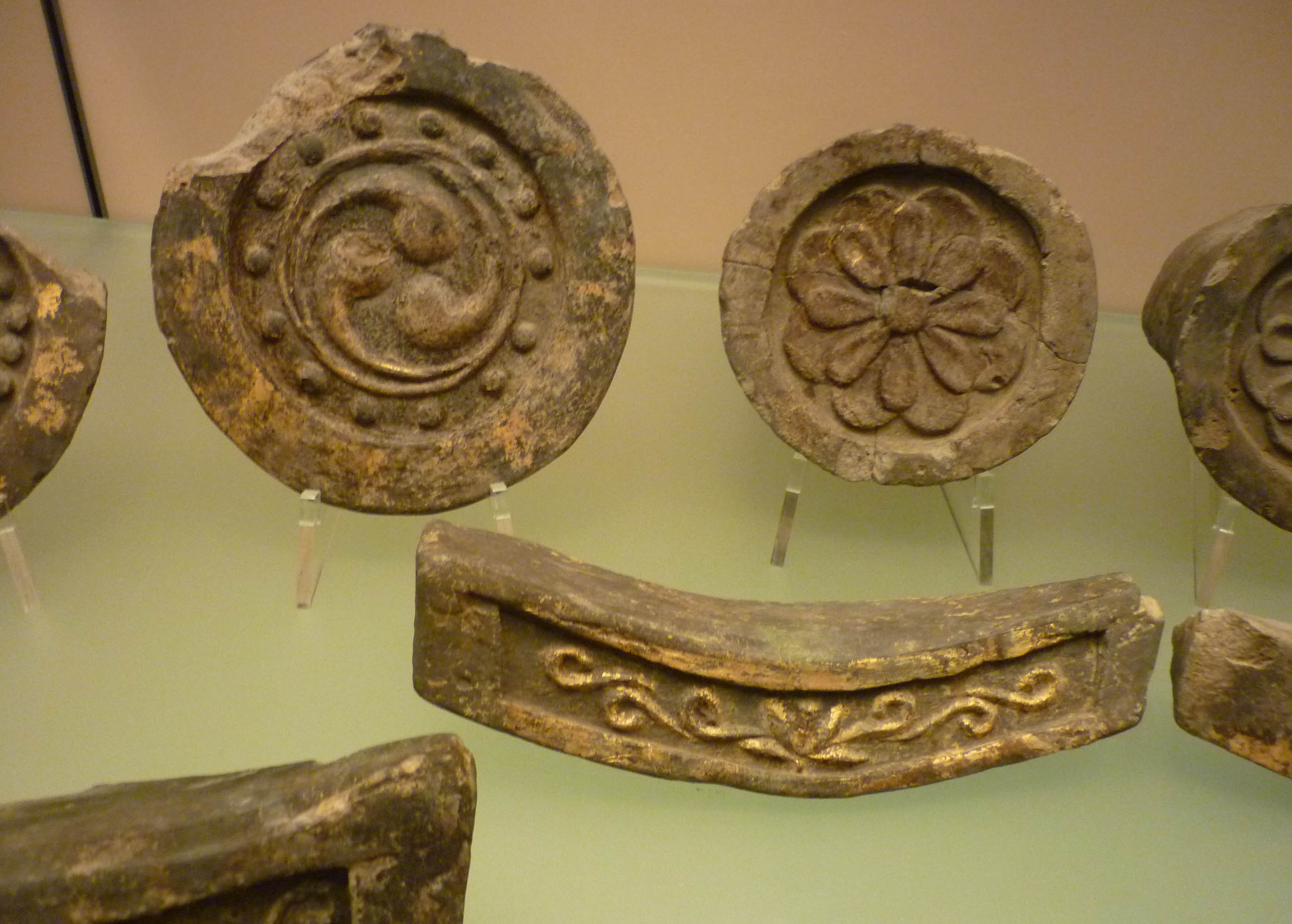
伏見城跡出土の金箔瓦（軒丸瓦と軒平瓦）
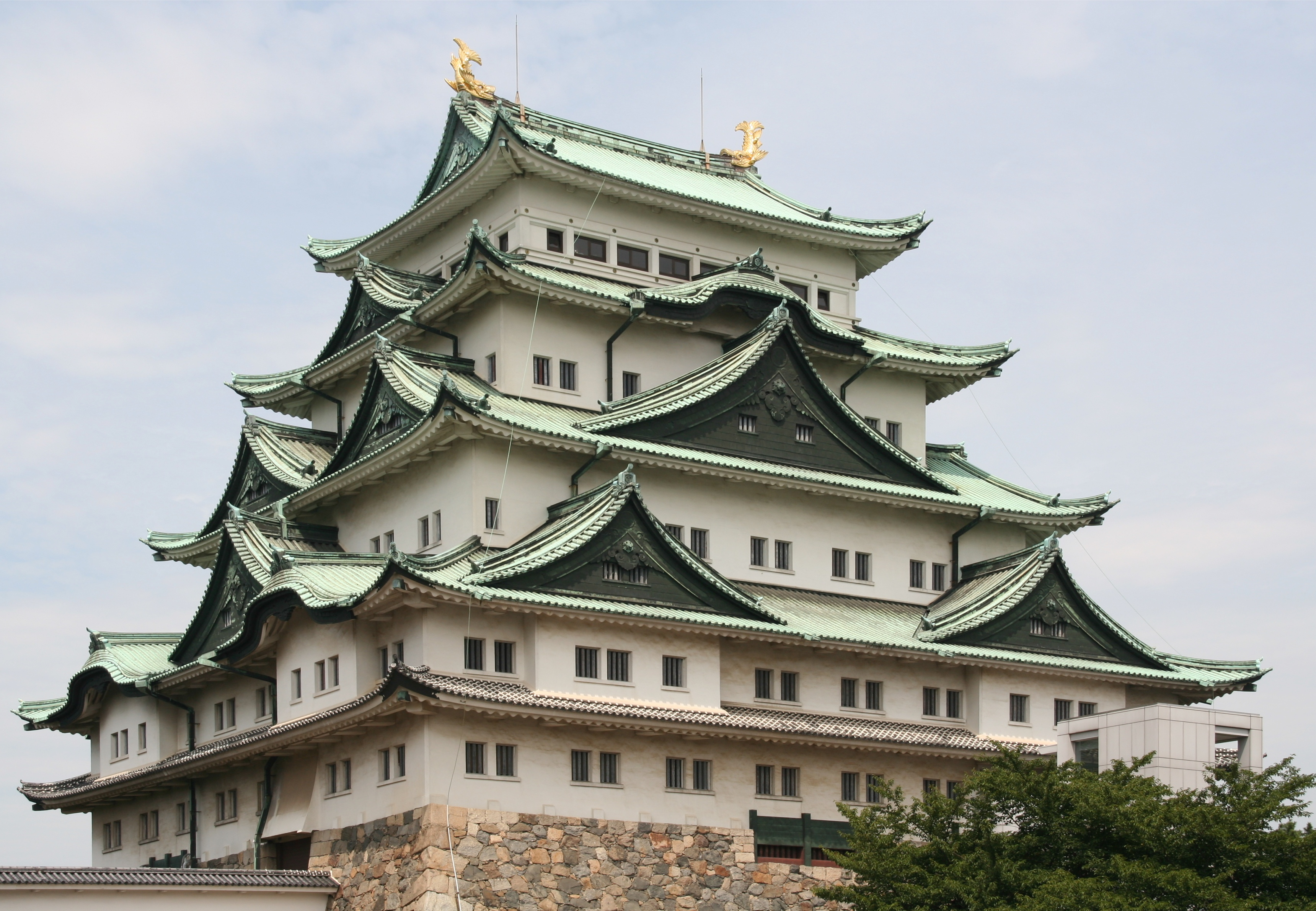
名古屋城復興天守 下から2層目は比翼千鳥破風、第3層は大千鳥破風、第4層は軒唐破風。
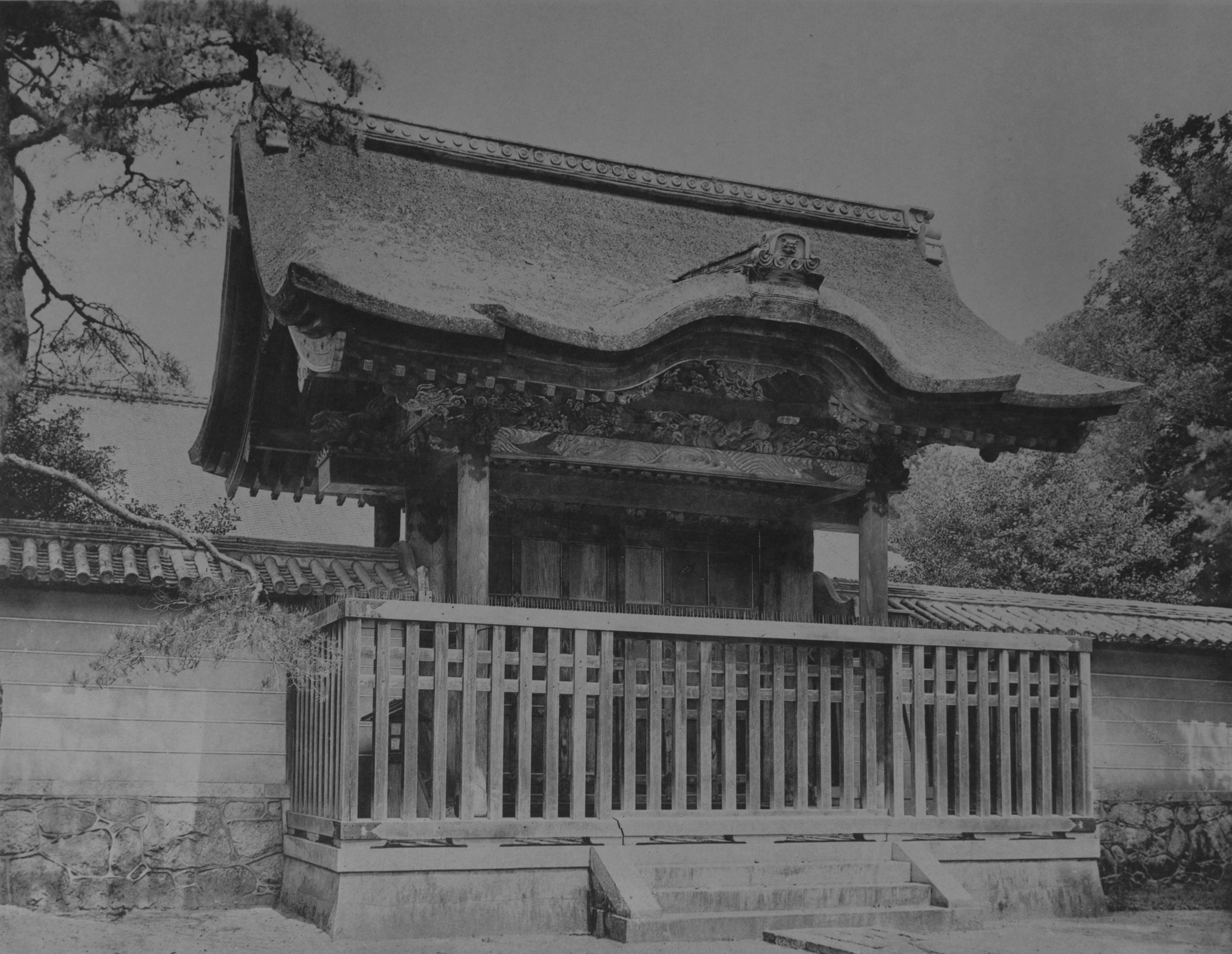
大徳寺唐門（伝聚楽第遺構）
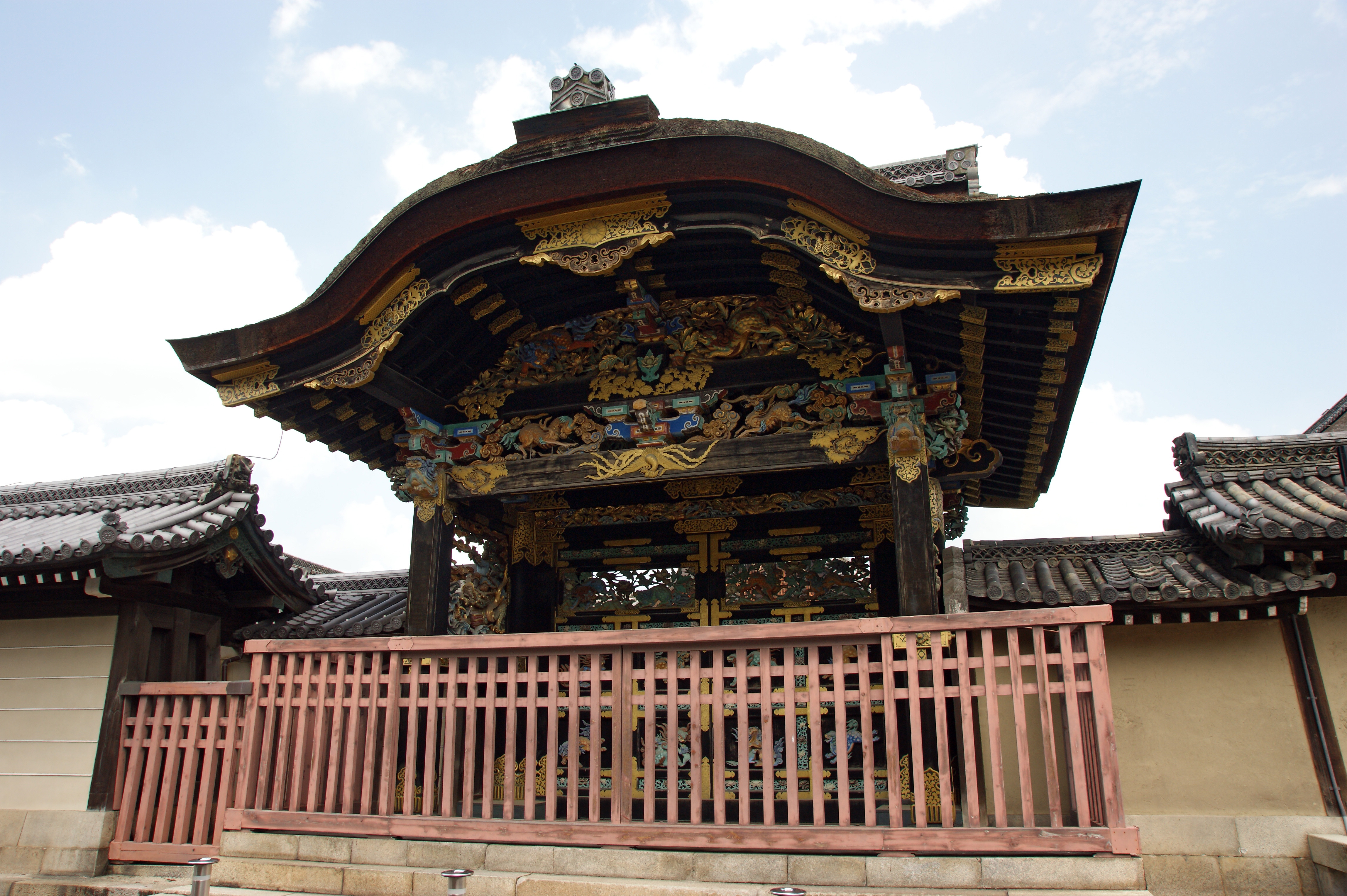
西本願寺唐門（伝伏見城遺構）
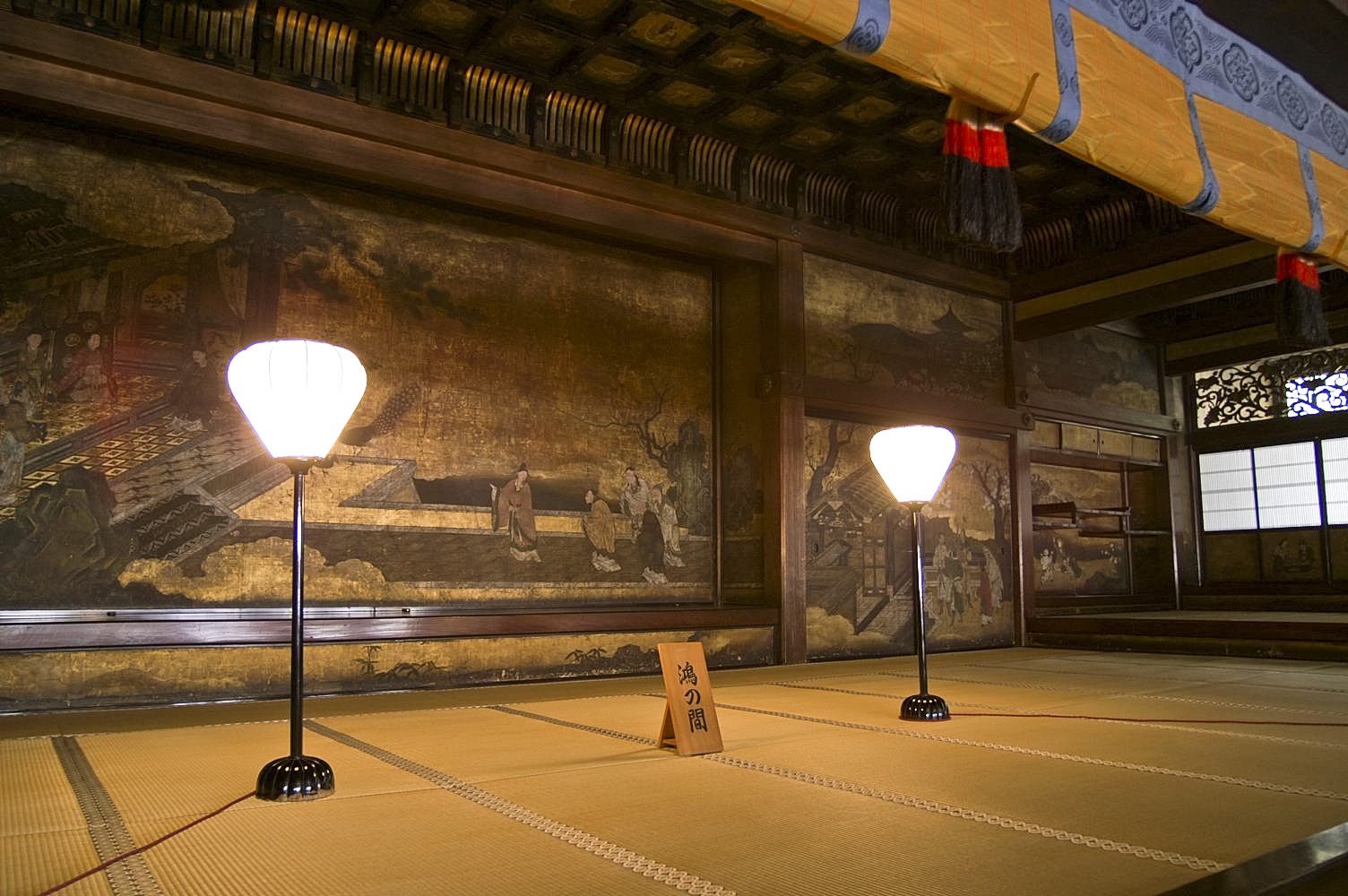
西本願寺「鴻の間」（伝伏見城遺構） 「鴻の間」上段
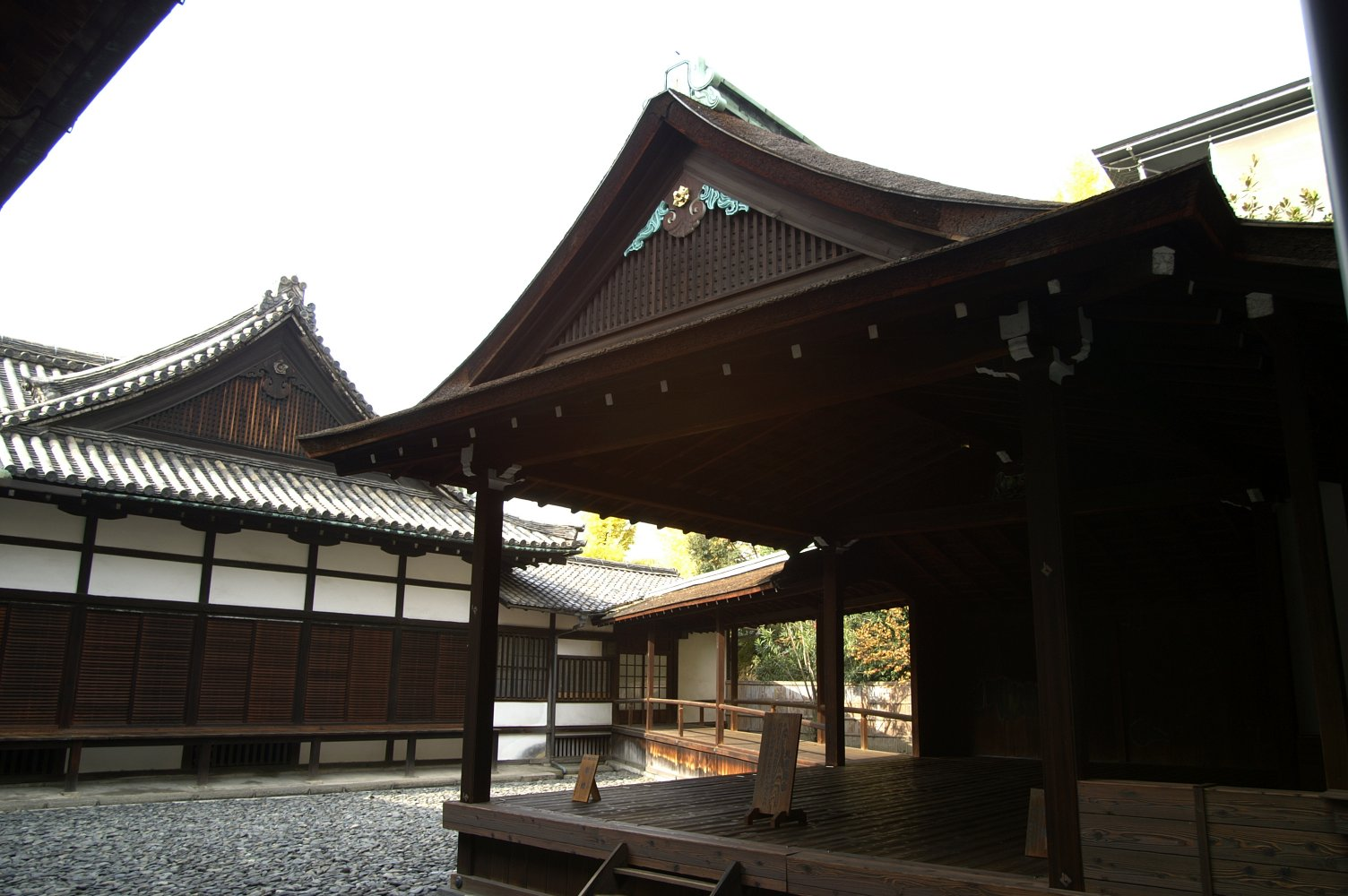
西本願寺「北能舞台」（伝伏見城遺構）
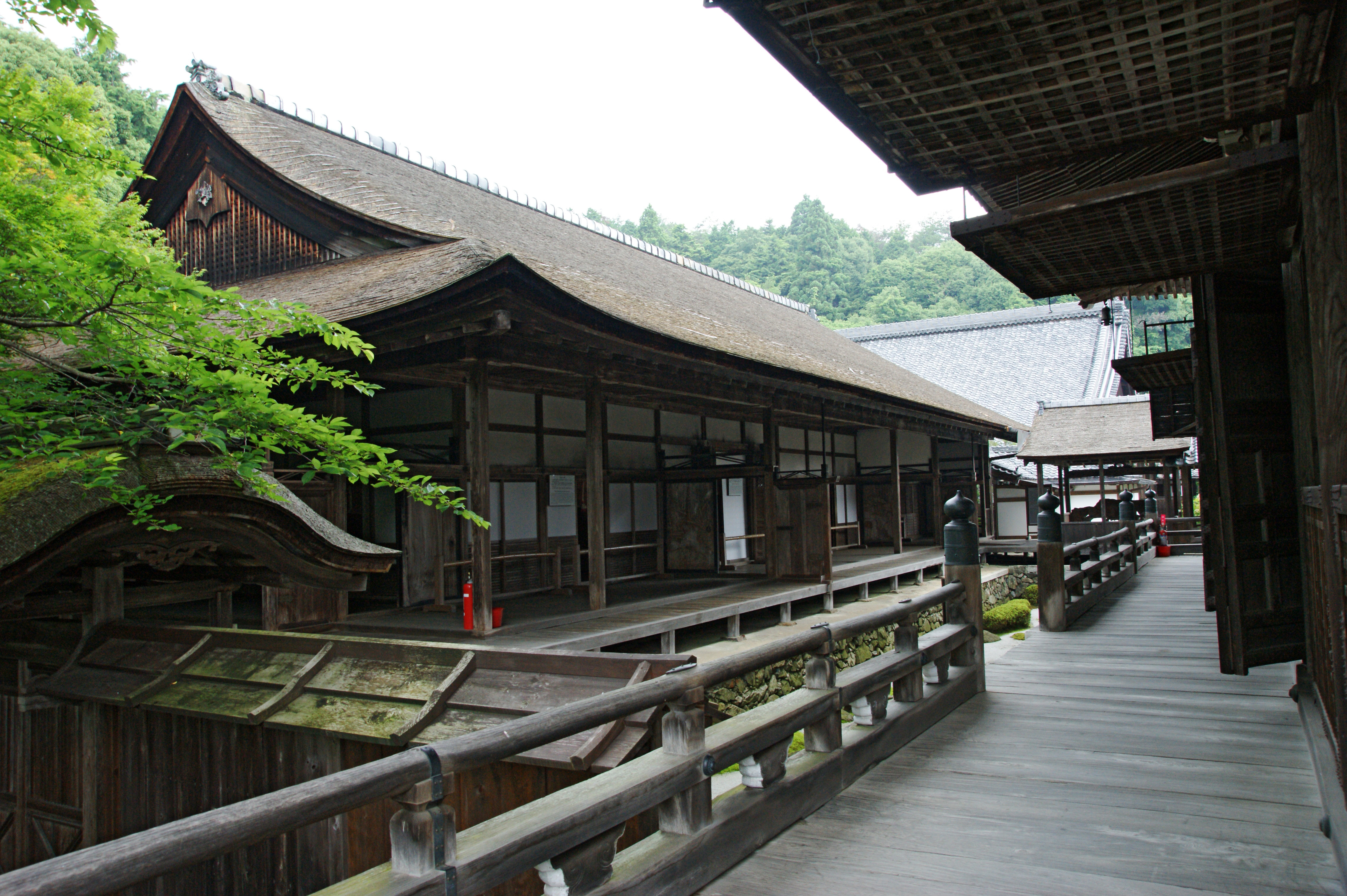
西教寺客殿（左、伝伏見城遺構）
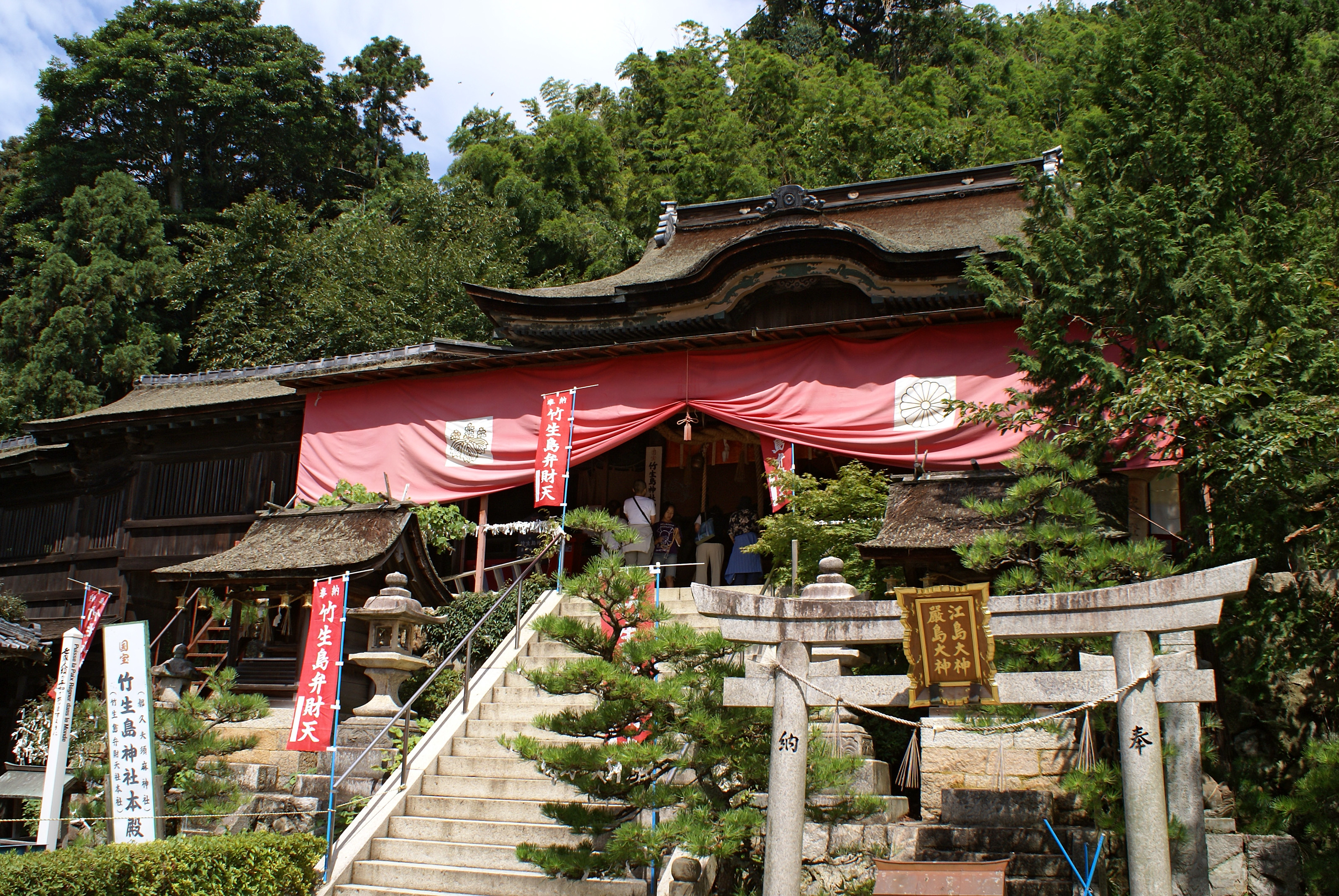
都久夫須麻神社本殿（伝豊国廟遺構）
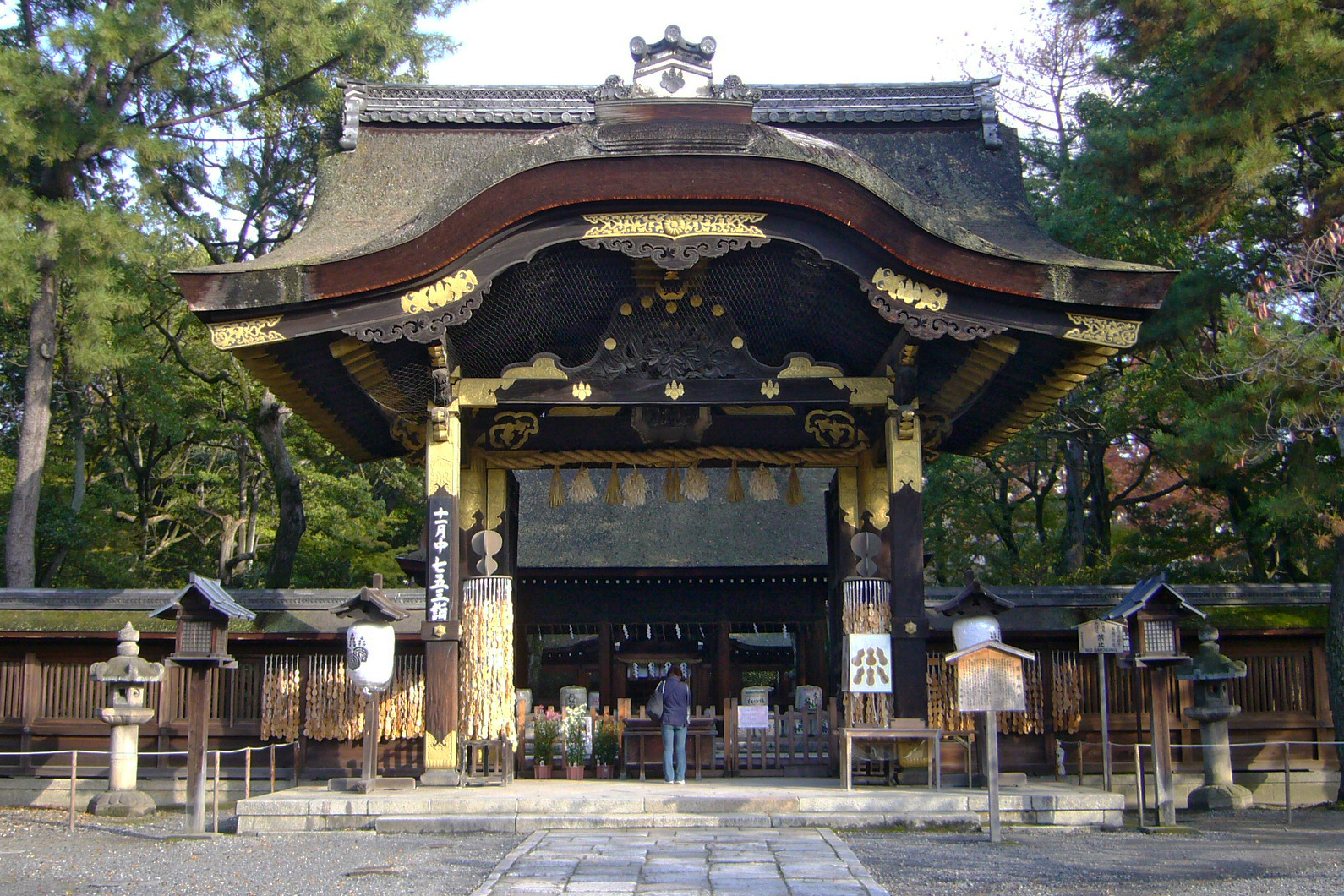
豊国神社（京都市東山区）唐門
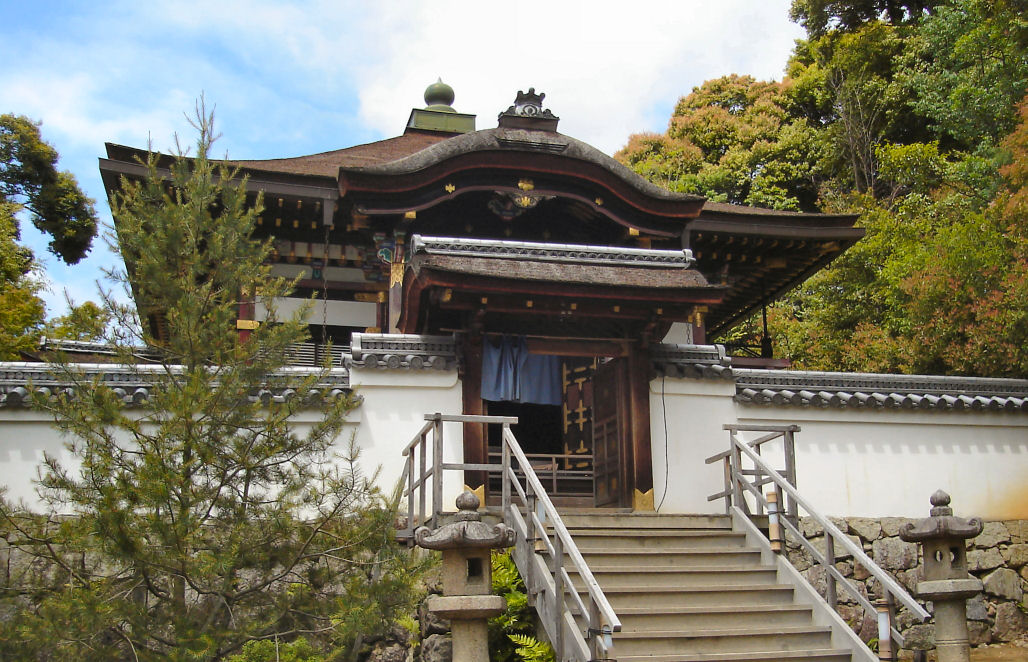
高台寺霊屋
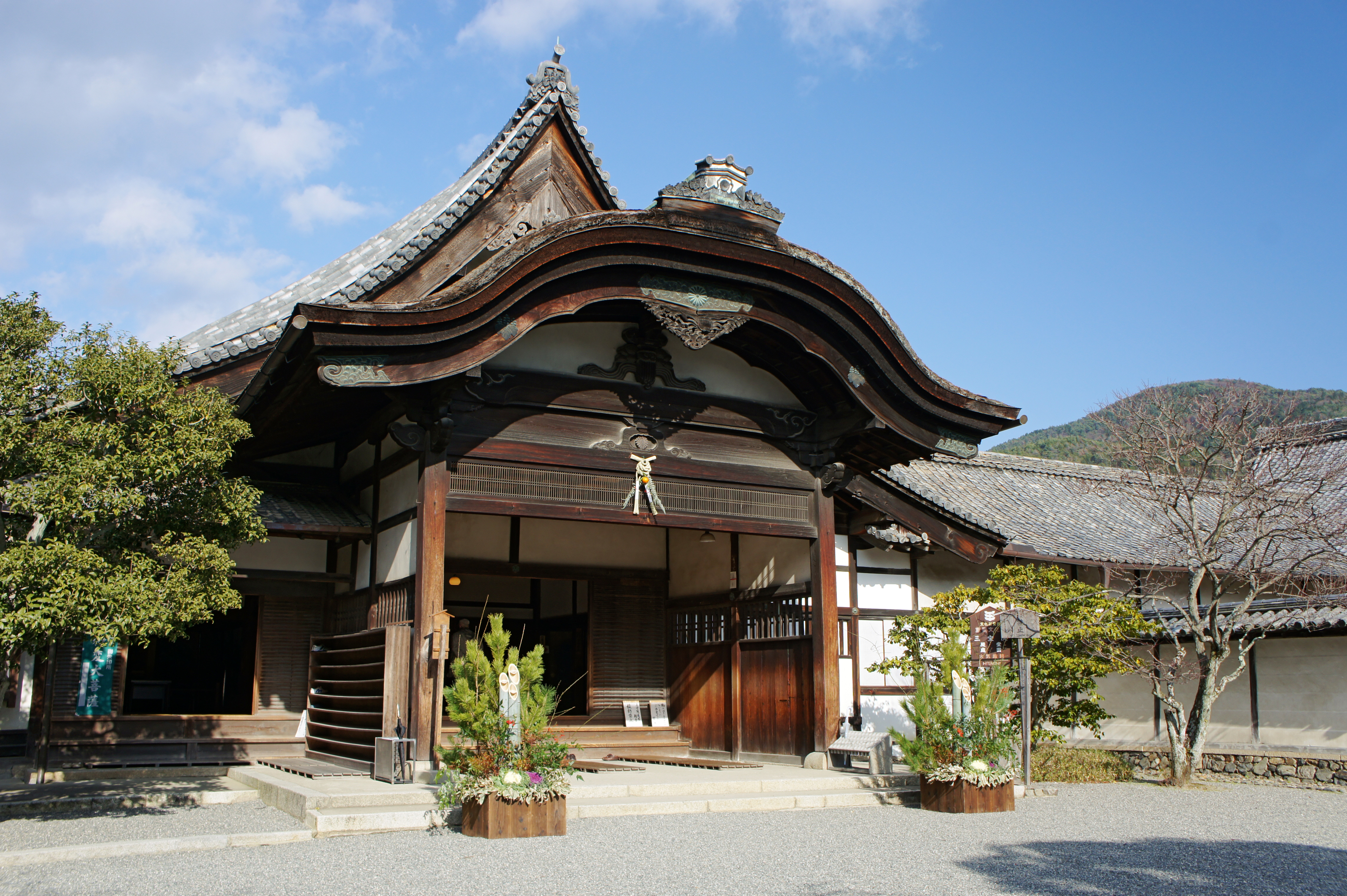
醍醐寺三宝院大玄関
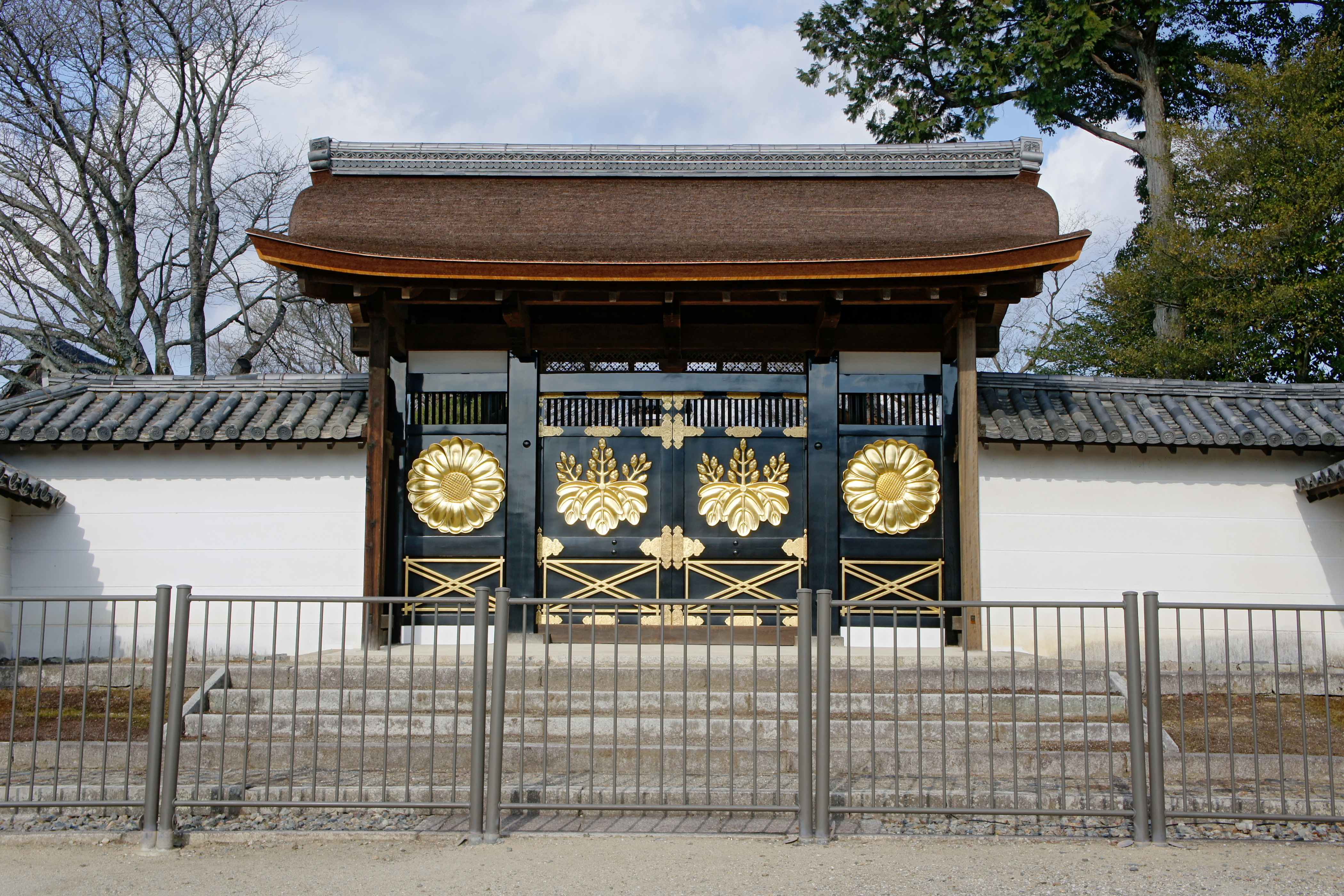
醍醐寺三宝院唐門
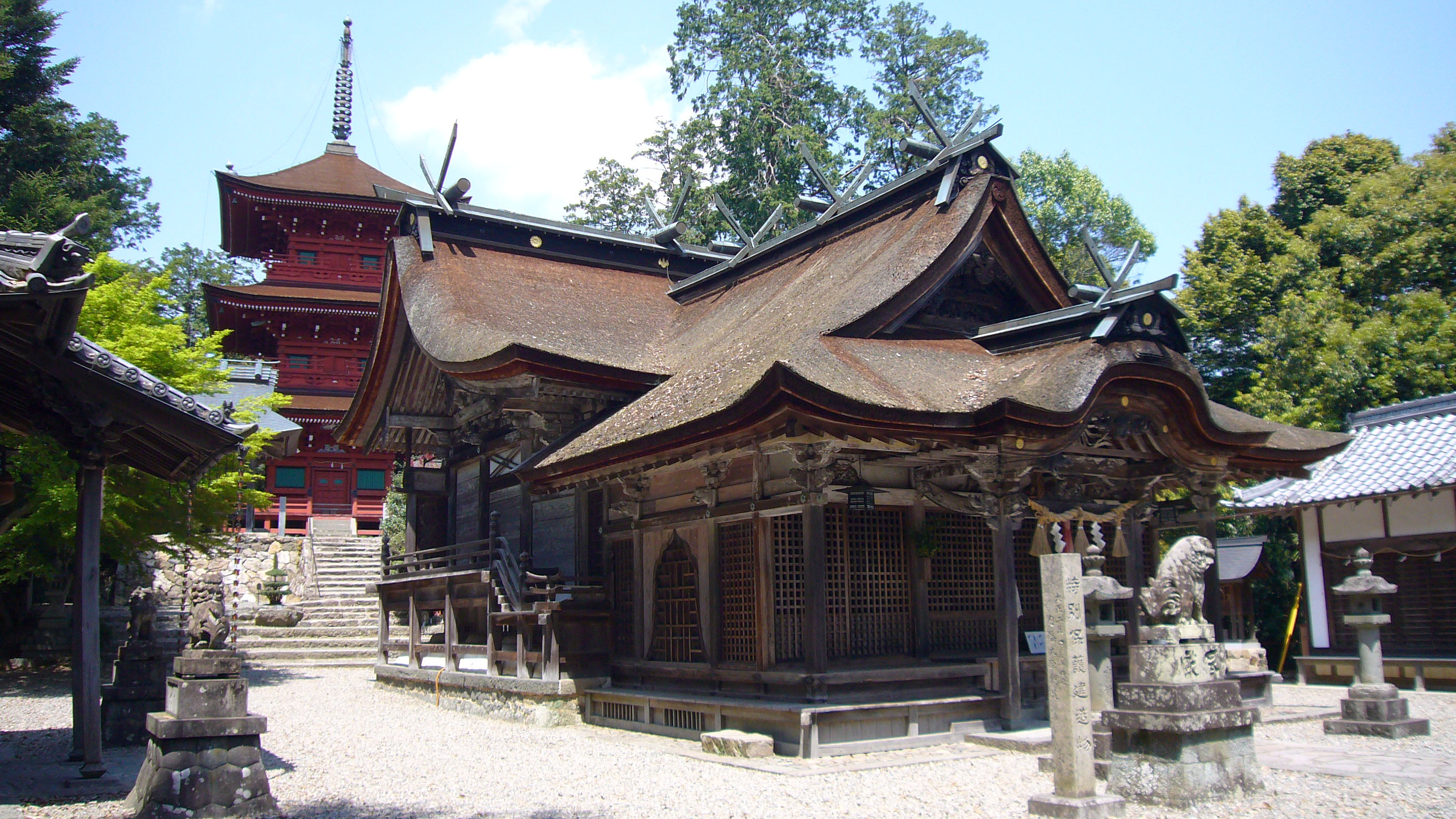
柏原八幡神社の複合社殿
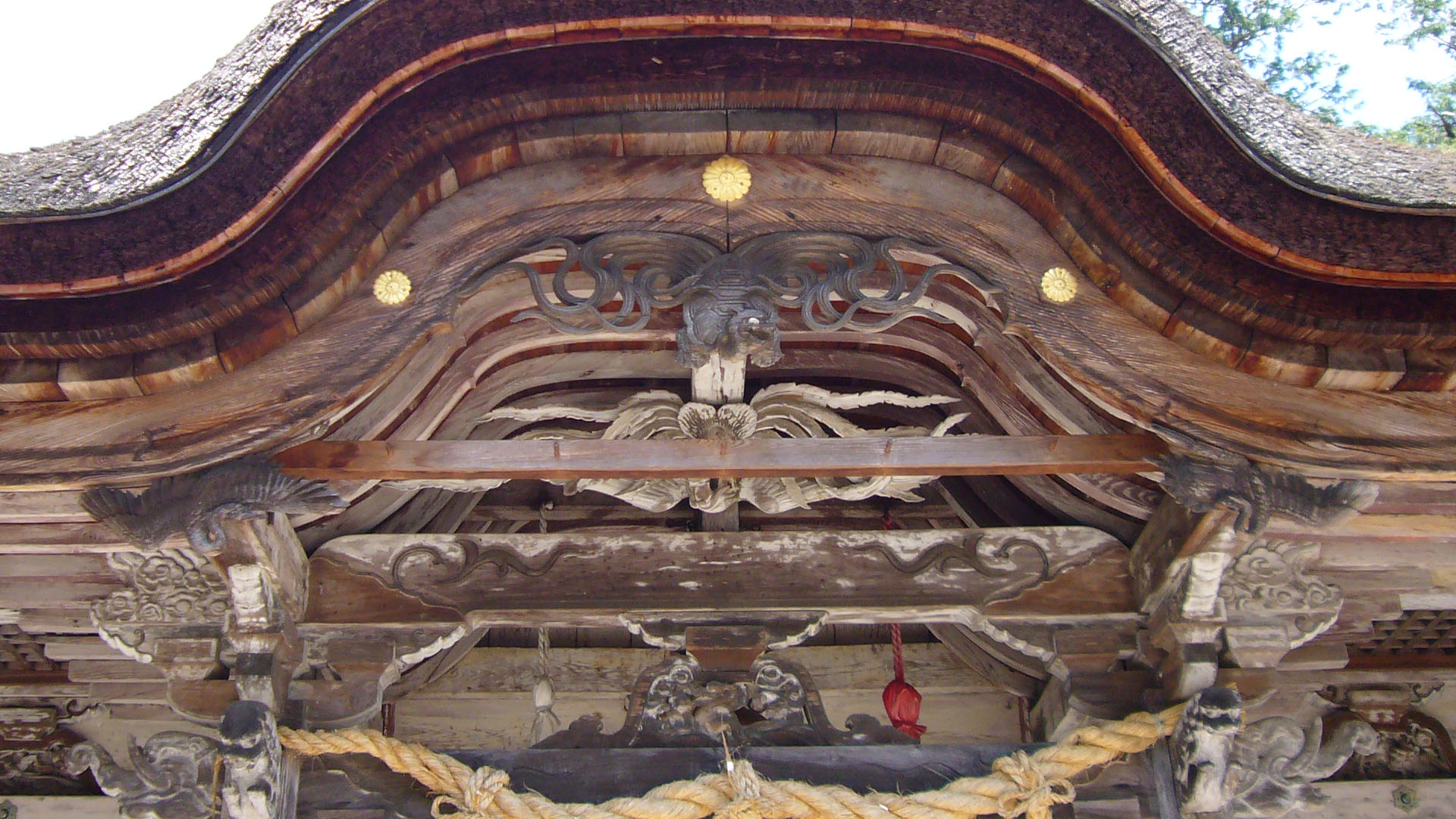
柏原八幡神社の唐破風

## 茶の湯の隆盛と茶室建築

### 茶道の大成と北野大茶湯

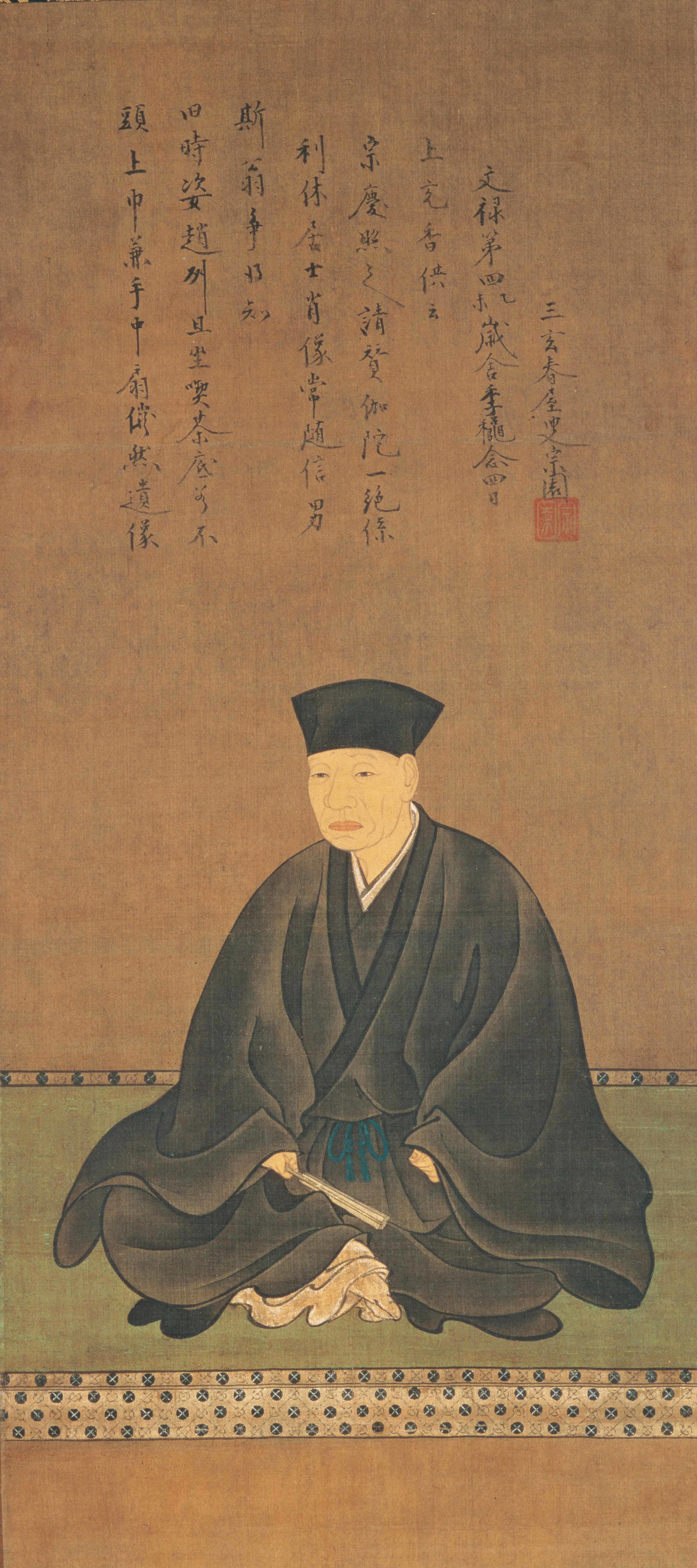
「千利休像」（長谷川等伯画）

茶の湯は、安土桃山時代になると大名や豪商だけでなく、町人の間へも広がった。堺の商人出身で、武野紹鷗に師事した千利休（千宗易、本姓は田中）は、茶頭として信長に仕え、独特の茶道具や懐石を考案して茶の湯の儀礼を定めて茶道を確立し、さらに秀吉にも重用された。利休は、村田珠光や武野紹鷗によってすでに始められていた侘び茶を大成した。
利休が求めたものは、豪華な書院の茶ではなく、簡素な無一物の美を希求する草庵での侘び茶であった。禅の影響を受け、「和敬清寂」をその根本精神とし、簡素と閑寂を旨とした侘び茶は、華やかさの目立つ桃山文化のなかで異彩を放っている。しかし、天正19年（1591年）、利休は秀吉の不興を買い、自刃している。
茶の湯は、一方では、いわば生活教養文化として既成文化を包含・統合するかたちで成立したものであり、連歌や謡曲、能狂言などといった寄合の文化とも共存し、人びとに社交の場を提供するものとして歓迎された。秀吉は、家康との講和後の大徳寺茶会、武家関白の権威を高めた禁中茶会につづいて天正15年（1587年）10月1日、京都の北野神社で大規模な茶会（北野大茶湯）をもよおした。そこには秀吉自慢の「黄金の茶室」が持ちこまれ、秀吉・千利休・今井宗久・津田宗及の4人を茶堂とする茶席が設けられた。4人の茶席には、貧富・貴賤の別なく愛好者の参加をゆるした。参加者は8人ずつ入場させて各人にクジをひかせて2人組4組に分け、それぞれの茶堂の点前で茶をいただくという趣向となっていた。1日803名もの拝服者があり、その内訳は公卿・大名から百姓・町人にいたるまであらゆる階層におよんだという。茶会は当初10月1日から10日間の予定であったが、結局は1日だけとなった。北野神社では9月25日から800余もの茶屋座敷の造営がはじまり、当日は経堂から松梅院までぎっしりと建ち並び、その数1,500以上におよんだといわれている。
今井宗久も津田宗及もともに堺の豪商出身であった。この2人に利休を加えて「天下三宗匠」と称された。山上宗二も堺の商人出身で利休に20年師事し、秘伝書『山上宗二記』をのこした。博多の豪商、島井宗室と神谷宗湛もまた茶人としても有名である。宗室はとくに豊後国の大名大友宗麟との関係が密接であり、また、信長自刃の前日には本能寺に同宿して信長の収集した茶道具を見ており、宗湛はまた、北野大茶湯に博多からかけつけた際、秀吉に大名以上の待遇で厚く迎えられたといわれている。

### 武人と茶道

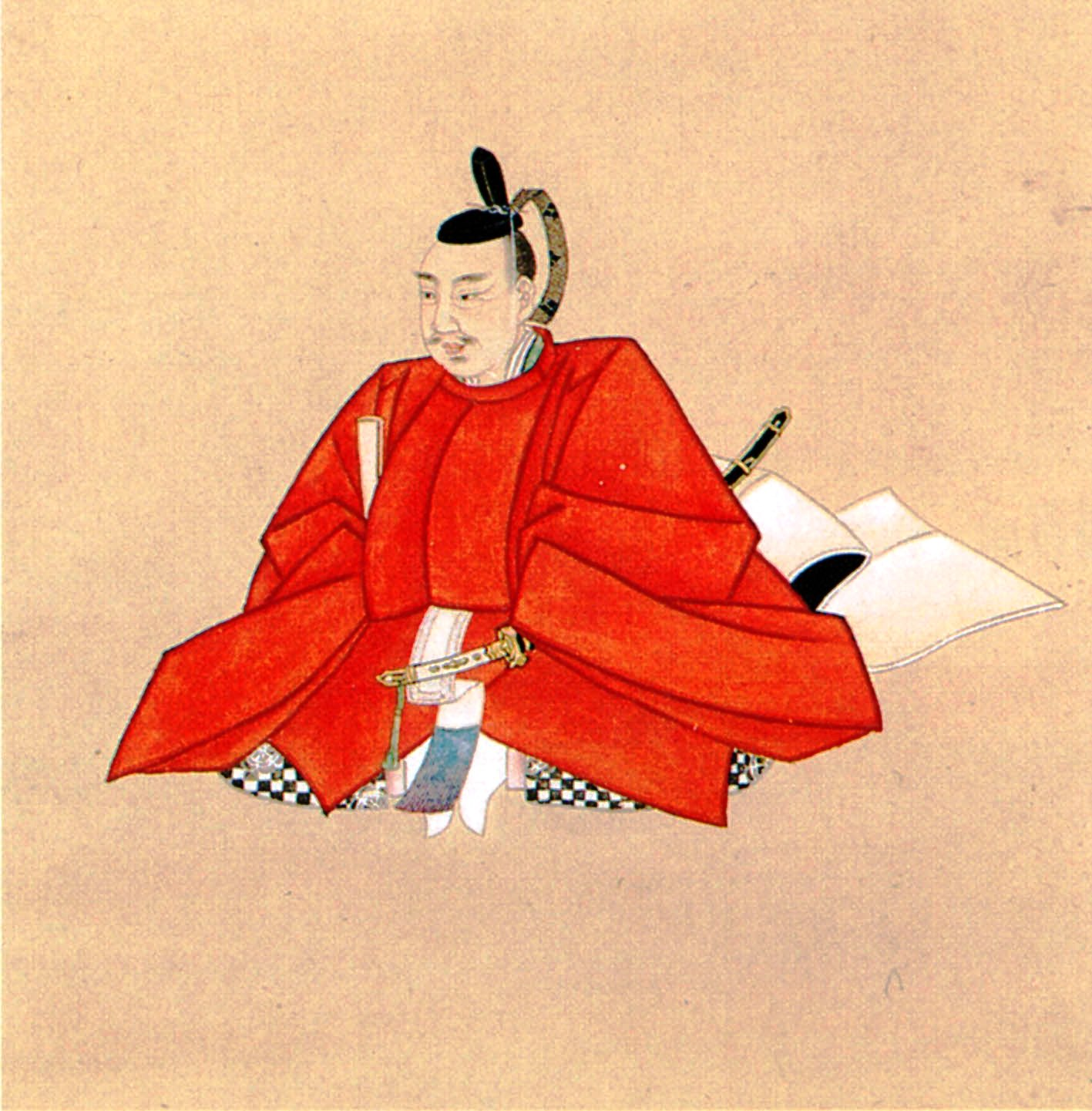
古田織部

諸大名もさかんに茶会をもよおした。茶の湯が武士や大名の間であまねく広まっていった功労者としては織田信長が挙げられる。信長は義昭を奉じて入京したのち、堺の町衆に対し「名物狩（強制買い上げ）」をおこない、また、家臣に対しては茶の湯を功績ある者に対する許可制とした（「茶の湯御政道」）。茶をたしなむことは、武人にとって一種の威信になったのである。こうして利休に師事した武将には蒲生氏郷、芝山宗綱（監物）、細川忠興（三斎）、高山右近（南坊）などがおり、「利休七哲」などと称されることがある。
また、茶道史において特に重要な武人としては、織田有楽斎（長益）、古田織部（重然）、小堀遠州（政一）が挙げられる。織田有楽斎は信長の弟で、かれがつくった茶室も有名である。古田織部も信長・秀吉に仕え、武士好みの茶風として知られる織部流を創始した。織部焼（後述）はかれの名にちなむ。関ヶ原合戦以後は、徳川秀忠の茶道師範として活躍したが、大坂の役で末子が豊臣秀頼方についたため、内応を疑われ、非業の死を遂げている。利休が自然の侘びを求めたのに対し、織部は、普通ならば窯のなかで打ち捨てられるような「へうげもの」銘の茶碗を愛したように、人工の侘びを見いだしたと評される。織部に師事した小堀遠州は、武家茶道のひとつ遠州流の祖となった人物で、将軍の茶の湯師範となったほか、作庭でも有名で、幕府関係の作事奉行として多くの名園を造作した。
なお、茶道の隆盛にともない、茶入や茶壺、茶器、茶釜など茶道具にもすぐれたものがつくられている。茶入「九十九髪茄子」や茶釜「古天明平蜘蛛」は、利休七種茶碗や秀吉が所持したといわれる高麗物の井戸茶碗などとともに、「名物」といわれた。

### 茶室建築

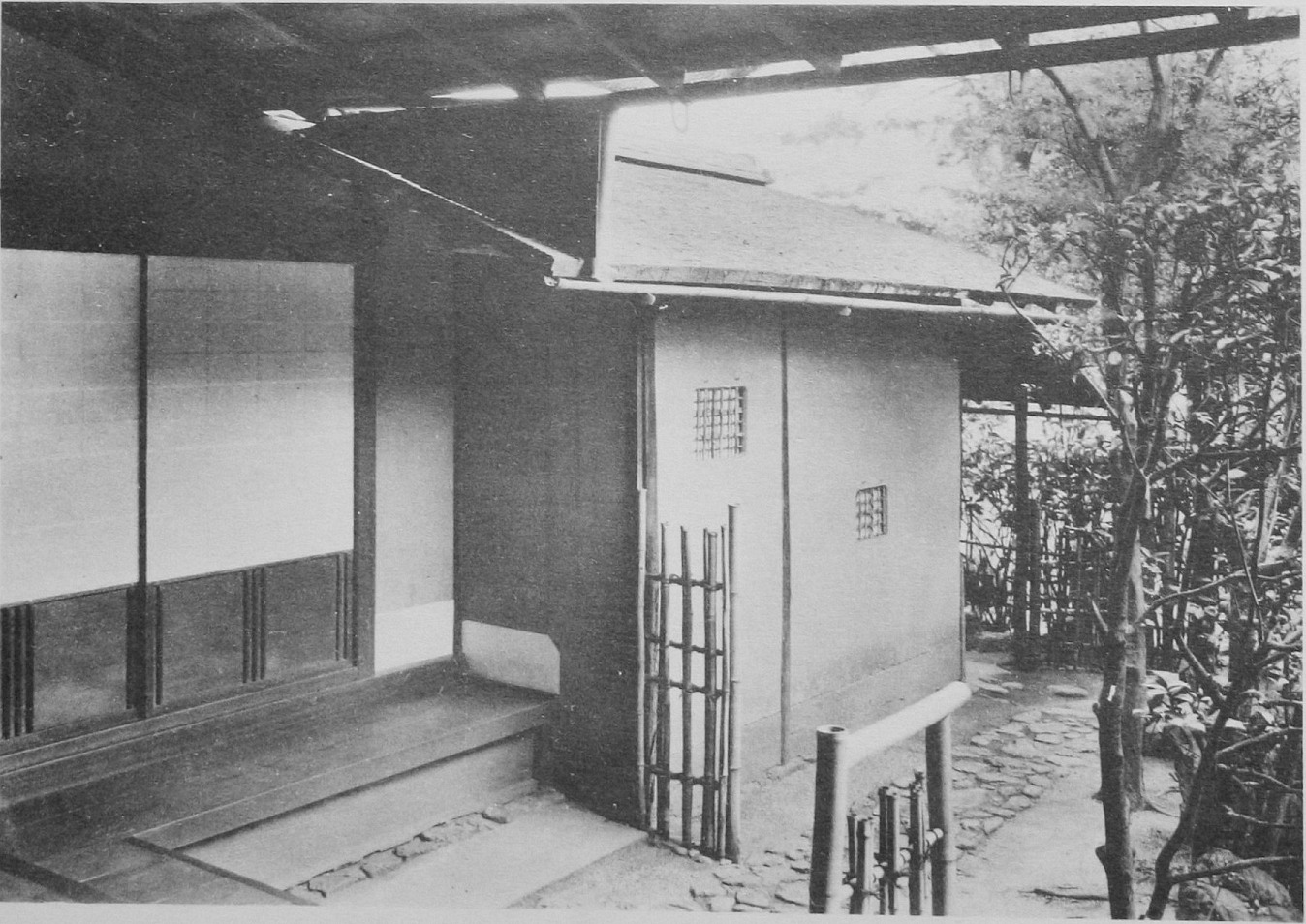
妙喜庵の待庵

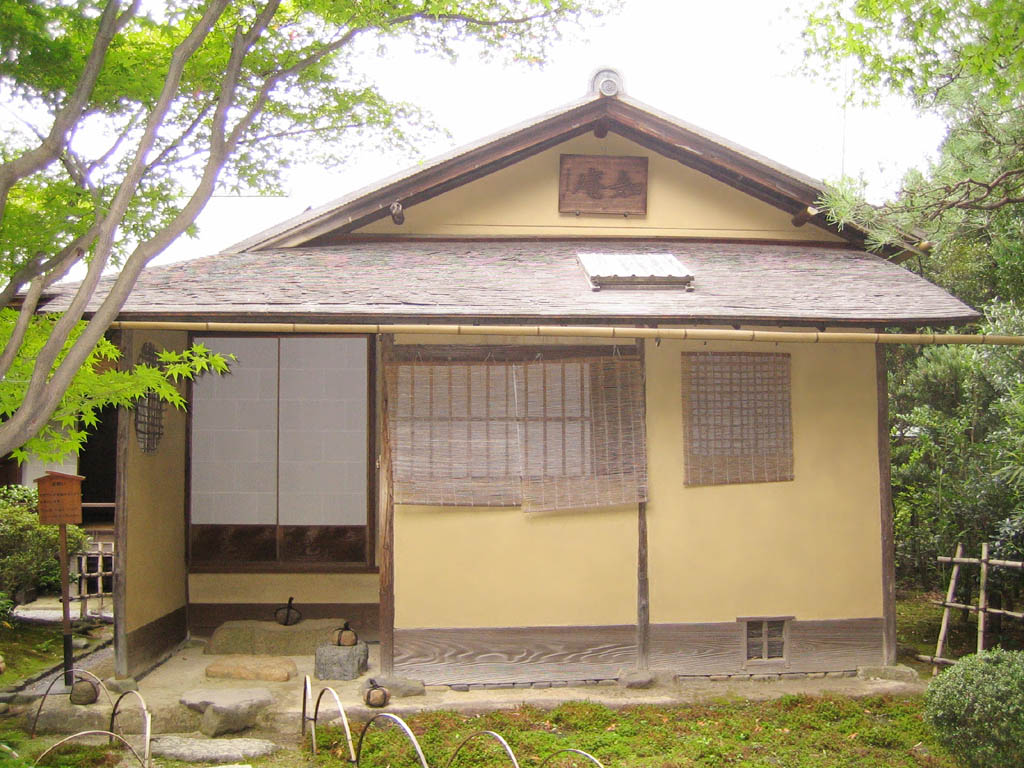
如庵

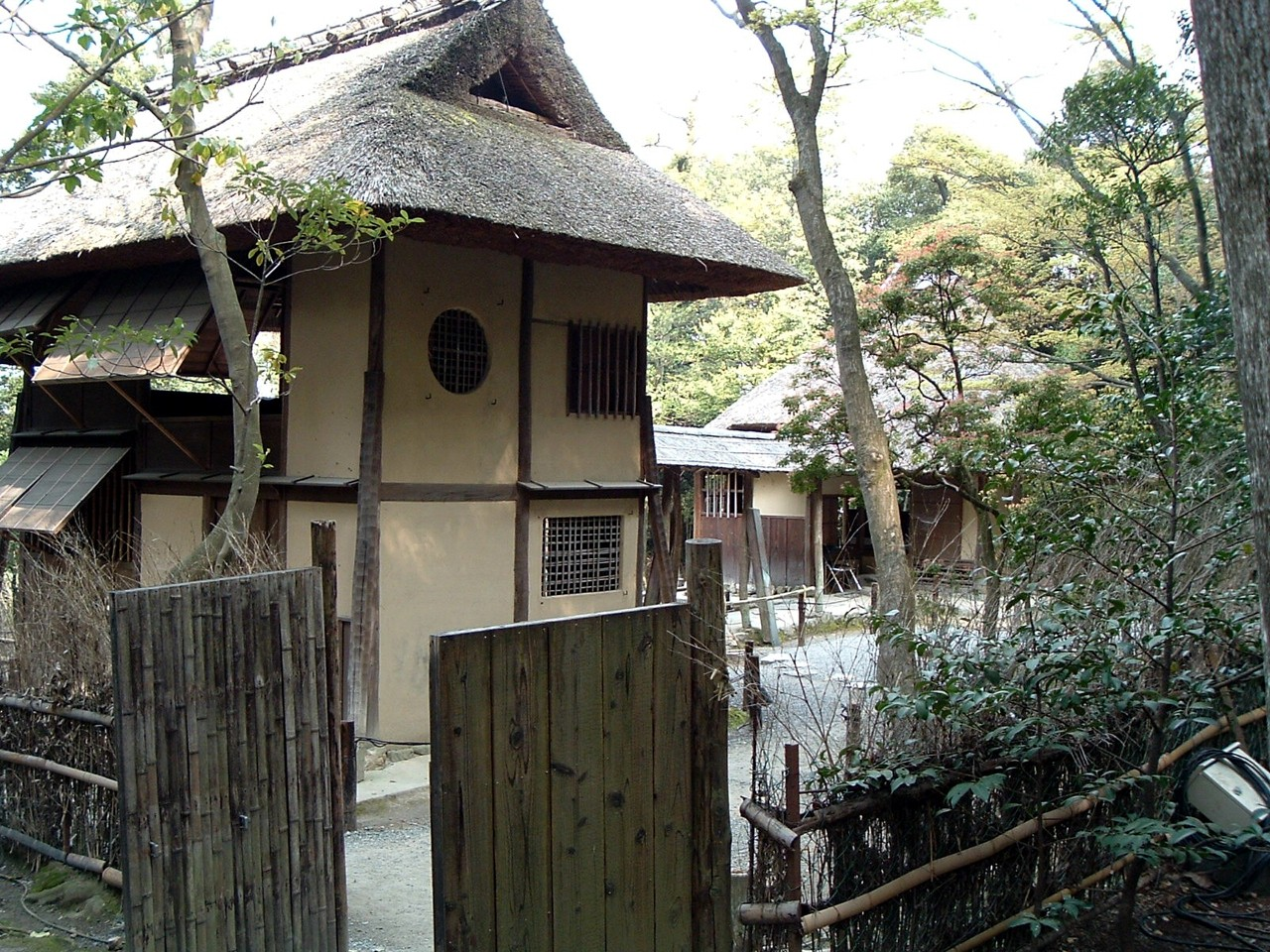
高台寺時雨亭

武野紹鷗の茶室は4畳半で書院造風の端正なつくりであったと考えられている。それに対し、千利休唯一の遺作といわれる、山崎天王山の麓の妙喜庵（京都府大山崎町）内の「待庵」は、当時の上流階級で愛された山荘や茶屋、あるいはその原形となった民家建築をベースにした、わずか2畳敷の草庵であり、世俗的な身分差を解消する手立てとして「躙口（にじりぐち）」をともなっている。ここでは、にじり口と土庇、そして露地（路地）によって庭と室内の一体化が図られており、一見質素で狭隘にみえながらも、天井の複雑な構成や窓の自在な配置、床内の入隅柱、天井を土壁で覆った室床など細部にいたるまで吟味と配慮が行き届き、驚くばかりの拡がりを見せている。天正10年（1582年）の山崎の戦いののち、秀吉はしばしば利休らと茶会をもよおしているが、待庵もこれに用いられた可能性がある。
利休にかかわる茶室としては他に、大徳寺龍光院書院内に設けられた茶室「密庵席（みったんせき）」がある。密庵席の名は、中国・宋代の禅僧密庵咸傑の現存唯一の墨跡に由来している。墨跡は禅宗寺院はもとより利休はじめ多くの茶人より厚く尊崇され、密庵席にはこの一幅だけを飾るために密庵床（みったんどこ）が設けられている。密庵の墨跡は利休の添状とともに国宝指定されている。
利休はまた、紹鷗の示した4畳半茶室の草庵化も進めた。これは、裏千家の茶室「又隠（ゆういん）」（京都市上京区）に伝わっている。
織田有楽斎、古田織部、小堀遠州ら大名茶人も茶室をつくった。これには草庵風のものもあれば書院風のものもある。
織田有楽斎が京都建仁寺正伝院につくった茶室如庵は、建仁寺から東京の三井家、神奈川県大磯の三井家別荘へと移築を繰り返し、現在は愛知県犬山市の有楽苑に所在する。壁の腰張りに暦が張ってあるところから「暦張りの席」とも呼ばれ、国宝に指定されている。古田織部の好みを最も残すといわれる燕庵（京都市下京区）は、織部が大坂の陣に際して京屋敷の茶室を義弟にあたる藪内流の剣仲紹智に与えたものと伝えられている。如庵と燕庵は、いずれも草庵風茶室の空間に格式を創出したところに特徴がある。いっぽう、大徳寺孤篷庵に設けられた「忘筌（ぼうせん）」は小堀遠州がつくり、18世紀末に松江藩の藩主松平治郷が再建した茶室で、書院造を基本としているが草庵風の意匠も採用されている。
このように、茶室建築は茶人の精神すなわち「数寄」が表現されたもので、「数寄屋」の呼称もこれに由来するが、上述『匠明』に数寄屋が収載されていることは、17世紀初頭の段階で上層武家の接客施設として茶室がすでに定着していたことを示している。
秀吉は、大坂城内に豪華な茶室をつくり、また、折りたたみ可能な「黄金の茶室」を千利休につくらせ、各地に運んで茶会をひらいた。「黄金の茶室」は京都御所や肥前名護屋城（佐賀県唐津市）にも運び込まれ、また、北野大茶湯でも披露されている。これらは、秀吉の派手好み・成金趣味の現れと評されることも多いが、秀吉自身はそれよりも「山里」と名づけられた、木立によって俗塵を遮断した静寂な茶室での侘茶を好んだといわれる。
なお、高台寺境内において伏見城遺構と伝承される2つの茶亭「時雨亭」「傘亭」について、堀内家出身の堀内他次郎（宗完）は、これが伏見城に秀吉が設けたとされる学問所の高堂と草堂ではなかったかと指摘している。
茶室建築はのちの住宅建築にも影響をあたえた。住まいに数寄屋（茶室）の要素を採り入れた「数寄屋造り」がそれである。

### 関連画像

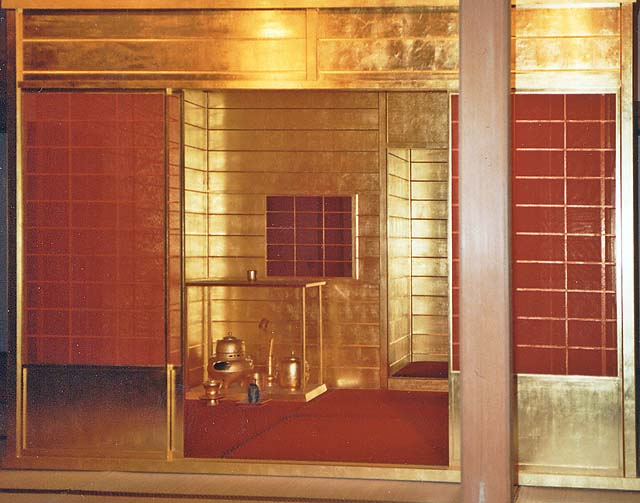
伏見桃山城内に復元された「黄金の茶室」
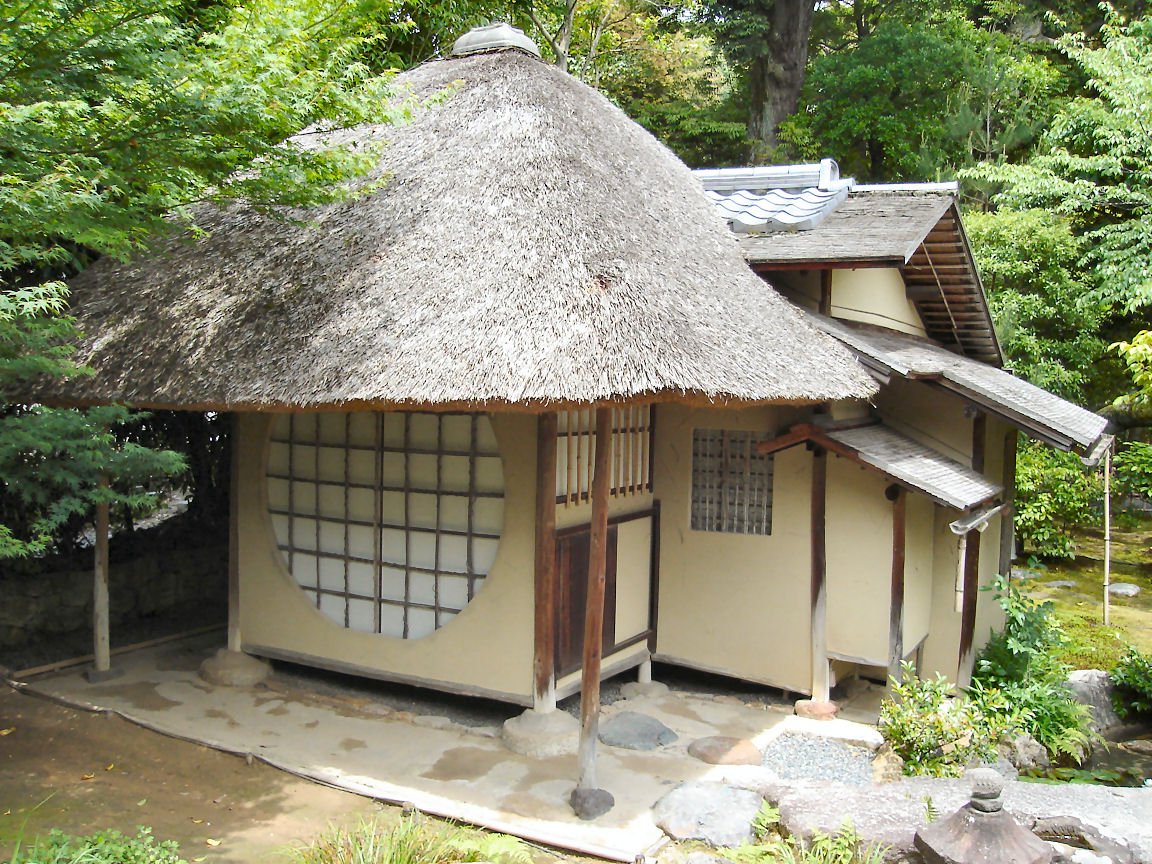
高台寺遺芳庵[注釈 22]

## 庭園

### 書院式庭園

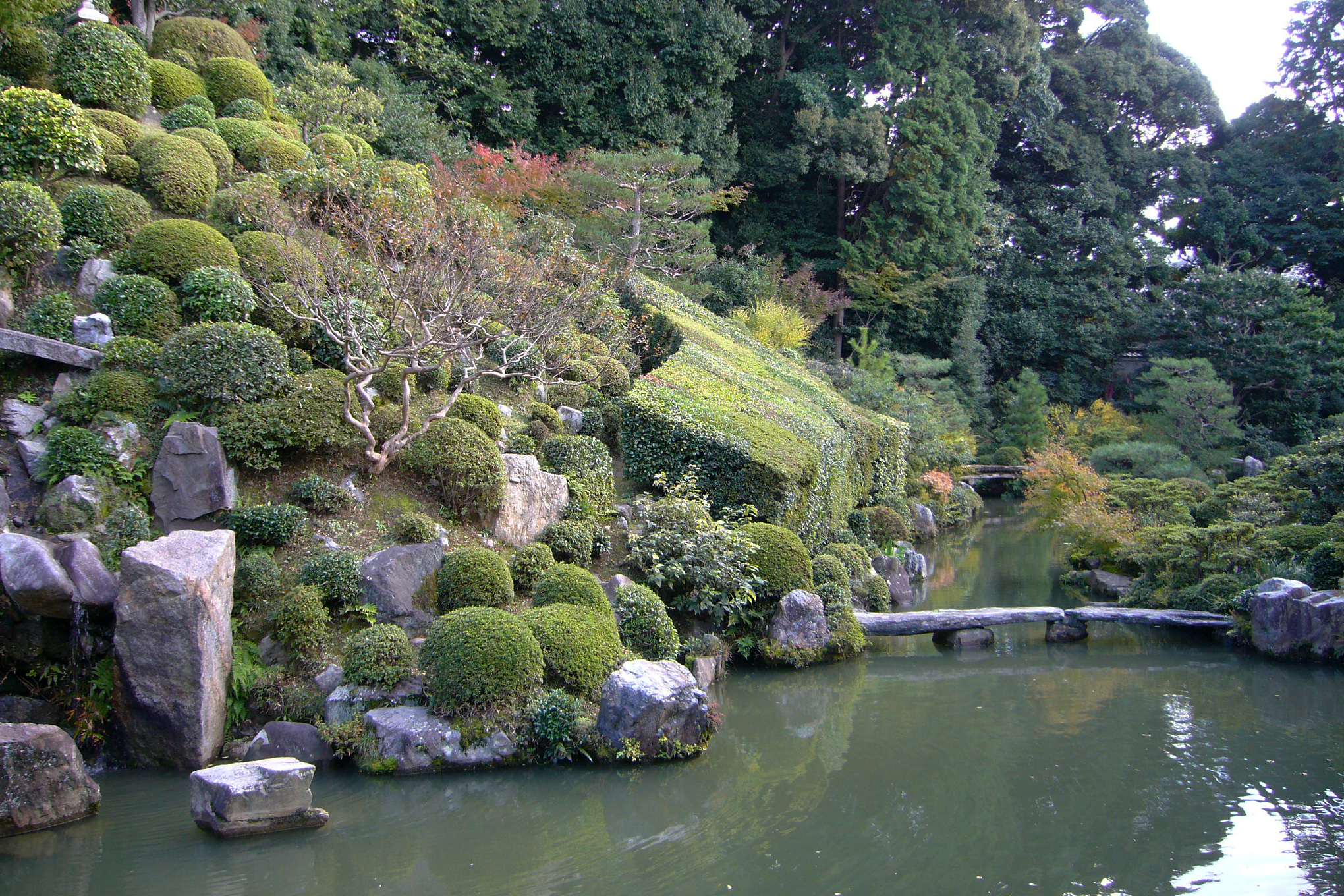
智積院庭園

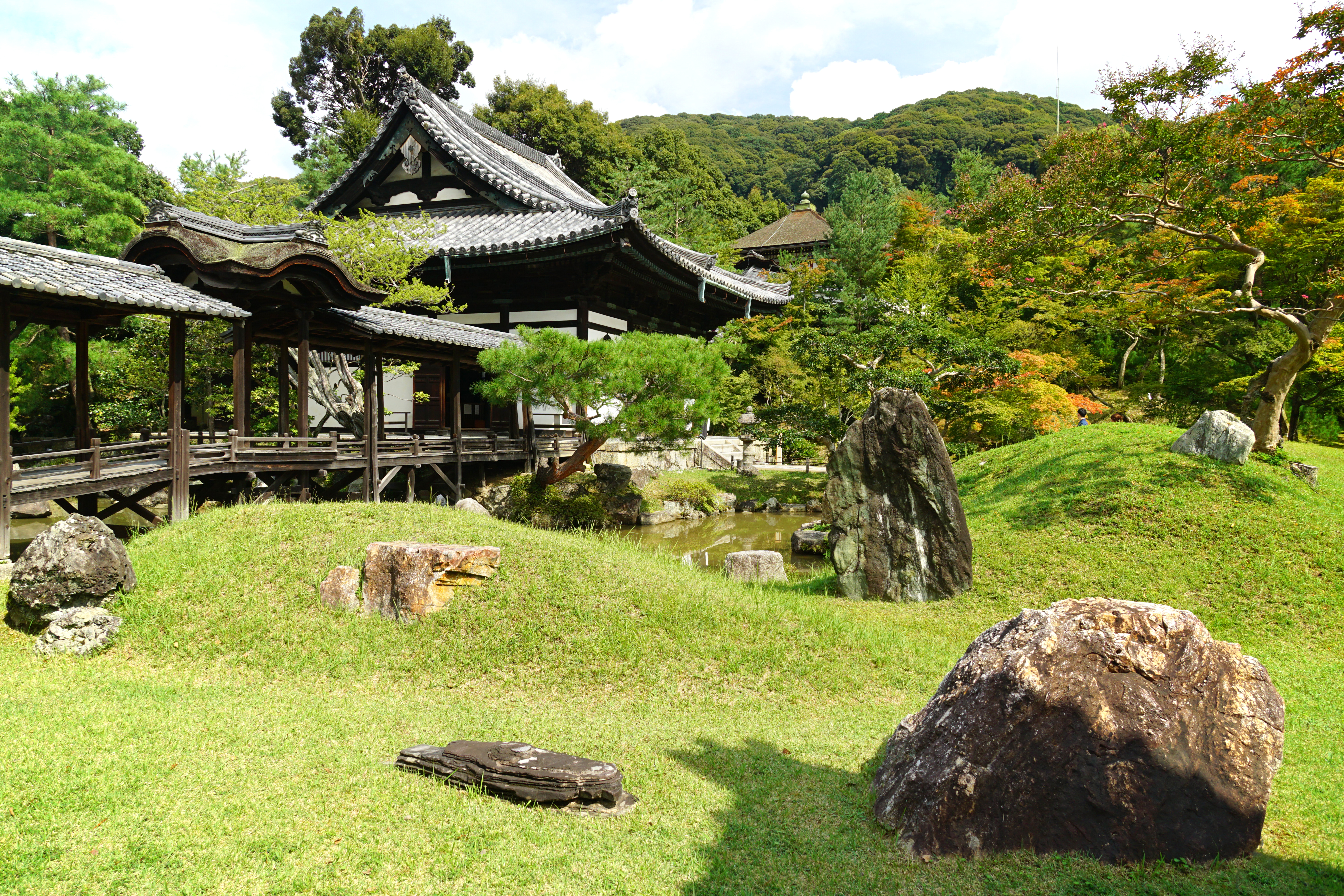
高台寺庭園と観月台

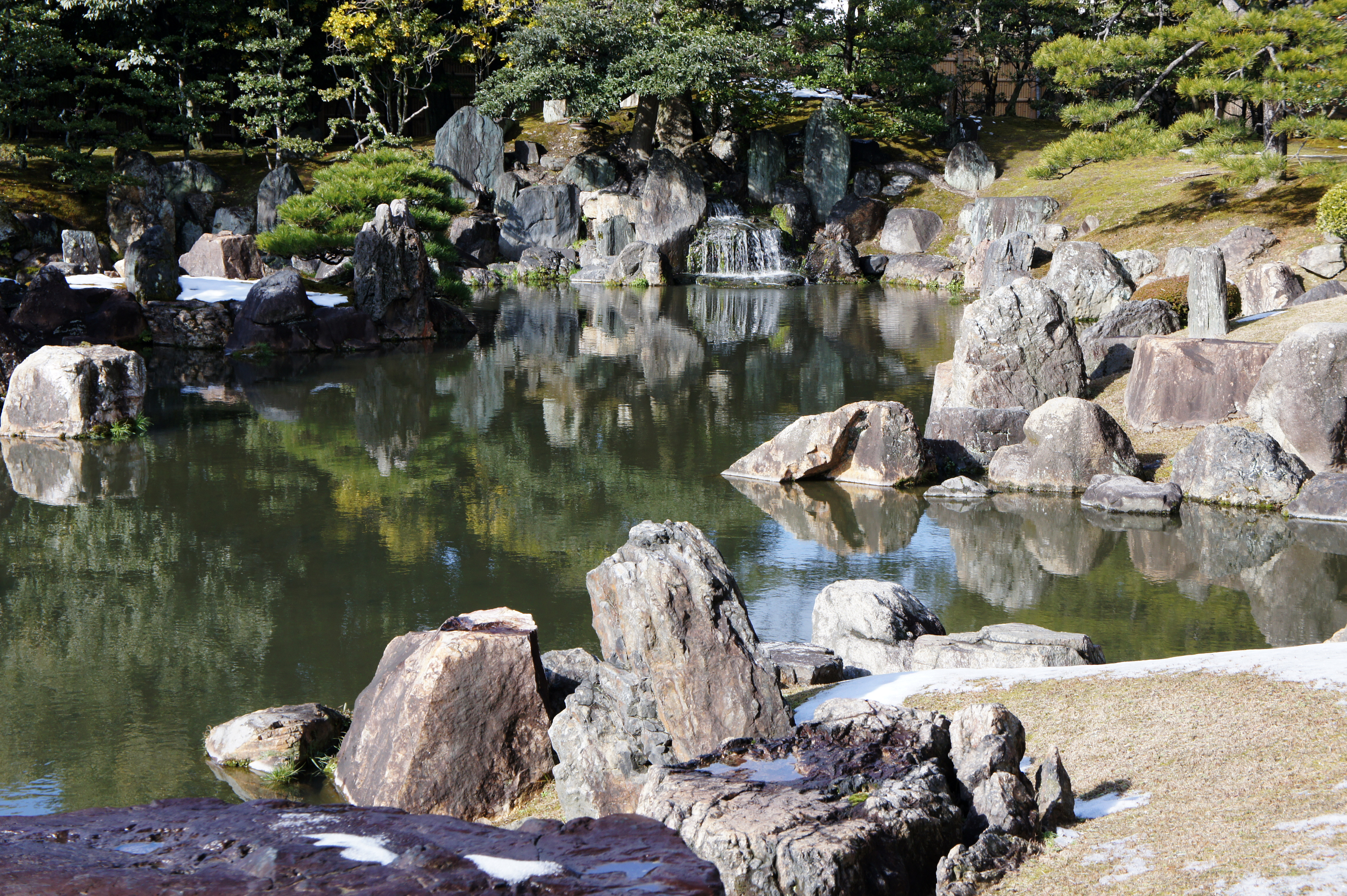
二条城二の丸庭園

イエズス会の修道士ルイス・デ・アルメイダは、松永久秀の信貴山城（奈良県平群町）庭園を見聞したときの感想として「これ以上優雅なものはありえない」と記しているが、このことは、戦国大名が自らの権威を誇示するために競って作庭したことを物語っており、その発達は壮麗な城郭建築の発展と不可分の関係にあった。
桃山時代には、不老不死を祈念する鶴・亀や蓬萊などを表現する石組みと書院造の邸宅が調和する書院式庭園（書院造庭園）が多く造られた。ただし、「書院式庭園（書院造庭園）」の語は庭園様式ではなく、西本願寺書院の庭園が枯山水であるのに対し、二条城二の丸庭園は池泉式であるように、建物との関係にもとづいた分類呼称である。
智積院大書院庭園は、秀吉が建立した祥雲禅寺の時代に原形が造られた利休好みの庭園で、築山・泉水庭の先駆をなした貴重な遺産といわれている。智積院になってのち、17世紀後葉に第7世化主となった運敞が庭園を修復して「東山随一の庭」と称されるようになった。
広壮な書院造建築と林泉とが調和する醍醐寺三宝院庭園は、慶長3年（1598年）3月の「醍醐の花見」に際して、秀吉自らが基本設計を行った池泉回遊式の庭園である。作庭は花見の終わった同年の4月より開始され、同年8月の秀吉の他界後は醍醐寺の義演が差配した。正面の「藤戸石」はもともと管領家細川氏の京屋敷にあった由緒ある石で、阿弥陀三尊をあらわすといわれ、秀吉が聚楽第から運ばせたものである。秀吉の死によって当初の予定よりも規模を縮小させることを余儀なくされたが、義演は秀吉の構想を発展させ20数年にわたって改修を重ね、また、「天下一の石組の名手」といわれた賢庭など当代一流の庭師を集めて、大ぶりの石をふんだんに用いて贅をこらした池庭をつくりあげた。庭園内の池には「亀島」「鶴島」が配され、橋が架けられ、庭の南東には茶室「枕流亭」がある。開放的で躍動感あふれる構成で知られる三宝院庭園は、国の特別史跡・特別名勝に指定されている。
二条城二の丸庭園は、小堀遠州の代表作として挙げられる池泉式の書院造庭園で、出入りの多い複雑な平面形をもつ中央の大池には「蓬莱島」「亀島」「鶴島」の3つの島が配されている。この庭園は、「八陣の庭」とも呼ばれ、神仙蓬莱の世界を表現しているといわれ、慶長年間に二条城造営とともに作庭された。上述のように書院造建築は、対面儀礼の場として重視されたが、これら対面所では、建物内での固定された着座位置からの視線がことのほか重視された。二の丸御殿は、寛永3年（1626年）の後水尾上皇行幸に際し改修が加えられ、それに合わせて庭園南側に御幸御殿が新造されている。これにより、庭園もまた御幸御殿からの視線を意識したものに変えられていることは、その石組みや景石などからも充分にうかがわれる。この庭園は、醍醐寺三宝院庭園同様、覇者の庭としての美意識を示す遺構であり、国の特別名勝に指定されている。
高台寺庭園も小堀遠州の作で、しだれ桜と萩の名所となっており、国の史跡および名勝に指定されている。

### 露地の成立
茶の湯の隆盛によって、それに沿うかたちでの庭園の造営もさかんになった。書院式庭園における大スケールの開放的な空間に対し、茶室に至る露地（露地庭）はあたかも「閉じられた空間」の様相を呈し、好対照をなしている。渡り用の飛石、心身を清める蹲（つくばい）、露地の灯りである灯籠がすえられる露地庭の様式はまた「茶庭」とも呼ばれている。
露地の萌芽的形態とみられるのが、『山上宗二記』に収載された図面のなかの、武野紹鷗の茶座敷にかかわる「脇坪ノ内」である。図面には茶座敷前面にスノコ縁があり、その前面に「面坪ノ内」、側面に「脇坪ノ内」の一画が設けられるが、そのしつらえの詳細は不明である。
利休の侘び茶は「市中の山居」を追究するものであり、延段（石敷きの園路）、飛石、つくばい、石灯籠などから構成される露地庭の成立も利休時代に至ってのことと推定される。利休はここにおいて「わたり六分、景気四分」を唱導した。利休は、「わたり」（すなわち「歩きやすさ」）という実用性を「景気」という「見栄えのよさ」よりも重視したのであった。そして、庭における植栽もカシやヒサカキなど花や実の目立たない常緑広葉樹、また、マツなどのような山里の風趣を感じさせる樹木を推奨した。
それに対して古田織部は、飛石の布石を「わたり四分に景気六分」と述べて美観を重視し、植栽においてもヤマモモ（楊梅）やビワなど果実をつける木も一本のみなら許容し、ソテツやシュロなど異国情緒を感じさせる唐木を推奨した。
小堀遠州は、細部のデザインに直線を取り込み、飛石や敷いたマツの葉にもこまやかな注意を払う「きれいさび」を好み、これをめざした。植栽においても、香りや彩りによって季節感を演出できるモクセイやモッコク（木斛）を用い、飛石として握りこぶし大ほどの丸石を「栗石」と称して被覆した。このように、露地は茶室建築と調和したものであったとともに茶人の好みを強く反映するものであった。

### 関連画像

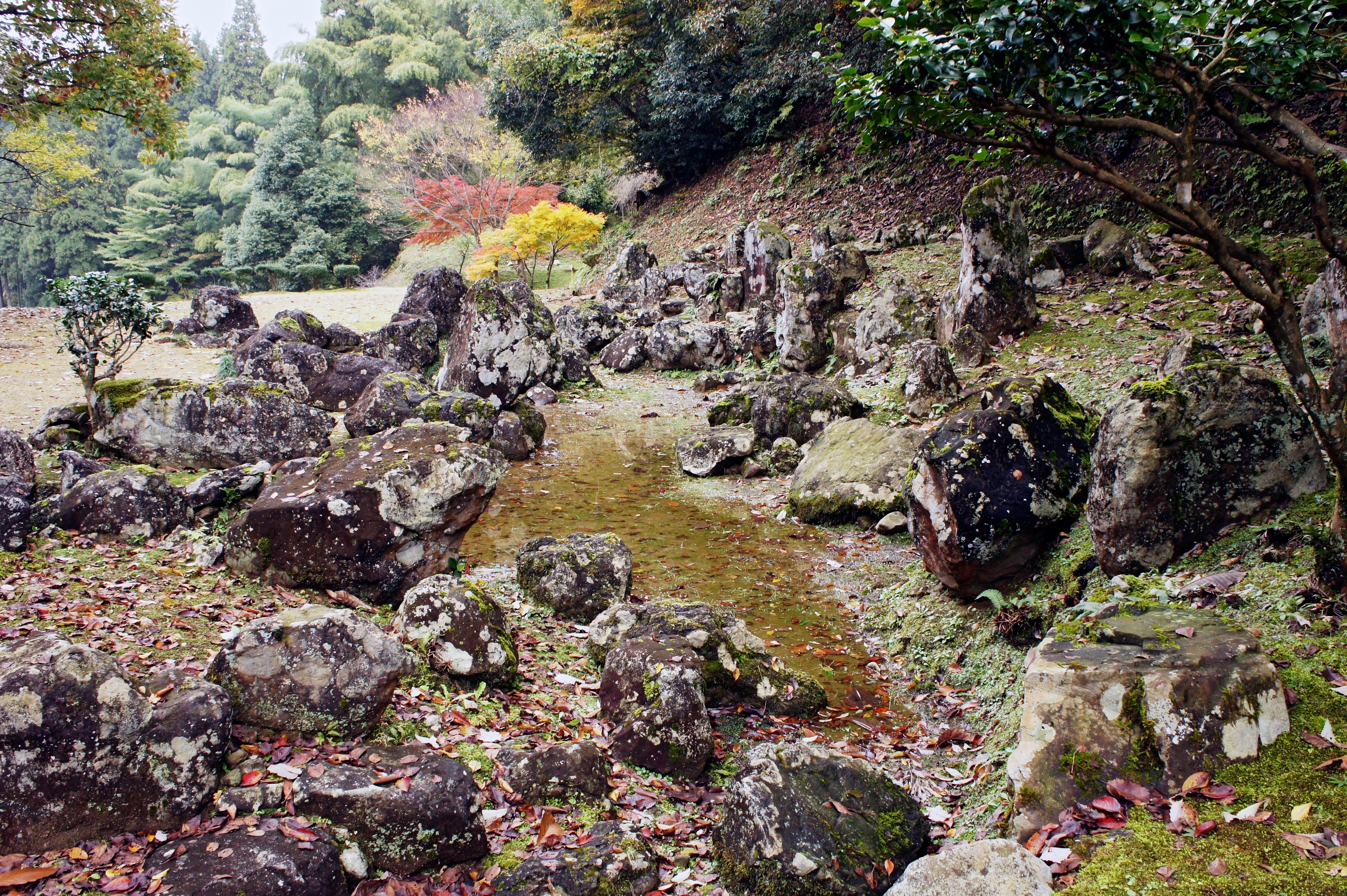
湯殿跡庭園（一乗谷朝倉氏庭園、福井県福井市）
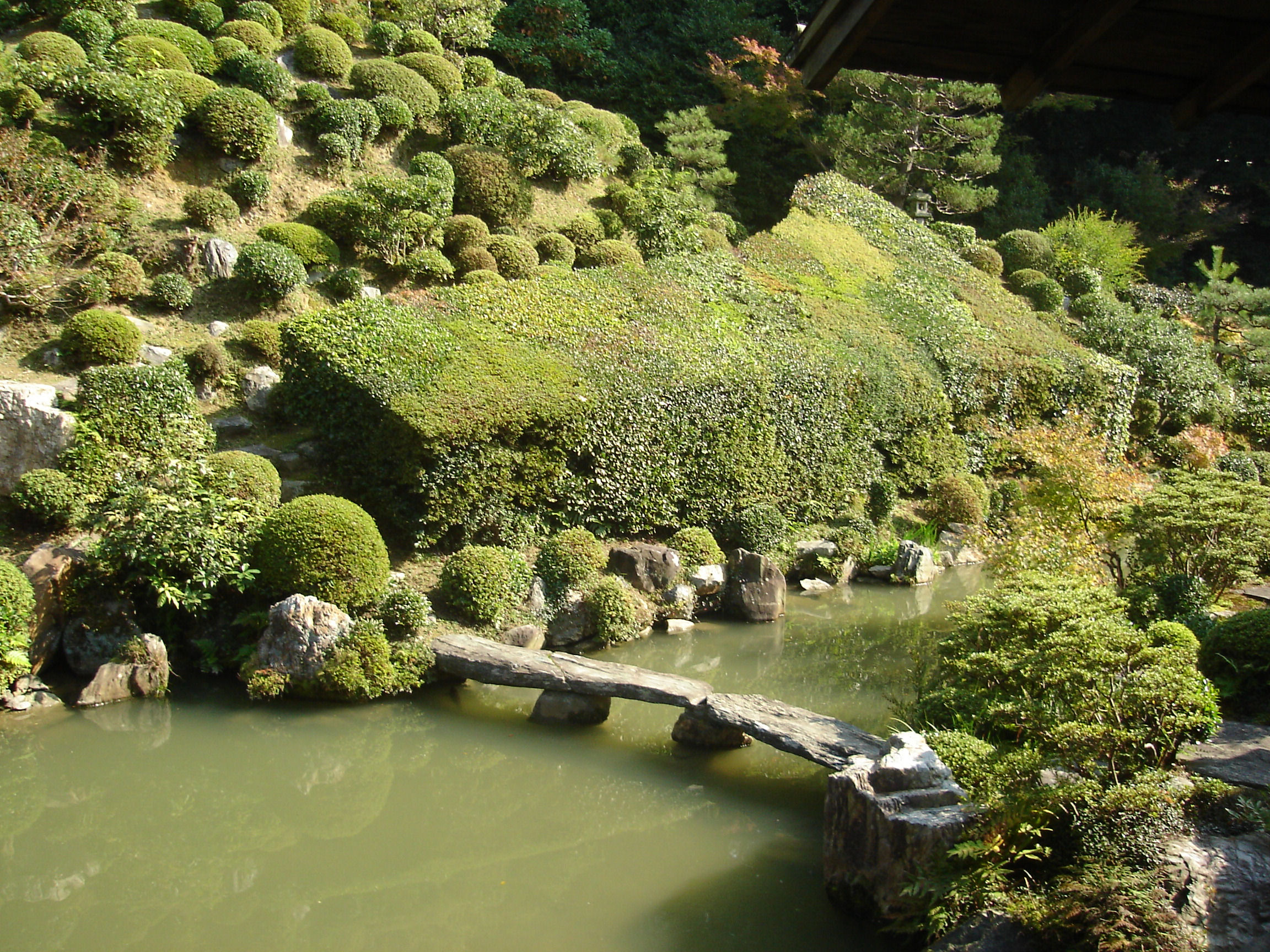
智積院庭園のバチ形の刈り込み
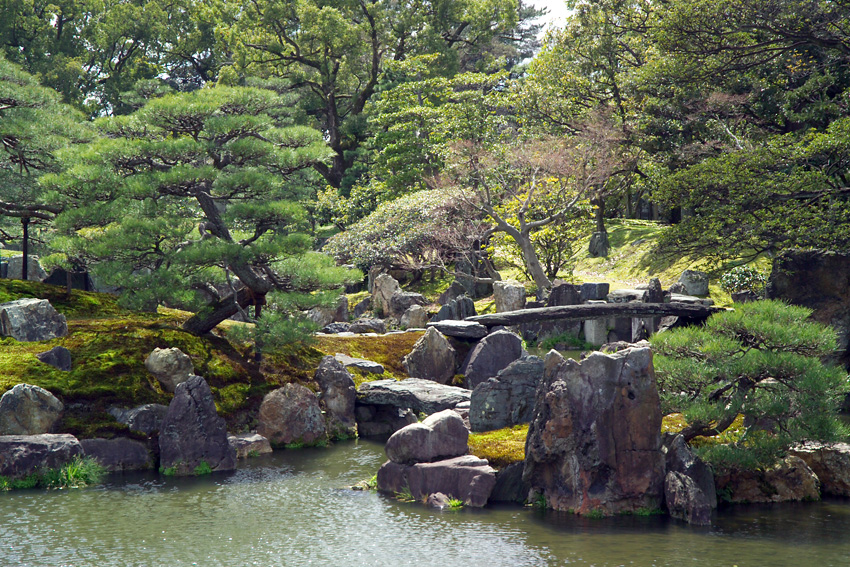
二条城二の丸庭園 右側手前が亀島。左が蓬莱島
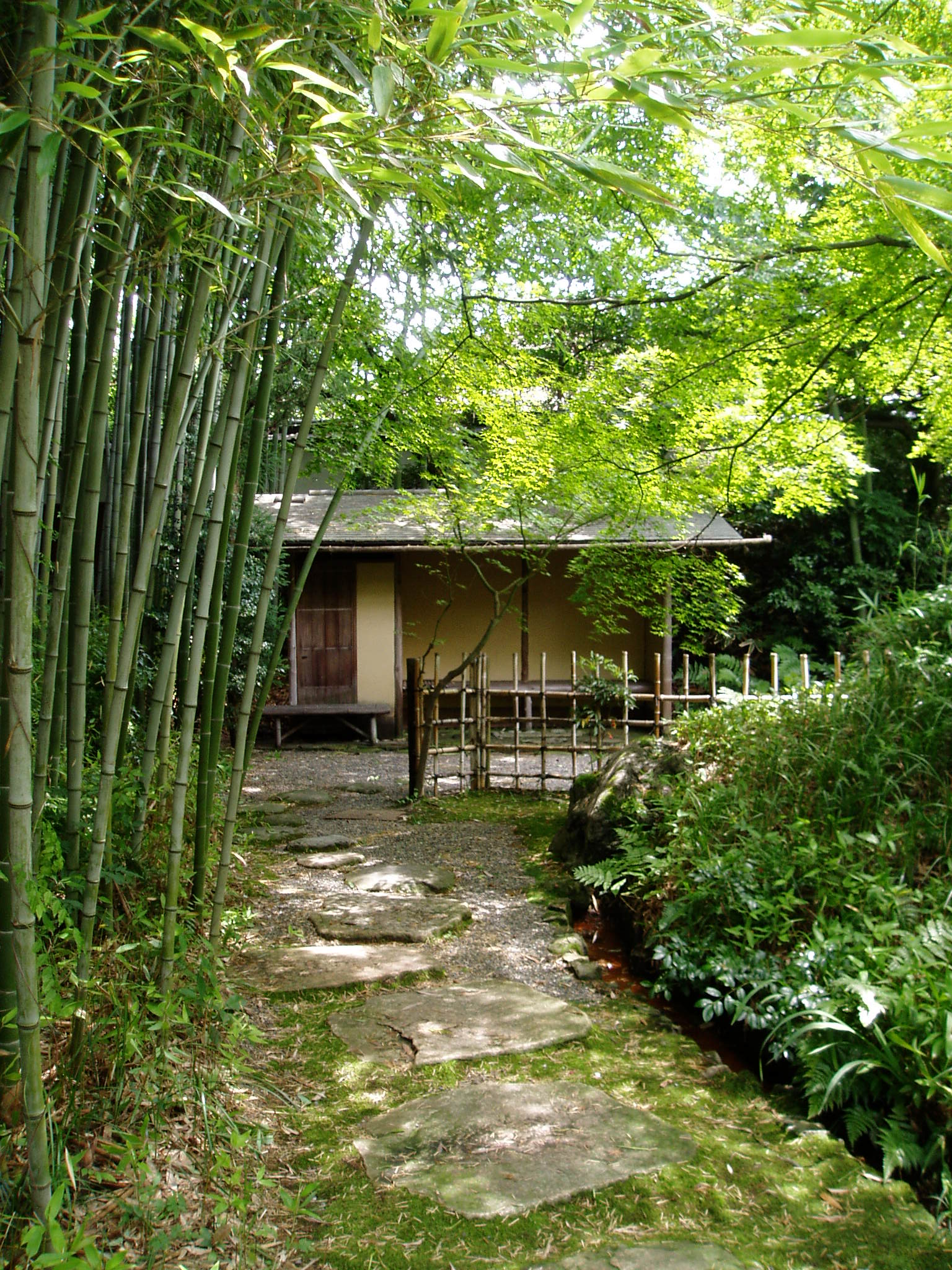
松花堂（京都府八幡市）の露地
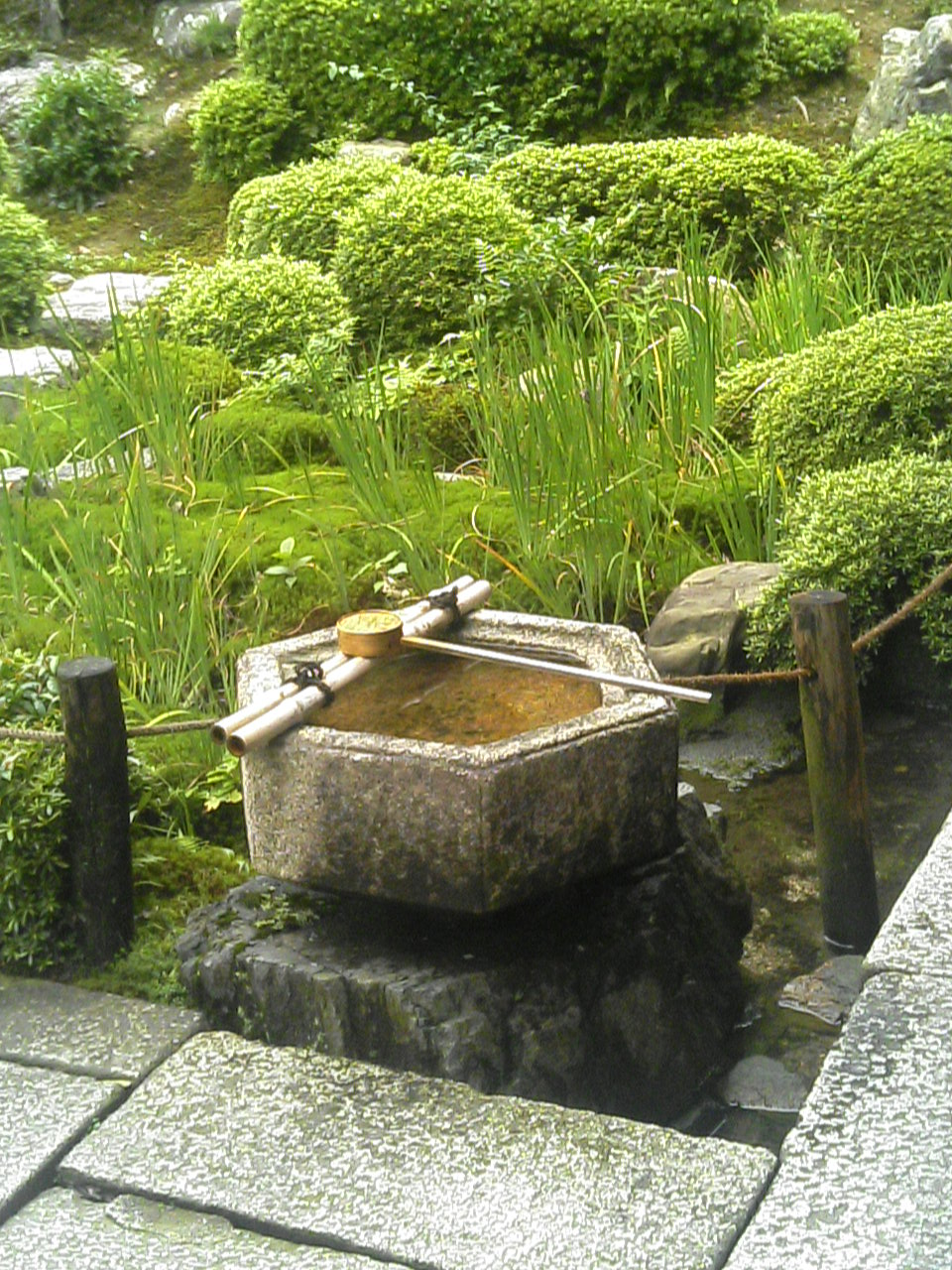
東福寺常楽庵（開山堂前庭園）のつくばい

## 絵画

### 障壁画（障屏画）
壁や襖に描かれる絵を「障壁画」という。屏風絵をそれに含めることもあるが、含めないこともある。また、含めることを明示した「障屏画」という用語もある。

濃絵の特徴をよく示す狩野永徳の『檜図屏風』（東京国立博物館）

狩野山楽の金碧画『牡丹図屏風』（大覚寺宸殿）

桃山時代、城郭や寺院内部の壁、襖、屏風ないし天井には、金箔の地の上に青や緑の雄渾な線で彩色していく濃絵（だみえ）の手法による豪華な障壁画（障屏画）が描かれた。濃絵は、本来的には彩色絵画一般を指し、墨絵に対する語である。濃絵のなかで全面に金箔が押され「碧」すなわち青色系統で濃彩したものは、「金碧画」と称され、室町時代に端を発している。障壁画には、濃絵（金碧画）と水墨画の2種類あったが、一般に、金碧障壁画は建築内部において表座敷や客間など公的な空間で飾られ、私的空間の装飾には水墨画が愛された。
天下統一の活気あふれる時代にあっては、ことに黄金が好まれ、濃密な色彩とともに力強い絵画が求められた。城郭は新しい権威の象徴であったが、その内部にも権威が示されなくてはならず、黄金の輝きはそうした効果を発揮させるにはきわめて有効な手だてとなった。そして、金色への志向は、その豪華さが単に天下人や大名らの美意識を満足させたからばかりではなく、十分な灯火の得られない当時の座敷において相当の照明効果をもたらしたからでもあった。そこでは、花鳥風月など日本的な画題や唐獅子・竜虎など漢画（宋元画）風の画題が好まれた。金雲や金地が大画面のなかの風景を仕切り、画題となる対象を実物大に描くことで、真にせまった迫力を得ようとしたのである。
金碧障壁画の中心となったのは狩野派であった。狩野派は前代より日本古来の大和絵の色彩主義と室町時代にさかんになった水墨画の構成主義を総合しようとしてきた。狩野元信の孫にあたる狩野永徳はそれを受け継ぎ、豊かな色彩と力強い線描、雄大な構図を特色とする新しい装飾画を大成した。永徳は信長と秀吉に仕えたが、かれの絵は主殿や広間などといった大空間において、天下人とその家臣たちが、居ながらにして絵画のなかの自然と一体化し、互いに共通の時間を生きる演出をになった。その意味で、障壁画はすぐれて政治的な要素も持ち合わせていた。永徳は、雌雄一対の獅子を描いた『唐獅子図屏風』や信長から上杉謙信に贈ったことで知られる『源氏物語屏風』『洛中洛外図屏風』、あるいはまた『檜図屏風』『花鳥図』など多くの傑作を手がけ、狩野派全盛の基礎を築いた。永徳とその門下の絵師たちは安土城、大坂城、聚楽第の障壁画を任されたものの、永徳自身の遺筆は必ずしも多くない。永徳が安土城天守閣の二層から七層のそれぞれに描いた障壁画の画題の記録がのこっているが、その数は膨大であり仏画の範疇に属するもの、儒教的な画題もあり、また、それ以上に人物や花鳥、鳳凰・龍虎・獅子などの霊獣を題材にしたものが多かった。
秀吉の小姓から永徳の門人になった狩野山楽は永徳の養子となり、その画風を継承した。山楽の作品としては、装飾性の高い金碧障壁画である『牡丹図』や水墨画の『松鷹図』がとくに著名で、いずれも大覚寺所蔵である。永徳の後継者のうち江戸幕府に仕えた狩野派が江戸狩野と称されたのに対し、京にのこった山楽の系統は京狩野と呼ばれた。
狩野派の躍進に対し、大和絵の名門であった土佐派は公家の衰微もてつだって16世紀中葉以降、著しく凋落した。土佐派は、天下人の支援を受けた狩野派の宮廷への進出に対抗することができず、足利義昭邸の障壁画を描いた土佐光茂は、その晩年、京を去って堺に移り住んだ。また、その子の土佐光元が秀吉に従軍して戦死したこともあって、土佐派は宮廷絵所職の地位を失った。
狩野派による中央画壇の独占的な支配のなかから、漢画系の海北派・長谷川派・雲谷派・曽我派などの諸派が勃興してきたのも桃山時代であった。

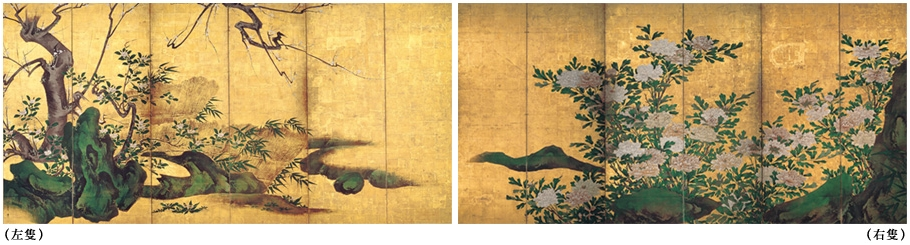
海北友松『花卉図屏風』（妙心寺）

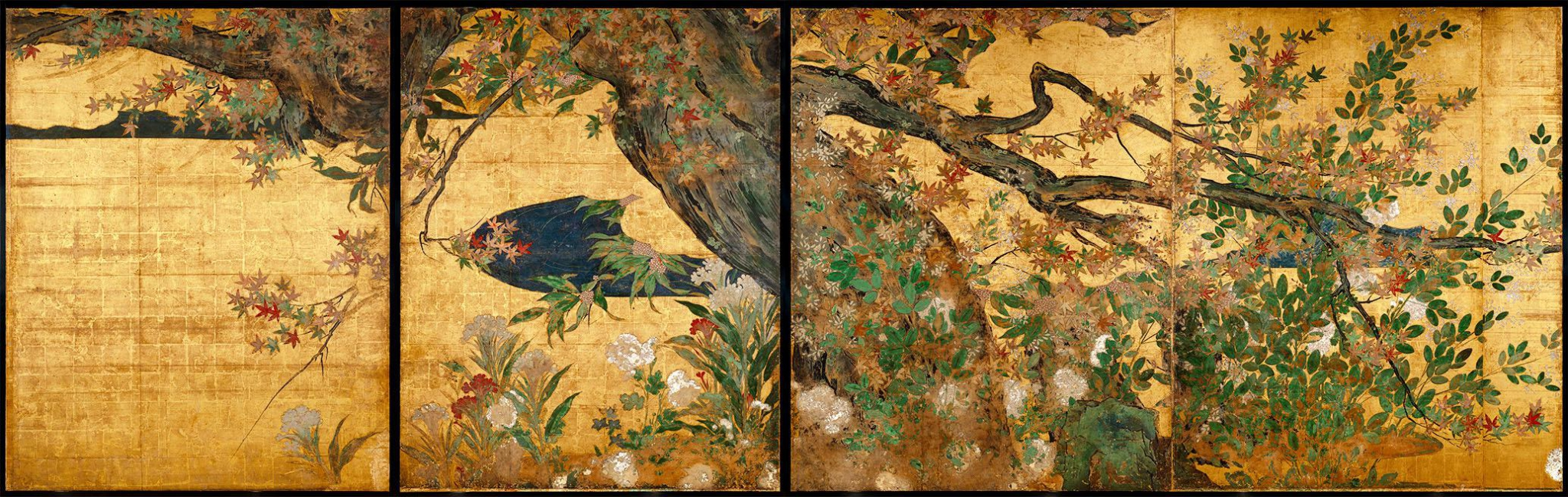
長谷川等伯『楓図』（智積院）

海北派の祖として知られる海北友松は、北近江の戦国大名浅井氏の重臣海北氏の出身である。信長の小谷城攻めによって海北氏一族は滅んだが、若年より出家して京の東福寺にあった友松のみが生き残り、中国の梁楷や顔輝、室町時代の水墨画、狩野永徳などから画風を学んだ。友松は濃彩の装飾的作品とともに特に水墨画において個性的ですぐれた作品を多数生みだしている。建仁寺大方丈に水墨画『山水図』を描いたほか、建仁寺には『竹林七賢図』『琴棋書画図』『雲龍図』『花鳥図』などの膨大な諸作品をのこしており、妙心寺もまた『花卉図』『三酸・寒山拾得図』『琴棋書画図』などの友松作品を所蔵している。なお、2代海北友雪以降の海北派は禁裏の御用絵師となった。
長谷川派の祖長谷川等伯もまた、その子長谷川久蔵との共作によって祥雲禅寺（現智積院）の金碧画（『桜図』『楓図』『松と葵の図』『松に秋草図』）を描いた。代表作『楓図』は、楓の巨木の下から湧きあがるように咲く花々など、狩野派ではあるいは切り捨てられていたであろう丹念な細部表現、金箔を効果的に用いての空間処理、余韻を持たせた背景の描写など様々な表現技法を駆使した傑作である。能登国に生まれ、堺の町衆文化と接触して京で水墨画の技量を学んだ等伯もまたすぐれた水墨画を多くのこしている。智積院襖絵に相前後する時期に描かれたと推定される『松林図屏風』は、豪壮をほこる桃山絵画のなかにあって静寂瀟洒な味わいをもつ水墨画の傑作であり、きわめて高い造形的な結晶度とあふれる詩情はつとに名高い。雪舟弟子の等春に学んだ等伯は、晩年に自分の作品に「雪舟五代」と記し、みずからの水墨画が雪舟に連なるものであることを主張した。なお、等伯は聚楽第の内部装飾について狩野派と制作を分担したが、狩野派の人びとと衝突して永徳を非難したため、以後、宮廷の造営においては永徳らによって疎んじられ、しりぞけられた。
水墨画では毛利氏に仕えた武人画家雲谷等顔も名高い。等顔の本姓は原で、肥前国藤津郡能古見（佐賀県鹿島市）の城主で松浦氏に仕えた原直家の次男として生まれた。父の戦死後、毛利輝元に引き取られ、そこで雪舟等楊筆『山水長巻』の模写をおこなったが、そのできばえには輝元は驚き、文禄2年（1593年）、輝元は等顔に禄100石と長巻をあたえ、山口における雪舟の居宅兼アトリエであった雲谷庵を委ねた。等顔はみずから「雪舟末孫」と称して雪舟流の正統を主張、長谷川等伯と張り合った。代表作に大徳寺黄梅院障壁画や東福寺普門院障壁画がある。また、等顔筆と伝わる『梅に鴉図』（京都国立博物館蔵）は墨と金だけを主調色とする大胆な表現で知られる。等顔の後継者（雲谷派）は毛利氏の御用絵師として活躍し、江戸時代を通じて中国地方から北九州地方にかけての画壇に影響力を有した。
曽我派では、戦国時代に越前国の大名朝倉氏の庇護を受けた曽我紹仙の系統から曽我直庵があらわれた。高野山宝亀院の『鶏図』、高野山遍照光院の『商山四皓及虎渓三笑図』などが代表作である。なお、曽我二直菴など直庵以降の曽我派は活躍の場を堺にうつしている。

### 風俗画

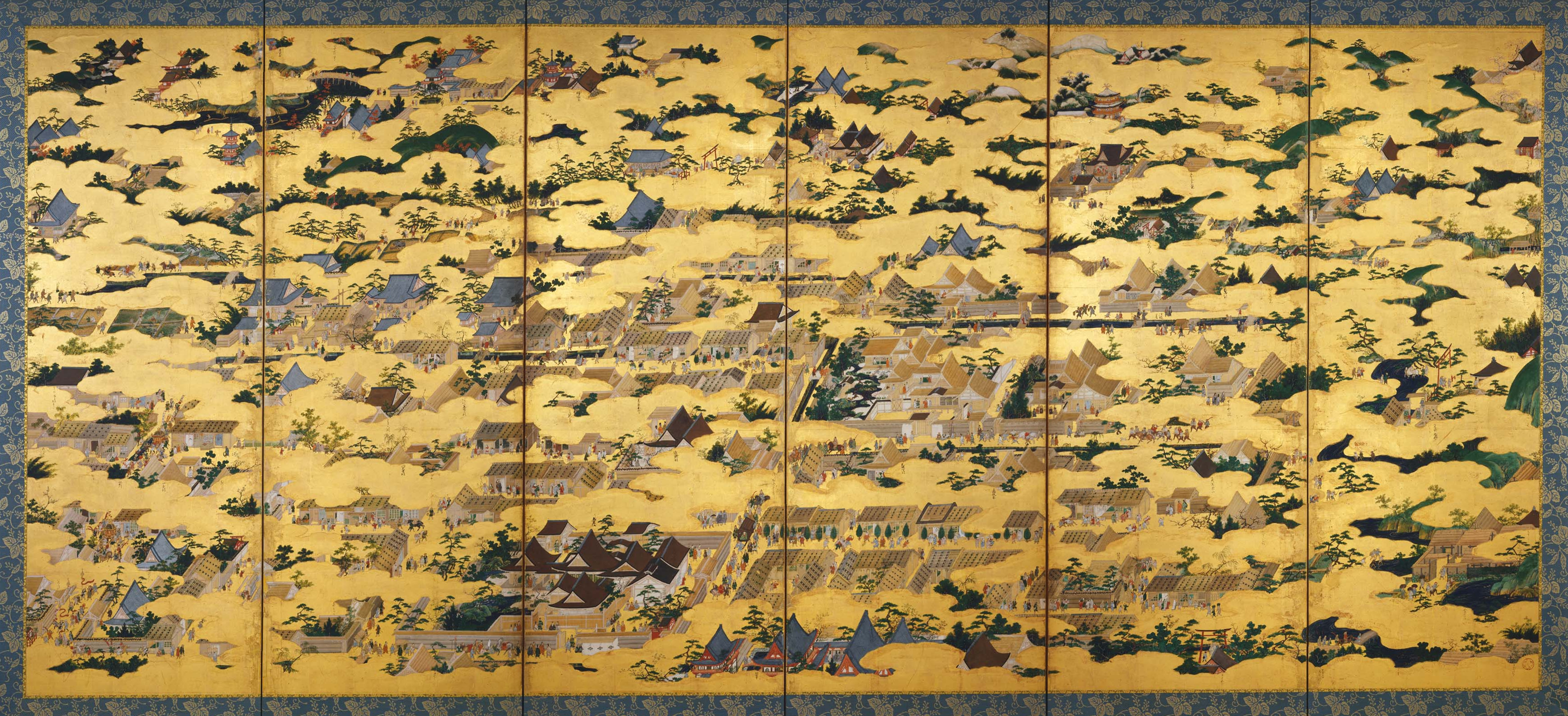
狩野永徳『洛中洛外図屏風』左隻（上杉博物館）

狩野長信『花下遊楽図屏風』左隻（東京国立博物館）

この時代、それまでの宗教画から解放され、都市や庶民の生活・風俗などを題材に、洛中洛外図や職人尽絵、祭礼図などの風俗画もさかんに描かれ、南蛮人を画題とする南蛮屏風もつくられた。広義の風俗画は古代から存在しているが、近代的な意味での風俗画の嚆矢として後述の「観楓図」が挙げられることがある。
風俗を描いた絵画の源流は大和絵にあり、手法においても大和絵に由来する俯瞰表現が多く用いられる。画題においては、室町時代後期から、「月次風俗図」など画中の添景ではなく独立した主題として風俗そのものが描かれるようになった。桃山時代にあっては、花鳥画などでも自然から切り離して花や鳥、物だけを画題とするようになり、また、人物画でも従来のような高尚な人ばかりではなく、野郎・若衆・湯女など庶民にとって身近な人びとが描かれるようになった。江戸時代に入ると、背景をほとんど描かずに人物だけを描くような作品（「彦根屏風」「松浦屏風」「本多平八郎姿絵」など）も現れた。
「洛中洛外図屏風」は、大永5年（1525年）の歴博甲本（国立歴史民俗博物館所蔵、三条本、町田本とも）を最古に約60種70点余あり、多くの作者によって安土桃山時代を通じて江戸時代初期まで描かれた。そのうち、16世紀中に制作されたのは歴博甲本・上杉本ふくめ3点しかない。歴博甲本では右隻に東山の景観、左隻に北山から西の景観が描かれており、左右の景観は連続しないが、時代が下ると、屏風左右の画面が連続するものが現れる。上杉本は、織田信長が天正2年（1574年）に上杉謙信に送った狩野永徳筆によるもので、洛中洛外図のなかでも特に有名である。そこに描かれた人物は2,500人におよび、当時の四条河原には多くの見世物小屋が立ち並んでいたことなども記されている。上杉本は国宝に指定されており、現在、山形県米沢市の上杉博物館が所蔵している。この図は、一定の期間、何種類も描かれたため、その景観から制作年代が推定でき、また、この図から画題を切り取るかたちで野外遊楽図や賀茂競馬図屏風、祇園祭礼図などが派生していった。
「職人尽図屏風」は各種職人の活動や風俗を描いたもので、狩野派の絵師も多くの作品をのこしている。武蔵国川越（埼玉県川越市）喜多院の狩野吉信作のものがとくに知られているが、産業史・技術史の図像資料としても重要である。
16世紀の制作である『月次風俗図屏風』（東京国立博物館所蔵）は、公家・武家・庶民の生活を12ヶ月の行事に分け、活き活きと描いた八曲一双の屏風絵である。とくに田植の場面は第3曲・第4曲に大々的に描かれ、俯瞰表現がなされている。大和絵の本流からはやや離れた絵師の作品と推定されている。
狩野元信の次男狩野秀頼の作となる『高雄観楓図屏風』は遊楽図の一種で、紅葉で有名な京都の高雄で紅葉見物など秋に遊ぶ人びとを描いた屏風絵である。狩野派の風俗画を描くようになった初期の作品として重要であるが、時代的には足利将軍家の衰亡著しい時期に重なっている。
永徳の末弟で御用絵師であった狩野長信の筆になる『花下遊楽図屏風』は、祇園社と上賀茂神社の境内にある桜の花の下で貴人と供の男女が風流踊りなどで遊楽するさまを描いた六曲二双の屏風絵である。背景に金碧ではなく水墨画の技法を生かしている点が特徴的で、桃山時代の風俗をよくあらわした優雅な作品である。これは、長信の現存する唯一の作品である。
狩野内膳の筆になる『豊国祭礼図屏風』は豊国神社における慶長9年（1604年）8月の秀吉七回忌にともなう臨時の祭礼のようすを描いた六曲の屏風絵である。そのなかでは風流踊りが禁中に向かって繰り広げられるさまが描かれている。内膳はまた南蛮屏風の作者としても有名である。
阿国のかぶき踊り（詳細後述）のようすを描いた『阿国歌舞伎図屏風』も風俗画の一種で、野郎・若衆・遊女など庶民に身近な人物が描かれている。
風俗図は、支持層の要望に応えて様々な画面形式での制作がなされたものの、圧倒的に多かったのは屏風形式であった。屏風形式は、襖や壁に描かれたものとは異なり、基本的には調度の一種であり、持ち運び可能で、自由にしつらえることができ、簡便に撤収することもできることから、必要が生じたとき即妙に歓談の場を設けることができた。この時代、屏風絵は遊興や社交のツールとして重宝したのである。
この時代の風俗画には狩野派の絵師も参入し、多くの作品を手がけた。室町時代後期にあって京都の町衆の多くは法華宗（日蓮宗）の信者であったが、狩野派や長谷川派の絵師もまた法華信者であった。法華宗を通じて町衆と桃山画壇とはたがいに結びついていたのである。しかし、江戸時代に入って狩野派が御用絵師としての地位を確実なものにしていくと、風俗画は次第に町絵師の手にうつっていった。

### 関連画像

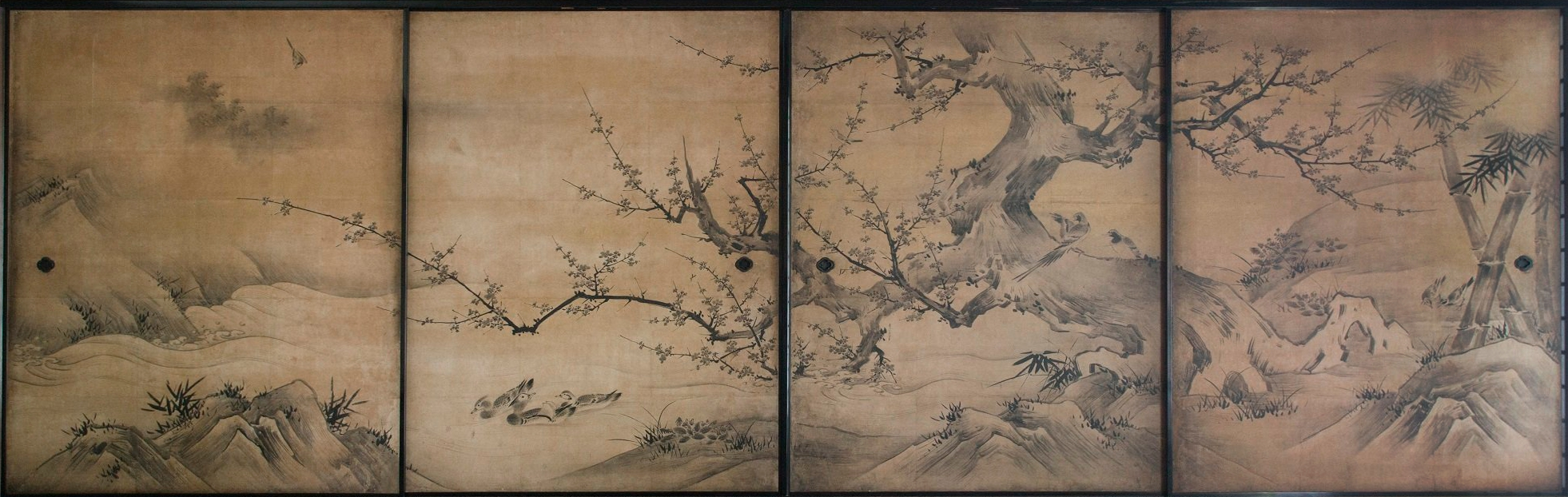
狩野永徳『花鳥図』（京都・大徳寺聚光院）
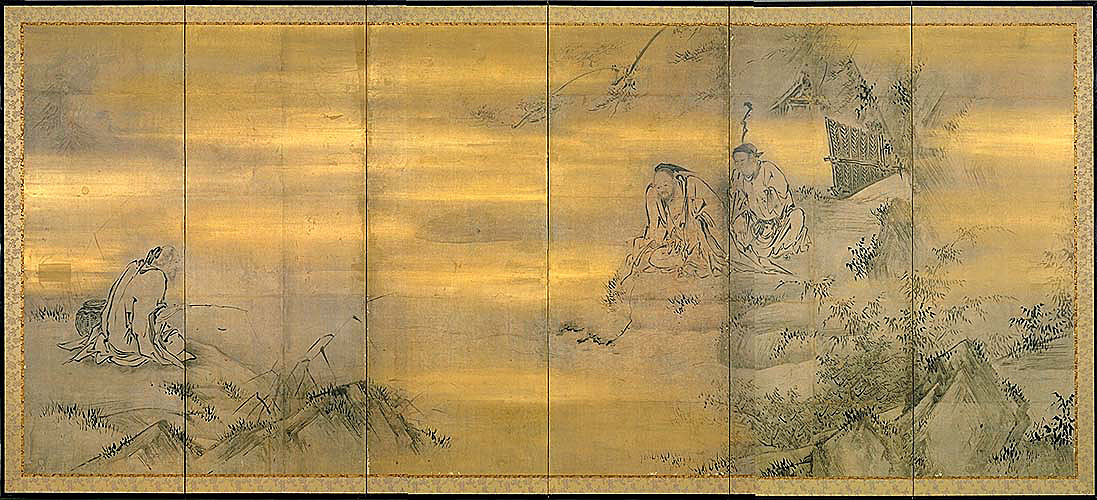
狩野永徳『仙人高士図』（京都国立博物館）
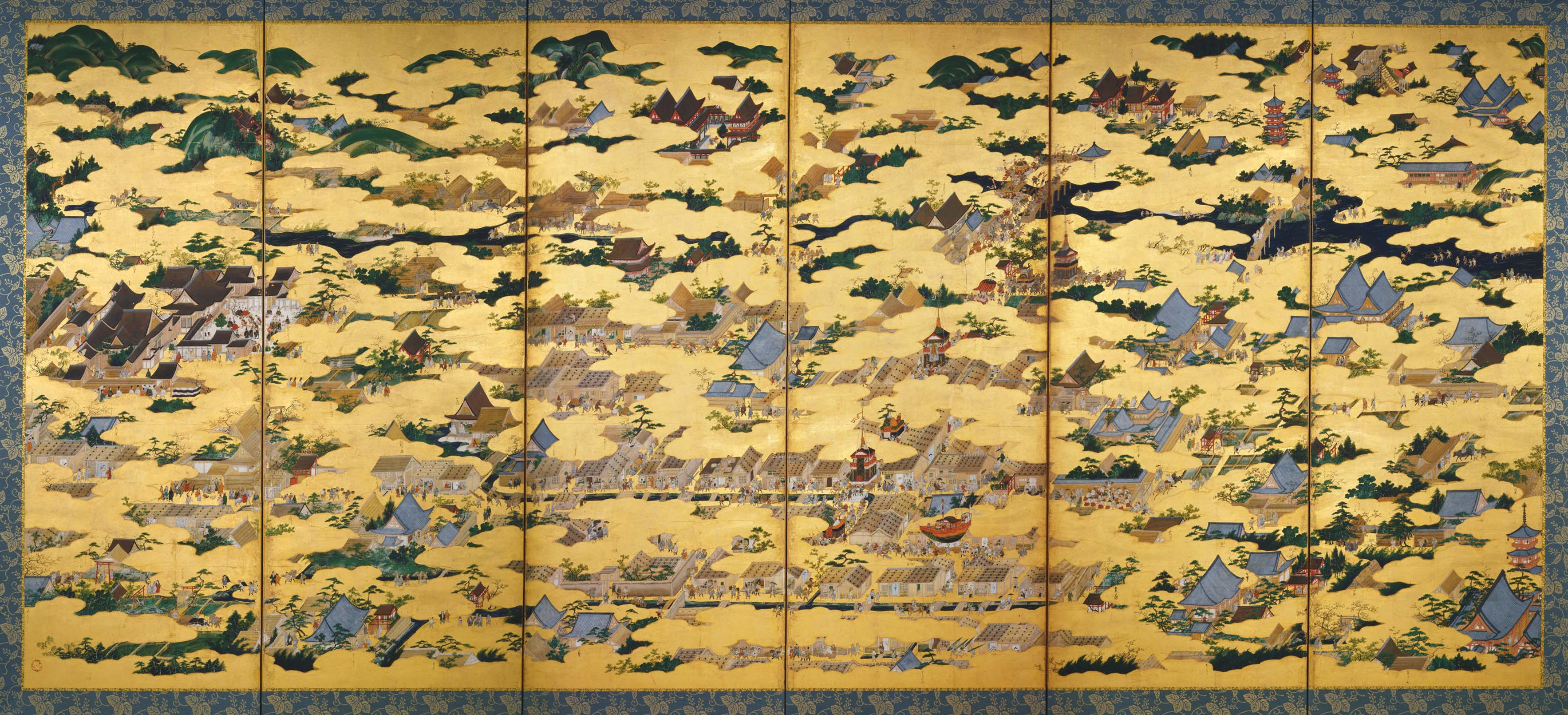
狩野永徳『洛中洛外図』右隻（上杉博物館）
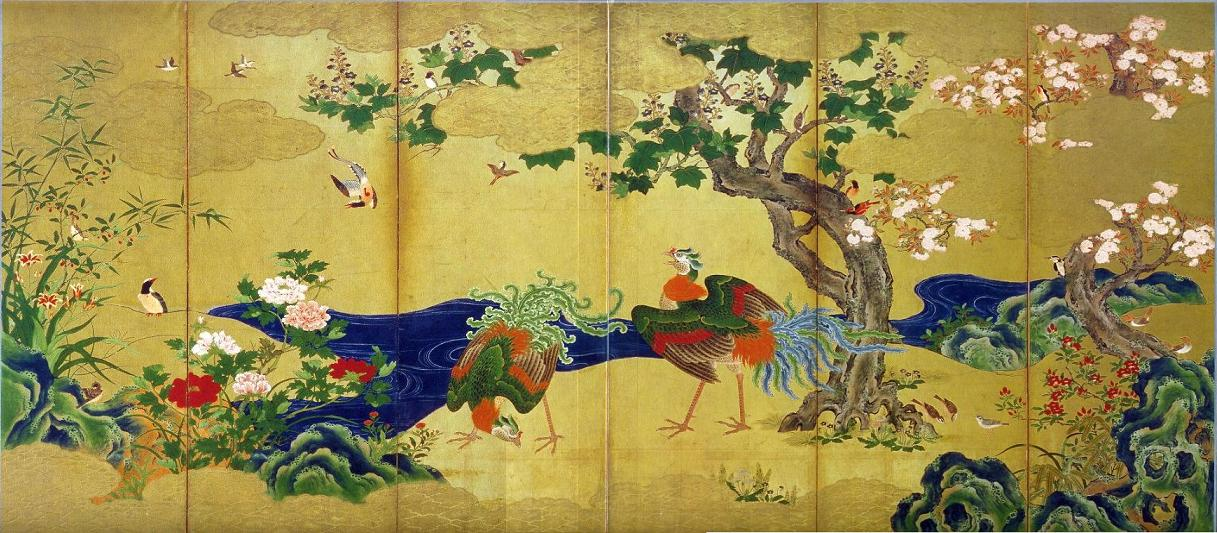
伝狩野永徳『四季花鳥図』（白鶴美術館）
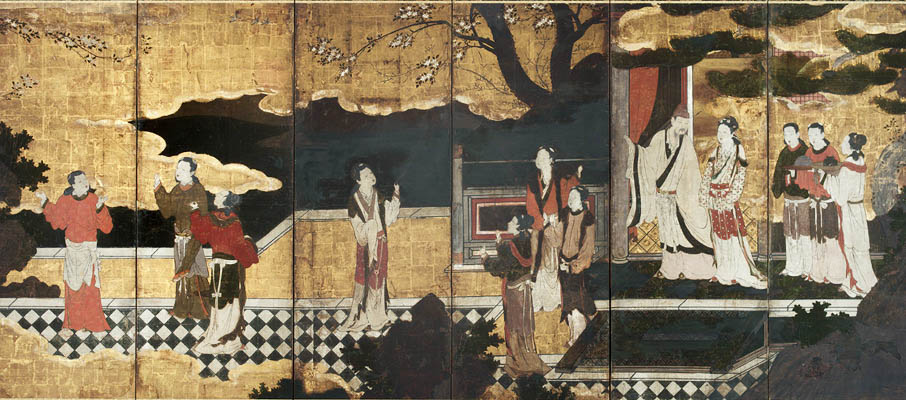
狩野永徳『玄宗楊貴妃遊園図屏風』
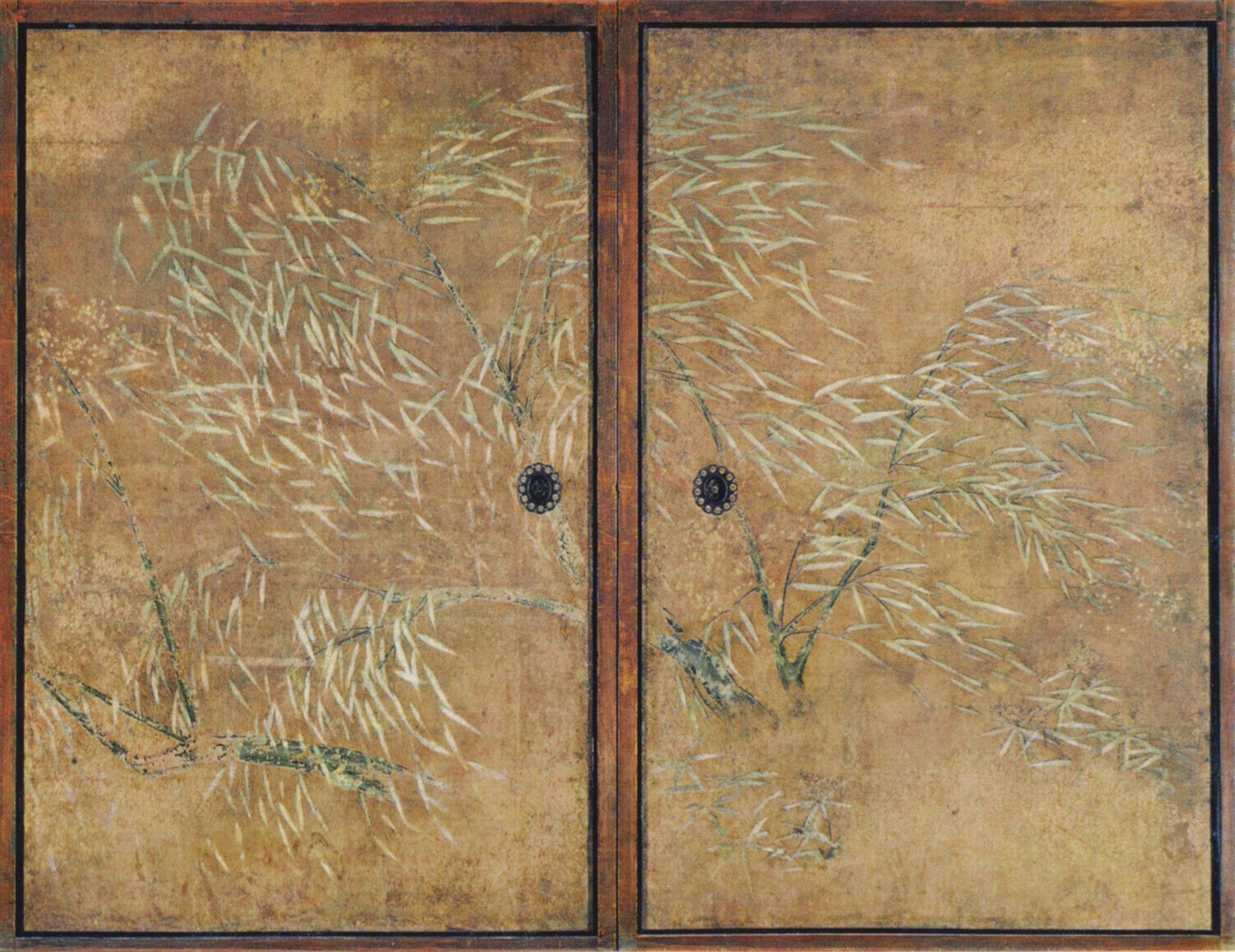
狩野永徳『柳図襖』（醍醐寺三宝院）
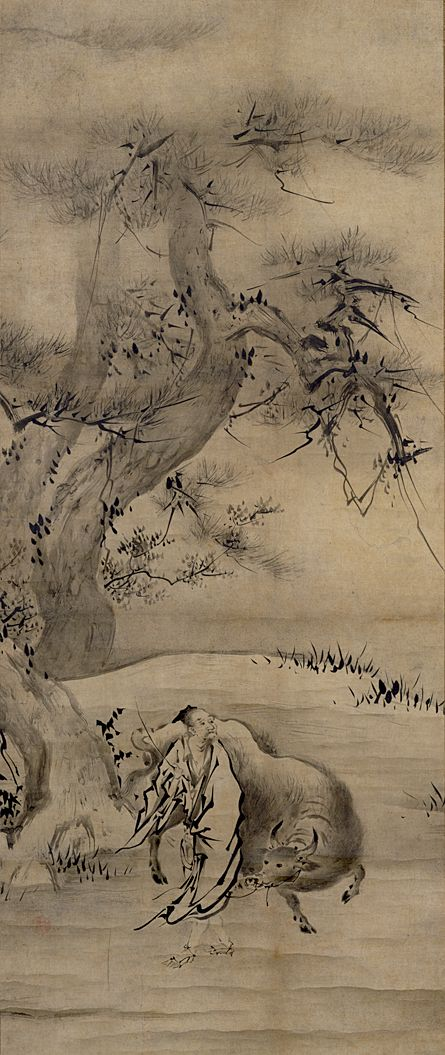
狩野永徳『許由巣父図』のうち巣父図（東京国立博物館）
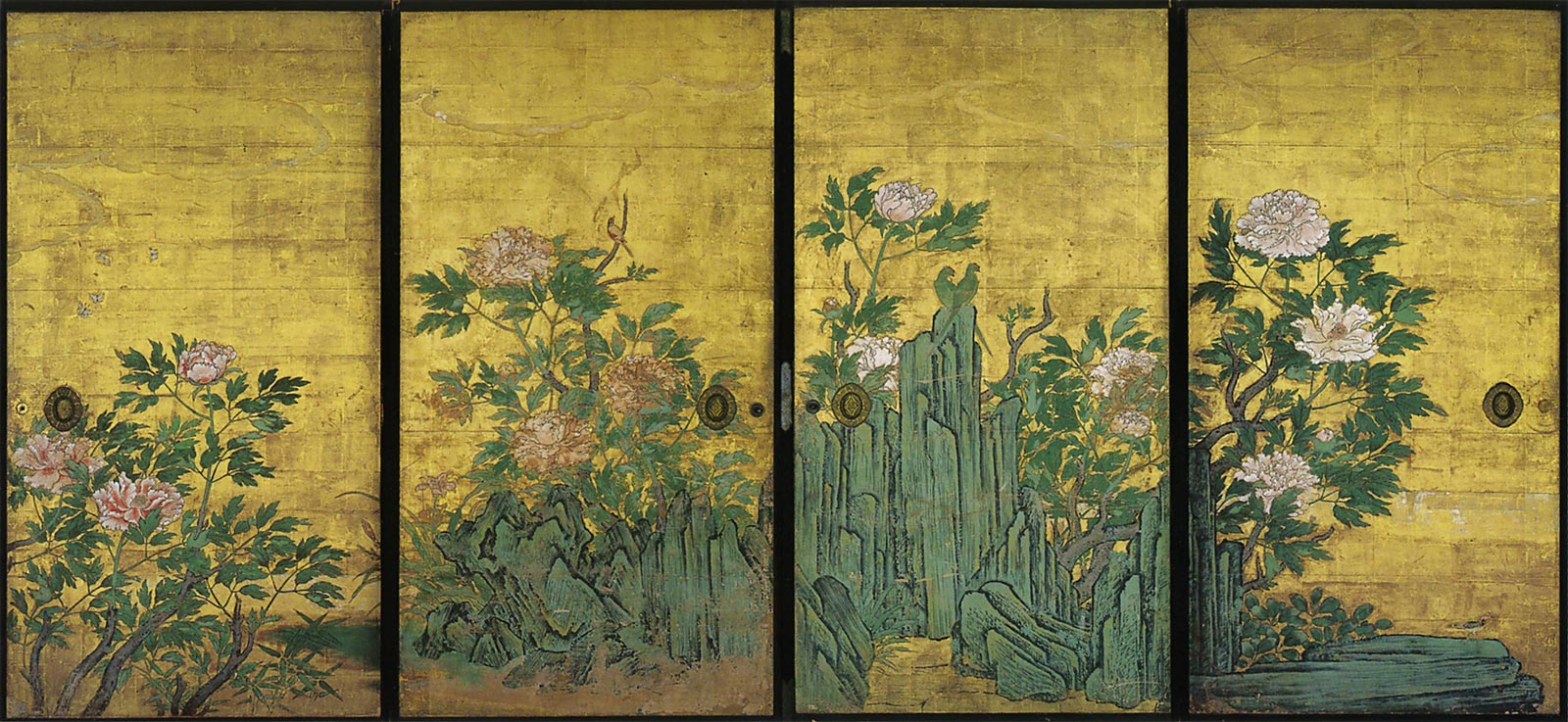
狩野山楽『牡丹図襖』（大覚寺宸殿）
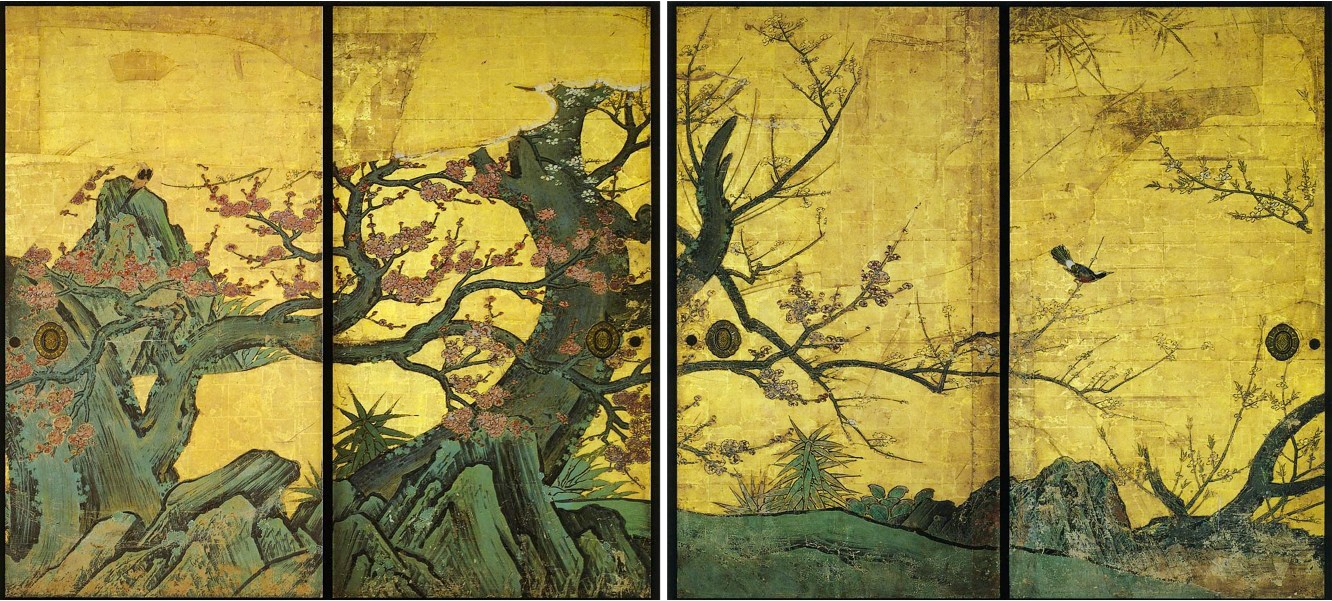
狩野山楽『紅梅図襖』（大覚寺宸殿）
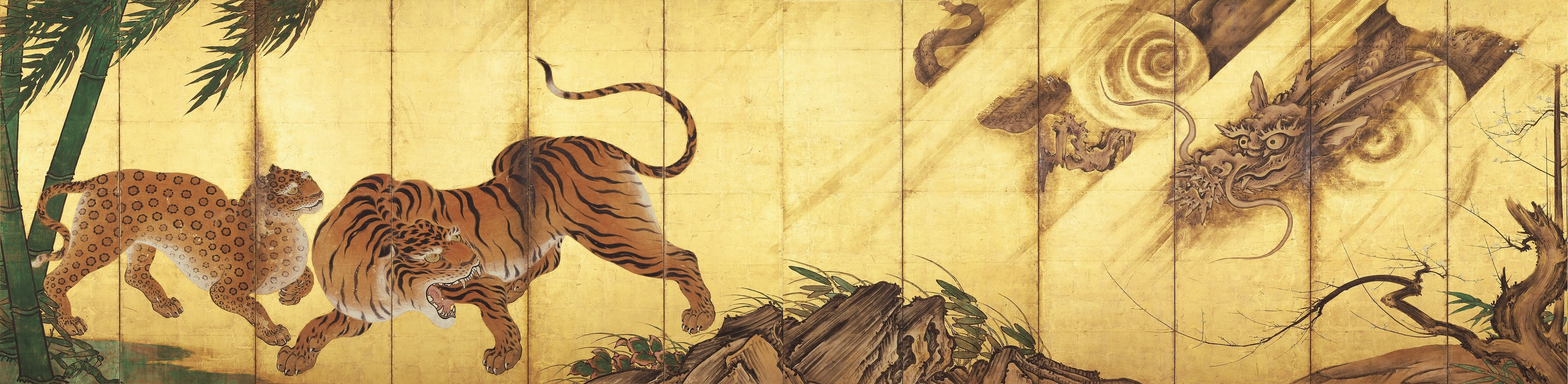
狩野山楽『龍虎図屏風』（妙心寺）
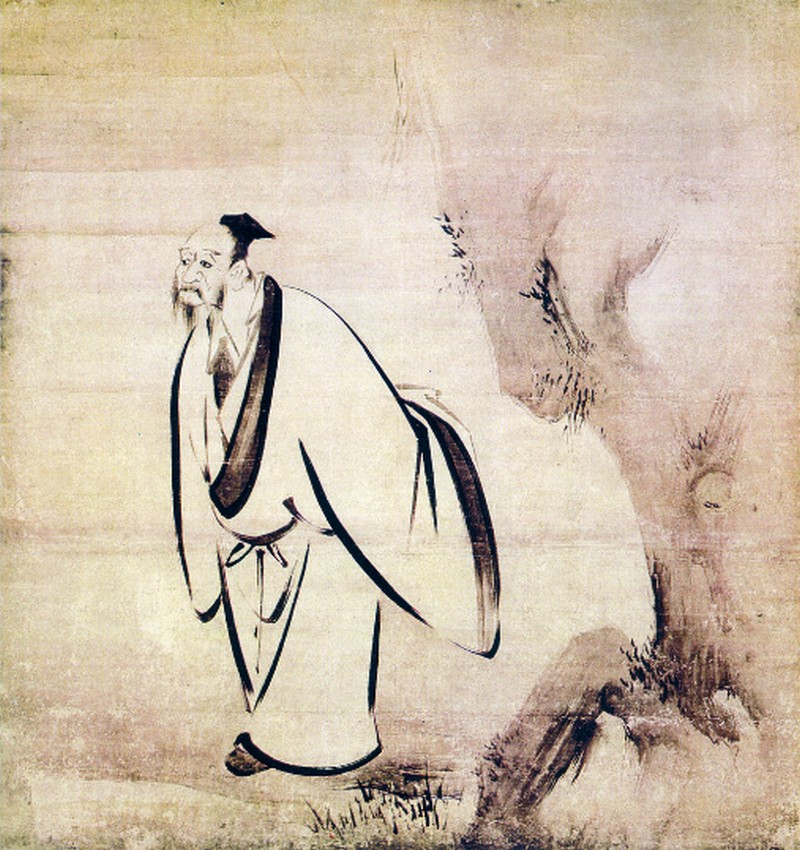
海北友松『竹林の七賢』（一部、妙心寺）
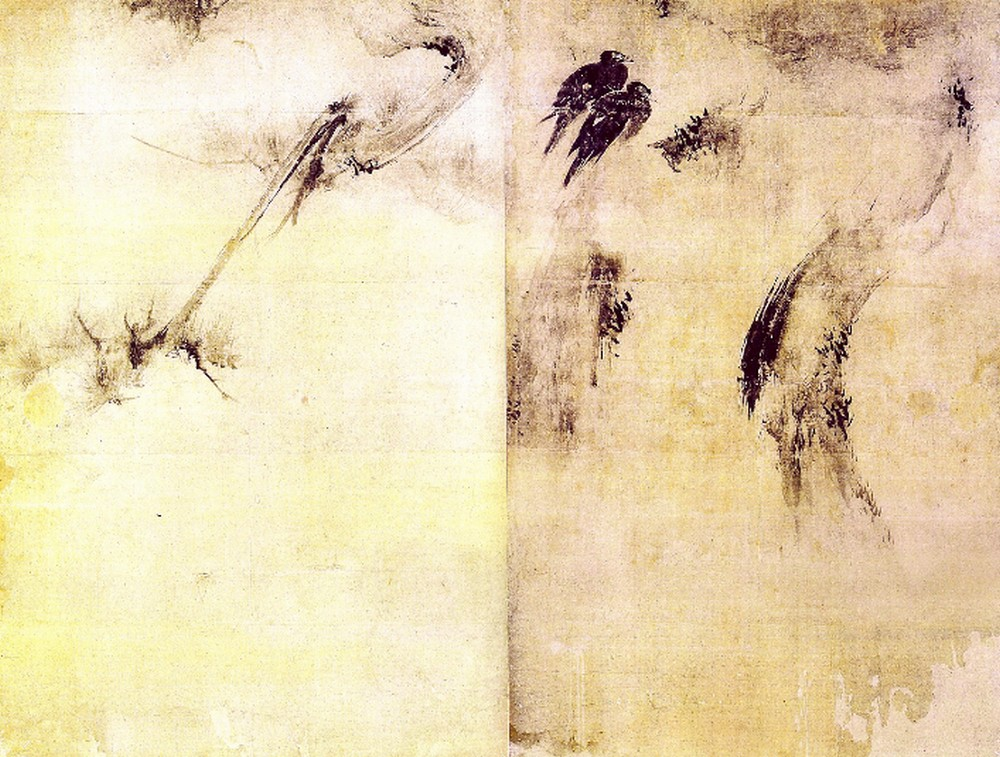
海北友松『花鳥図』（建仁寺）
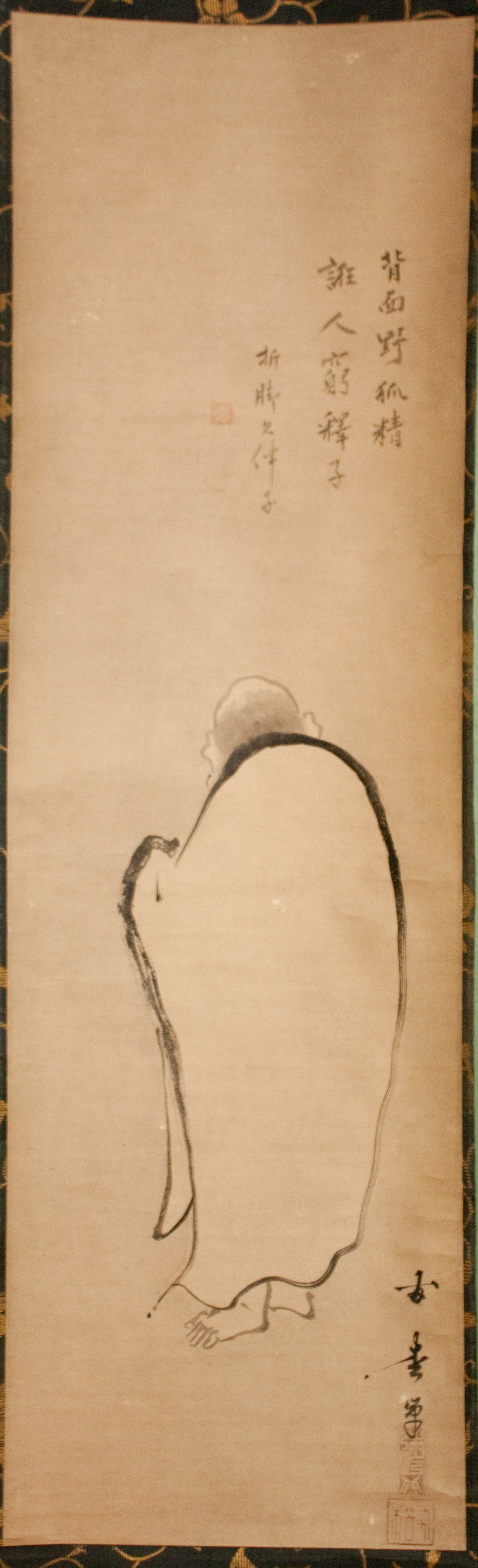
海北友松『達磨図』
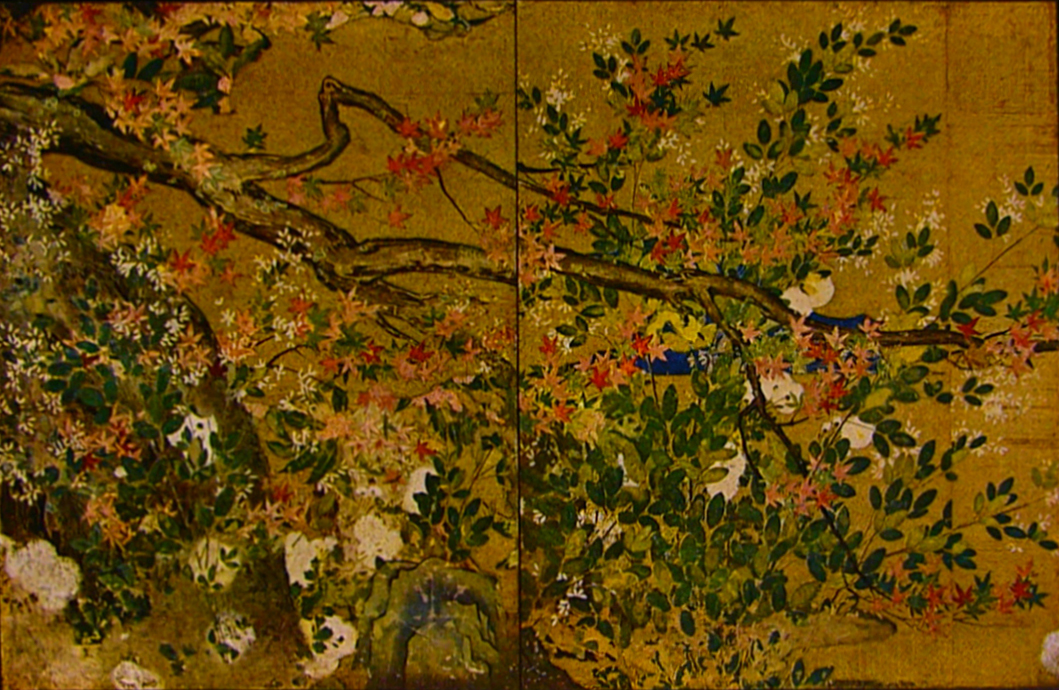
長谷川等伯『楓図』（部分、智積院）
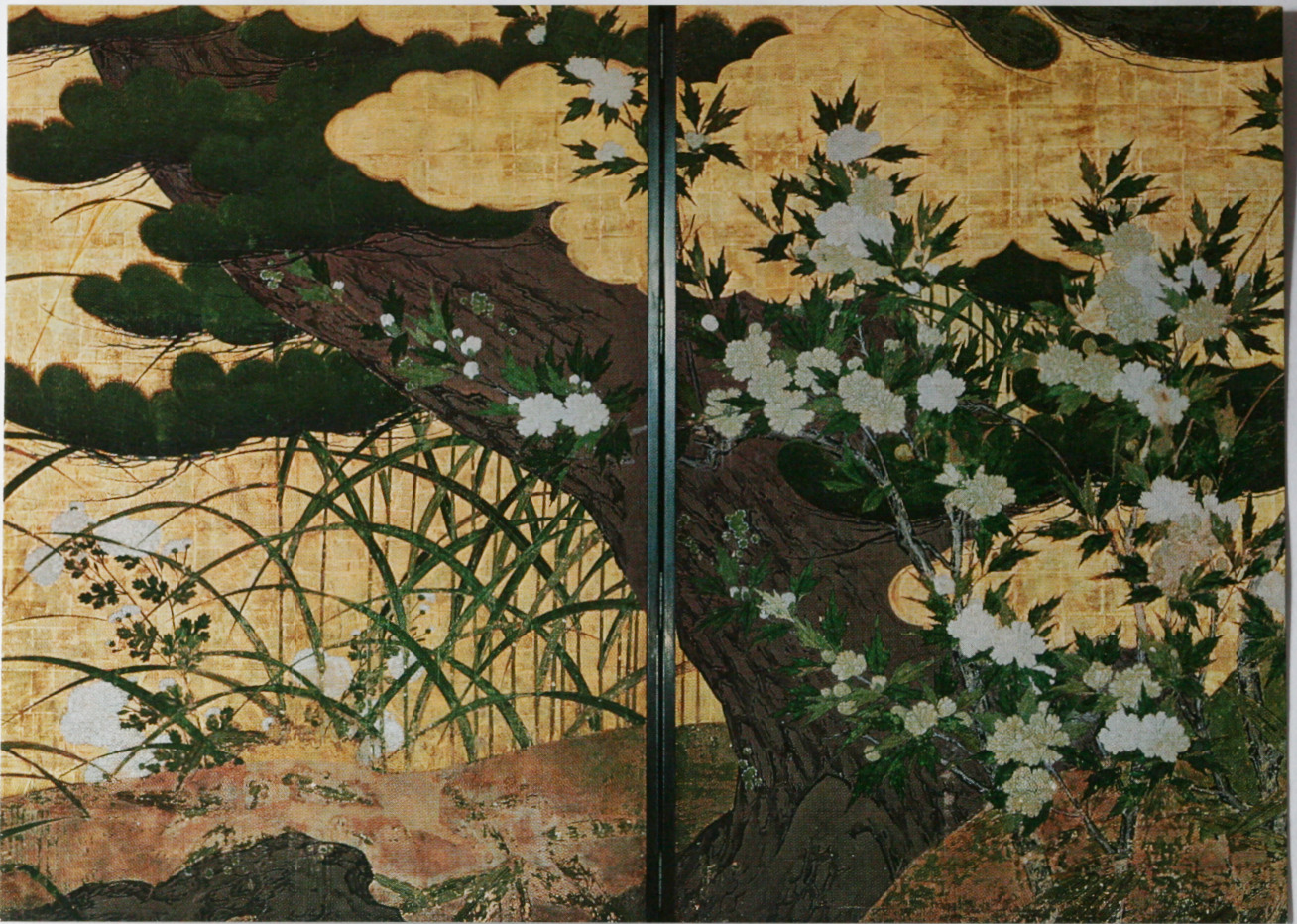
長谷川等伯『松に秋草図』（部分、智積院）
長谷川等伯『松林図屏風』左隻（東京国立博物館）
長谷川等伯『松林図屏風』右隻（東京国立博物館）
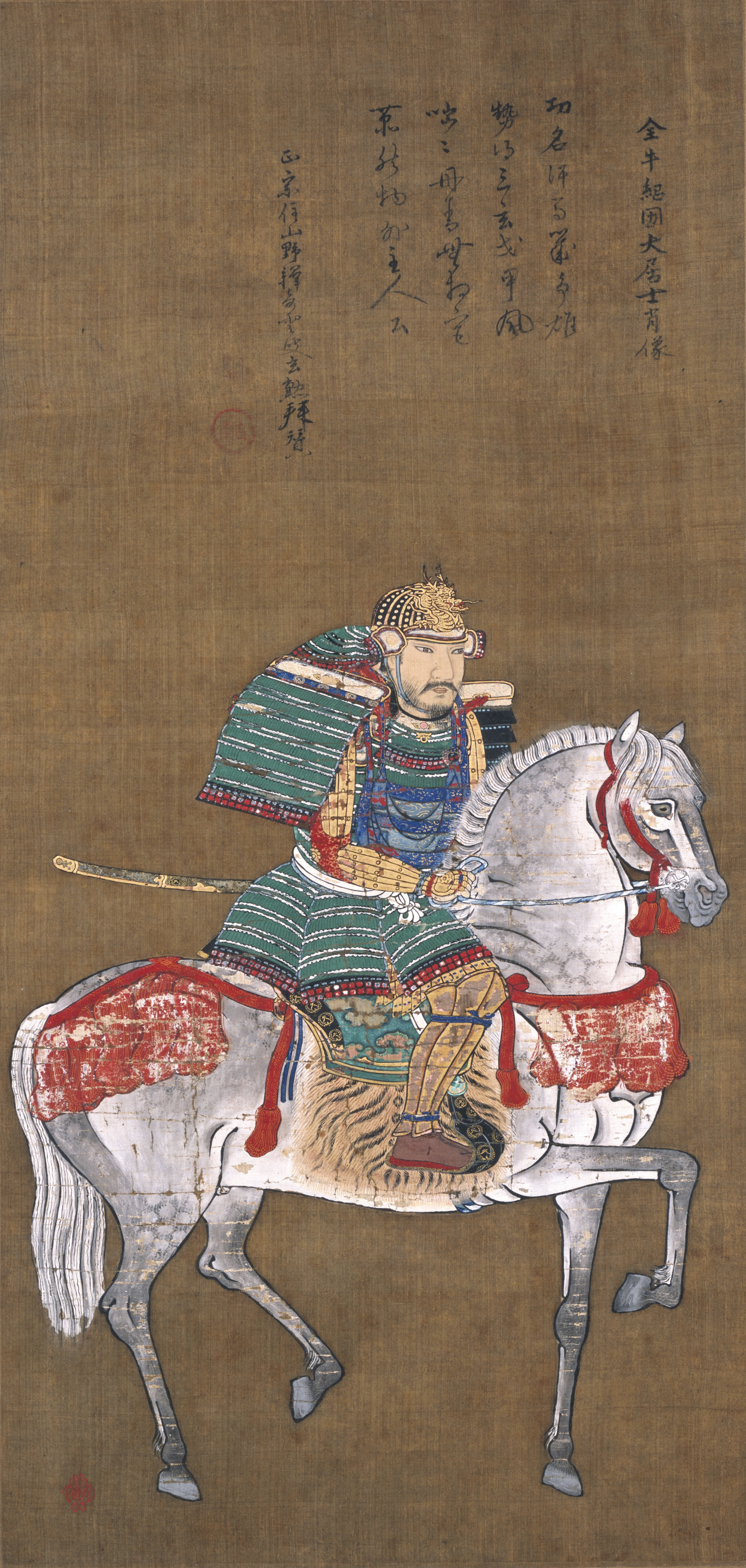
狩野松栄『絹本著色益田元祥像』（島根県蔵）
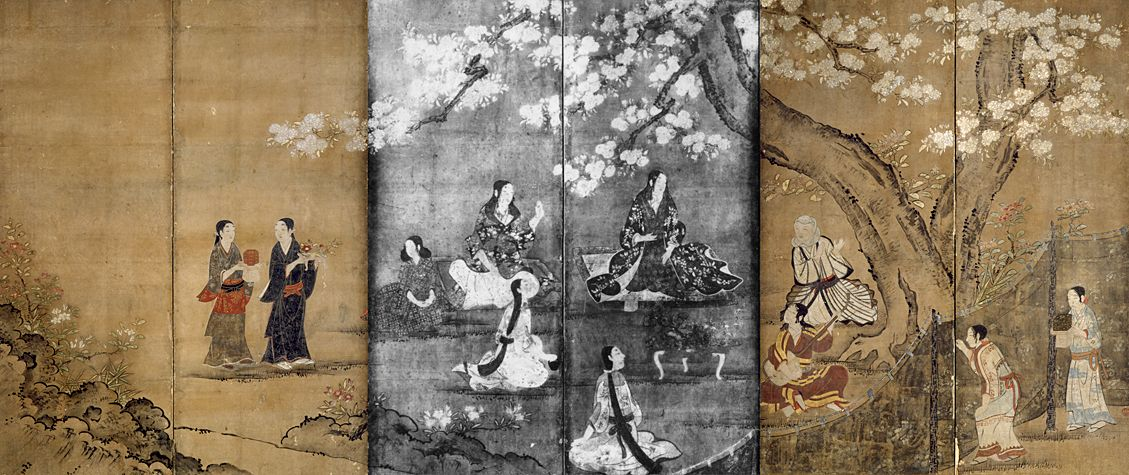
狩野長信『花下遊楽図屏風』右隻（東京国立博物館[注釈 30]）
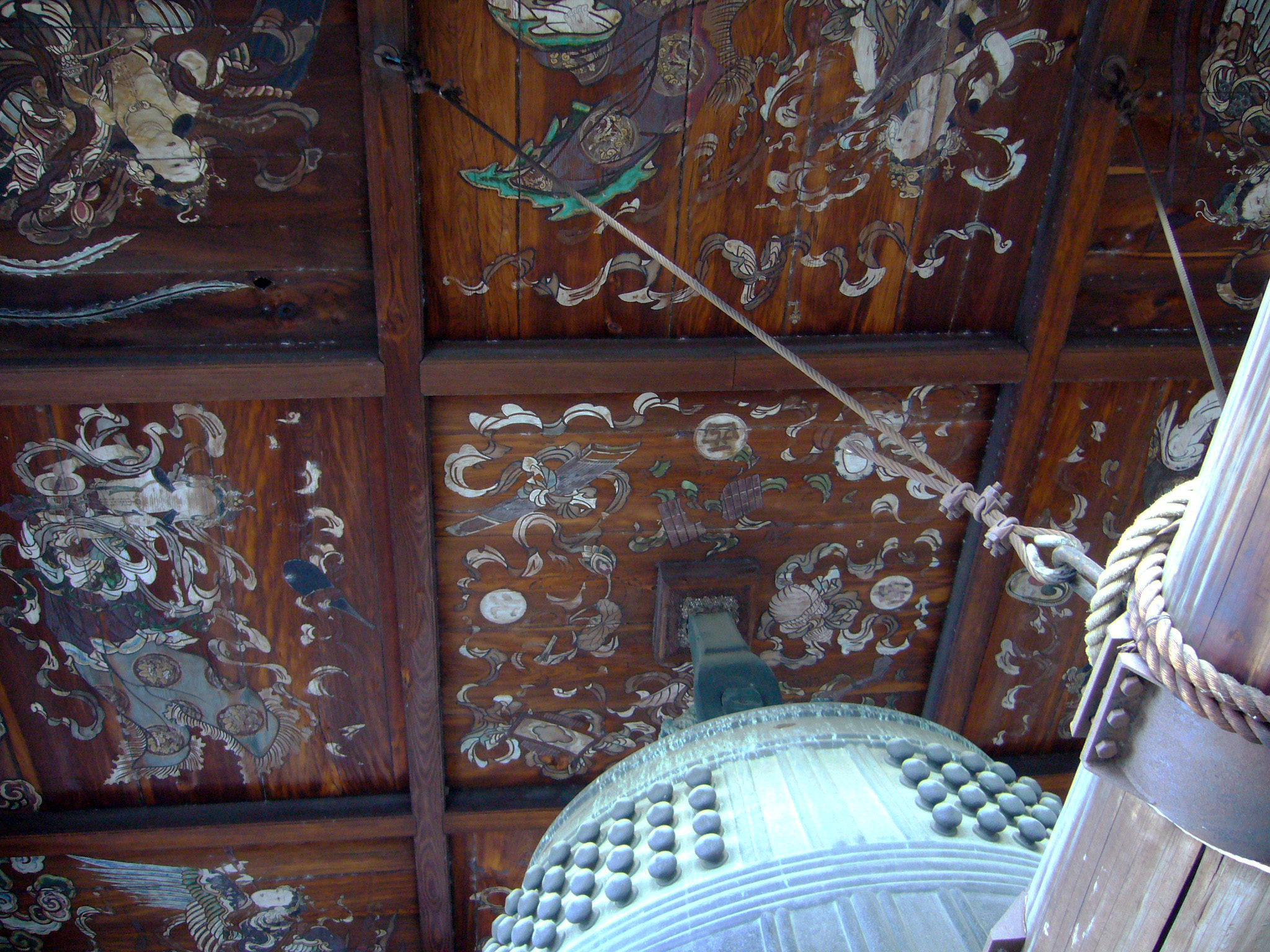
方広寺鐘楼の天井絵

## 彫刻

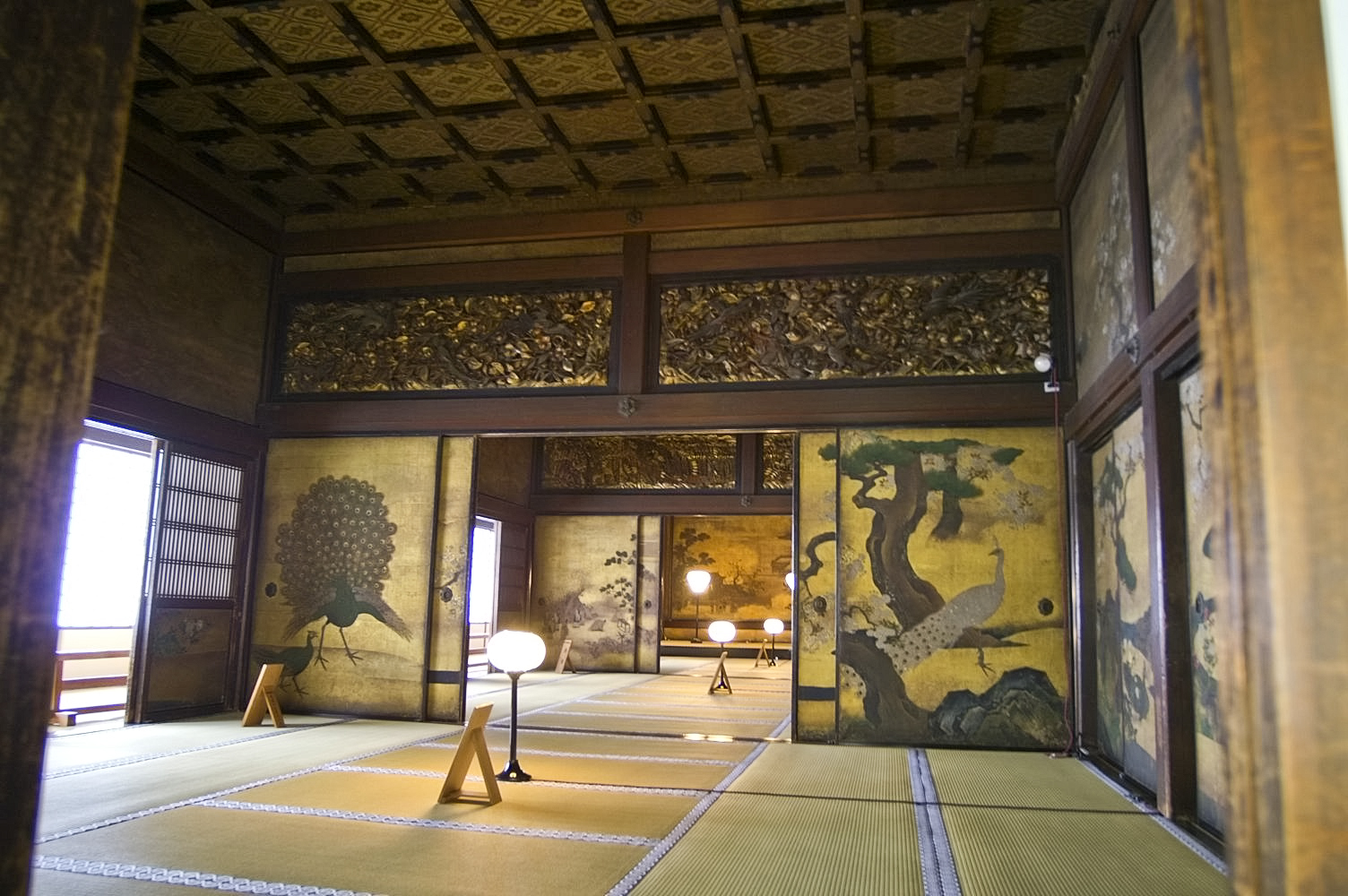
西本願寺「白書院」（伝伏見城遺構）の襖絵と欄間彫刻

彫刻では、仏像彫刻がおとろえて亭館の門扉や欄間への彫刻がさかんになった。欄間とは、戸や障子を支える横木（鴨居）と天井のあいだの空間に、採光や通風のため、はめ込まれた板である。城郭や居館の内部を飾った欄間彫刻には透し彫の手法も用いられた。また、建物外観を飾る破風にもさまざまな形態上の工夫や彫刻がほどこされた。現実性や効用を重んじる桃山時代において、彫刻は天平文化や鎌倉文化においてみられたような独立作品には必ずしもつながらなかった。そこでは亭館の付属物としての位置づけが明瞭であって、日常生活に最も密着した彫刻作品が生まれたのである。

## 工芸

### 陶磁

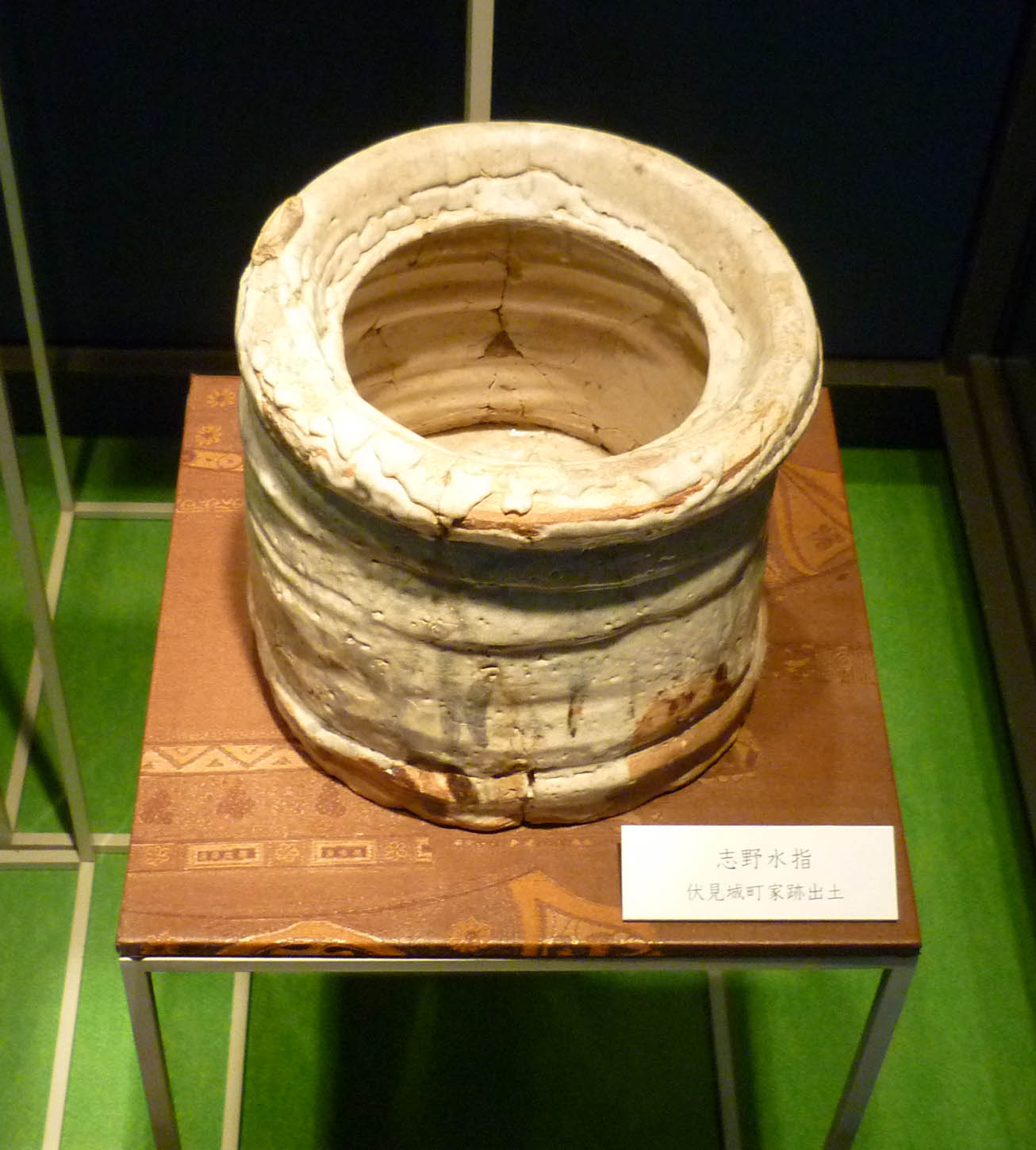
伏見城下町より出土した志野の水差（京都市埋蔵文化財研究所）

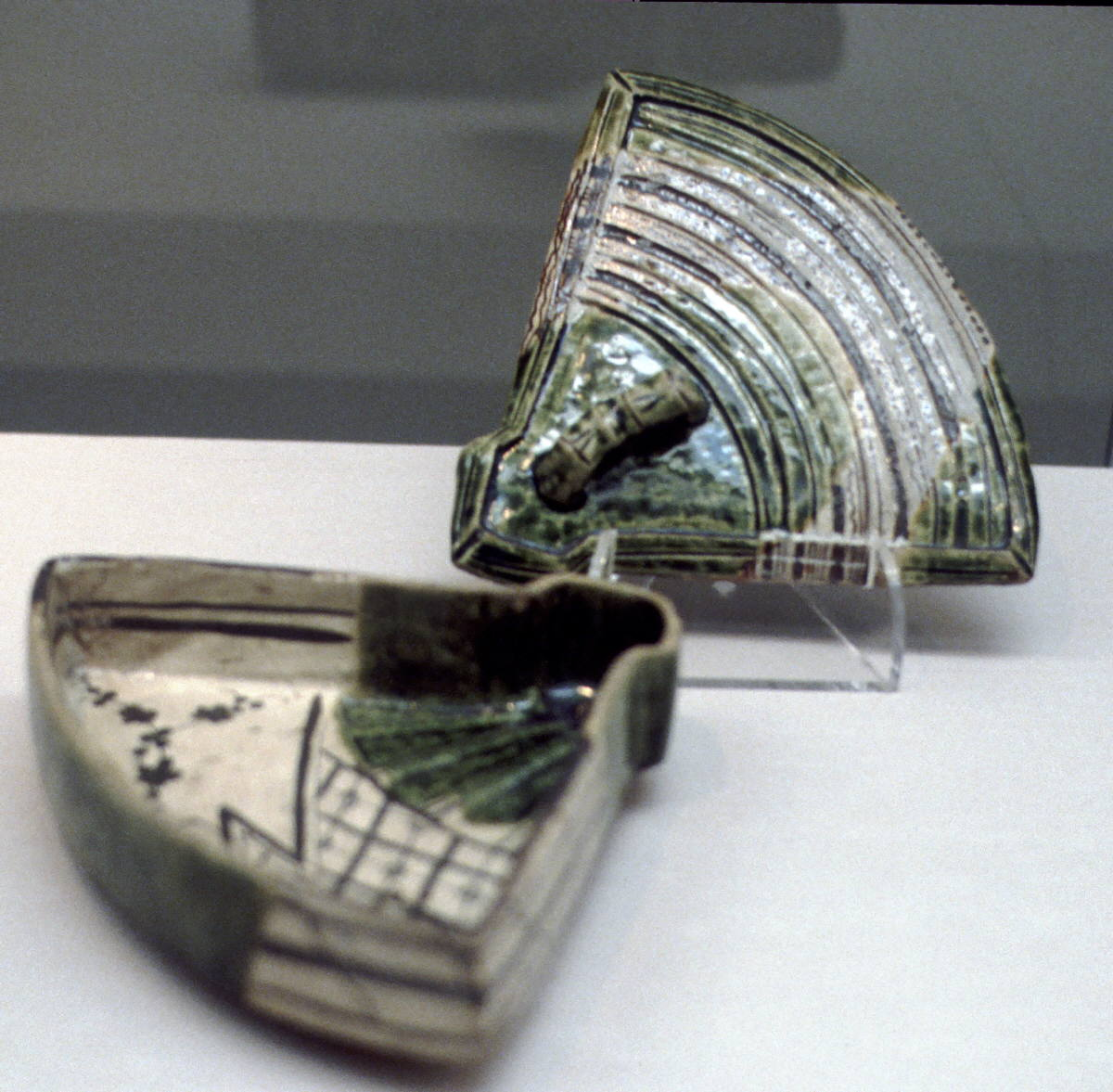
織部扇形蓋物

安土桃山時代にあっては、施釉陶器の産地であった瀬戸窯や美濃窯を中心として、無釉焼き締め陶器の産地として発展してきた備前、信楽、丹波、伊賀の各窯、少し遅れて唐津で、この時代を代表する陶磁器がつくられた。
これは、従来の貴人による書院の茶で好まれたのが天目茶碗や青磁茶碗といった、いわゆる「唐物」であったのに対し、侘び茶の流行により、茶道が単なる遊興ではなく禅と一体化して人間形成をめざすものとなったとき、茶器もまた地味で不完全な「粗相の美」のあるものがよしとされたことによる。

#### 美濃・瀬戸窯
16世紀後半にあっては、とくに美濃窯（岐阜県土岐市・多治見市ほか）の発展が著しく、器種が増え、色彩感覚に富んだ作品や鉄絵文様を描いた作品などがみられるようになる。なかでも長石だけで白釉をつくりあげた志野焼は他の色を加えることに様々に変化し、器面の装飾や色合いによって無地志野、絵志野、練上志野、鼠志野、朱志野、紅志野などの種類に分けられ、この時代を象徴する陶磁といえる。織部焼もまた美濃窯から生まれた陶磁で、茶人古田織部の好みで焼かれたものである。織部は、型作り法を用い、歪んだ形をとり、筆で絵付けするという、当時としては新種類の陶器で、色彩は濃緑色を特色としている。志野と織部はともに茶器の優品を多く産み出したが、美濃焼全体を通してみた場合、日常生活用の陶磁を大量に生産しており、むしろ、そのことによって美濃窯は支えられていた。
黄瀬戸と瀬戸黒は、ともに瀬戸窯（愛知県瀬戸市）および美濃窯で焼成された。黄瀬戸は16世紀後半に焼成が始まり、従来瀬戸窯で使用されていた灰釉を基礎とする淡黄色の釉薬をかけた陶磁で、鈍い光沢のざらざらした肌触りのものは茶人によって愛好された。黄瀬戸は食器を主とし、向付、小鉢、皿、盤などを多く産し、都市や城館に販売されたとみられる。瀬戸黒は16世紀末葉から焼成された鉄釉の黒茶碗で、焼成年代より「天正黒」とも呼ばれ、茶人におおいに愛好された。

#### 備前・信楽・丹波・伊賀
備前（岡山県備前市）、信楽（滋賀県甲賀市）、丹波（兵庫県丹波篠山市）、伊賀（三重県伊賀市）など無釉陶器の産地として発展してきた各窯も日常生活用品のほか茶陶を焼成した。焼き締め陶器に共通の土の匂いや温かみのある質感が茶人に愛されたためであった。また、茶道において、「侘び茶」の求める地味で不完全な「粗相の美」を備えた焼き物として愛好されたためでもあった。
そしてたとえば、備前焼の擂鉢は水指として用いられて「擂盆水指」と呼称され、信楽焼の苧桶が水指に、種壺が花入に見立てられるなど、日常雑器が茶の湯に取り入れられ、新しい美的価値の発見の契機となった。

#### 楽焼と唐津焼

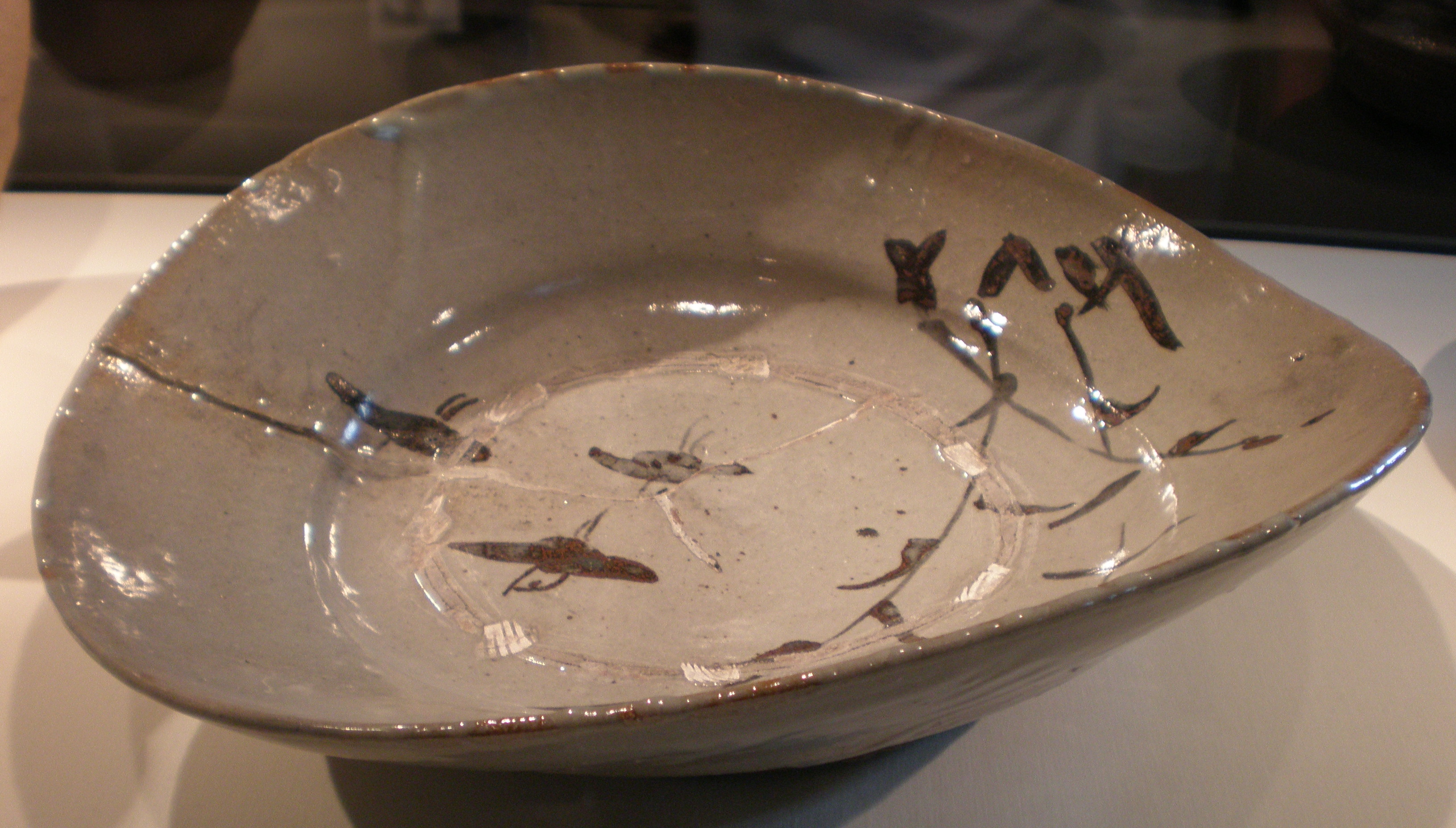
唐津の鉢（サンフランシスコ、アジア美術館）

楽焼は最も古い京焼のひとつで、桃山時代に京都の陶工、長次郎によってはじめられた低火度の茶陶である。長次郎とその後継者常慶が秀吉に賞されて「樂」の字をあたえられ、家号（樂吉左衛門）となった。楽焼は、「今焼」とも称され、日本中世の伝統的な高火度の陶磁とも中国の陶磁とも異なる独特の焼き物で、もっぱら茶の湯とその周辺用途を目的に造形され、日常雑器はつくられない。茶碗の他には、香台、花入、水指などがつくられる。
この時代、従来の日本になかった地上式の連房式登窯でつくられた施釉陶器が肥前の唐津焼である。唐津焼は絵唐津、三島唐津、斑唐津、黒唐津、黄唐津、影唐津、瀬戸唐津、奥高麗など多くの種類があることで知られる。16世紀後半にはじまり、主として日常生活用品を生産し、茶陶も比較的多い唐津焼であるが、その起こりについては従来、秀吉の朝鮮侵略によって朝鮮半島より捕虜として連行した陶工によってもたらされた製陶技術によるといわれてきた。しかし、窯跡の発掘調査、消費地における遺跡での出土状況、文献記録等からみると、唐津焼は文禄・慶長の役の始まった1592年以前に現れ、1580年代にはすでに製造が始まっていたことがわかる。また、唐津の窯の窯体構造や藁灰を使用した白濁釉は朝鮮にはみられないものであり、初期の唐津焼は朝鮮半島というよりは中国南方の窯の技術によって焼成が始められたものと考えられるようになった。

#### 磁器の始まりとお国焼
17世紀初め、日本で初めて磁器がつくられる。それが肥前の伊万里焼（産地は佐賀県有田町など）であり、素地に粘土ではなく、陶石（磁石）が用いられ、白色で吸水性の少ない硬質の焼き物となる。肥前有田の泉山で陶石が発見され、元禄期に肥後で発見された天草陶石以前は唯一の陶石採掘場であったが、この発見にも朝鮮人陶工がかかわっている。伝承では李参平が泉山の発見者とされており、「陶祖」と称される。寛永15年（1638年）の『毛吹草』に「今利（いまり）ノ焼物」と見え、近世には有田、三河内、波佐見などの肥前の磁器を、積出港（佐賀藩領の伊万里港）の名から「伊万里焼」と称していた。有田産のものを「有田焼」、伊万里産のものを「伊万里焼」と区別するようになったのは、鉄道による輸送が普及した明治以降のことである。いずれにせよ、伊万里焼は、江戸時代にはヨーロッパ向けの重要な輸出品となっていた。
朝鮮陶工を連れ帰った西国各地では、茶の湯の隆盛もあって窯業がさかんとなった。有田のほか、肥前国（松浦鎮信）の平戸焼、筑前国（黒田長政）の高取焼、豊前国（細川忠興）の上野焼、薩摩国（島津義弘）の薩摩焼、長門国（毛利輝元）の萩焼などはこの時代に創業され、これらは大名の領国で焼かれた陶器という意味で「お国焼」と総称され、各藩の専売品・特産品となった。

#### 関連画像

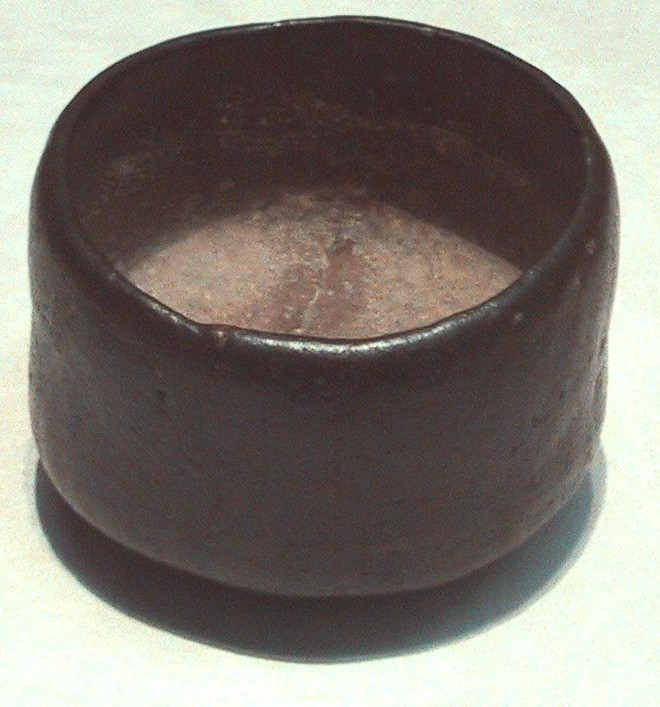
黒楽茶碗（桃山時代、銘「尼寺」、東京国立博物館）
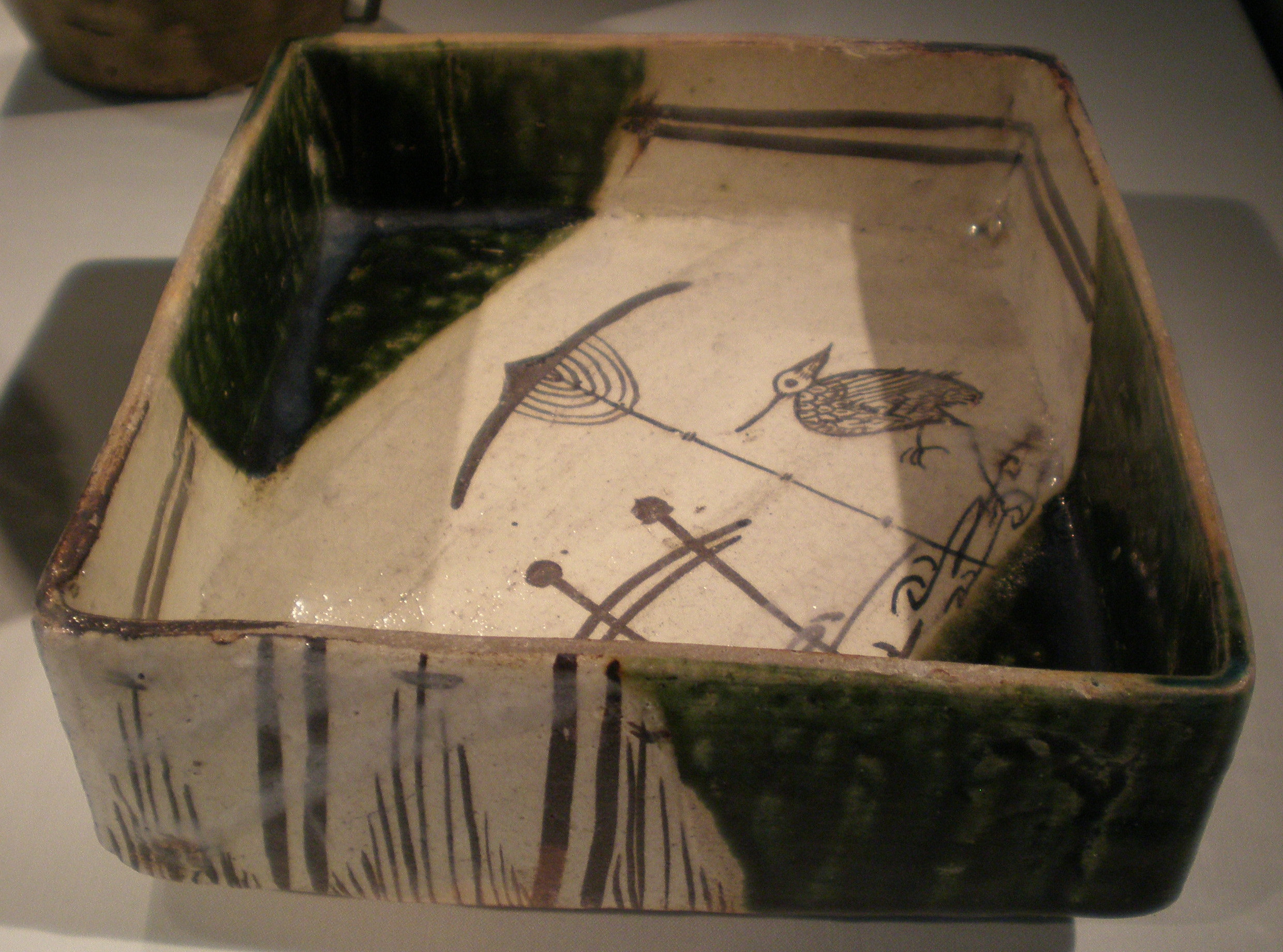
織部の角皿（サンフランシスコ、アジア美術館）
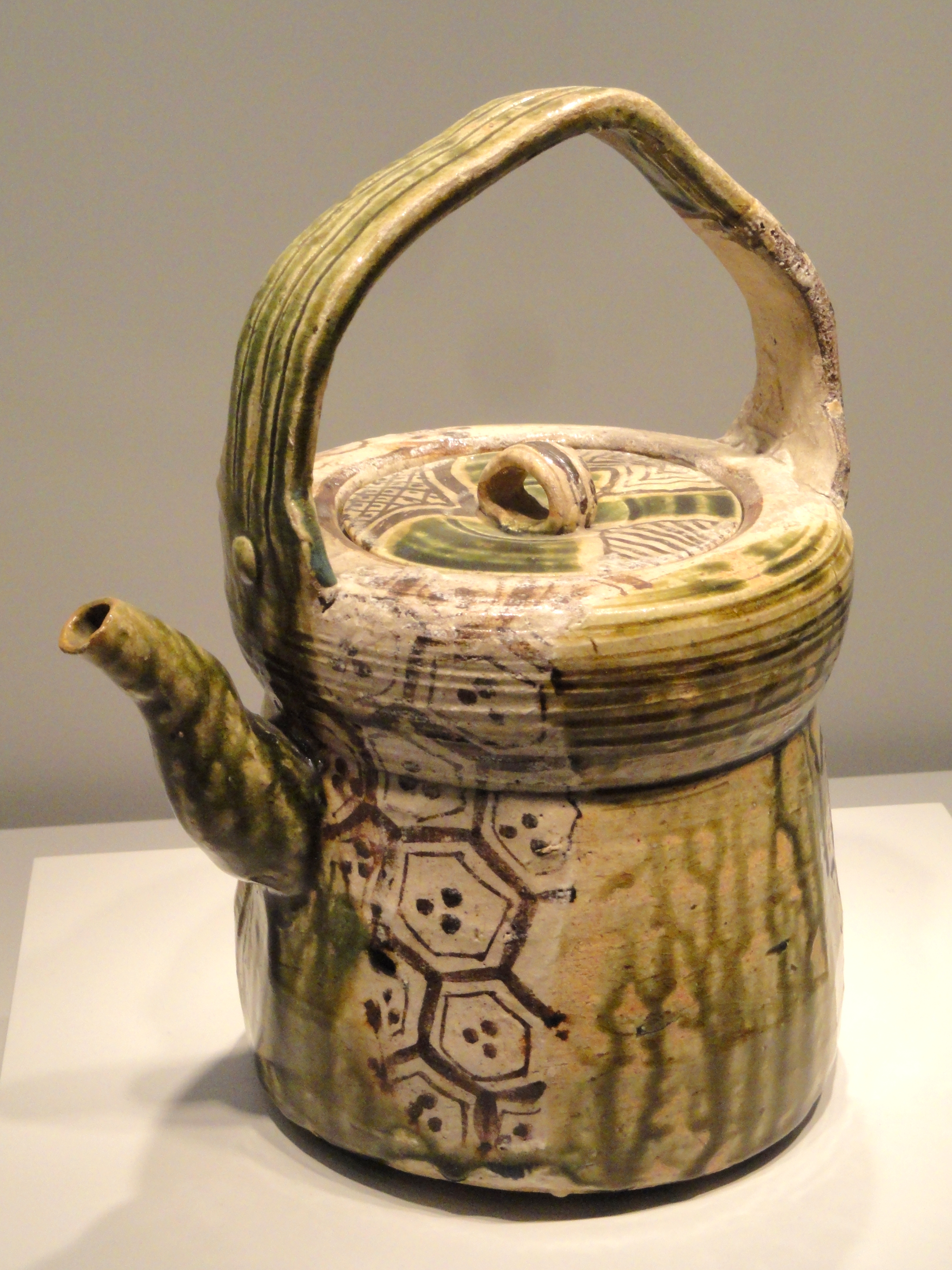
織部の水注（17世紀前半）
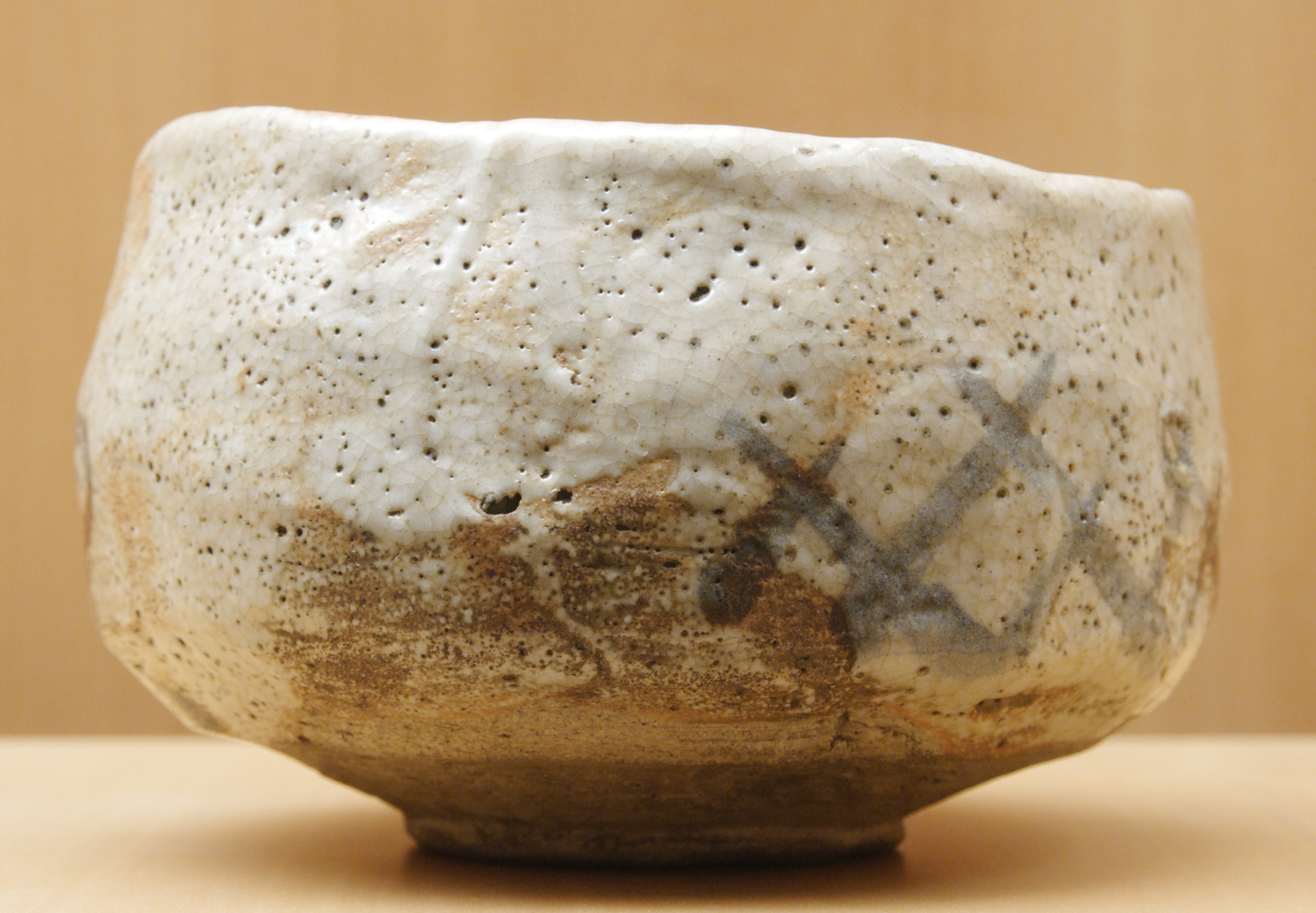
志野の茶碗
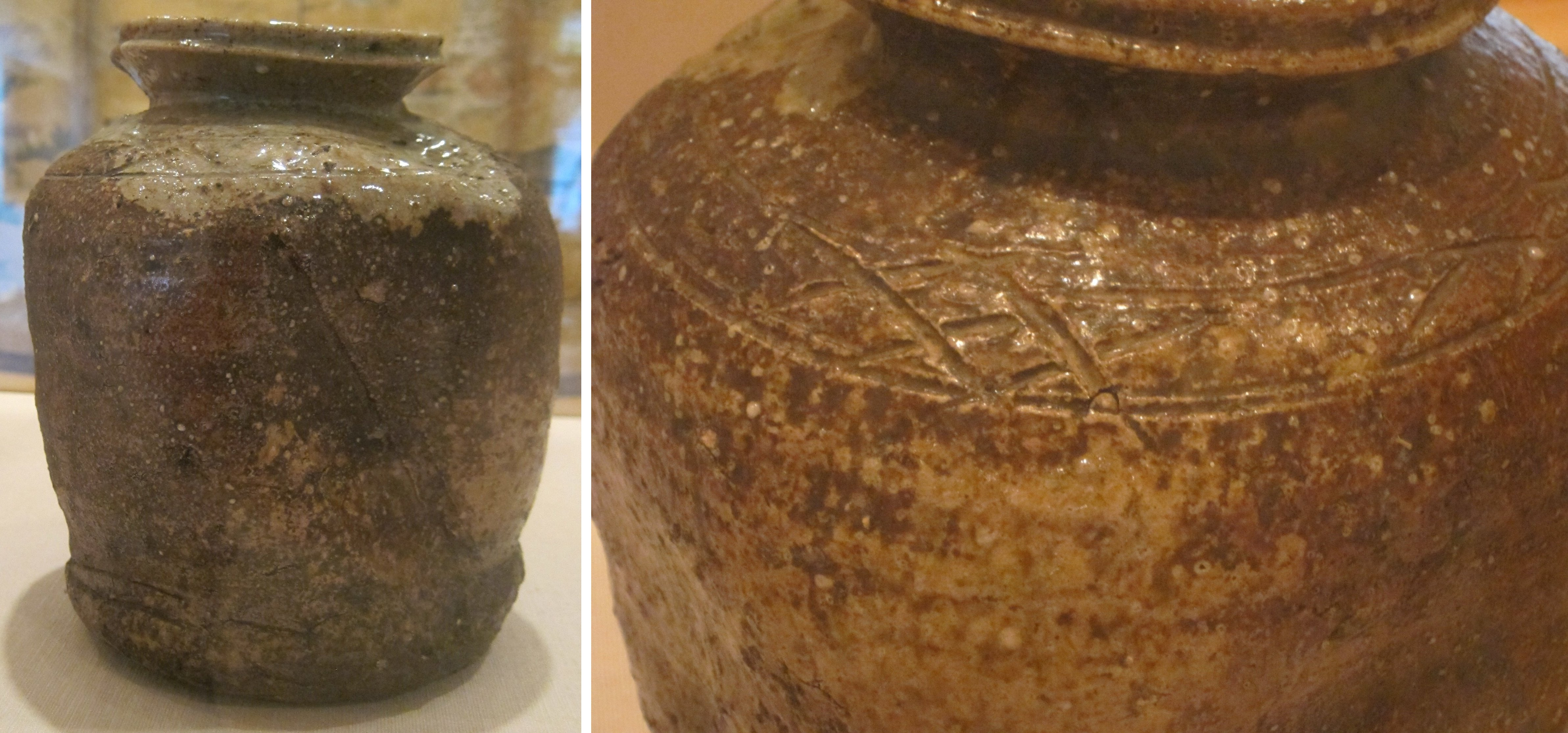
信楽焼（桃山時代の作品）
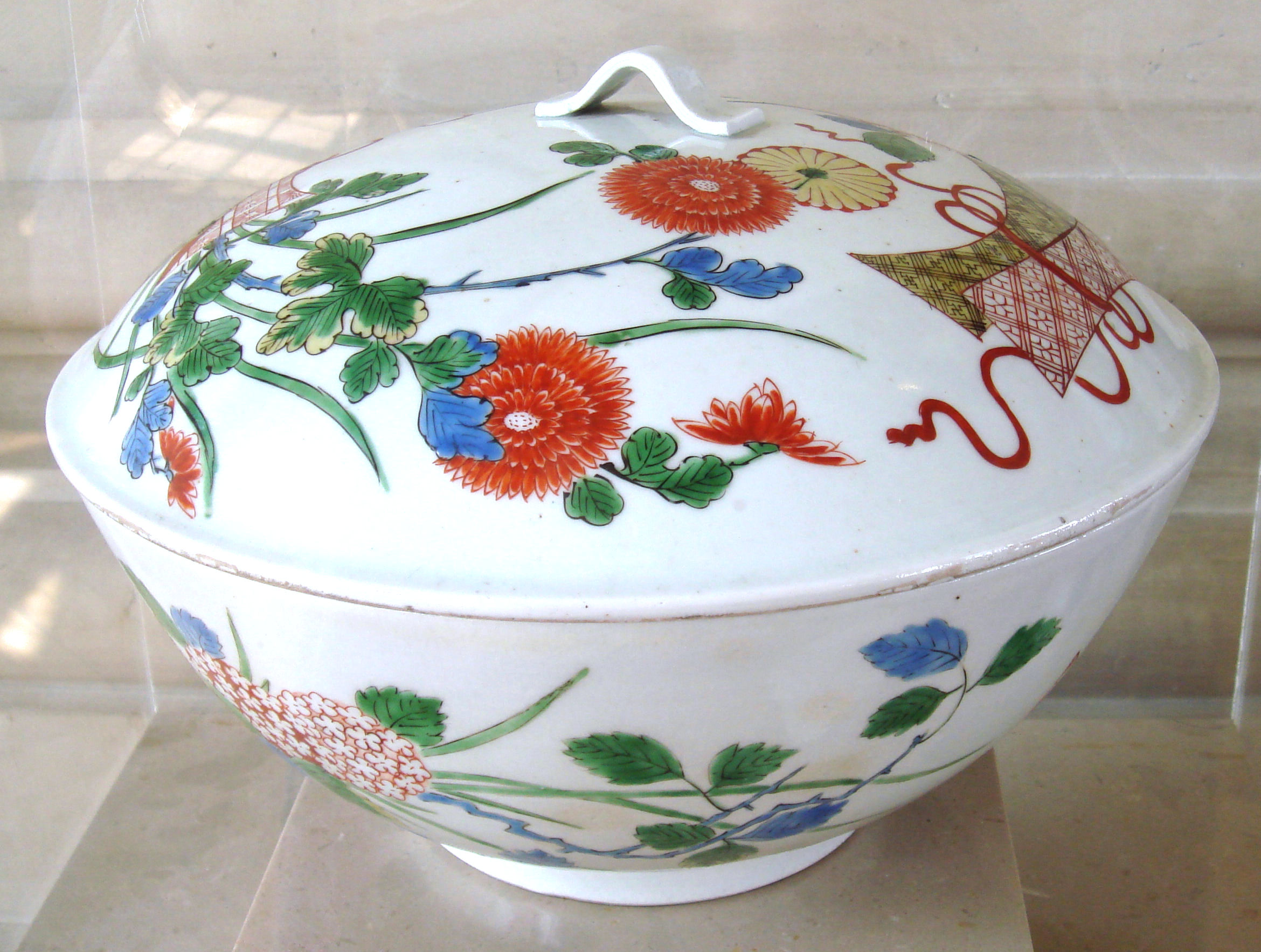
伊万里焼色絵（柿右衛門様式）の蓋付小鉢（1640年代）
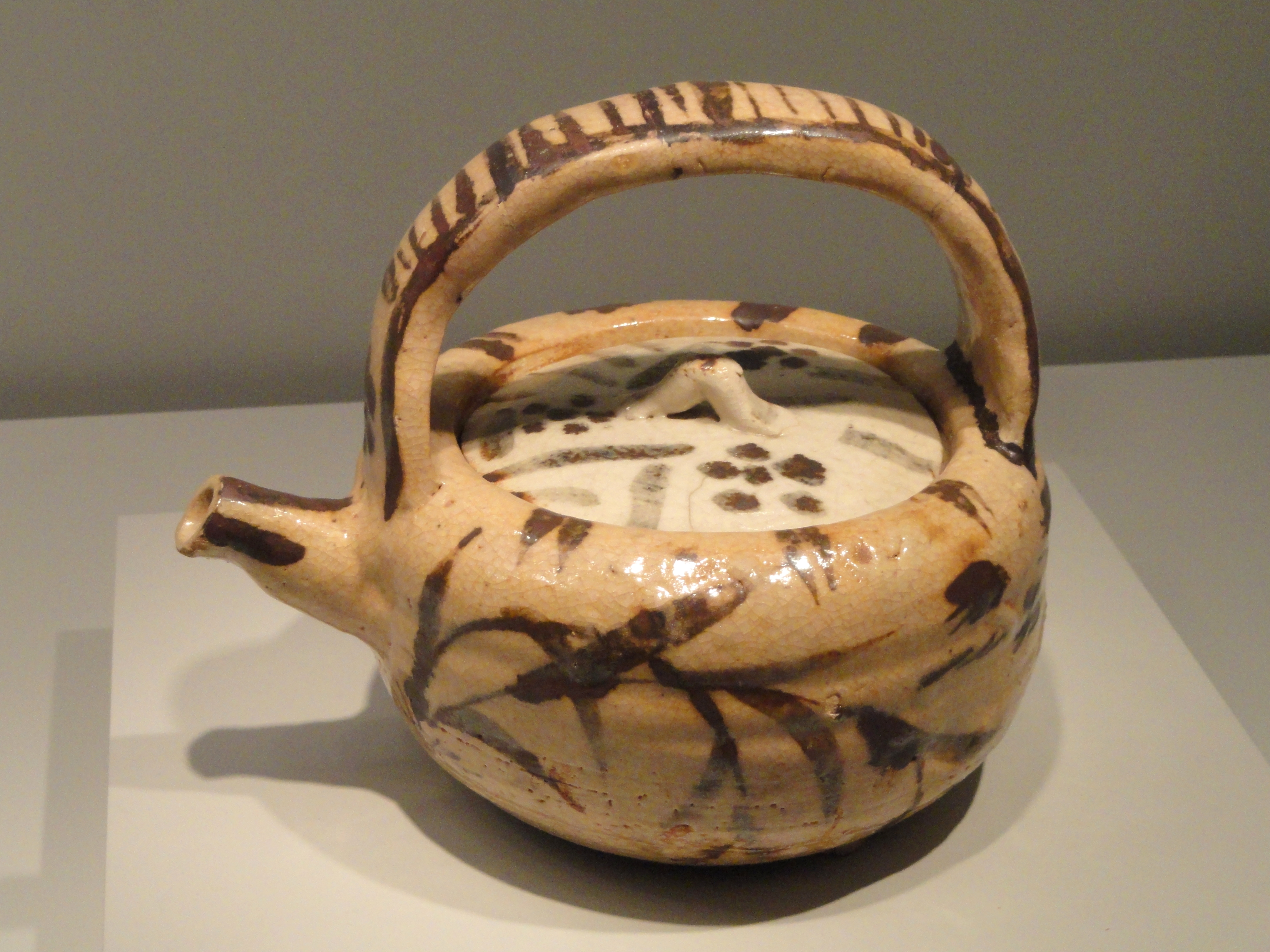
志野水注 シカゴ美術館
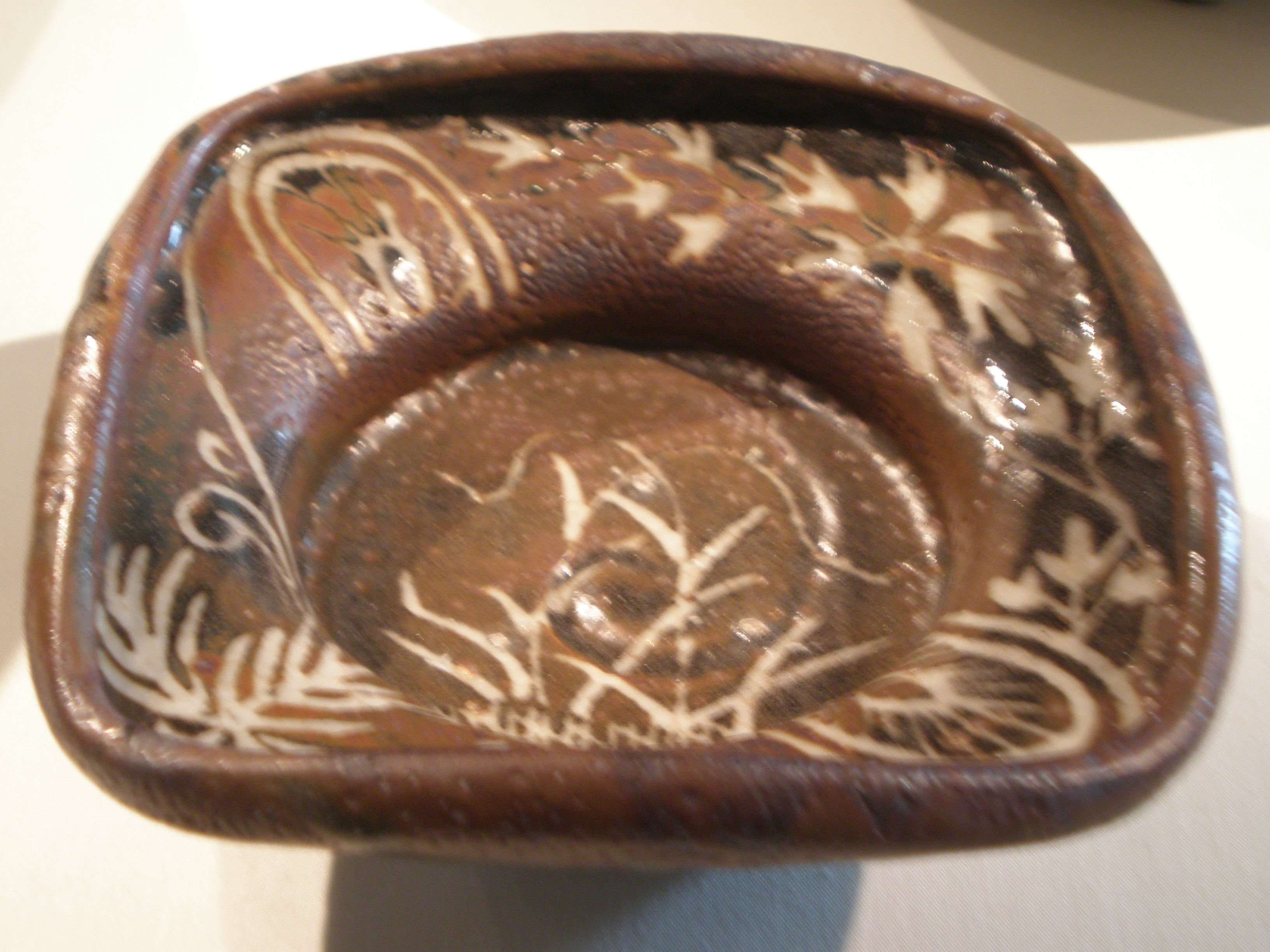
鼠志野草花文四方向付 サンフランシスコ、アジア美術館

### 漆工
蒔絵をほどこした家具調度品においても装飾性の強い作品がつくられている。秀吉の正室北政所（高台院）が草創した高台寺が所蔵する蒔絵（「高台寺蒔絵」）は桃山時代を代表する蒔絵群であり、なかでも『竹秋草蒔絵文庫』は蒔絵の工芸品として著名である。秋草表現における叙情性、画面構成のおおらかさ、平明ながら洗練されたモチーフの描写、力強さとしなやかさをあらわす描線など、高台寺蒔絵は同時代の絵画に通じる諸特徴を有し、革新性とともに強い絵画性をもっている。
高台寺にあっては、秀吉夫妻をまつる内陣や須弥壇・柱およびその周辺、建物の飾り金具、あるいはまた厨子などに対しても、黒漆に花筏や楽器を散らし、あるいはまた秋草などの図柄を表現した蒔絵がほどこされ、壮観である。

### 染織工

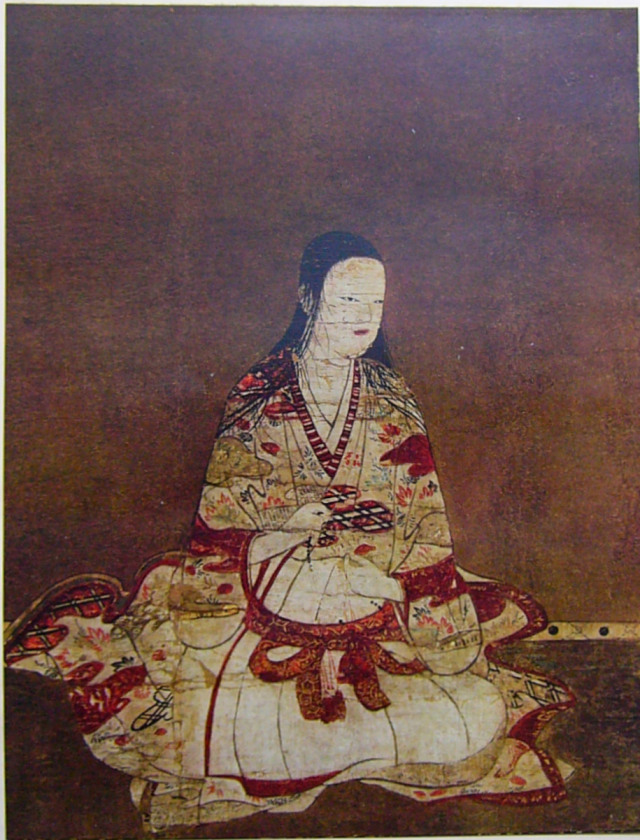
「婦人像」（大和文華館蔵、16世紀）
----
白地に紅葉・斜格子文等をあしらった辻が花染の小袖を着用している

服飾の多くを占める繊維製品は、糸を染めてから織って生地にする場合と、染めていない糸を織り上げてから生地を染める場合があるが、通常は前者を織りの作品（織物）、後者を染めの作品（染物）と称している。なお、前者を「先染め」、後者を「後染め」と称することもある。
織物では、明の織法の影響を受けた堺において、錦や唐織、金襴、紗、紋紗、金紋紗、緞子、縮緬などの制作がさかんとなったが、秀吉が京都の西陣織を保護したことから、こののち西陣が大発展を遂げた。西陣の金襴・緞子や南蛮渡来のビロード・更紗などはことのほか珍重され、武将上杉謙信が着用したといわれるビロード・マントは現存している（現在は山形県米沢市の上杉博物館に保管されている）。
16世紀半ば（室町時代末頃）から、日本の染織工芸は海外の染織品の影響を受けて、その素材や技法を多様化させていった。中国から輸入された刺繍作品から影響を受けて、日本でも小袖などに精巧な刺繍が施されるようになり、刺繍と金箔を併用した「縫箔」という加飾法も現れた。こうしたなか「辻ヶ花」と呼ばれる絞り染を主とする一連の染物が登場し、一世を風靡した。これは、戦国期から江戸期初頭までの短期間に隆盛し、そののち急速に途絶えたもので、現存遺品数も300点足らずと少ないこともあって、しばしば「幻の染め物」と称される。当時の記録では「辻ヶ花」の語は帷子（かたびら）と結びついていた。しかし、現存するものに帷子はほとんどなく、今日では縫い絞りを主体とする文様染を「辻ヶ花」と呼称している。「辻ヶ花」は、縫い締め絞りを主体として、これに描絵、刺繍、摺箔などの加飾をほどこしたものであり、地はこの時代に特有な練貫地（生糸を経糸、練糸（精錬した絹糸）を緯糸に用いて織った地）が多く、製品の種別としては小袖および胴服が大部分を占める。桃山時代にあっては、前代の散らし風の文様よりも、いっそう密度の濃い充填的な文様が増加し、絞り以上に墨による描絵や摺箔が重要な役割を果たした。当初は女性や若衆が愛着した「辻ヶ花」であったが、やがて成人男性さらには戦国武将の小袖・胴服・羽織として制作されるようになった。
現存品として、上杉謙信・豊臣秀吉・徳川家康らの遺品があり、武田信玄や信長の妹（浅井長政夫人、お市の方）については肖像画のなかで着姿が確認できる。特に家康の辻ヶ花の遺品は質・量共に他を圧倒しており、『慶長板坂卜斎記』にも家康が家臣へ数多くの小袖（年間に9から14・15領）を下賜した結果、天正末から文禄に掛けて小袖が天下に広まったとして、日本衣装が結構な事は家康に始まるとして、日本建築が結構な事は秀吉に始まると対比させている。

### 能面・能衣装および狂言の装束
「能の大衆化と式楽化」 節もあわせて参照

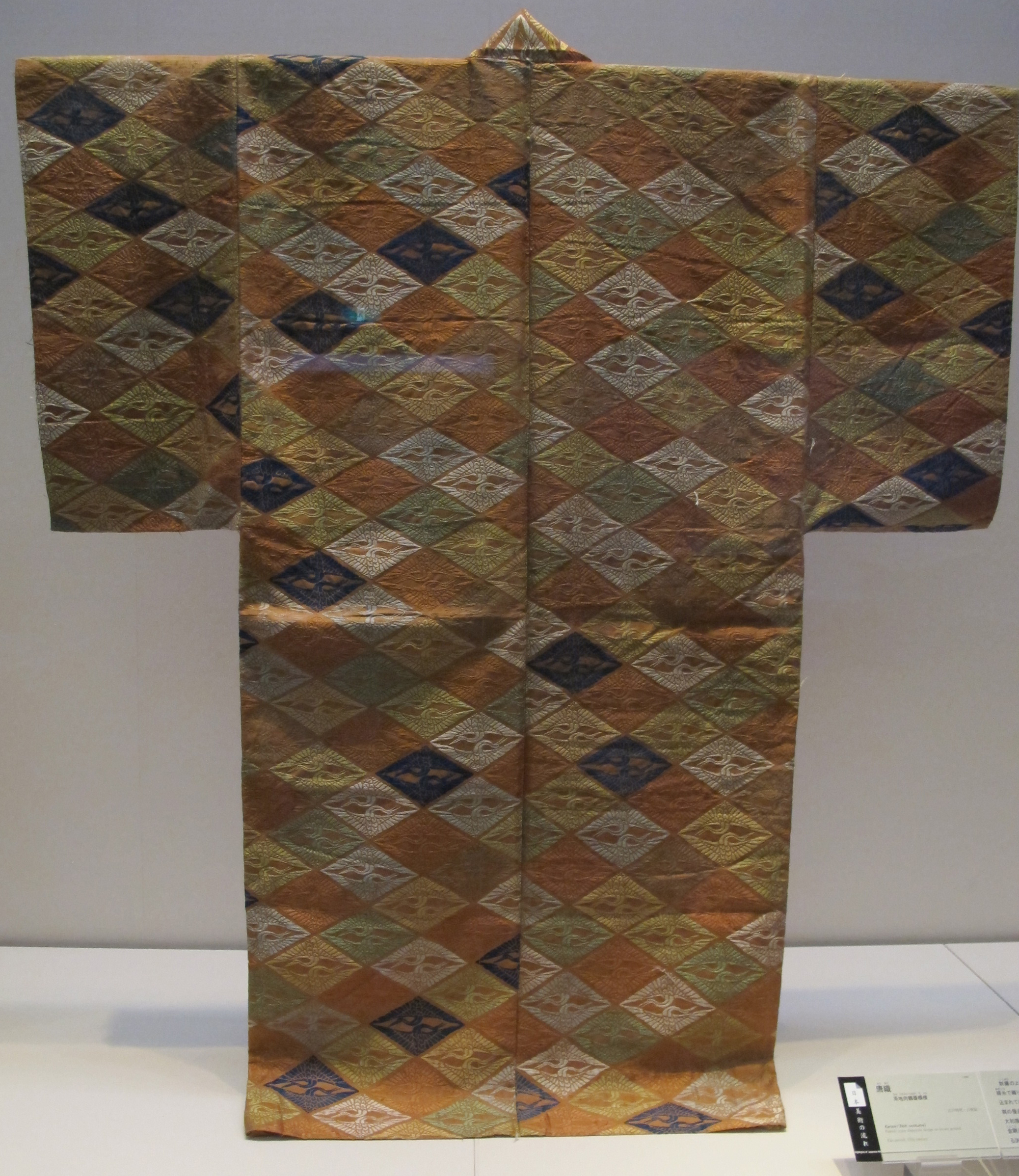
唐織の能装束（「茶地向鶴菱文様唐織」（東京国立博物館蔵、17世紀）

能面では、豊臣秀吉によって「天下一」の称号を許された面打の名人出目是閑吉満が越前に現れた。「天下一」の称号は、秀吉が部下の武将の戦功の際、当初は千利休に鑑定させた茶器を与えていたが、のちには能面を賞として与えるようになったものであり、京都醍醐寺角坊の仏師光盛および光増は、是閑吉満に先だって「天下一」称号が与えられている。この時代、是閑ら以外でも、孫次郎や河内家重など「名人」と呼ばれる面打師が輩出し、現在のような能面の基本構成が確立し、さらに能面自体が芸術性の高い工芸作品として昇華していった。
能装束もまた時代の好みを反映して華麗なもの、きらびやかなものが現れた。濃淡の紅が駆使されるようになったが、ただし文様の配置は未だ並列的で金銀糸の使用も行われておらず、江戸時代にはいっそう華麗さを増していく。一方で、用いられる役柄等に応じて多種類の装束がつくられ、その加飾方法や文様もさまざまであった。上半身を覆う衣服には表着（うわぎ）と着付があり、着付は表着と肌着の間に着用された。また、表着には女役の着用する唐織（からおり）、男役の狩衣（かりぎぬ）などがあり、着付には女役の摺箔（すりはく）、男役の厚板（あついた）、さらに男女兼用の縫箔（ぬいはく）などがあった。直垂（ひたたれ）、狩衣、直衣などでは、能装束と通常の衣服のあいだで共通の名称が用いられているが、長絹（ちょうけん）や水衣（みずごろも）のように、能装束特有の名称もあった。また、唐織、摺箔、縫箔などは、染織技法の名称がそのまま装束名となっている。中国の唐織物の技術は日本で定着し、「唐織」は織物の名称というよりは装束の名称となったのであった。形態的には、唐織、摺箔、厚板、縫箔などは小袖形であるが、長絹、水衣、狩衣などは広袖形を呈する。なお、桃山時代の唐織の小袖は、身幅にくらべて袖の幅が極端に狭いことを特徴としている。
能装束が基本的に「織りの作品」であったのに対し、狂言装束は「染めの作品」が中心であった。その意味では、「織り」と「染め」のあいだには、上で説明したような、単純な工程上の違いのみに還元されない、芸能の格式における上下関係も確認できる。素材もまた、能装束が絹糸ならではの光沢が重視され、全体として重厚さや繊細さが求められたのに対し、狂言では、麻の平織に染色のなされる肩衣（かたぎぬ）の装束が中心であり、衣装においても軽妙洒脱・自由闊達な味わいを旨とした。このような衣装は、召人・従者の階層に属して当時の庶民を代表する「太郎冠者」が主人公として登場し、権威の座にある大名や僧侶らの思いもよらぬ俗悪さ加減や無教養ぶりを暴露するなど大いに活躍し、そこに拍手喝采し、また滑稽と諧謔を味わおうという「狂言」という演劇にまことにふさわしいものであった。

### 金工

#### 甲冑・刀剣

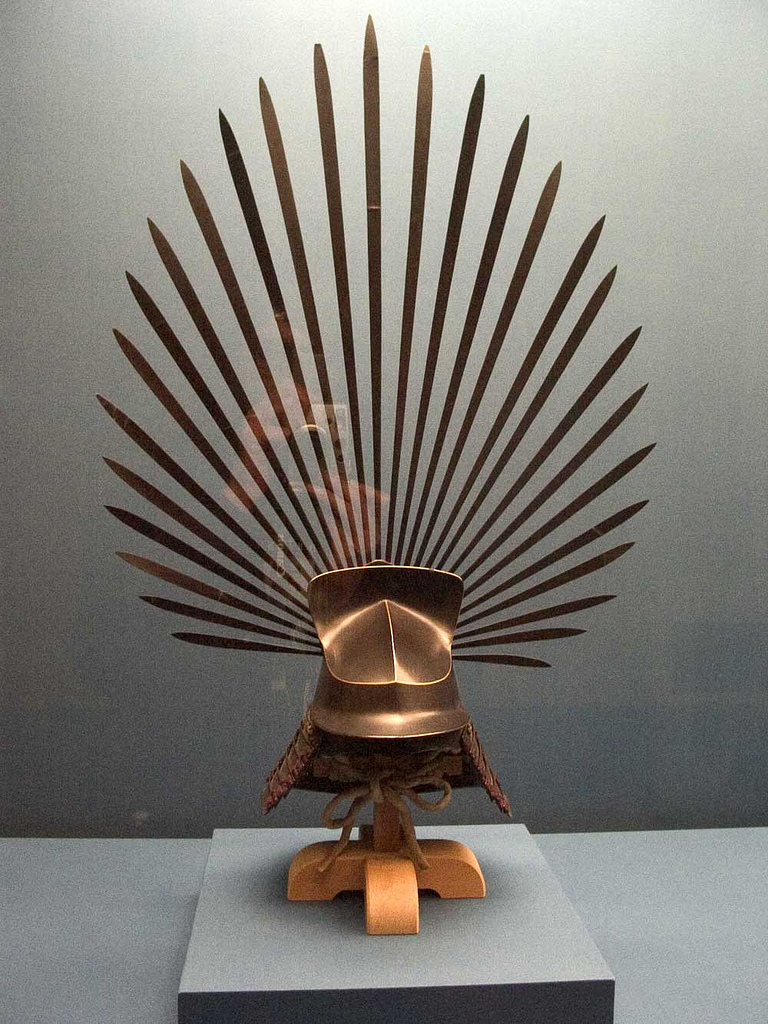
変わり兜（一の谷馬藺後立付兜）

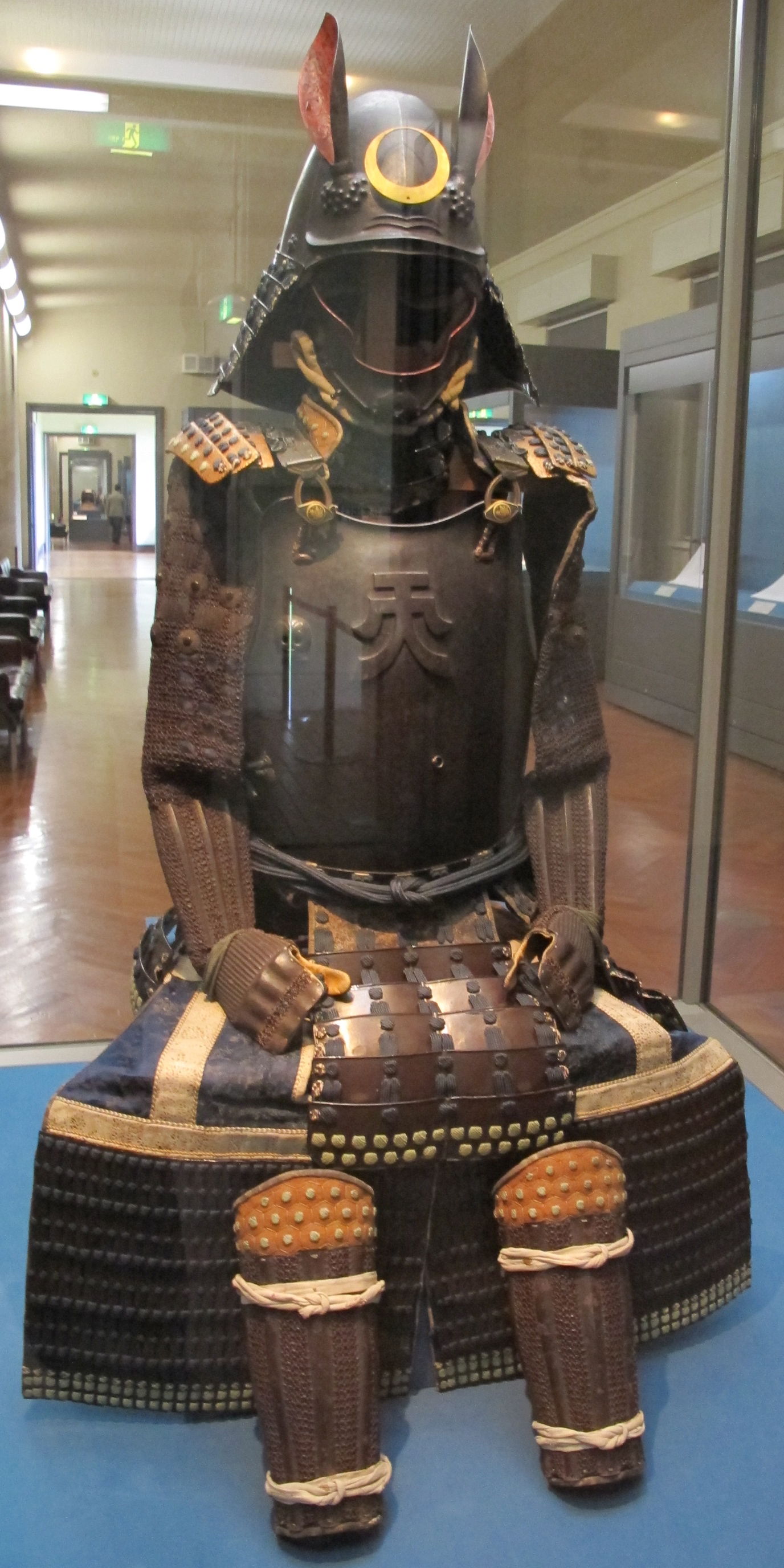
南蛮胴具足（東京国立博物館）

南蛮貿易による鉄砲の伝来によって、合戦の形態や刀剣の姿は急速に変わっていった。鉄砲に対抗するため甲冑が強化され、大規模な合戦が増えたため、刀剣も長時間の戦闘に耐えるべく、従来の片手打ちから両手で柄を握る姿となり、身幅広く、重ね厚く、大切先のものが現われた。これが天下一統後の豪壮な「慶長新刀」を生み出す土台となっている。一方で、大軍のなかで自分を識別させるための変わり兜が武将のあいだで流行したのも、この時代であった。
甲冑の分野では、鉄砲の使用と戦法の変化に対応するため、より動きやすく、簡便、軽量かつ強固なものが求められた。こうして成立した近世初期以降の甲冑を当世具足という。室町時代までの伝統的な甲冑は、小札（こざね、鉄製または革製の短冊形の小板）で構成されていたが、当世具足では、小札を横に繋げるかわりに、1枚の細長い鉄板を帯状に打ち出して作った板札（いたざね）が使われるようになった。板札を糸で威した（= 縦方向に連結した）もののほか、板札を鋲でカラクリ留めしたもの、板札を用いずに、胴の正面と背面をそれぞれ1枚の大きな鉄板から打ち出したものなどもある。また、着脱を容易にするため、要所に蝶番を設けた胴が現れた。これは蝶番の数によって「五枚胴」「二枚胴」などと呼ばれる。当世具足は構造形式によって細かく分類され、さまざまな名称がつけられている。代表的なものに最上胴、仙台胴（雪ノ下胴）、桶側胴、仏胴などがあり、輸入された西洋甲冑を日本式に改造した「南蛮胴具足」もある。こうした新式の胴に、兜、頬当、喉輪、籠手、佩盾（はいだて、下半身の膝から上を護る）、臑当（すねあて）などを着用して防御性を高めた。
また、当時の武将は「変わり兜」と称する奇抜なデザインの兜を好んで着用した。これは対戦相手を威嚇するとともに、集団戦において個人を識別できるようにする意味もあった。一の谷兜のほか、鯰尾形、愛染明王、三宝荒神などの奇抜なものがある。これらは鉄製の頭形兜（ずなりかぶと）の上に和紙を漆で張り固めるなどの方法でさまざまな形象をつくったものである。変わり兜は、国立歴史民俗博物館など日本国内の博物館にも多く所蔵されているが、個人所有も多く、また、日本国外にも収集家が多い。
刀剣においては、鎌倉時代以来長きにわたって数多くの名刀を生んできた備前長船の一派が、たび重なる吉井川の氾濫により天正年間（1573年-1592年）を通じて衰退し、天正末期には壊滅に近い状態となった。そのため多くの大名は、量産体制が確立していた美濃国の刀鍛冶をお抱え刀工に採用している。こうしたなか、「慶長新刀」と呼ばれる刀剣群が現れたが、従来の「古刀」との主たる相違点は地鉄にあった。それまでの刀剣は各々の地域で生産された鋼を使用していたため、地方色が濃厚で品質もさまざまであったが、天下一統後はある程度均質な鋼が全国的に流通するようになったため、良質な地鉄の刀が出回るようになったのである。新刀の祖は山城国の名工埋忠明寿といわれており、その弟子に肥前国忠吉がいる。美濃の刀工は、京都、近江、越前、尾張、大坂などへ移り住んだが、そのなかでも京都に入った兼道一族は、全国を転々として京都堀川に居を定めた国広一派とのあいだに技術交流を進め、ともに新刀期の技術的基礎を築いた。諸国の刀鍛冶は、多くの場合は兼道・国広のいずれかに入門し、そこで得た技術を故郷に持ち帰ったことで、全国的に比較的均質な製品が生産された。こうして美濃伝における「鎬地に柾目が流れる」という特徴は新刀に継承された。家康は越前下坂康継をお抱え工としているが、康継もまた美濃伝を受け継いでいる。

#### その他

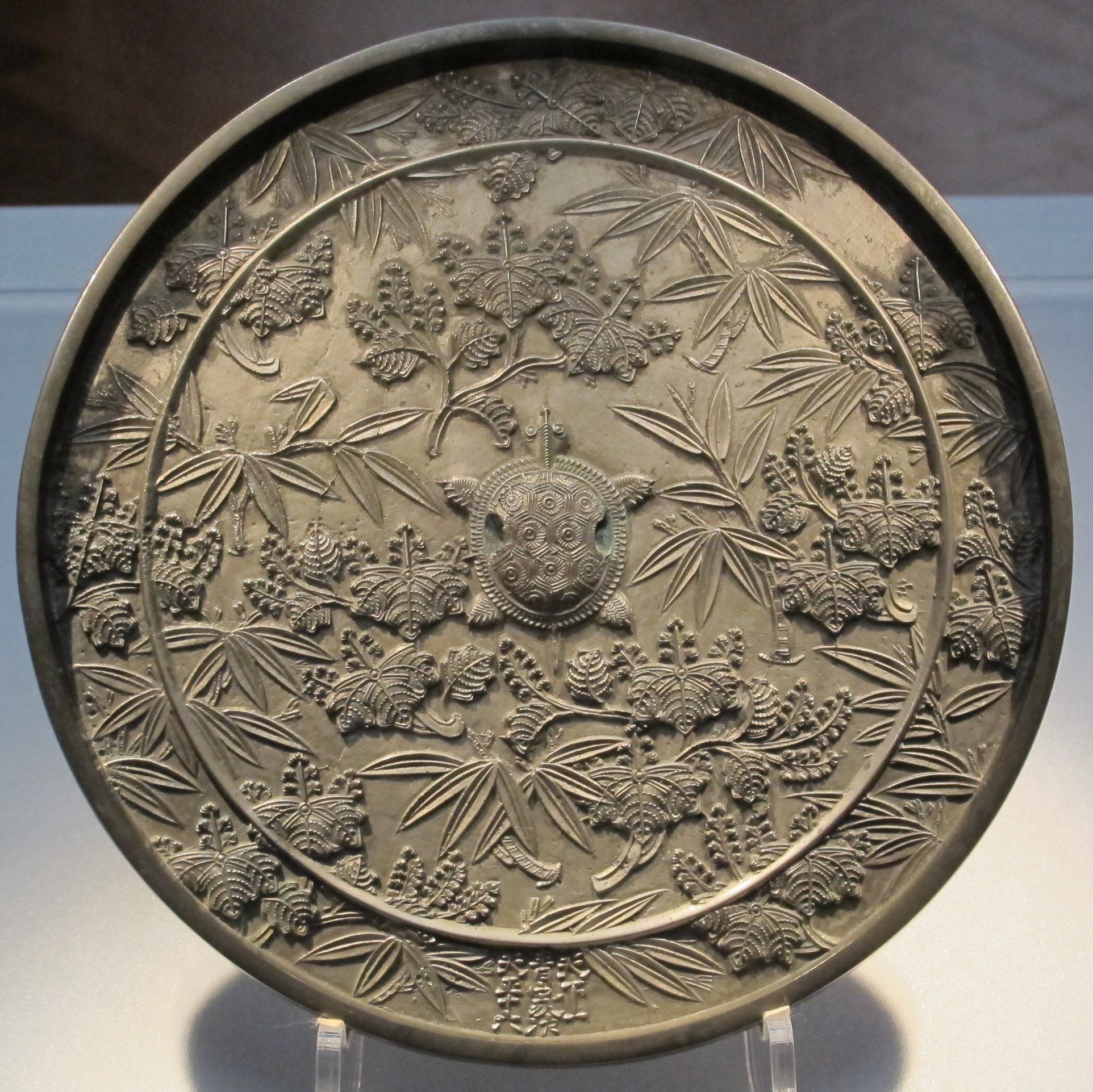
「桐竹鏡」（東京国立博物館蔵、16世紀）

金工では、前代につづいて刀剣・甲冑はもとより釜や灯籠など様々な作品がつくられたが、とくに和鏡の名品として「桐竹鏡」（東京国立博物館）が知られる。径22.1センチメートルの白銅鋳製で、裏面の外区下部に「天下一青家次天正十六」と鋳出された銘があり、天正16年（1588年）に青家次によって鋳造された作であることがわかり、名人による優品であるのみならず、資料的価値も高い作品である。家次を当主とした青家は、代々京都の寺町一条に住み、禁裏御用鏡師を務めた家であった。鈕は、大振りの亀甲から尾頭手足を六方にのばしたものとなっており、文様は、それを中心に枝桐と竹を全体に散らしている。鋳出の肉取りが高く鋭角的できわめて立体感に富む名品との評価があり、後陽成天皇の所持品と伝わっている。

### 関連画像

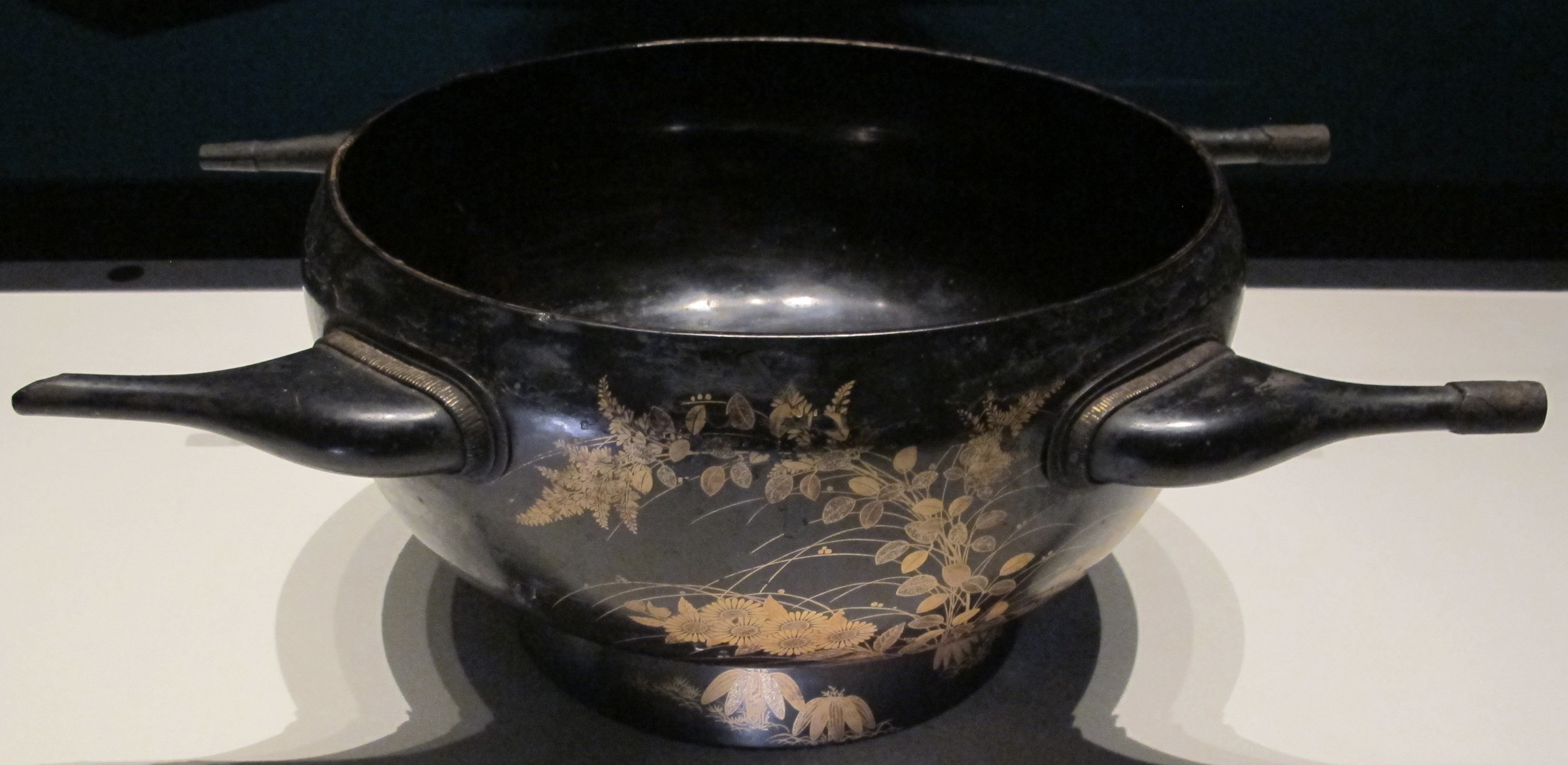
秋草蒔絵角盥（16-17世紀、東京国立博物館）
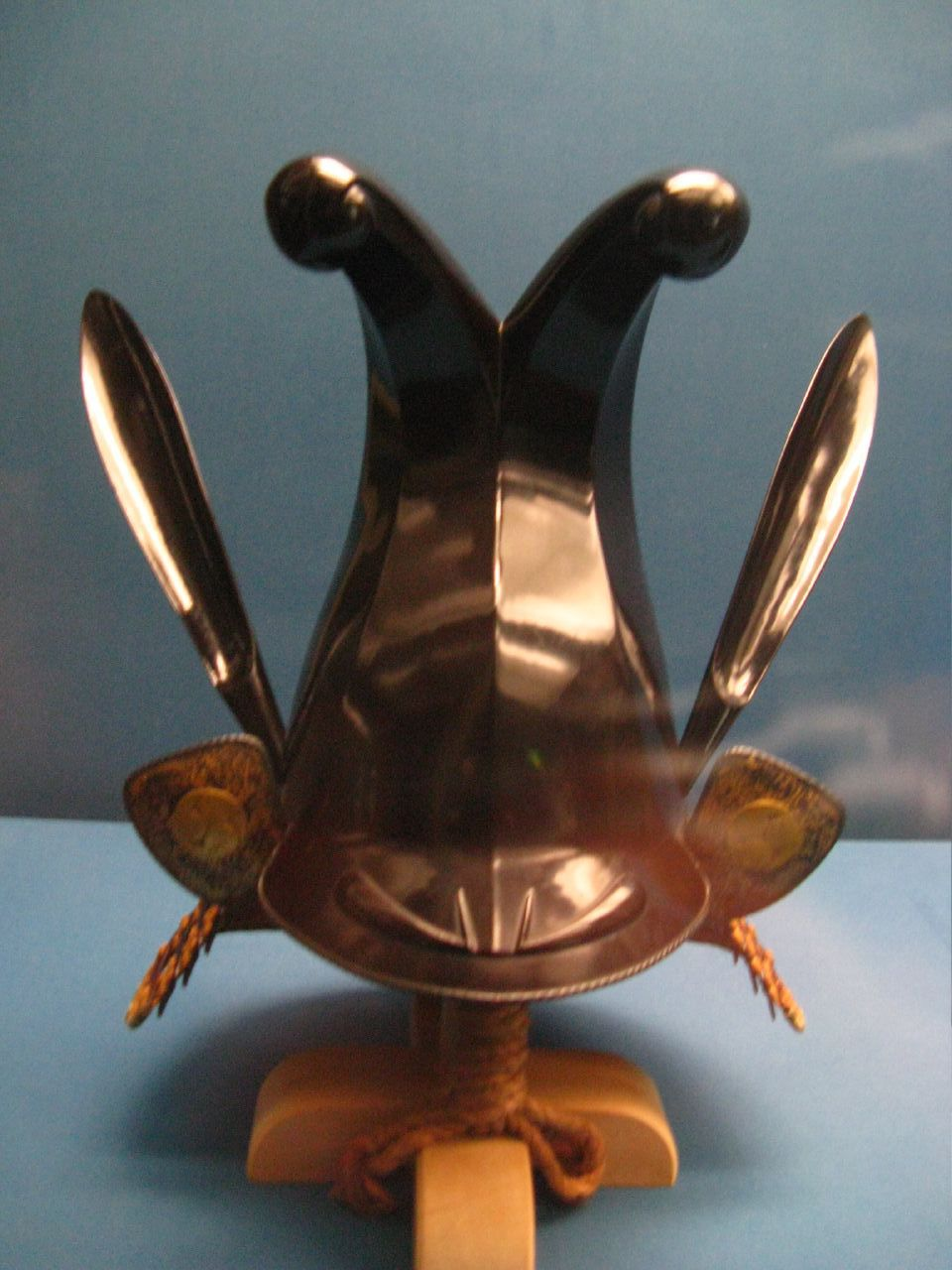
変わり兜（金茶糸素懸威波頭形兜、桃山時代、個人蔵・東京国立博物館寄託）
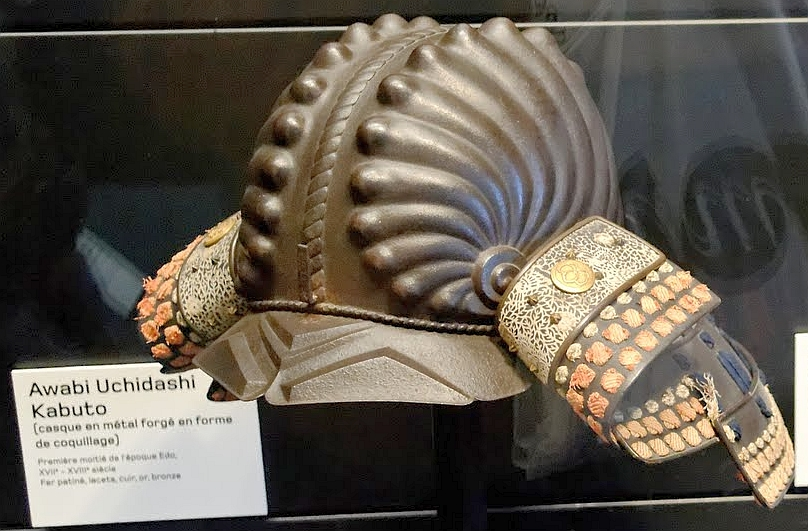
変わり兜（鮑打出兜、アン・アンド・ガブリエル・バービー＝ミュラー博物館）
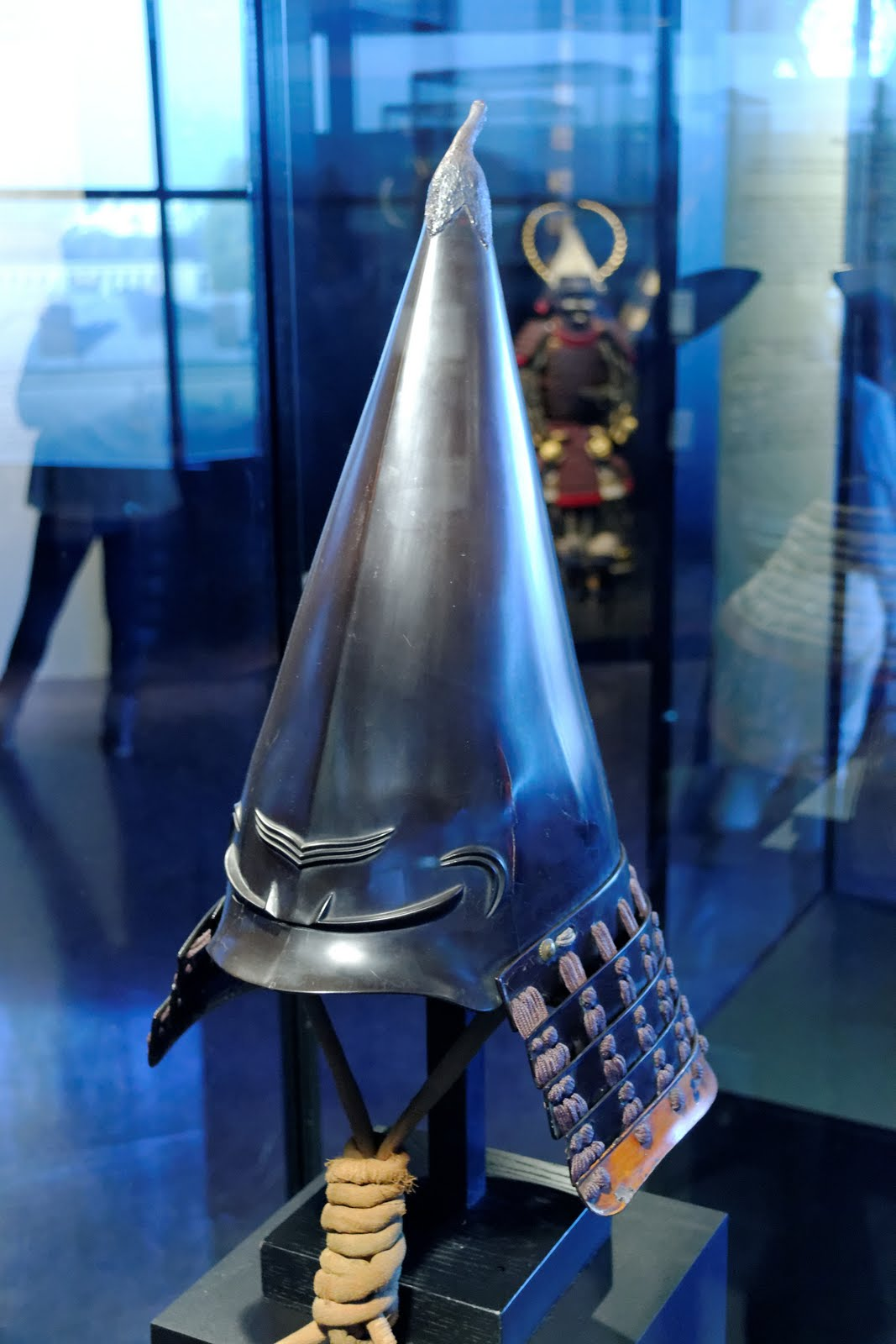
変わり兜（アン・アンド・ガブリエル・バービー＝ミュラー博物館）
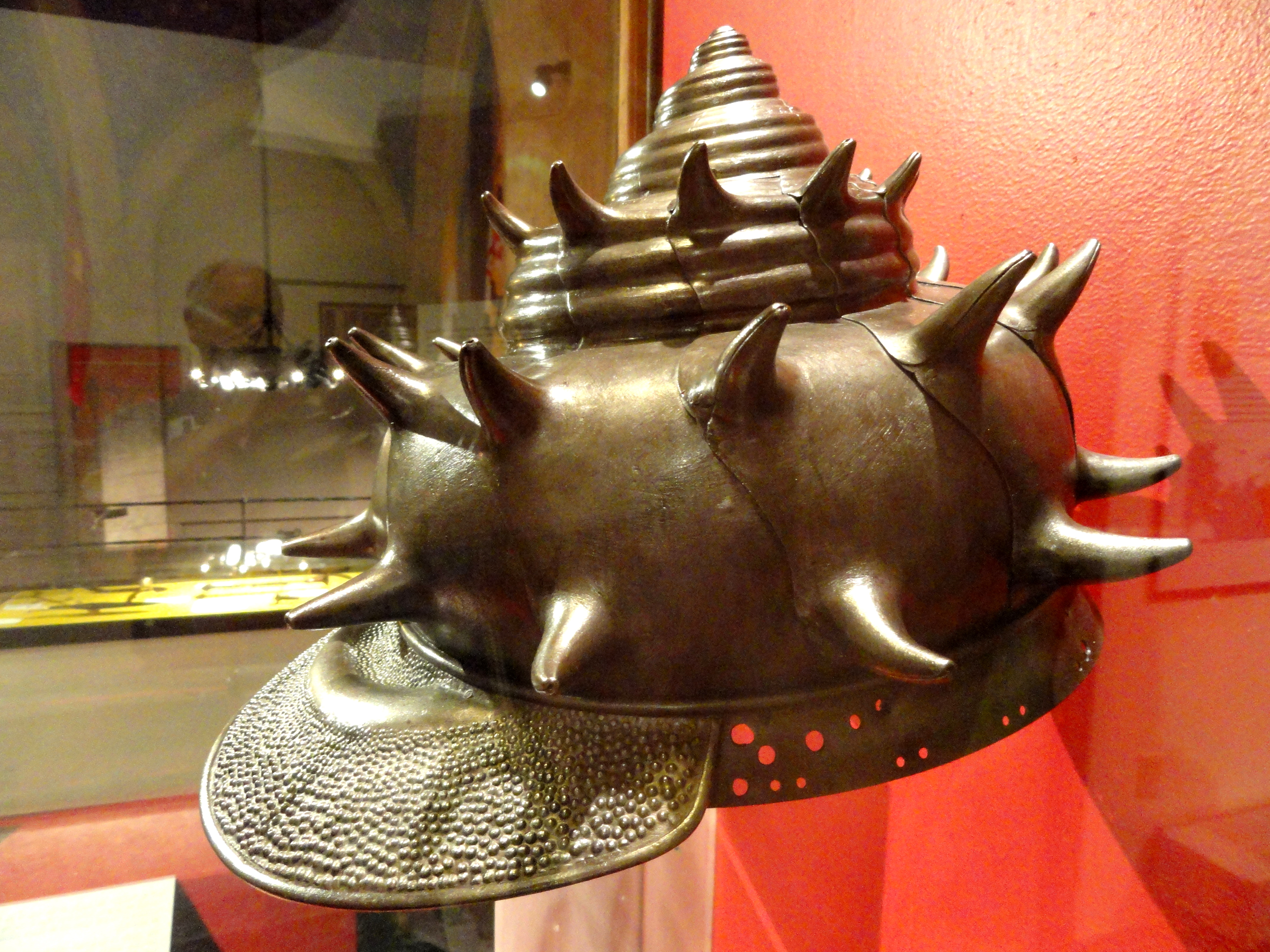
変わり兜（栄螺形兜、マサチューセッツ州のヒギンズ甲冑博物館（英語版））
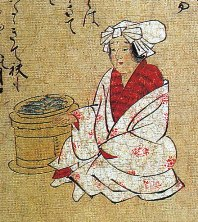
『三十二番職人歌合』のうち「桂女」 ——言葉としての「辻ヶ花」の初出といわれる[注釈 34]。
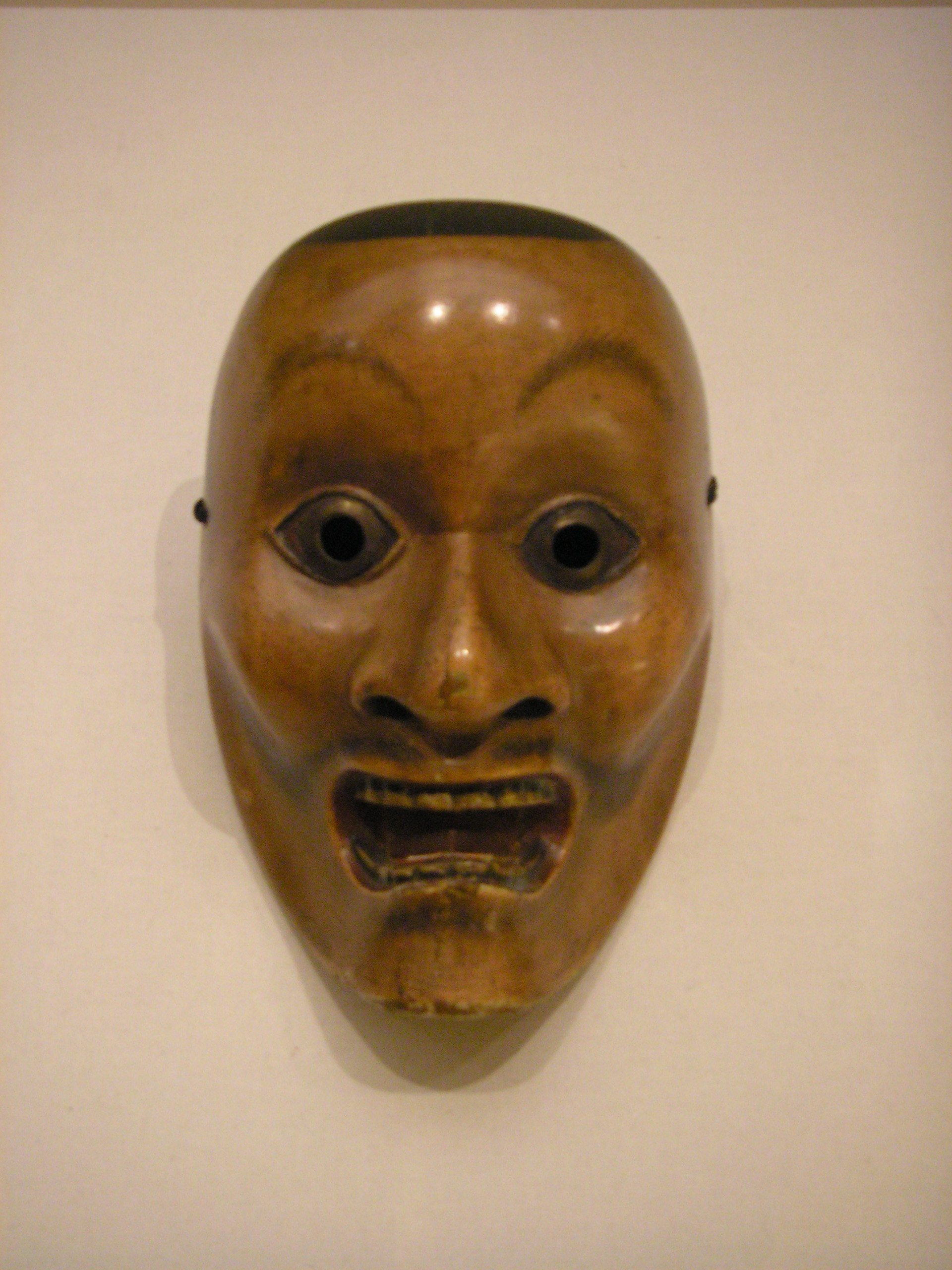
能面「小飛出」 出目是閑吉満作（ベルリン国立東洋美術館）

## 学芸と印刷術
豊臣秀吉は伏見城の一画に「学問所」という名の施設を設けた。学問所の中心には茶がすえられ、喫茶の仲間が御伽衆・御噺衆として秀吉の側近として近侍することとなった。茶の世界は学問に通じていたのである。そこでは和漢の古事が語られる「夜噺」の場が展開したのであるが、こうした生活は、すでに大坂や肥前名護屋城（佐賀県唐津市）における「山里の茶屋」でもみられたものであった。そしてまた、こうした古今の話は集約され、その後さかんに刊行される見聞記録へとつながっていった。

### 近世儒学の始まり
秀吉・家康に儒学を講じたといわれるのが藤原惺窩である。惺窩はもと相国寺の禅僧であったが、慶長の役に際して連行された朝鮮儒学の大家姜沆より直接朱子学を学んだ。惺窩の門人林羅山も当初は京都五山で禅宗を学んだが、やがてそこから儒学の独立を果たし、朱子学を奉じた。羅山の後継者は代々江戸幕府に仕え、江戸時代における儒学隆盛の基礎となった。
一方、仏教や神道では、教学面における新しい展開はみられなかった。

### 文芸

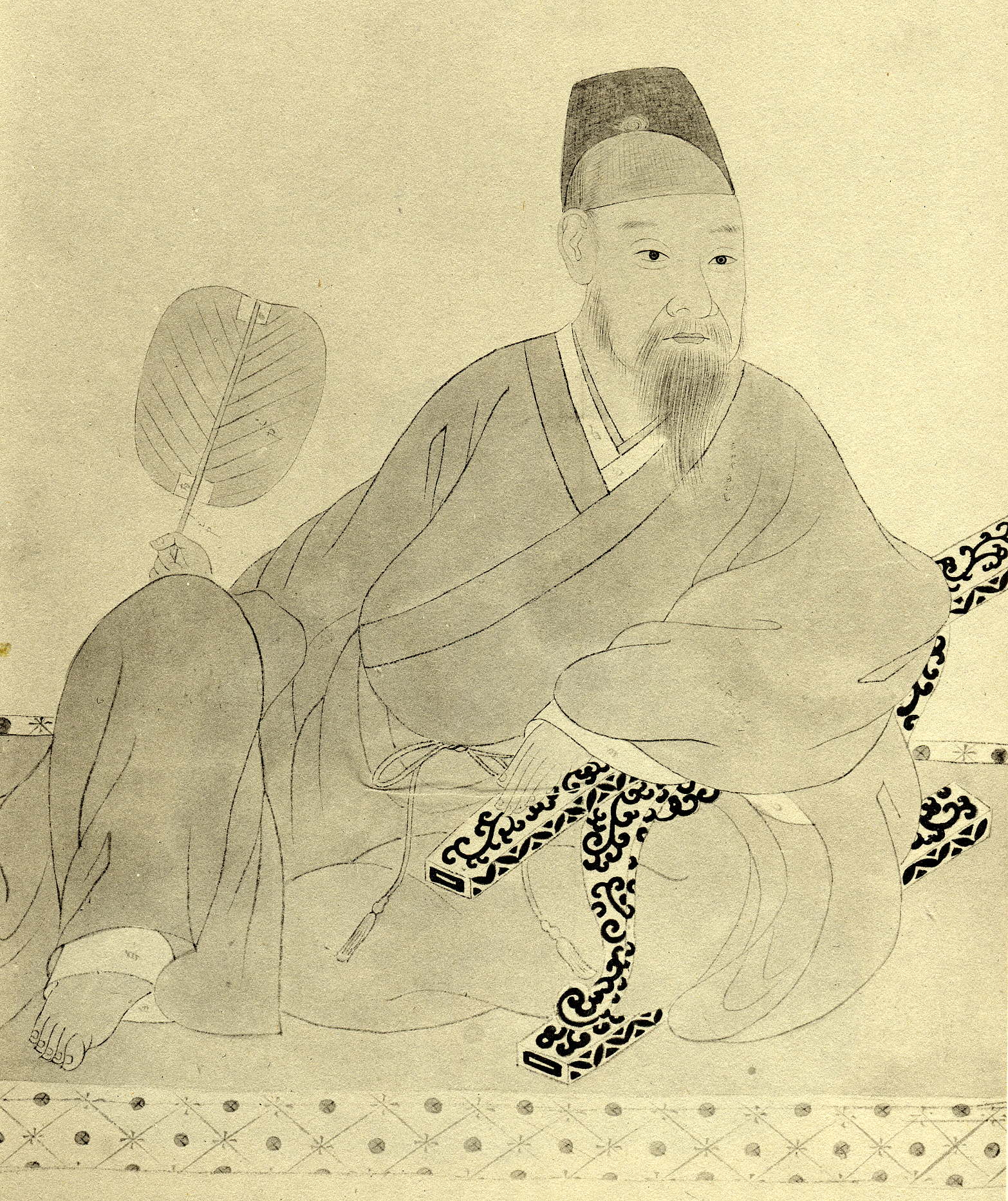
牡丹花肖柏

宗祇の門人として知られる牡丹花肖柏は、戦乱の京都を避けて堺に移住したため、堺は連歌がさかんとなり、また、師より伝授された『古今和歌集』、『源氏物語』の秘伝を堺の町人たちに伝えて「堺伝授」の祖となった。宗祇はまた、公家の三条西実隆にも伝授をおこなったが、これが信長・秀吉に仕えた細川幽斎（藤孝）に伝授された。この系統を「御所伝授」といい、関ヶ原戦役における田辺城の戦いでは、朝廷は幽斎が戦死することを怖れて幽斎生還を条件に田辺城の開城を勧告したという逸話がある。さらに牡丹花肖柏が、林宗二（饅頭屋宗二）にも古今伝授をおこない、この系統は「奈良伝授」と呼ばれた。林宗二は国語辞書『節用集』の改訂と出版でも知られている。
庶民のなかからあらわれた連歌師で、当代一流といわれたのが里村紹巴である。俳諧連歌をすすめた紹巴は、天正10年の本能寺の変直前、明智光秀がひらいた愛宕百韻に参加したことでも知られる。紹巴は天正13年（1585年）に連歌論書として『連歌至宝抄』を著し、また『源氏物語』の注釈書として『紹巴抄』をのこした。紹巴の門人に秀吉の右筆となった松永貞徳がおり、その一門は貞門派とよばれて俳諧連歌を大成した。
散文では室町時代から引き続いて仮名草子がつくられ、彩色の奈良絵本として普及した。慶長末期に成立した『恨の介』では、かぶき者であった恨の介の恋した相手が謀反人豊臣秀次謀臣の忘れ形見であるという設定で、叶わぬ恋愛の苦悩とその結末を描いた作品である。また、清少納言『枕草子』のパロディである『犬枕』は、左大臣近衛信尹ほかの合作と推定され、慶長初年の成立である。
見聞記録としては、牢人の三浦浄心による『慶長見聞集』がある。浄心は、民衆の生活をいきいきと伝えるとともに、みずからの生きた時代を「弥勒の世」と呼んだ。また、『当代記』は桃山時代の世相を書き留めた一級の史料であり、阿国のかぶき踊りのことも記している。

### 医学

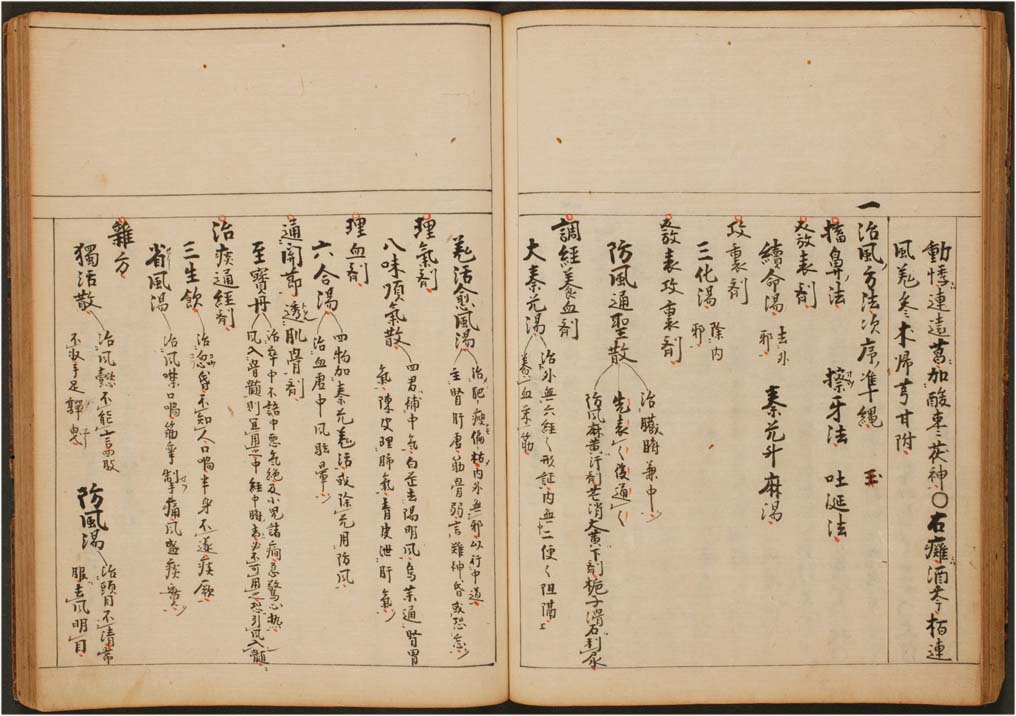
『啓迪集』（東京大学附属図書館蔵）

医師としては曲直瀬道三（正盛）が知られる。足利学校に学んだ道三は、田代三喜より中国の金・元の李朱医学（当時、明より伝えられた李東垣・朱丹渓の流れを汲む漢方医学）を学び、三好長慶・松永久秀・毛利元就・織田信長・正親町天皇などの診療・診察をおこなう一方、京都に啓迪院（けいてきいん）という医学校を創建して医学中興の祖と称された。道三はまた、『啓迪集』をはじめとして『薬性能毒』『百腹図説』『正心集』『指南鍼灸集』『『弁証配剤医灯』など多数の医学書を著し、かれの学統は、近世の蘭方・古医方とならぶ一主流となっている。
また、この時代には、後述のように南蛮医学ももたらされた。

### 活字印刷術

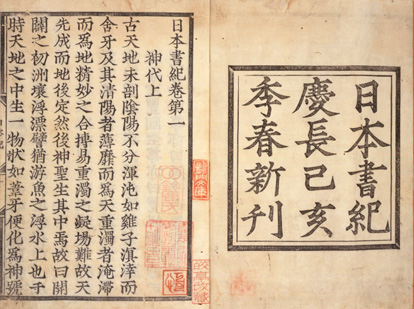
慶長勅版『日本書紀 神代巻』

日本には古くから「百万塔陀羅尼」のような木版印刷の伝統があったが、天正18年（1590年）の天正遣欧使節の帰国とともに金属製の活字による洋式の活字印刷術がアレッサンドロ・ヴァリニャーノによって伝えられ、肥後国の天草や肥前の島原半島の加津佐で日本最初の活版印刷が始まった（詳細後述）。これら洋式活版印刷による印刷物は「キリシタン版」と称された。
一方、文禄の役のとき、朝鮮から銅活字と印刷術が伝わり、これを用いた書籍が出版された。慶長年間には後陽成天皇の勅命で、朝鮮伝来の印刷法と木製の活字により、『日本書紀神代巻』『職原抄』、また、中国古典の「四書」はじめ数種の書物が出版された。これを慶長勅版と呼称している。また、家康も木活字（伏見版）、銅活字（駿河版）による出版を行っている。
このようにして最初の活字本が開版されたものの、重版の必要が生まれると多くの活字を必要とする活字印刷は市場に対応できず、それよりも木版印刷の方がいっそう経済的だったため、活字印刷は廃れ、重版のないものに限られた。

## 室内の芸道
後柏原天皇の皇子であった尊鎮法親王は青蓮院門跡の門主を務め、能書家としても知られていたが、天文19年（1550年）に死去するまで、その周囲に連歌や茶・花・香にたずさわる人びと（文人三条西実隆、連歌師の宗長、茶の村田宗珠・武野紹鷗、華道の池坊専応・池坊専慶、香道の相阿弥・文阿弥）が寄り集まってサロンを形成し、「数寄の要」と称されるべき存在となった。尊鎮法親王はまた、歴代の青蓮院門主同様浄土真宗（本願寺教団）と朝廷のパイプ役を果たしており、このサロンが、当時の文芸や芸道にあたえた影響は大きかった。ここに、寄合の芸能として連歌・茶・花・香が共通の美意識のもと渾然一体の総合芸術となり、教養ある人びとにたしなまれて地方・庶民へと裾野を広げ、次世代へと引き継がれたのである。

### 書道

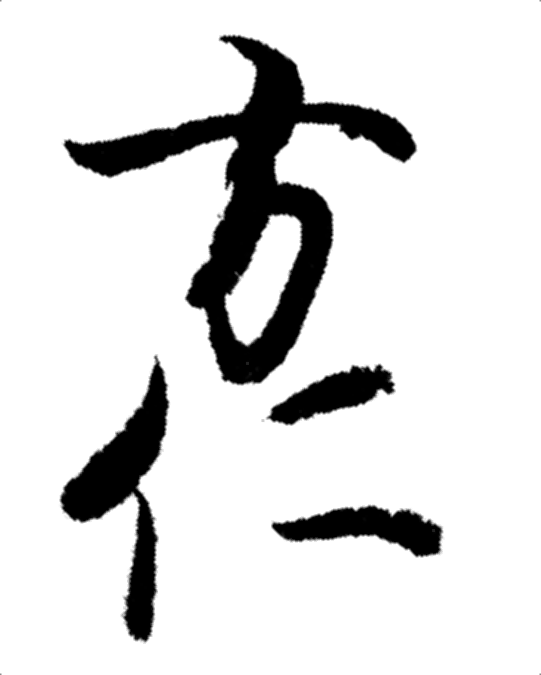
正親町天皇宸筆

絵画・連歌・能・狂言などに比較すれば、建武の新政以降の書道は概してきわめて低調だったといえる。
書家としては、尊円流（青蓮院流）から伏見宮邦輔親王の第6王子尊朝法親王があらわれ、尊鎮法親王亡きあとの青蓮院門主を務め、尊円流の分流である尊朝流の創始者となった。この流れを汲む書家に、松花堂昭乗や清原重吉、尊純法親王などがおり、この尊朝流の書流がのちに隆盛して武家の公式文書に採用され、「御家流」と称された。なお、尊円流の書流は青蓮院の門主によって代々継承されたが、門主による書風を相互も区別して、「尊応流」（尊応准后）・「尊鎮流」（尊鎮法親王）・「尊朝流」（上述、尊朝法親王）・「尊純流」（尊純法親王）などと称せられている。
一方で藤原行成を祖とする和様の書流である世尊寺流は、享禄2年（1529年）の世尊寺行季の死によって断絶したが、それを惜しんだ後奈良天皇が持明院基春に命じて書流の継承と発展を命じた。これが持明院流とよばれる書流である。

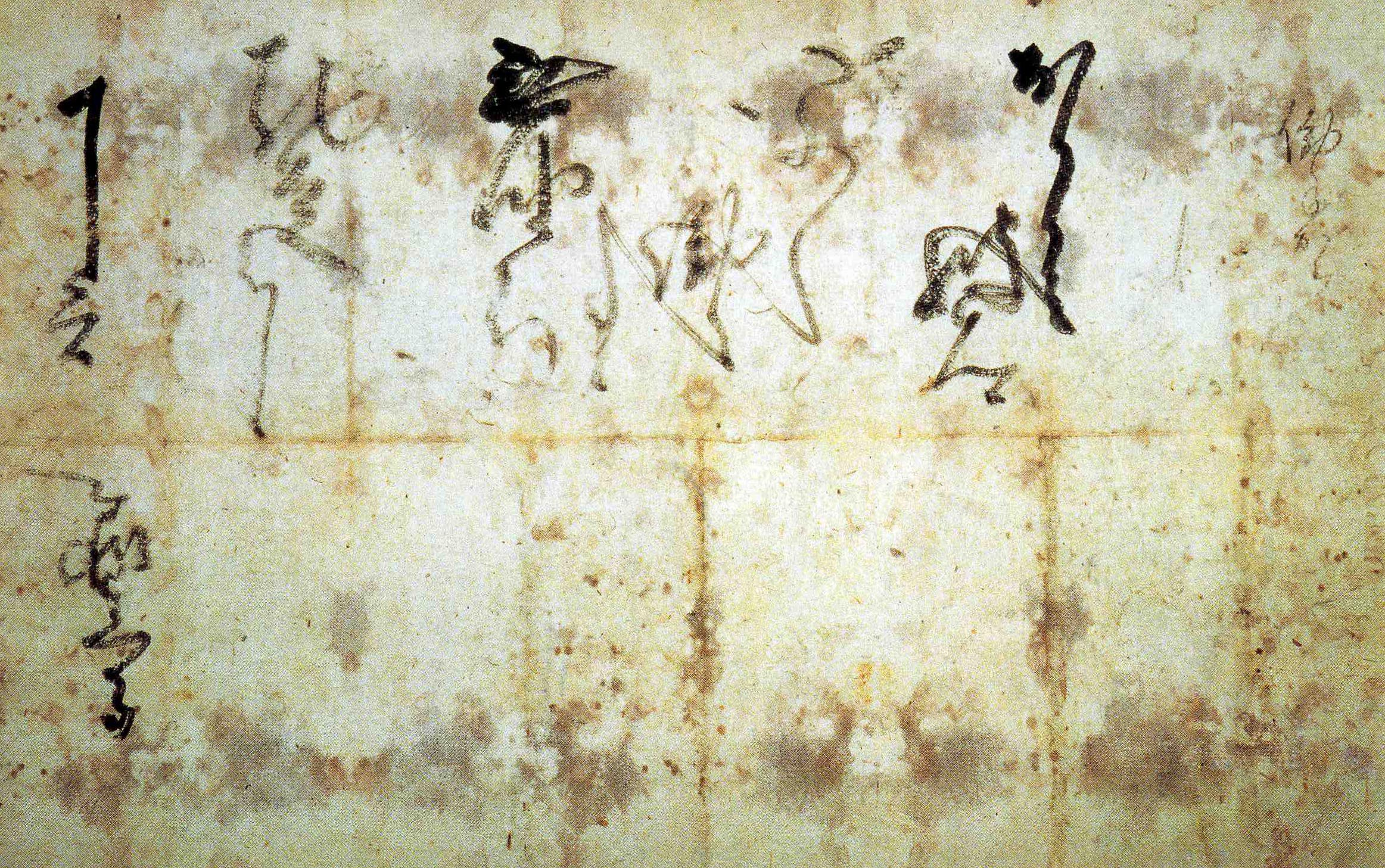
織田信長自筆の感状（永青文庫蔵）

他に、この時代の能書家としては正親町天皇、千利休、織田信長、豊臣秀吉、細川ガラシャなどが知られる。なお、上述『犬枕』作者のひとりと推定される近衛信尹、尊朝流の流れを汲む松花堂昭乗、および本阿弥光悦をあわせて「寛永の三筆」と称することがある。本阿弥光悦が近衛信尹より「いま天下の能書といえば誰か」と問われたとき、「まずは私（光悦）、次いで貴方（信尹）、次に松花堂昭乗」と答えたという逸話がのこる。

### 古筆と墨跡
平安時代から鎌倉時代に書かれた仮名（かな）の名筆を「古筆」と称している。古筆が茶人にも愛好されるようになったのは、16世紀中葉、武野紹鷗が藤原定家『小倉色紙』を茶室の床掛け（茶掛け）として用いたのが最初といわれる。やがて古筆愛好の風潮は民間にも波及した。古筆は元来、完全な巻物や帖になっていたが、古筆愛好家や茶人がそれぞれ一部分を切り取って収集することが多くなり、その断片を「古筆切」と称するようになった。古筆切はアルバム状の台帳に貼り込んで鑑賞することがあり、そのような台帳を「古筆手鑑」と称した。また、古筆の鑑定家としては、関白豊臣秀次により「古筆」に改姓を命じられた古筆了佐（平沢弥四郎）が著名であり、代々その生業を継承した。

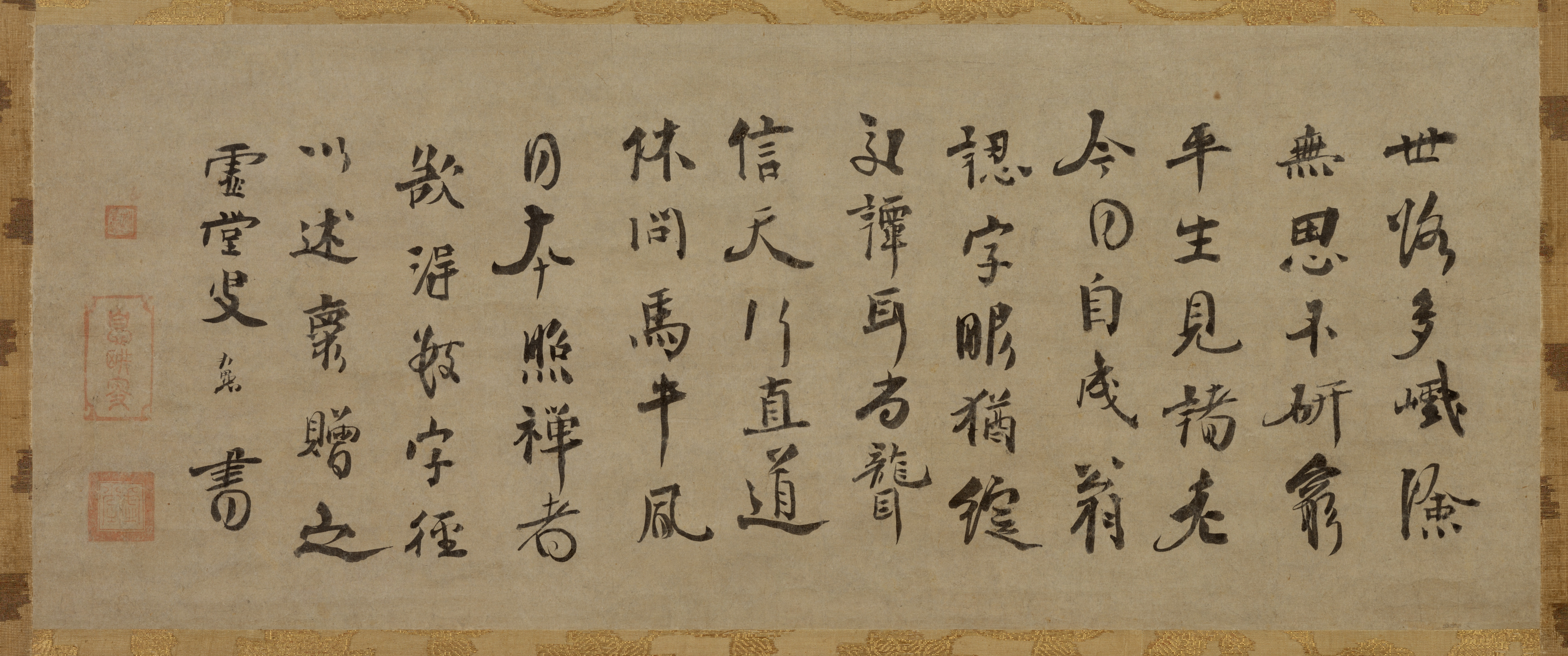
『法語』（虚堂智愚筆、東京国立博物館蔵、国宝）

一方、室町時代にあっては、禅およびその影響を受けた書画（水墨画・禅林墨跡）が、大徳寺の一休宗純や上述した尊鎮法親王などの活動によって、茶道と深く結びつき、室町時代末葉には茶掛けとして尊ばれるようになった。墨跡とは高徳の禅僧による書であり、一般には中国の宋・元時代のものと日本の鎌倉・南北朝時代のものを指す場合が多いが、特に南宋の虚堂智愚の書いた『法語』は人びとの尊崇を集めた。村田珠光が一休から与えられた圜悟克勤の墨跡『与虎丘紹隆印可状』（流れ圜悟）を床に掛けたことをもって茶道と墨跡の結びつきの嚆矢とする伝承もあるが、実際の記録には、それよりも古い茶掛けの例がある。いずれにせよ、その表装は宋元画と同様、贅をつくしたものになっていった。桃山時代に入ると、茶の湯の普及にともなって宗峰妙超や一休ら日本の墨跡、あるいは上述の密庵咸傑の墨跡が珍重された。その内容は、印可状、餞別語、法語、字号、問答語、古詩文など多岐にわたっている。
時代の権力者であった秀吉もまた、茶室の装飾品として墨跡・古筆を愛好し、これを保護した。なお、桃山期から江戸初期にかけて墨跡をのこした禅僧には、愚堂東寔（関山派）、古渓宗陳・玉甫紹琮・賢谷宗良・清巌宗渭・春屋宗園・江月宗玩・一凍紹滴・沢庵宗彭（いずれも徹翁派）がいる。

### 香道
茶の湯の隆盛にともなって花道（華道）や香道も発達した。
香道では、名香を歌合の様式で競う「名香合（めいこうあわせ）」は文亀元年（1501年）に志野家でおこなわれた記録がのこっている。茶の十種の闘茶会同様、香においても十炷香の会がもたれた。その最古の記録は天文2年（1533年）のものである。香道において、戦国時代に相阿弥・文阿弥らが尊鎮法親王と交流し、永正13年（1516年）にはすでに現在の源氏香に似た聞香もおこなわれていた。
桃山時代にあっては、建部隆勝『香道秘伝書』および蜂谷宗悟『香道軌範』の両古典書が編まれたが、ともに天正年間（1573年-1592年）の編纂である。
また、織田信長が天下の名香として知られていた東大寺正倉院収蔵の蘭奢待を切り取り、これを愛したことはよく知られており、医師の曲直瀬道三も信長より蘭奢待を賜っている。奥羽の武将伊達政宗もまた香道をきわめようとした人物であり、伊達家の家宝として名香「柴舟」が知られる。家康も東南アジアに宛てた国書で伽羅を所望しており、遺品として多くの香木が伝来している。

### 花道
花道（華道）は、直接的には15世紀中葉に書院造の住宅様式が完成したところから、座敷に床や違い棚が設けられ、そこに飾る花のいけ方に創意工夫をほどこしたことに端を発している。ただし、この芸道は、それ以前からの長い伝統である、四季折々の花を愛でる日本の諸風俗を背景としている。
室町幕府は、時宗信者であることを示す「阿弥」を付した名を名乗る遁世者を幕府同朋衆に任じたが、かれらは連歌や絵画、また芸能に通じた者が多く、なかには花をたてることを得意とするものがあった。このような同朋衆として、毎阿弥・能阿弥・芸阿弥・相阿弥の名が知られ、阿弥派の花の第一人者としては立阿弥、および初代文阿弥・2代目文阿弥が知られる。
武家の花は、こうして初代文阿弥へと伝えられ、彼は『文阿弥花伝書』として2代目文阿弥へと伝え、天文9年にはさらにその門弟へと引きつがれた。
それに対し、公家の花道を伝承していったのが池坊である。
戦国時代に現れた池坊専応の口伝書『専応口伝』では有名な花論が述べられ、専応を継承した専栄はその伝書のなかで「立花骨法図」を伝える一方、当時の押板飾りを貼付した『立花図屏風』をのこしている。桃山時代の31世池坊専好（初代）は後継者の2代専好（32世）とともに池坊立花を大成、城郭や大名居館でおこなわれる各種催しや茶の席などで活躍した。なかでも文禄3年（1594年）、31世専好が秀吉饗応のため前田利家邸の大広間の4間床に立てた大砂物は、その雄大さで称賛され「池坊一代の出来物」といわれた。また、慶長4年（1599年）には京都大雲院で百瓶華会を催している。

### 囲碁と将棋

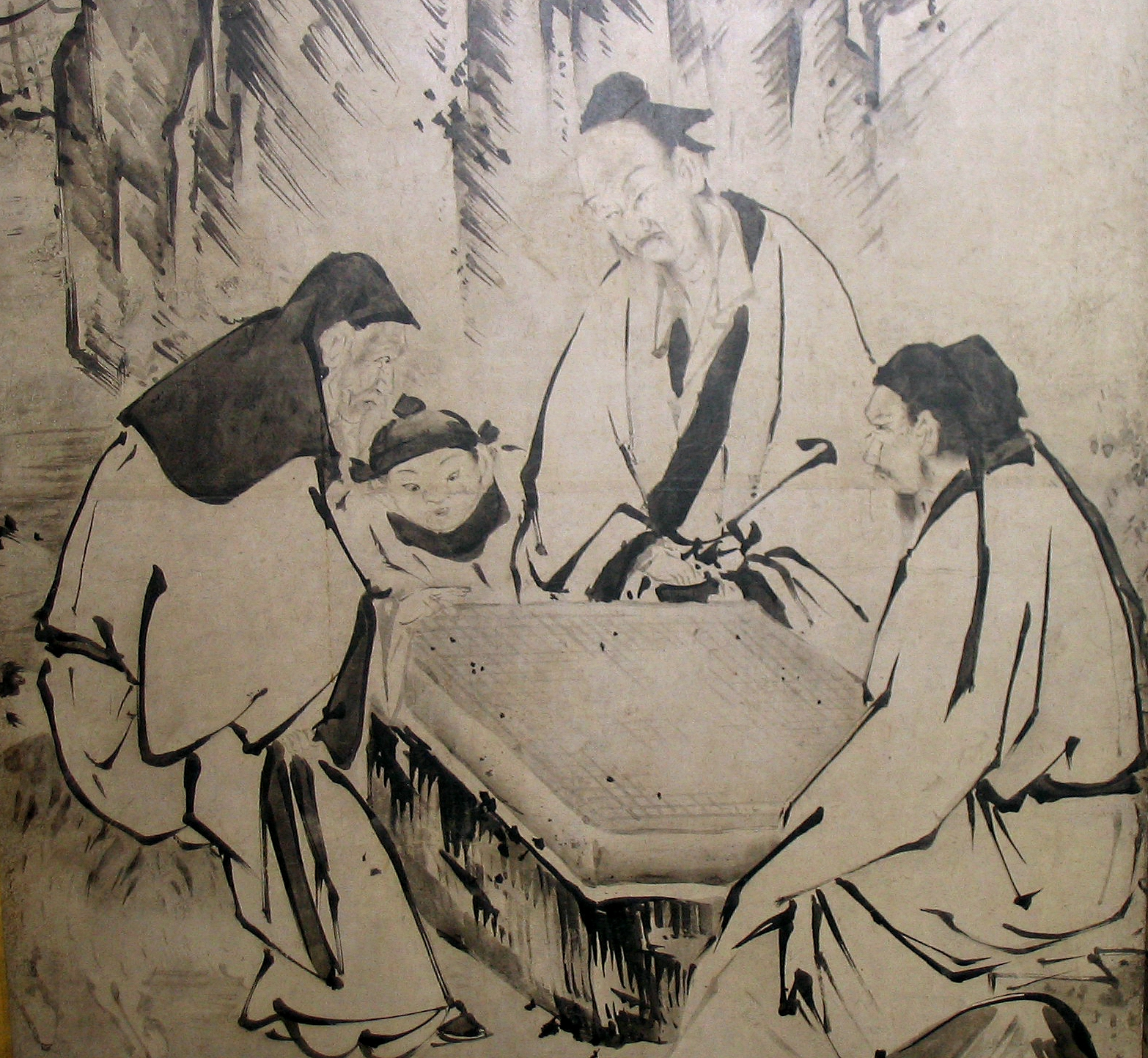
狩野永徳による囲碁の絵

囲碁・将棋は武将間で流行した。大徳寺龍源院には、豊臣秀吉と徳川家康が対局したと伝わる、蒔絵をほどこした豪華な碁盤と両家の家紋入り碁筒がのこされている。
囲碁の名人として織田信長に仕えたのが京都寂光寺の塔頭本因坊にあった日蓮宗僧侶の日海（俗名加納輿三郎）であった。日海は信長より名人の称をあたえられ、秀吉のときに碁所を創始した。のちに家康に招かれて幕府の碁所を担当して「本因坊算砂」を称した。
碁打ち、将棋指し衆の統括者的な地位にあった算砂は両芸にわたる名人であった。本因坊算砂は将棋の第一人者であった京都の大橋宗桂（初代）に将棋所を譲り、宗桂は家康より50石五人扶持の俸禄を受けた。宗桂の長男大橋宗古が父の死後家禄を相続したことにより「将棋家元」の制度が確立した。なお、いわゆる「詰将棋」は大橋宗桂（初代）の献上図式を嚆矢としている。

## 芸能の新展開

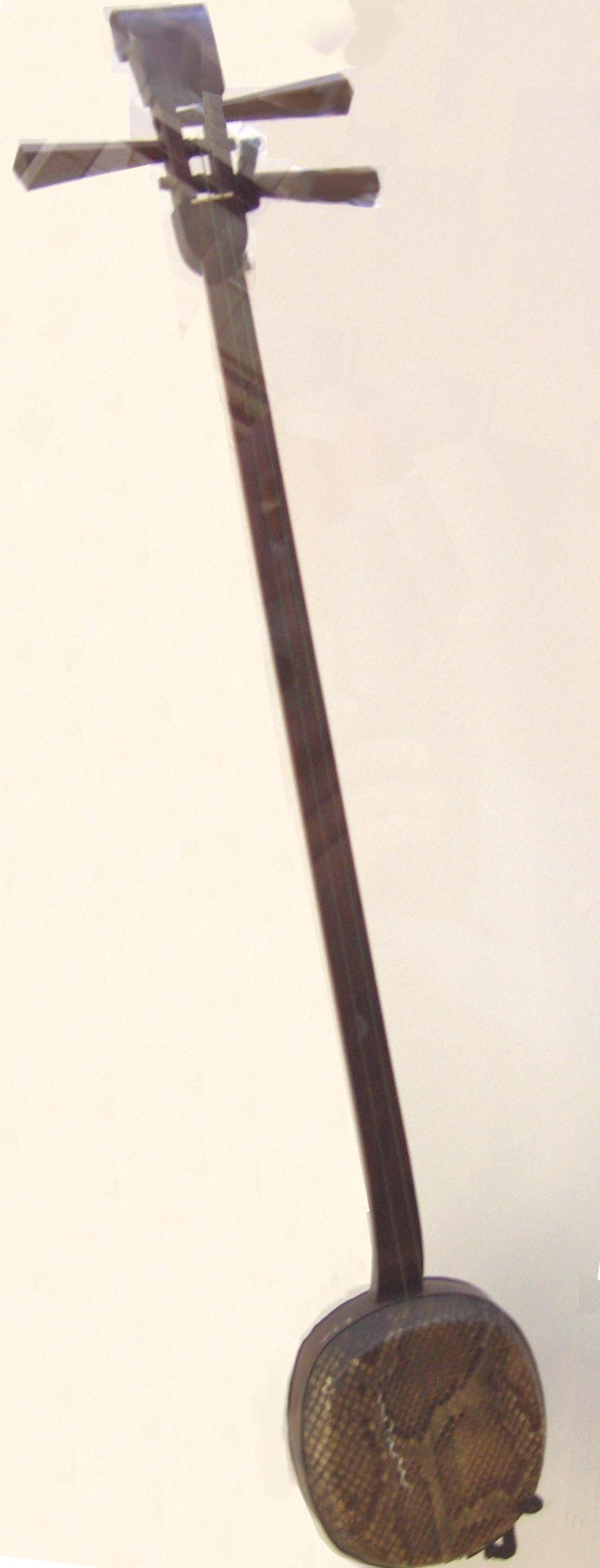
三味線のもとになった中国の三弦

上述のごとく、室町時代からの能（猿楽能）は、大名・公家はもとより庶民にも愛好され、その装束や調度も、時代の傾向を反映して華麗なものになっていった。
音楽では、戦国大名のなかにはキリシタン音楽に興味を示す者もあり、その一方で古くからの一節切（尺八の源流になったとされる笛）を愛好する者もいた。地域に根ざした音楽として、筑紫箏曲が肥前国佐賀ではじまり、また、平家琵琶とは異なる盲僧琵琶が薩摩国の晴眼者、しかも武士のあいだではじまった。公家を中心に伝承されてきた雅楽では、16世紀後半に三方楽所が成立し、京都、奈良、大坂の四天王寺の楽人によって演奏されるようになった。なお、新しい身分社会がかたちづくられていった近世の音楽では、雅楽が公家、能楽（謡曲）は武家、歌舞伎や人形浄瑠璃は庶民などというように、各自の所属身分と音楽ジャンルの対応関係が指摘されている。その一方で、各身分相互の交流がきわめて活発なものであったことも事実である。
この時代、歌舞伎や人形浄瑠璃など音楽・演劇・舞踊がたがいに結びついた新しい芸能もはじまり、江戸時代に大発展を遂げることとなった。その際、伴奏楽器として重要な役割を果たしたのが、三弦（三味線）であった。さらに、御伽衆として秀吉に仕えた曽呂利新左衛門はしばしば「落語の祖」と称されており、話芸も新しい展開をみせた。

### 三味線の導入
この時代、大陸から琉球を経て三線（蛇皮線）が渡来し、それを改良して三味線がつくられた。永禄年間（1558年-1570年）に堺に伝わった三弦を日本で初めて演奏したのは琵琶法師と推定される。それ以前は、当時の流行歌である小歌や語りもの音楽の一ジャンルであった浄瑠璃（古浄瑠璃）の伴奏には琵琶が用いられてきたが、三味線は琵琶よりも音域の幅が広く、フレットがないことから自由に音程を調節することができたため、あらゆる音楽に多大な影響をおよぼした。

### 阿国歌舞伎

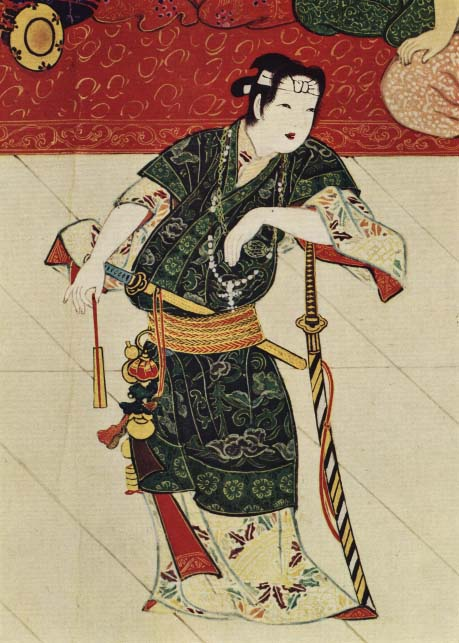
『歌舞伎図巻』に描かれた女歌舞伎

庶民の娯楽としては、従来の能楽に加え、17世紀初め、出雲大社の巫女とも伝えられる出雲阿国が京都ではじめたかぶき踊りがある。彼女は、天正以来「ややこ踊り」で注目されていた女性芸能者であったが、念仏踊りや茶屋遊びなど簡単な狂言をおこなったうえで、官能的な要素を採り入れたかぶき踊りでしめくくるという斬新な演出をほどこして一連の歌舞を発表し、大評判となった。これが阿国歌舞伎であり、やがてこれが多くの追随者を生んで女歌舞伎が流行した。「かぶき」は、本来「傾（かぶ）く」という語から派生した言葉であり、異様な姿で歩きまわる者を称して当時は「かぶき者」といった。徳川黎明館所蔵の『歌舞伎図巻』には、男装して首にクルスをかけ、「かぶき者」に扮した「采女」が茶屋の女と戯れる寸劇が描かれている。
阿国の時代には三味線は用いられず、笛、鼓、鉦を伴奏としたが、女歌舞伎の時代ころから次第に三味線が使われるようになった。女歌舞伎は、従来の念仏踊りに特徴的な宗教的要素を脱却し、官能的な演劇舞踊として人びとにもてはやされ、洛中洛外図にも描かれたが、江戸幕府はのちに風紀紊乱の理由でこれを禁止している。

### 浄瑠璃・説経節・隆達節
浄瑠璃（浄瑠璃節）は、室町時代中葉におこった語りもの音楽であり、当初は琵琶や扇拍子を伴奏楽器であった。この時代に伝えられた三味線は当時の先端風俗であり、やがて、浄瑠璃はそれに合わせて語られる音楽ジャンルとなった。浄瑠璃は、古代以来の操り人形を動かす傀儡子の人形芝居と結びつき、人形浄瑠璃となった。
他の語りもの音楽としては、ささらという楽器を用いた説経節があり、内容としては庶民の悲運の物語が多かった。
堺の商人出身で日蓮宗の僧となり、のち再び還俗した高三隆達は、当時流行していた小歌に今様や謡曲を組み合わせて独特の節づけをおこない、自ら作詞もおこなって隆達節（隆達小歌）をあみだした。隆達節は人びとからの厚い支持を受けたが、その詩章の多くは恋愛賛美・現世礼賛を歌ったものであり、そこには阿国のかぶき踊り同様、現世享楽主義的な精神が横溢している。
隆達節にはまた、よく時代語が用いられており、当時としては清新味のある歌詞で人びとの心をつかんだ。

### 能の大衆化と式楽化
従来寺社や公家の邸宅で催されてきた猿楽能に対し、桃山時代には、庶民を対象に、路傍に囲いを設けて能楽をおこなう辻能という興業が一般化した。また、これに先立ち、能の詞章を囃子の伴奏なしに謡曲として楽しむ謡（うたい）が身分の別なく普及しはじめた。能の大衆化が進むと同時に狂言のスタイルも整えられていった。
その一方で、戦国大名や桃山時代の大名のなかには、能を手厚く保護し、自ら演じたり、楽器を演奏したりする者が少なくなかった。信長も能に対してはきわめて好意的であったが、秀吉も熱心な愛好者であった。文禄の役開始以降能を習いはじめた秀吉は、文禄2年（1593年）10月に禁裏で能の会をもよおした際、前田利家や徳川家康らとともに自身も演じている。また、御伽衆の大村由己に命じて『芳野花見』『高野参詣』『明智』『柴田』『北条』という、自身の事績をテーマにした新作の能をつくらせるほどの熱の入れ方であった。利休もまた能の愛好者で、勧進能のたびに見物に出かけたといわれる。利休は茶の湯を能楽師の宮王道三に指南し、道三から謡曲を学んだ。
家康もまた能に親しみ、秀吉の保護策を継承した。なお、江戸時代には、四座一流（宝生座・金剛座・金春座・観世座と喜多流）が幕府の式楽（儀式用の芸能）を担当するようになり、諸藩もそれに倣って武家が能の役者に扶持や所領をあたえて生活保障する体制を築いていった。各大名家は競って豪奢な能楽堂を建設し、また、華麗な能装束をととのえていったが、しかし一方で能の式楽化は能を一般庶民から縁遠いものにしてしまうという結果ももたらした。

### 幸若舞・風流踊り・盆踊り
軍記物語の一節に合わせて踊る曲舞は、桃井直詮（幼名幸若丸）によって大成されたため、幸若舞と呼ばれるようになったといわれている。武将に好まれ、織田信長が平家物の『敦盛』を好んだことはよく知られている。判官物・曾我物が多く、これらの詞章は「舞の本」と呼んだ。
都市民衆の娯楽としては、戦国時代以来の風流踊りがさかんであった。上述した『豊国祭礼図屏風』や『花下遊楽図屏風』には風流踊りのようすが描かれている。また、風流踊りの流れを汲み、念仏踊りの要素を融合させて盆踊りが成立し、各地でさかんにおこなわれるようになった。

## 生活文化

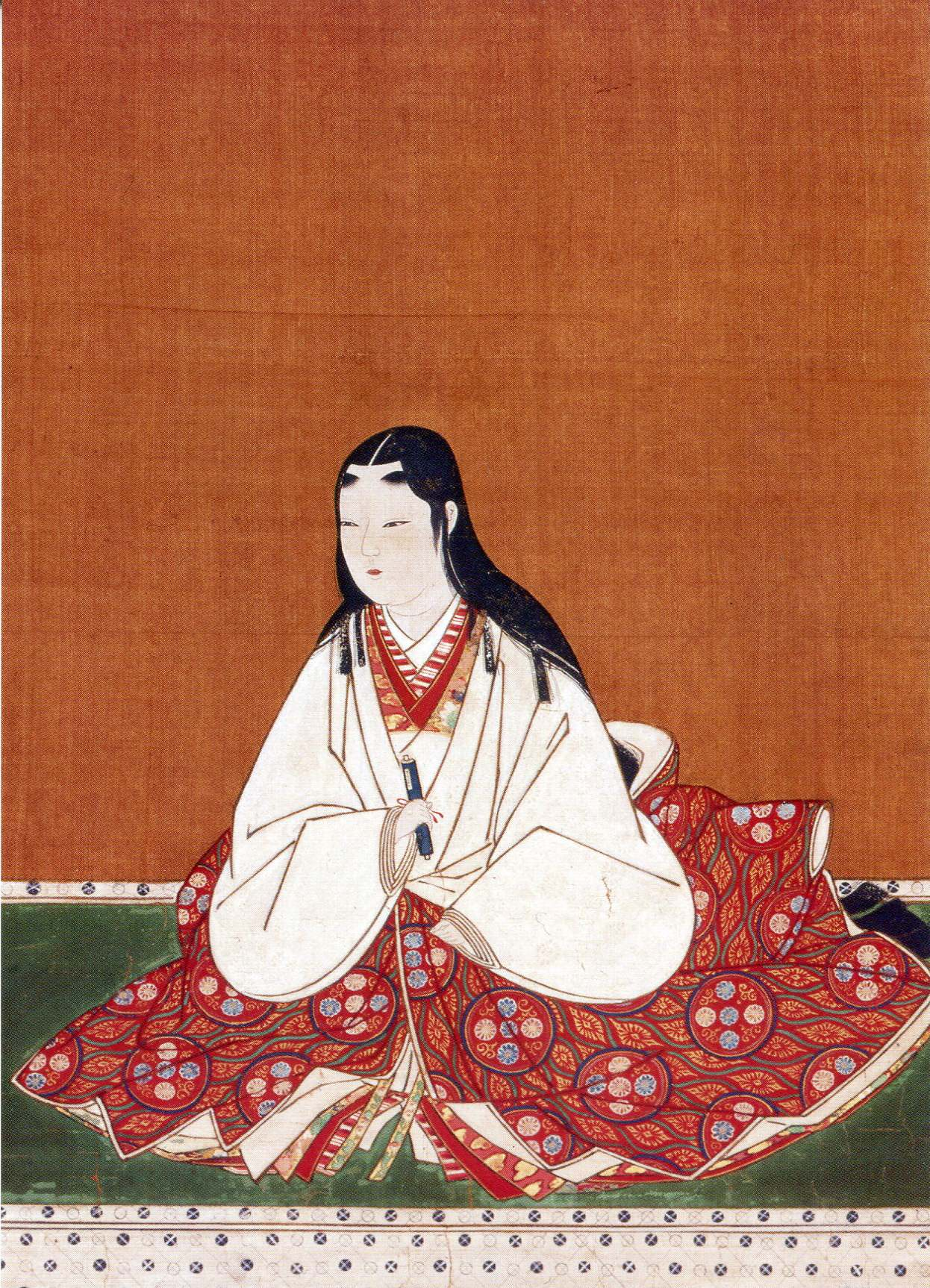
女子の正装（お市の方）

織田信長は万事派手好みであったといわれるが、この時代は武士から庶民にいたるまで風俗も華美なものが多くなり、織物や染色の技術も普及した。とくに上述の「辻ヶ花」という模様染は流行し、戦国大名のなかにも普及した。

### 衣服と髪型
衣服は、ひとことでいえば、今日の「きもの」の原形である小袖への一元化が進展したが、現象面においては複雑な様相を呈する。すなわち、既存の小袖様の衣服は、宮廷をはじめとする上層階級にあっては下着であったのに対し、庶民階級にあっては働き着・日常着だったのであり、たがいに異質なものが上着化し、融合させられての一元化であった。そして、この融合は応仁の乱ののち進展したものであった。
男性は袴を身につけることが多く、肩衣とあわせて用いた裃（従来の略装）は略礼服・訪問着となった。礼服は、室町時代以来の素襖に烏帽子であったが、家紋を付けることが多くなり、その場合は大紋と呼ばれた。女性は小袖の着流しがふつうになり、礼服は小袖の上に打掛をまとい、肩衣にして腰に巻いた腰巻が用いられるようになった。腰巻の着用例として信長の妹お市の方（浅井長政夫人）を描いた画像がある。
室町時代における小袖は、織物が中心であったが、桃山時代にあっては絞り染や刺繍・摺箔・描絵などの加飾が一般的となった。上述した辻ヶ花と縫箔とは、これらの技法を組み合わせた複合的加飾法であったといえる。小袖の着流しは、現代和服の源流ともいえる身なりであるが、当時の帯は、細いものを下腹にしめるスタイルが普通であった。江戸時代の『松浦屏風』（『婦女遊楽図』）には女性の美しい小袖姿がふんだんに描かれている。小袖の意匠は草花や動物、あるいは幾何学的な文様が多く、慶長小袖や寛文小袖などでしばしば見られるような、文学的な内容を暗示するようなものはあらわれない。布地としては、綿布が多用されるようになったので各地で木綿の生産が進んだ。綿は、温かいうえに伸縮性があり、染めやすいことから人気の繊維素材となった。
髪型は男女ともにたらし髪がなくなり結髪が一般化した。女子の髪型は特に多岐に富んでいたが、男子は茶筅まげが流行した。

### 食生活
食事も朝夕2回が3回になり、うどん・そうめん・もち類・菓子など間食の風習もはじまった。公家や武士は日常の食事に米を用いたが、多くの庶民は雑穀を常食としていた。副食では魚や鳥が食べられるようになったが、羊や豚、牛などは避けられた。ジャン・クラッセ『日本西教史』には「日本人は、西洋人が馬肉を忌むのと同じく、牛、豚、羊の肉を忌む。牛乳も飲まない。猟で得た野獣肉を食べるが、食用の家畜はいない」と書かれている。しかし、宣教師のなかには信者に牛肉を勧めるものがあり、弘治3年（1557年）の復活祭では牝牛を殺して飯に炊き込み信者に振舞ったという記録がある。戦国時代末期には阿波国では商業捕鯨が始まっており、獣肉食は地方にあって一定の広がりをみせた。また、調味料としては、従来の味噌・塩・酢のほか、醤油と砂糖があらわれた。
日本酒では従来、新酒よりも古酒の方が高級・高価とされてきたが、密閉された壺や甕に保管される古酒は持ち運びや遠方への輸送に不便であり、それに対し、この時代、樽で輸送される新酒がおおいに流通したため、人びとの酒に対する嗜好も変化して新酒が愛好されるようになった。また、技術革新によって従来の濁酒から清酒への転換が全面的に進んだのもこの時代である。16世紀中葉、蒸留の技術が琉球王国から九州地方に伝えられ、焼酎が造られはじめた。これらも「芋酒（いもざけ）」などと称して京都などでも愛飲された。天下一統時代の酒は、活発な国際交易の影響もあって、多様かつ国際色豊かなものであった。琉球の泡盛、中国・朝鮮の珍酒・薬草酒、さらにヨーロッパからはワイン（葡萄酒）ももたらされた。
菓子の広がりは、茶道の普及がおおいにあずかっていた。そのなかには南蛮貿易によってもたらされた南蛮菓子もあった。

### 住居
住居は、農村においては従来からの萱葺屋根の平屋がふつうであったが、京都・大坂などの都市では二階建ての住居も建てられ、従来の板葺屋根のほか瓦屋根の住居も増えた。

### 関連画像

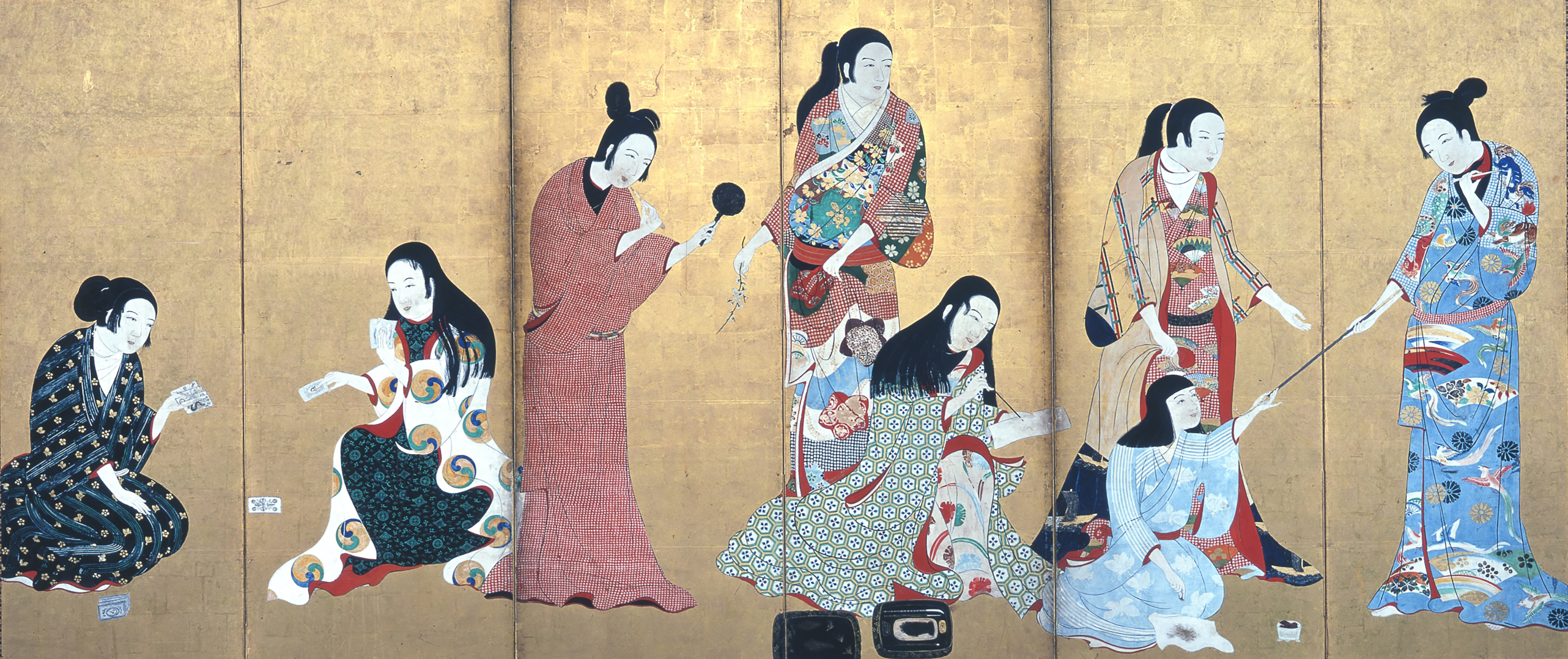
『婦女遊楽図』（『松浦屏風』左隻、国宝、大和文華館）
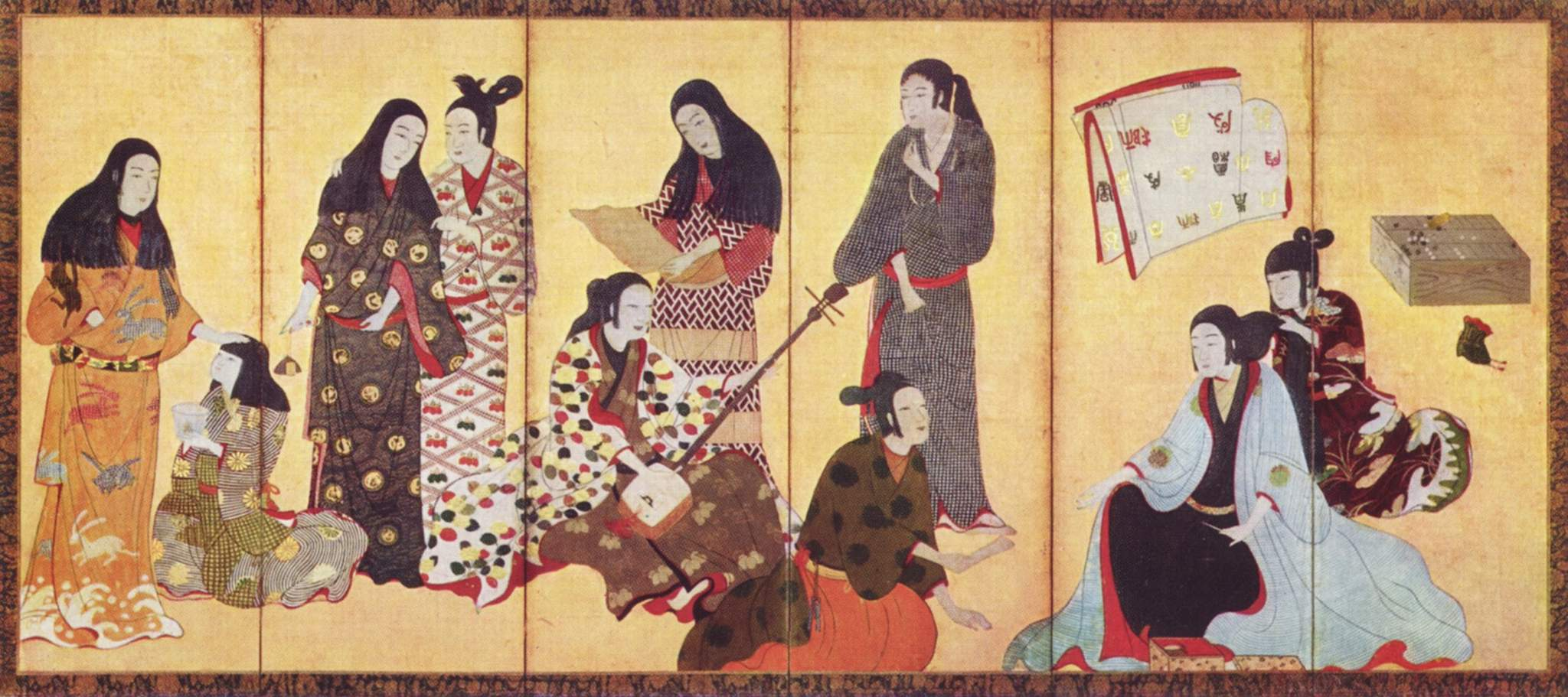
『婦女遊楽図』（『松浦屏風』右隻、国宝、大和文華館）
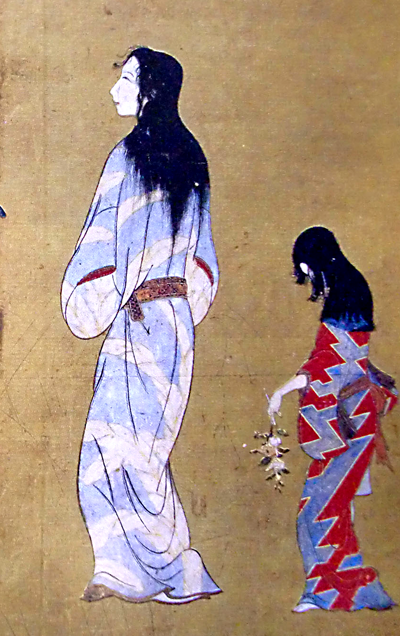
『彦根屏風』（一部）

## 南蛮文化

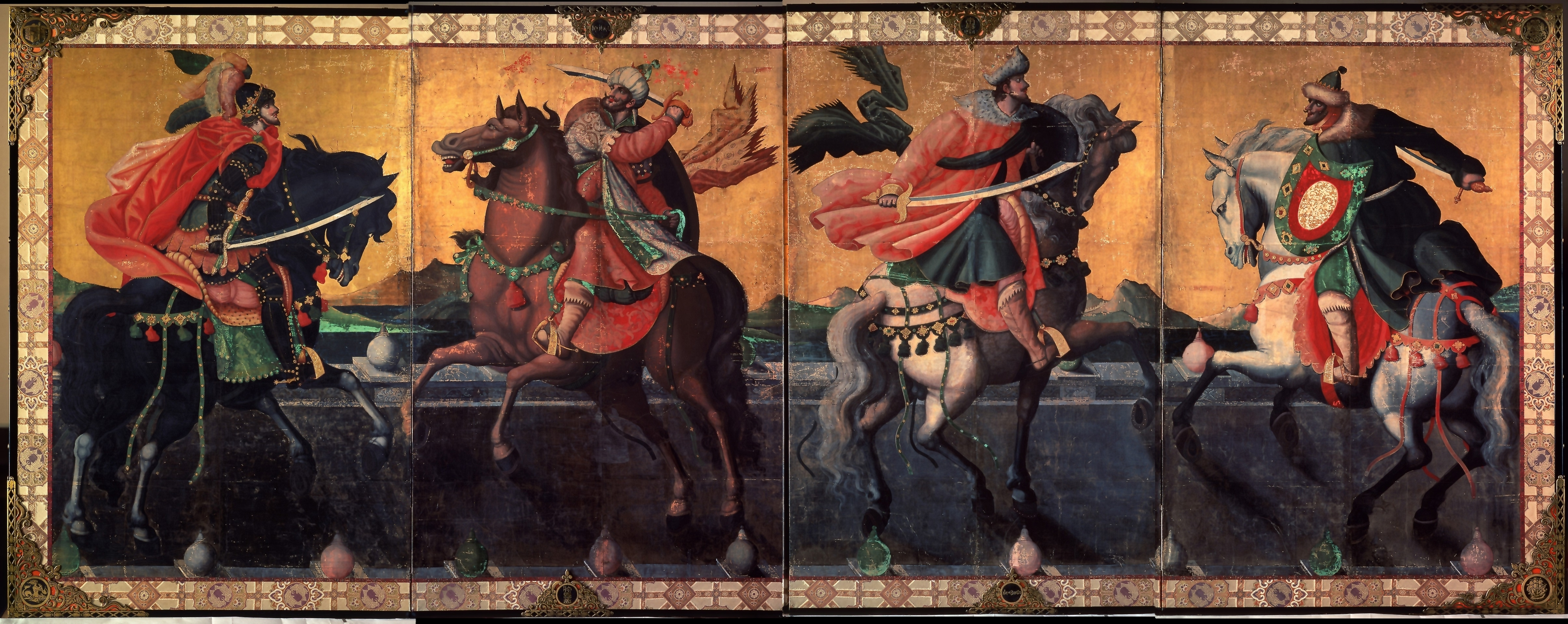
『泰西王侯騎馬図』

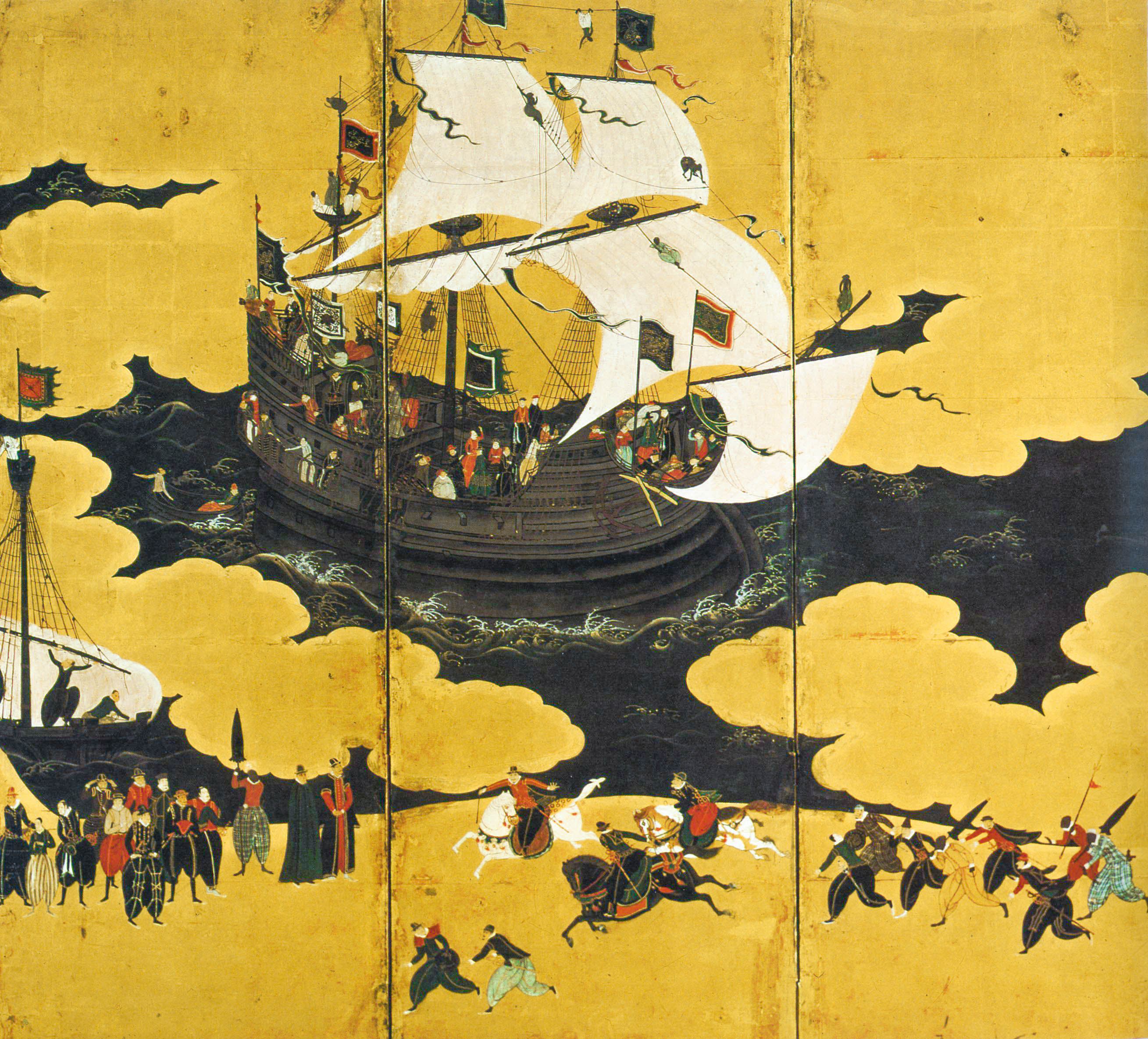
「南蛮屏風」より南蛮船の来航

天文18年（1549年）のフランシスコ・ザビエルの来日と伝道ののち、ガスパル・ヴィレラやルイス・フロイス、グネッキ・ソルディ・オルガンティノ、アレッサンドロ・ヴァリニャーノなど、多くのカトリック宣教師による布教が活発化した。宣教師の来日や南蛮貿易の隆盛にともない庶民のなかにも南蛮風の衣服を身につけるものが現れた。また、一神教の教義やヨーロッパにおける一夫一婦制などは、多神教と汎神論しかなじみのなかったそれまでの日本人には強い衝撃をあたえた。オルガンティノは永禄10年（1576年）、京都に教会堂として南蛮寺を建て、また安土には神学校（セミナリオ）を建てている。宣教師たちは、セミナリオやコレジオ（大学）で、神学・哲学・ラテン語・音楽・絵画を教授したほか、天文学や暦学、数学、地理学、航海術、医学（南蛮流外科）など実用的な知識を日本に伝えた。また教会の典礼音楽としてグレゴリオ聖歌が歌われた。
文物としては、鉄砲、油絵、銅版画、地球儀、時計、眼鏡、西洋楽器（オルガン、クラヴォ、ヴィオラ）などがもたらされた。やがて、日本人の手によって「南蛮屏風」も描かれた。上に掲げた狩野内膳も南蛮屏風を描いている。南蛮屏風は、西洋画の影響を受けながらも基本的には日本の画法で描かれており、商人や宣教師にまじって黒人奴隷や虎、アラビア馬、洋犬、象なども描かれている。「世界地図屏風」や『泰西王侯騎馬図』も広義には「南蛮屏風」の範疇に属するが、それに対し、日本人が日本画の材料を用い西洋の風俗画を模写した作品も知られており、なかでも『洋人奏楽図屏風』は有名である。また、上述のルイス・デ・アルメイダは豊後国府内でハンセン病患者のための救療院や孤児院を設立し、これを機に南蛮医学が急速に広がった。

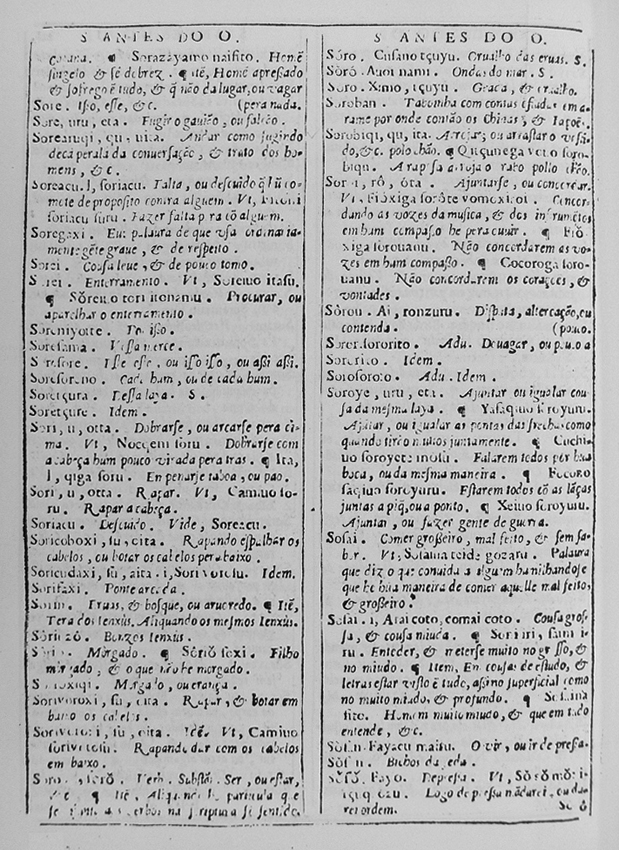
「日葡辞書」

上述したように、金属製の活字による活版印刷術は、イエズス会の宣教師ヴァリニャーノによってもたらされ、印刷機も輸入されて、ローマ字によるキリスト教文学・宗教書の翻訳、日本語辞書・日本古典の出版などもおこなわれた。これがキリシタン版であり、出版された土地の名をとって天草版、長崎版などと呼ばれる。特に1592年の天草版『平家物語』や1593年の天草版『伊曽保物語（イソップ物語）』、1603年の長崎版『日葡辞書』などはポルトガル式ローマ字体で出版されたため、当時の日本語の音韻を忠実に記した貴重な資料となっており、国語学的見地からも価値が高い。宗教書には、キリスト教の教理問答を解説した1592年の天草版『ドチリナ・キリシタン』や勧善の教訓を漢字・ひらがなまじりの日本文で記した1599年の長崎版『ぎゃ・ど・ぺかどる（罪人を善に導くの儀也）』、『コンテムツス・ムンジ』などがある。
南蛮人・南蛮文化の渡来は、ただ新しい科学的な道具や珍奇な物品・文物をもたらしただけではなく、それまで日本人の視野や精神になかった地域との遭遇でもあった。そして、古代以来の「インド・中国・日本」という三国をもととした世界観は打ち破られた。
衣食・医療のほか音楽などの面でも南蛮文化は意外なほど浸透しており、今日、最も日本的な文化のひとつとされる茶の湯も、当時にあっては多分に異国趣味の要素を含むものと見なされていた。南蛮文化そのものは江戸幕府の貿易統制策（いわゆる「鎖国政策」）のために短命に終ったが、カルタやタバコはその後も広く普及し、パン・カステラ・カッパ・コンペイトウ・シャボン・ラシャ・ジュバンなどのポルトガル語も日常的に用いられ、現代の日本語にも単語として残っている。

### 関連画像

「南蛮屏風」（16～17世紀）
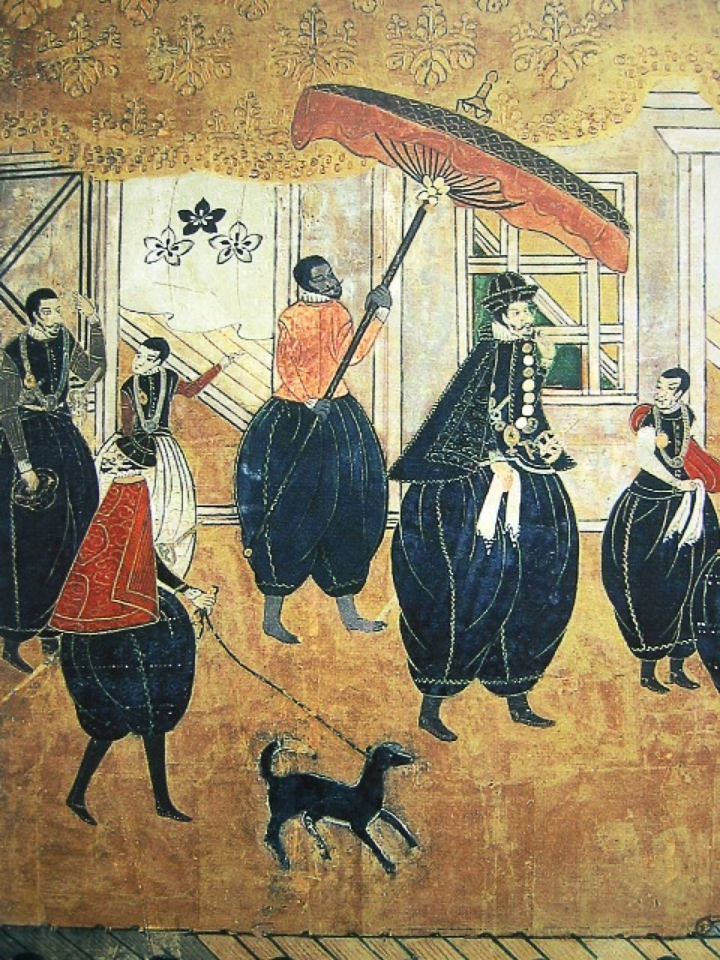
「南蛮屏風」（一部）。黒人もまじる南蛮人
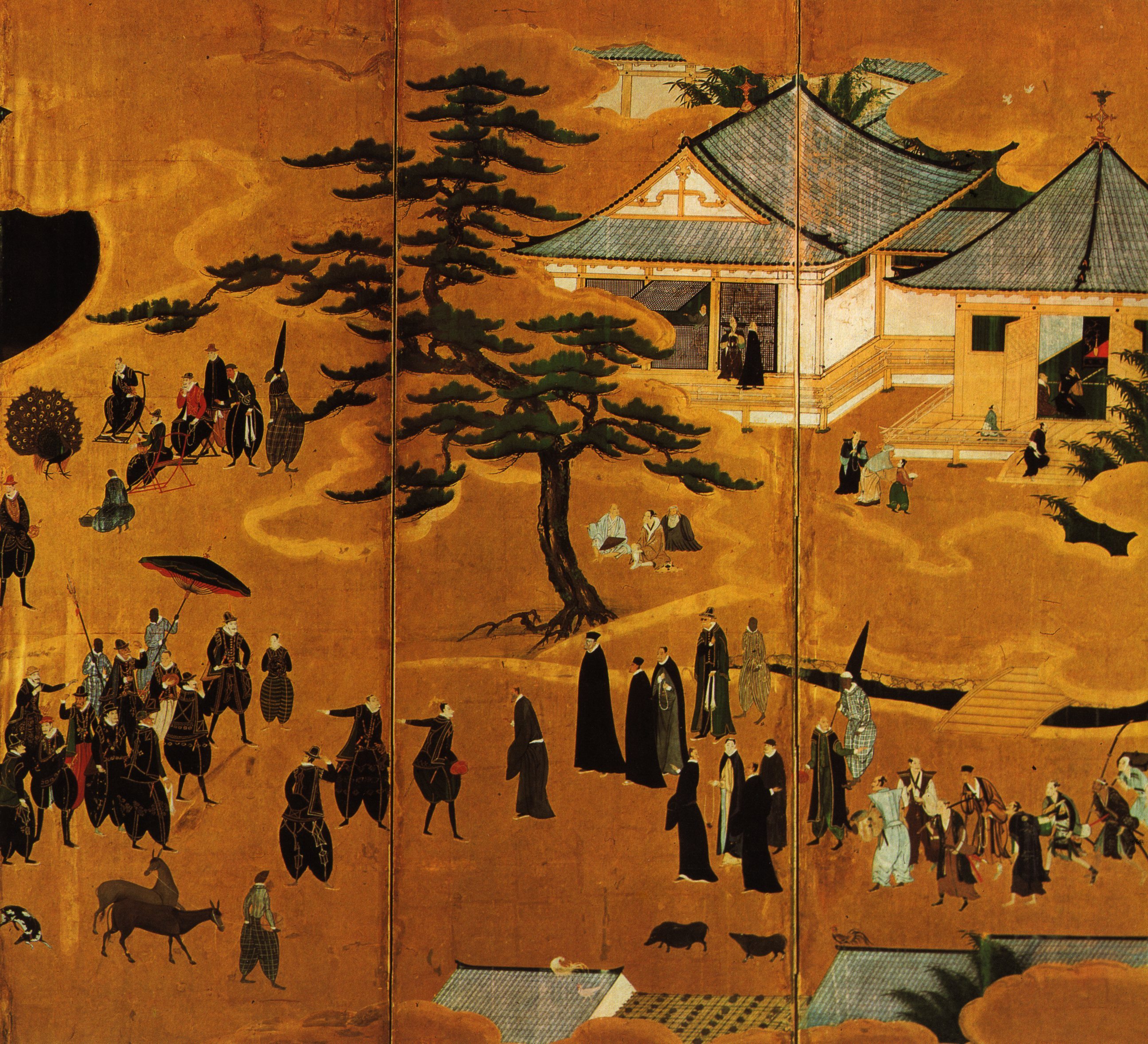
「南蛮屏風」（一部）。南蛮寺のようす
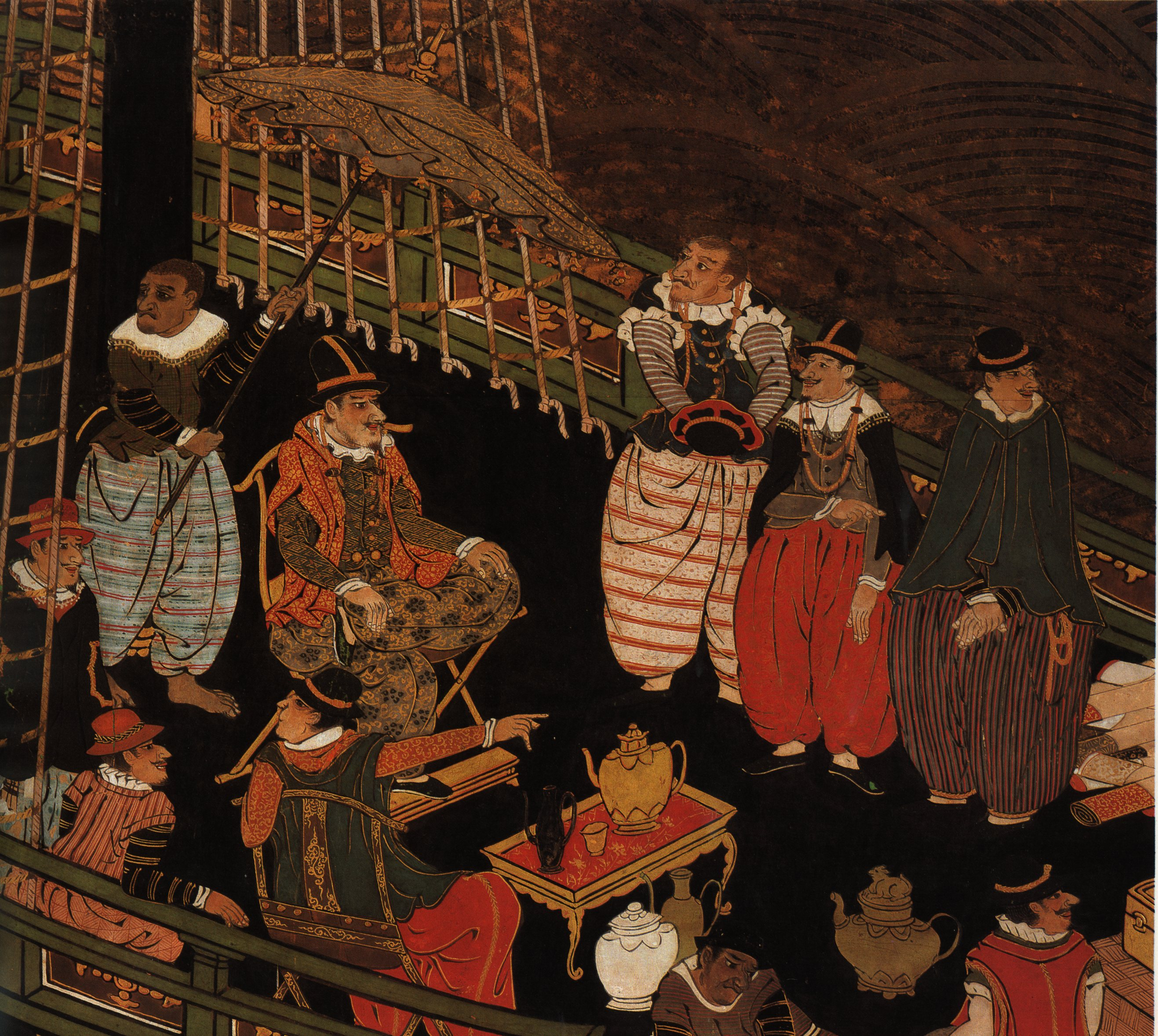
「南蛮屏風」（一部）。南蛮船と南蛮人
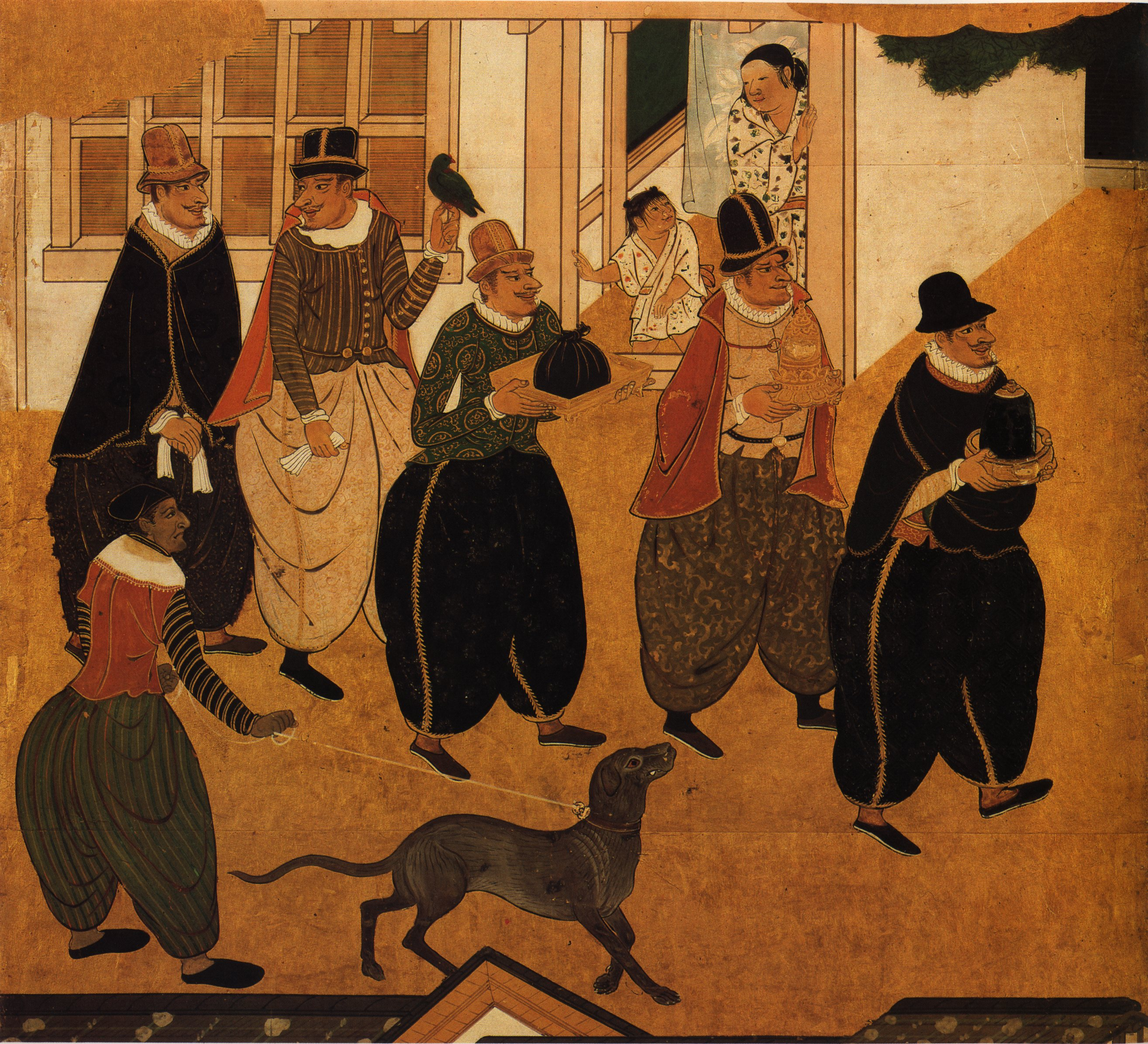
「南蛮屏風」（一部）。上陸したカピタンの行列
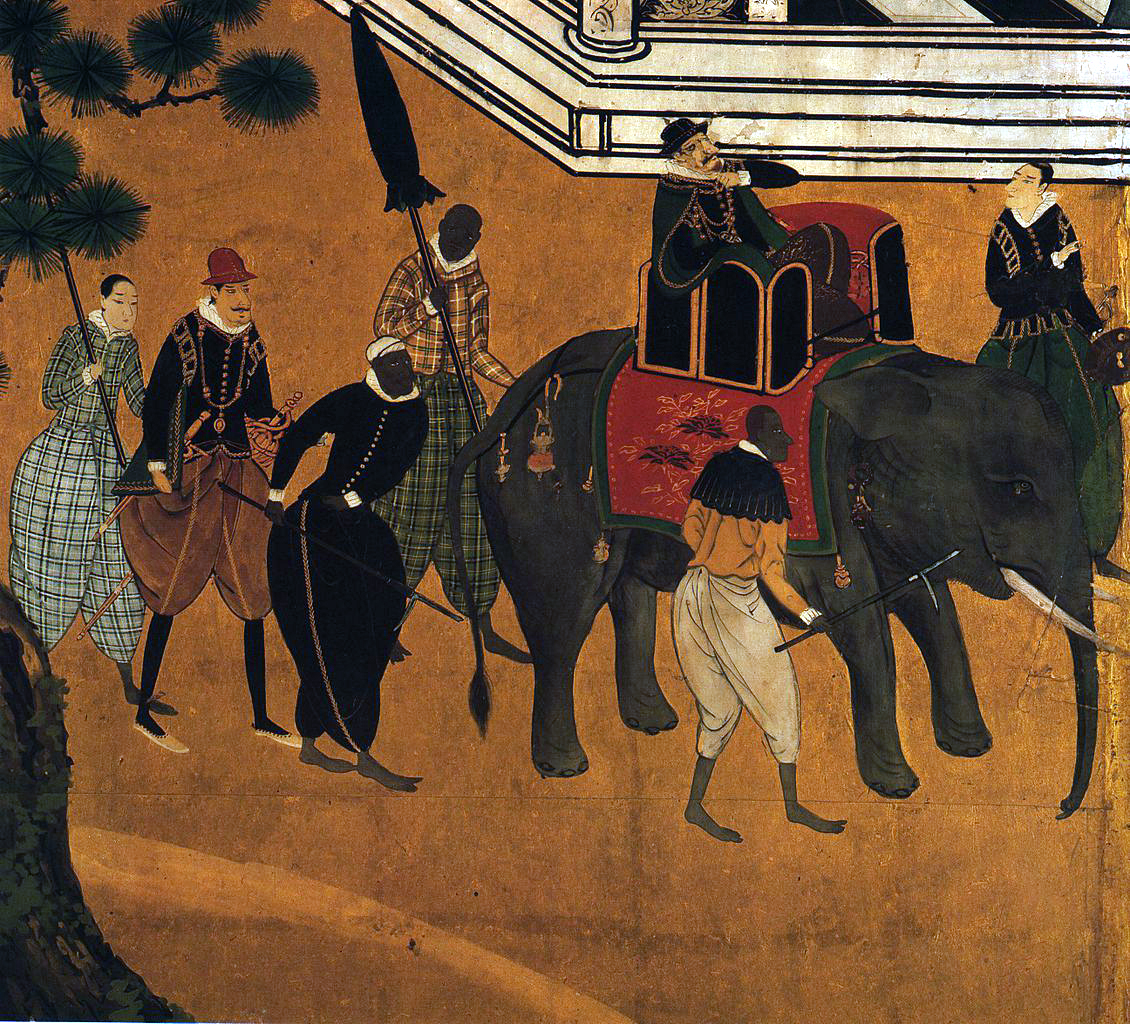
「南蛮屏風」（一部）。象に乗るカピタンと従者
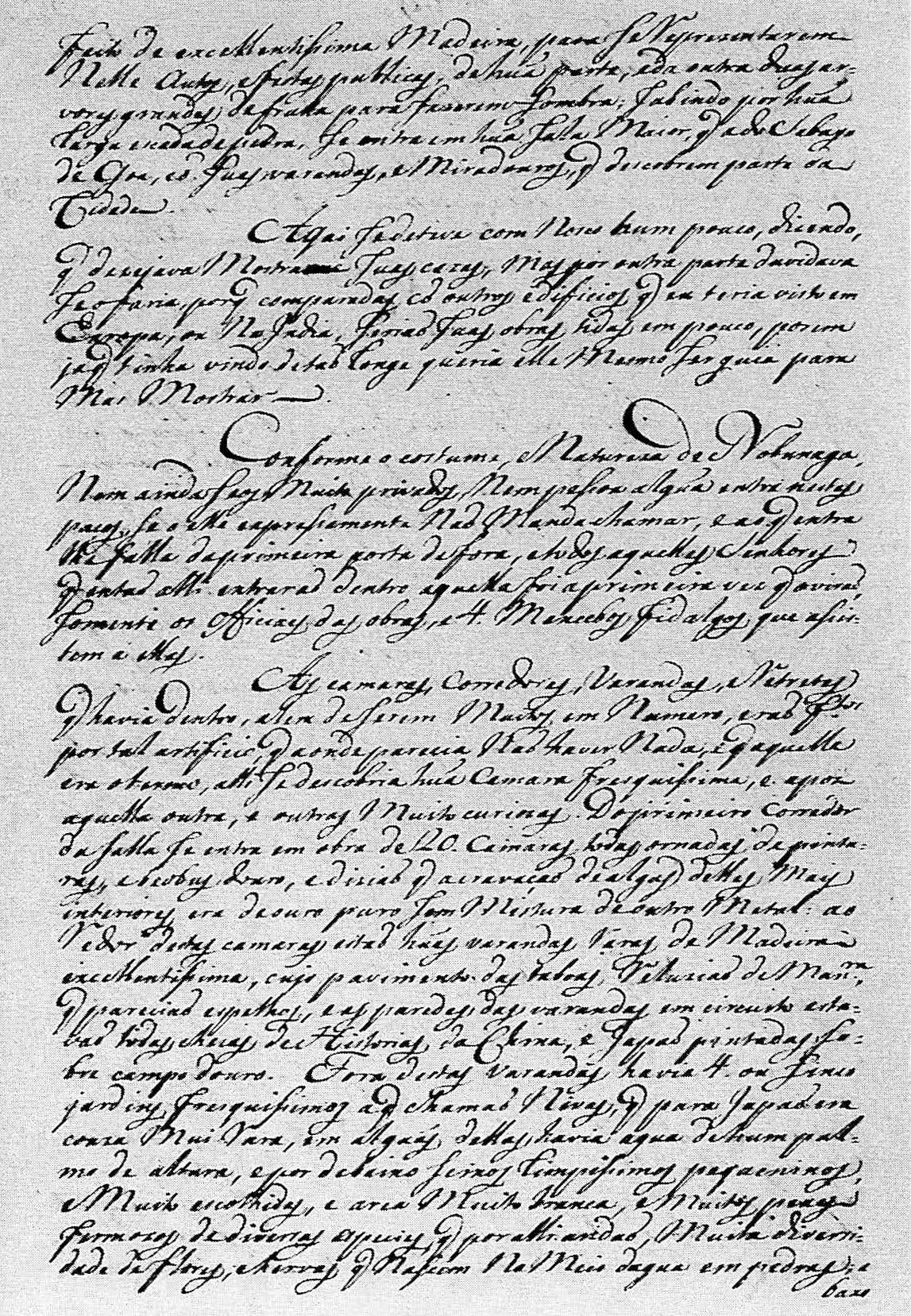
ルイス・フロイス『日本史』目次
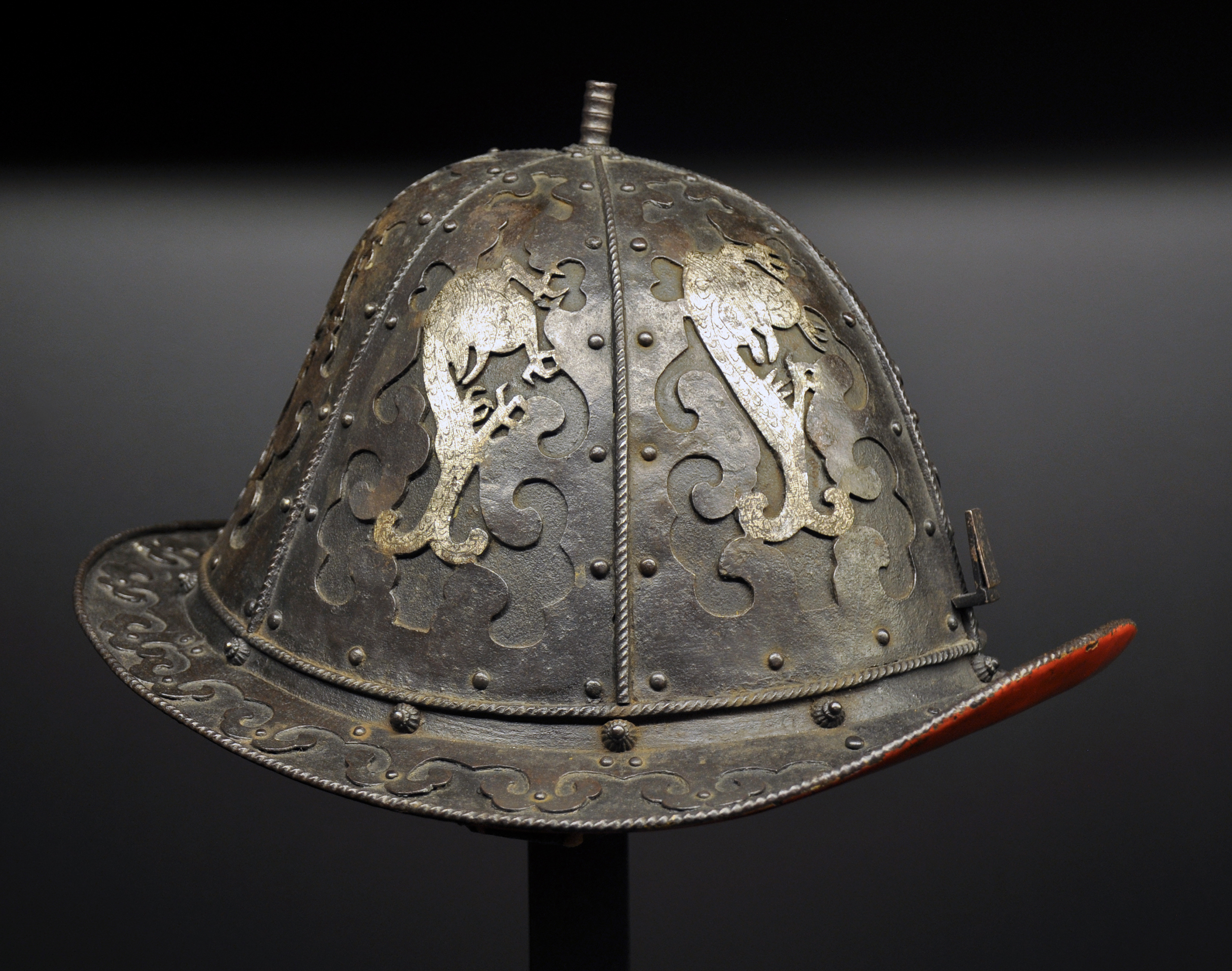
南蛮兜（ダラスのアン・アンド・ガブリエル・バービー＝ミュラー博物館）
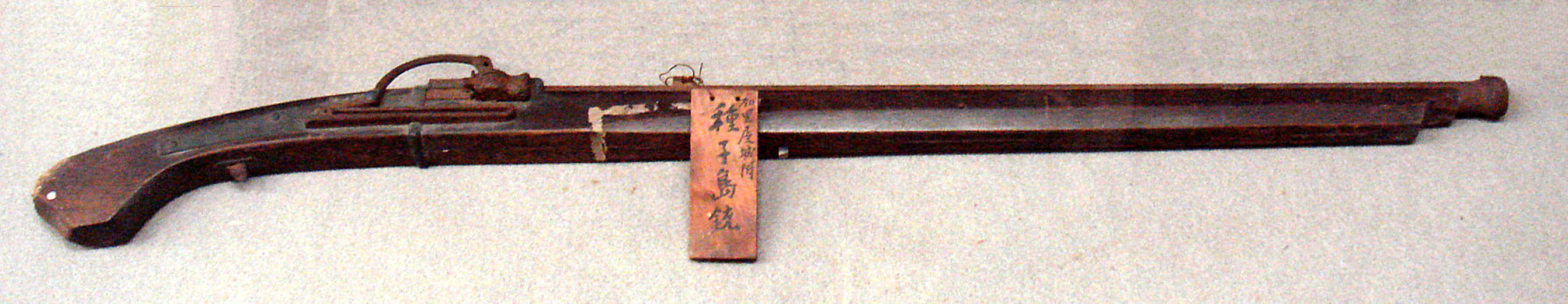
火縄銃（「種子島」）
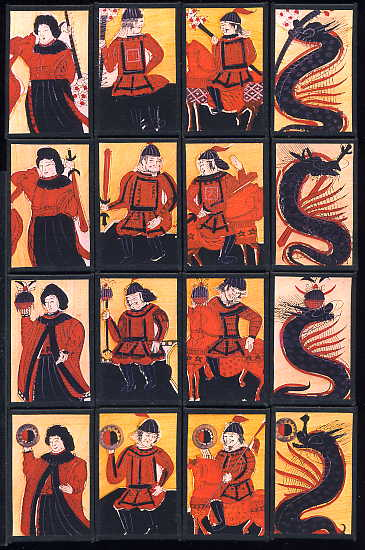
うんすんカルタ
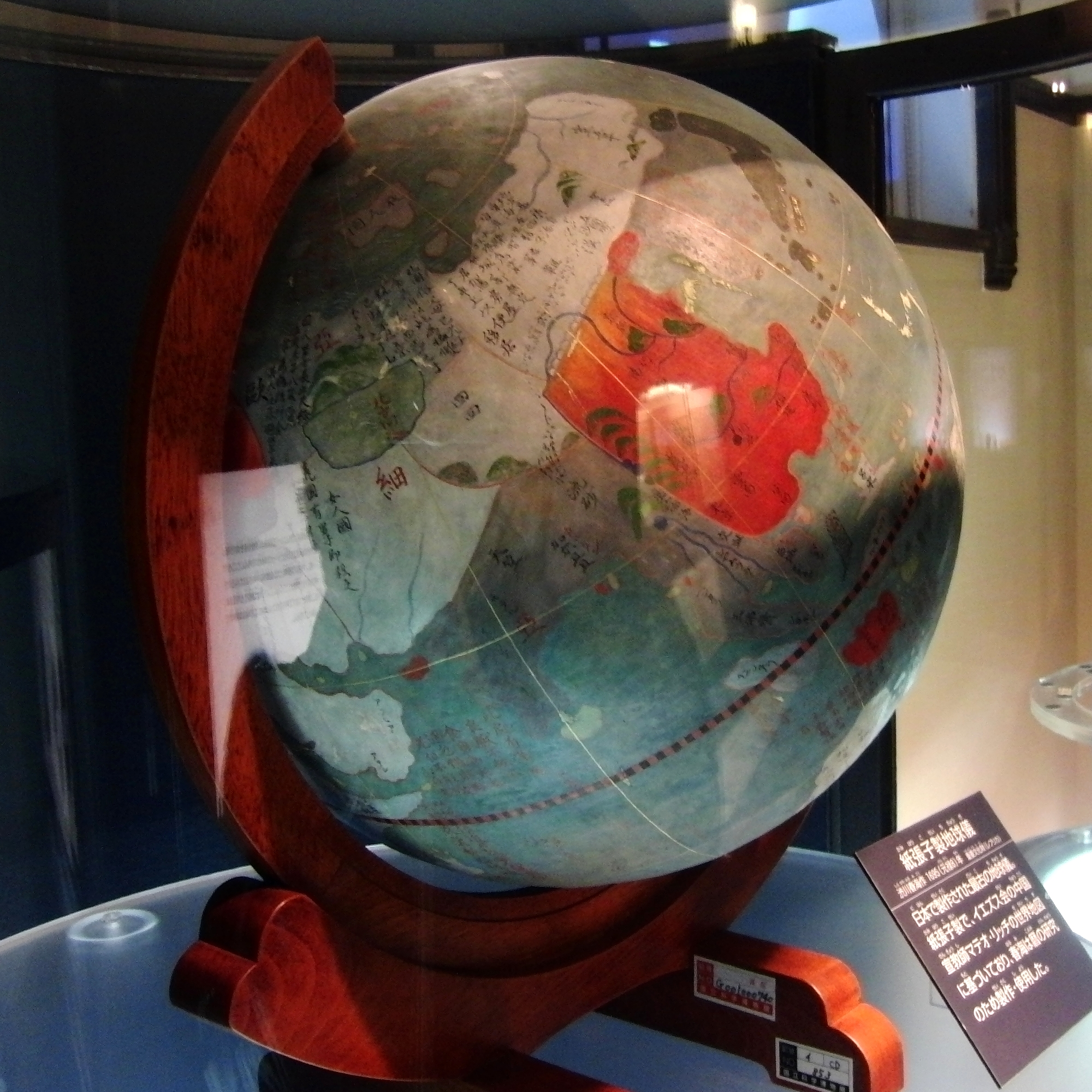
日本人制作の現存最古の地球儀（渋川春海作、1695年）